# 長岡市
長岡市（ながおかし）は、新潟県の中南部（中越地方）に位置する市。県内では新潟市に次いで第2位の人口を持ち、中越地方では最多の人口を有する。施行時特例市に指定されており、長岡まつり大花火大会で知られている。1906年（明治39年）に市制施行。

## 概要

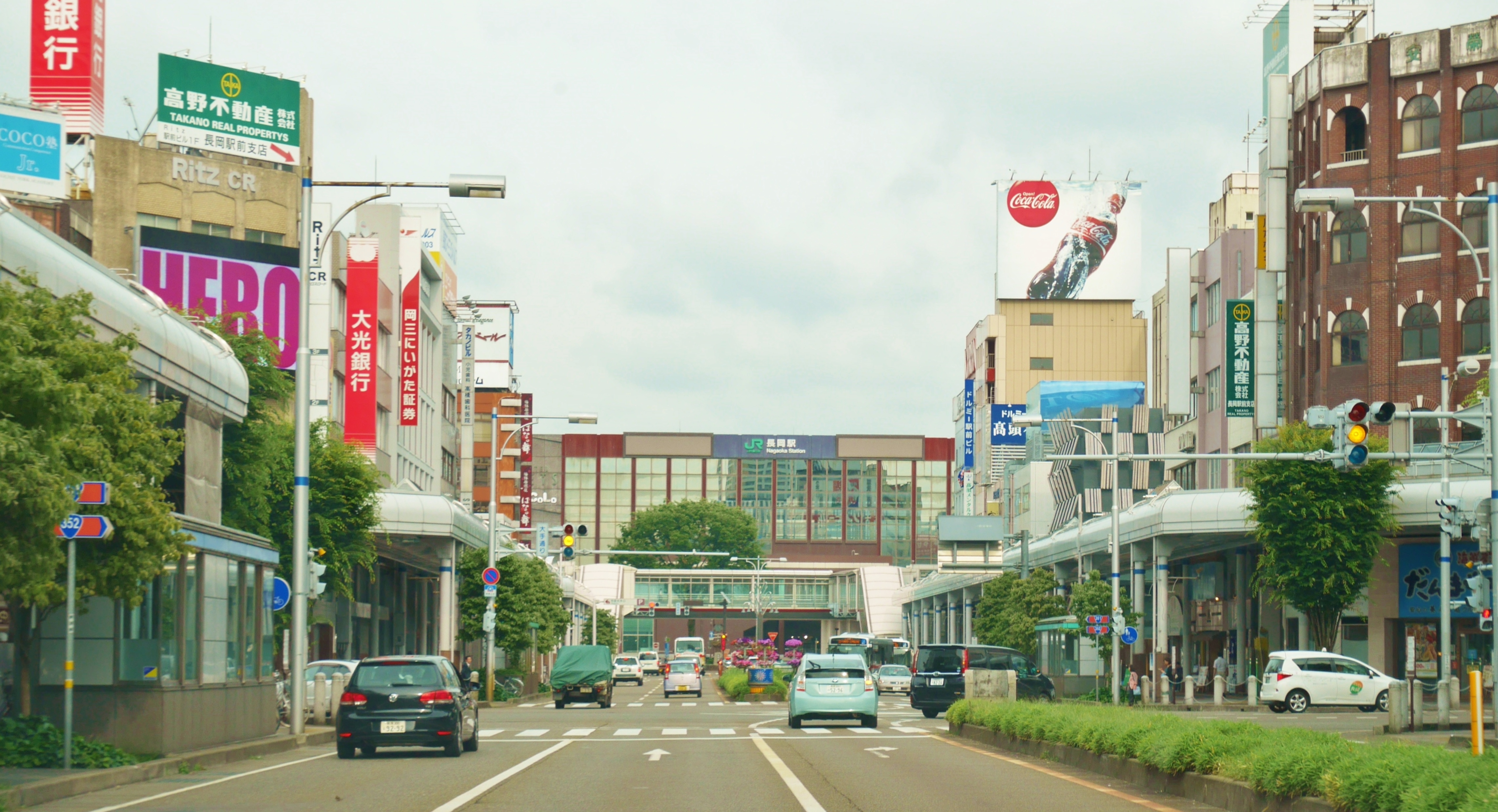
長岡市の中心市街地（大手通り）

新潟県の中越地方の中心都市であり、長岡都市圏を形成している。
長岡市の中央部は信濃川により形成された沖積平野に位置し、江戸時代には長岡藩の城下町として栄えた。
戊辰戦争と第二次世界大戦（長岡空襲）の二度にわたって市の中心部は壊滅的被害を受けるが、共に不撓不屈の精神により復興を遂げ、現在に至る。それに因み、市の紋章は不死鳥をイメージして、「長」の文字を図案化したものになっている。
かつての古志郡や三島郡の大部分を占める他、蒲原郡・魚沼郡・刈羽郡の一部にも跨る市域をもつ。

## 地理

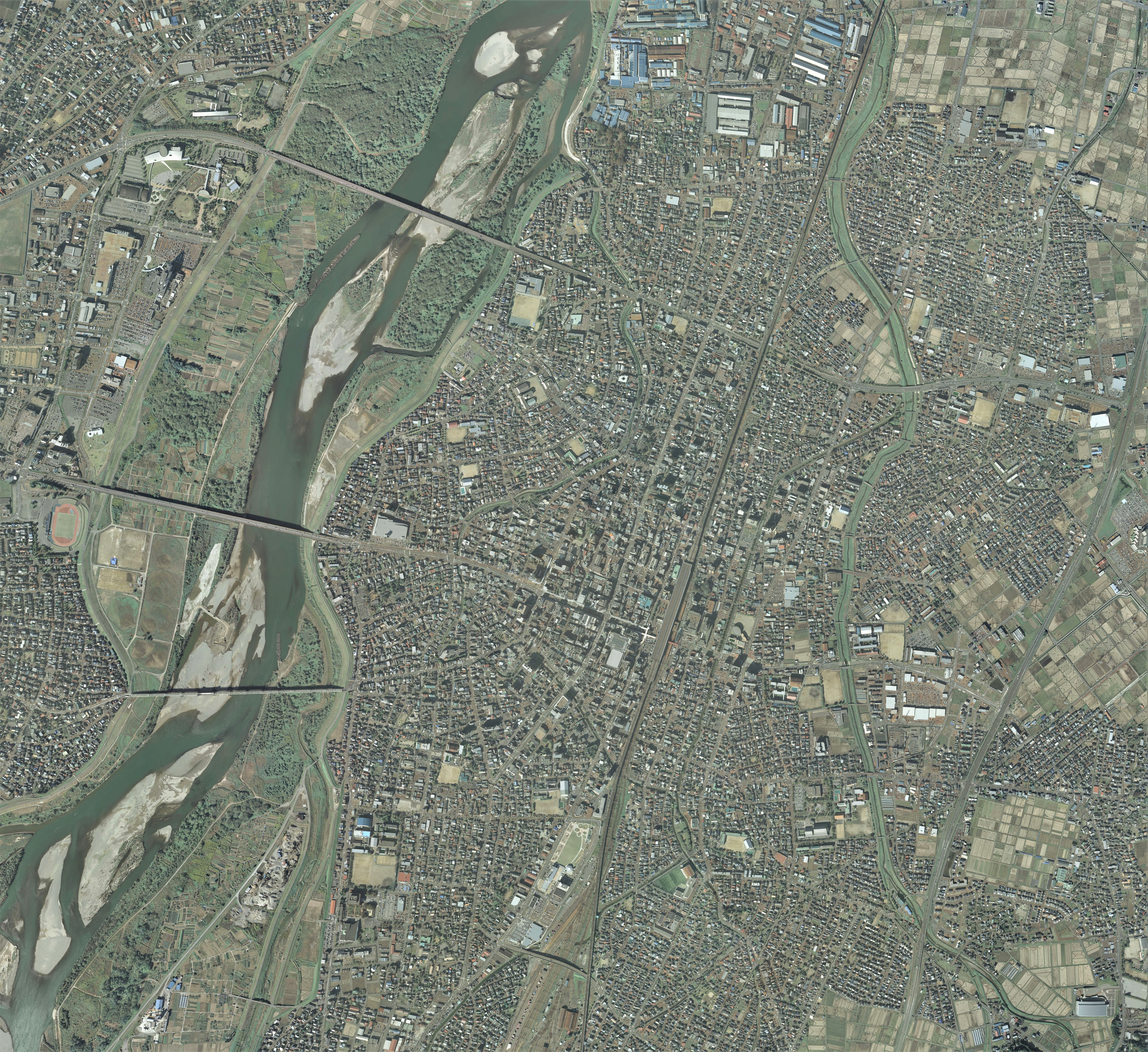
2011年（平成23年）撮影の長岡市中心部周辺の空中写真。2011年撮影の28枚を合成作成。。

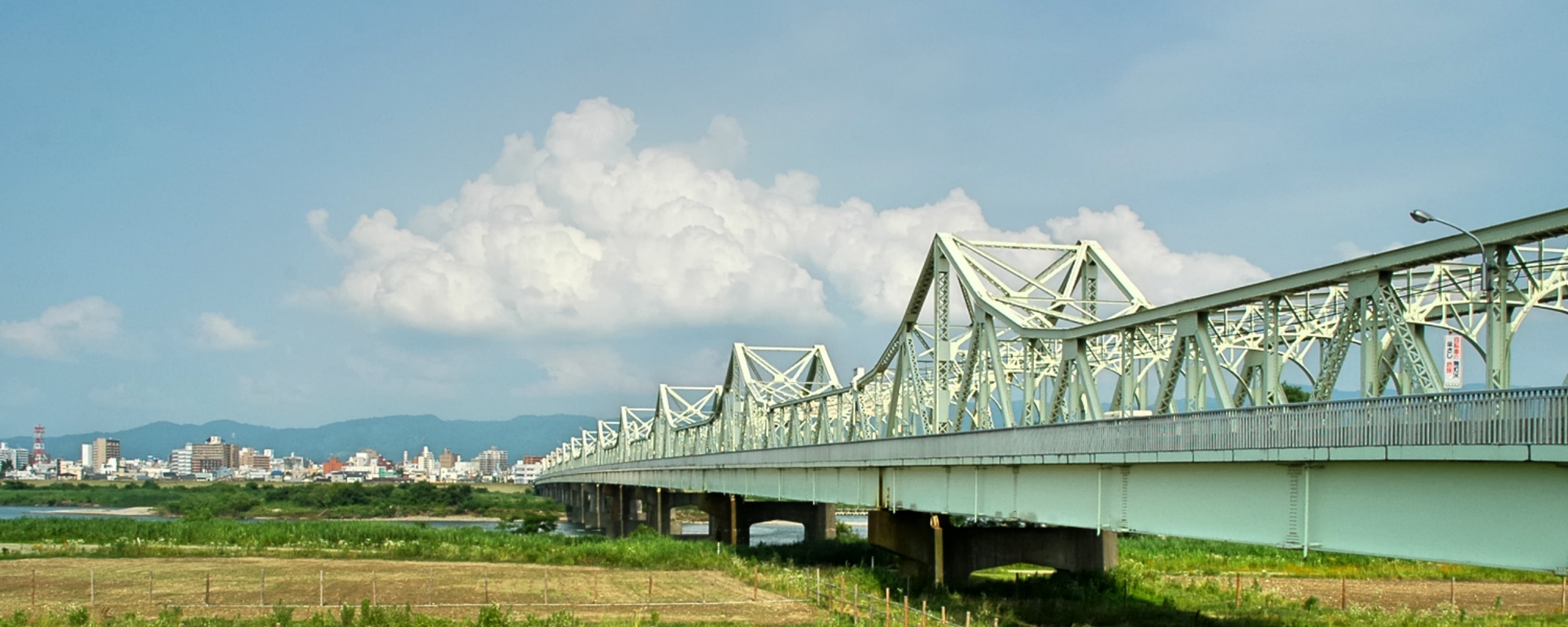
信濃川に架かる長生橋

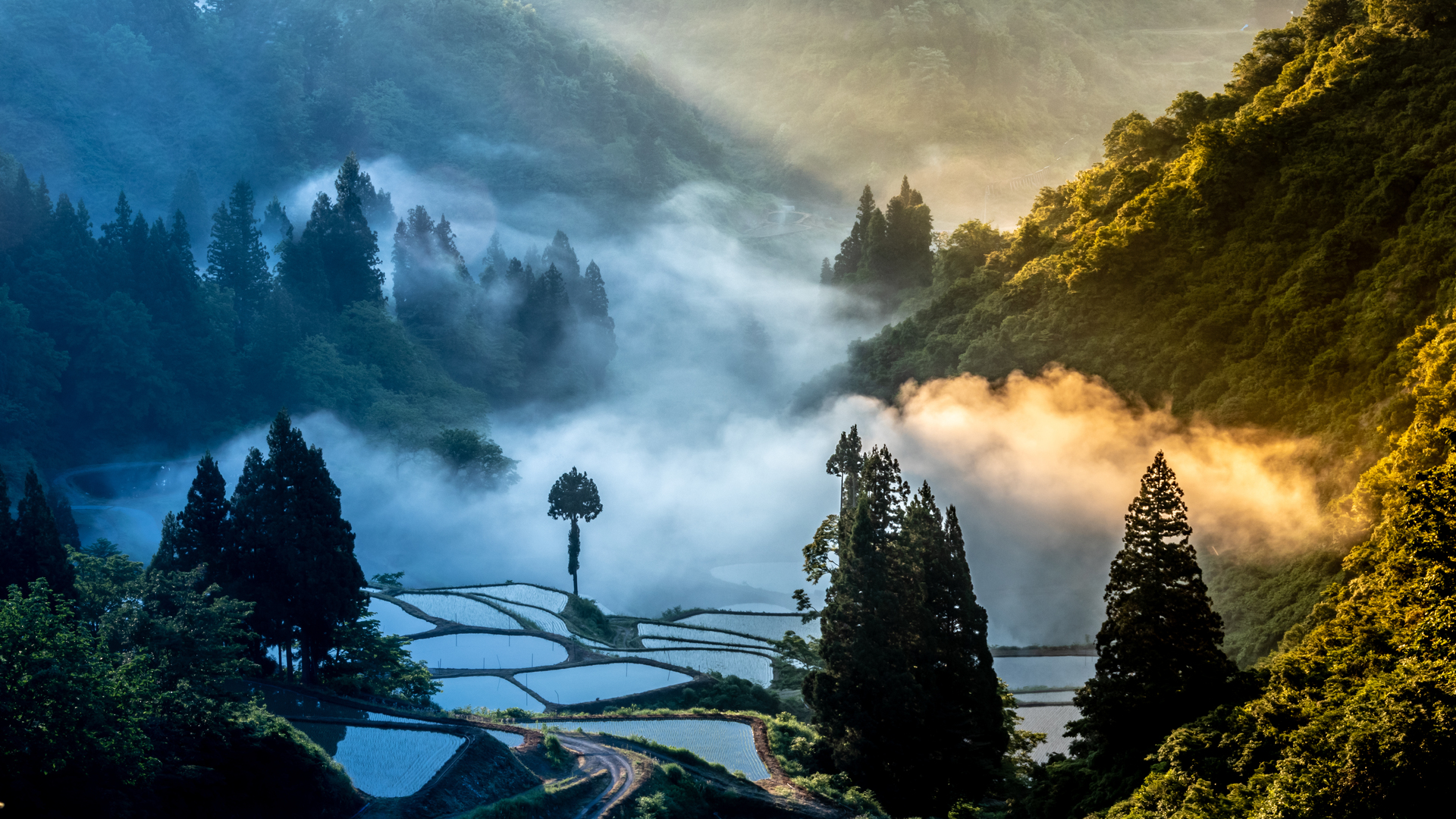
山古志の棚田

### 位置
越後平野が広がりはじめる南部に位置し、新潟市の新潟県庁までは約60 kmの距離にある。新潟市までは上越新幹線では20分前後、在来線では特急で約50分、普通列車で約75分、自動車では約60分で移動できる。
上越新幹線で東京から約80 - 100分、関越自動車道で東京から約3時間の位置にあり、経済面など関東地方との結びつきが強い。

### 地形
南北に日本最長の大河である信濃川が縦断し、信濃川の両岸に広がる沖積平野を中心に中心市街地が発展している。
東西には東山連峰と西山丘陵地がそれぞれ連なる。市の東部にあたる山古志地域や栃尾地域の一部は山間地の急傾斜地帯を形成し、さらに栃尾地域の南東方面には越後山脈の守門岳がそびえる。
北西部では日本海に面しており、南北に約16 kmの海岸線を持つ。

#### 山地
主な山
- 弥彦山
- 八石山
- 悠久山
- 守門岳
- 鋸山

#### 河川
主な川
- 信濃川
- 大河津分水路
- 魚野川
- 芋川
- 渋海川
- 太田川
- 柿川
- 栖吉川
- 黒川
- 猿橋川
- 刈谷田川
- 郷本川

#### 温泉
- 蓬平温泉
- 長岡温泉
- 寺泊温泉

### 気象
地理的に大部分が盆地で占められており、寒暖の差がやや大きい傾向がある。信濃川流域の越後平野には遮蔽物が少なく、夏ごろは突風が吹くことがある。
| 長岡（長岡地域気象観測所）の気候                        | 長岡（長岡地域気象観測所）の気候 | 長岡（長岡地域気象観測所）の気候 | 長岡（長岡地域気象観測所）の気候 | 長岡（長岡地域気象観測所）の気候 | 長岡（長岡地域気象観測所）の気候 | 長岡（長岡地域気象観測所）の気候 | 長岡（長岡地域気象観測所）の気候 | 長岡（長岡地域気象観測所）の気候 | 長岡（長岡地域気象観測所）の気候 | 長岡（長岡地域気象観測所）の気候 | 長岡（長岡地域気象観測所）の気候 | 長岡（長岡地域気象観測所）の気候 | 長岡（長岡地域気象観測所）の気候 |
| 月                                                      | 1月                              | 2月                              | 3月                              | 4月                              | 5月                              | 6月                              | 7月                              | 8月                              | 9月                              | 10月                             | 11月                             | 12月                             | 年                               |
| ------------------------------------------------------- | -------------------------------- | -------------------------------- | -------------------------------- | -------------------------------- | -------------------------------- | -------------------------------- | -------------------------------- | -------------------------------- | -------------------------------- | -------------------------------- | -------------------------------- | -------------------------------- | -------------------------------- |
| 最高気温記録 °C （°F）                                  | 15.0 (59)                        | 20.0 (68)                        | 23.3 (73.9)                      | 31.4 (88.5)                      | 32.8 (91)                        | 37.0 (98.6)                      | 39.4 (102.9)                     | 39.4 (102.9)                     | 38.3 (100.9)                     | 35.3 (95.5)                      | 27.1 (80.8)                      | 19.9 (67.8)                      | 39.4 (102.9)                     |
| 平均最高気温 °C （°F）                                  | 4.5 (40.1)                       | 5.2 (41.4)                       | 9.4 (48.9)                       | 16.5 (61.7)                      | 22.3 (72.1)                      | 25.7 (78.3)                      | 29.1 (84.4)                      | 30.9 (87.6)                      | 26.7 (80.1)                      | 20.6 (69.1)                      | 14.0 (57.2)                      | 7.6 (45.7)                       | 17.7 (63.9)                      |
| 日平均気温 °C （°F）                                    | 1.6 (34.9)                       | 1.8 (35.2)                       | 4.9 (40.8)                       | 11.0 (51.8)                      | 16.9 (62.4)                      | 21.0 (69.8)                      | 24.8 (76.6)                      | 26.2 (79.2)                      | 22.0 (71.6)                      | 15.9 (60.6)                      | 9.6 (49.3)                       | 4.2 (39.6)                       | 13.3 (55.9)                      |
| 平均最低気温 °C （°F）                                  | −0.7 (30.7)                      | −1.1 (30)                        | 1.1 (34)                         | 6.0 (42.8)                       | 12.1 (53.8)                      | 17.1 (62.8)                      | 21.4 (70.5)                      | 22.5 (72.5)                      | 18.3 (64.9)                      | 12.0 (53.6)                      | 6.0 (42.8)                       | 1.5 (34.7)                       | 9.7 (49.5)                       |
| 最低気温記録 °C （°F）                                  | −9.7 (14.5)                      | −11.8 (10.8)                     | −6.3 (20.7)                      | −2.8 (27)                        | 2.9 (37.2)                       | 9.0 (48.2)                       | 13.0 (55.4)                      | 14.1 (57.4)                      | 8.1 (46.6)                       | 2.5 (36.5)                       | −1.9 (28.6)                      | −8.4 (16.9)                      | −11.8 (10.8)                     |
| 降水量 mm （inch）                                      | 294.4 (11.591)                   | 165.5 (6.516)                    | 140.8 (5.543)                    | 103.7 (4.083)                    | 97.8 (3.85)                      | 136.9 (5.39)                     | 235.0 (9.252)                    | 163.9 (6.453)                    | 165.6 (6.52)                     | 184.6 (7.268)                    | 289.0 (11.378)                   | 372.2 (14.654)                   | 2,349.3 (92.492)                 |
| 降雪量 cm （inch）                                      | 197 (77.6)                       | 155 (61)                         | 52 (20.5)                        | 1 (0.4)                          | 0 (0)                            | 0 (0)                            | 0 (0)                            | 0 (0)                            | 0 (0)                            | 0 (0)                            | 1 (0.4)                          | 76 (29.9)                        | 477 (187.8)                      |
| 平均降水日数 （≥1.0 mm）                                | 25.8                             | 20.5                             | 18.7                             | 13.4                             | 10.6                             | 11.5                             | 13.8                             | 11.1                             | 13.6                             | 15.1                             | 19.9                             | 24.7                             | 198.6                            |
| 平均月間日照時間                                        | 37.3                             | 60.6                             | 117.9                            | 170.8                            | 201.3                            | 155.4                            | 143.9                            | 193.5                            | 141.0                            | 132.4                            | 88.3                             | 49.3                             | 1,493.9                          |
| 出典：気象庁 (平均値：1991年-2020年、極値：1976年-現在) |                                  |                                  |                                  |                                  |                                  |                                  |                                  |                                  |                                  |                                  |                                  |                                  |                                  |

| 寺泊（2001年 - 2020年）の気候      | 寺泊（2001年 - 2020年）の気候 | 寺泊（2001年 - 2020年）の気候 | 寺泊（2001年 - 2020年）の気候 | 寺泊（2001年 - 2020年）の気候 | 寺泊（2001年 - 2020年）の気候 | 寺泊（2001年 - 2020年）の気候 | 寺泊（2001年 - 2020年）の気候 | 寺泊（2001年 - 2020年）の気候 | 寺泊（2001年 - 2020年）の気候 | 寺泊（2001年 - 2020年）の気候 | 寺泊（2001年 - 2020年）の気候 | 寺泊（2001年 - 2020年）の気候 | 寺泊（2001年 - 2020年）の気候 |
| 月                                 | 1月                           | 2月                           | 3月                           | 4月                           | 5月                           | 6月                           | 7月                           | 8月                           | 9月                           | 10月                          | 11月                          | 12月                          | 年                            |
| ---------------------------------- | ----------------------------- | ----------------------------- | ----------------------------- | ----------------------------- | ----------------------------- | ----------------------------- | ----------------------------- | ----------------------------- | ----------------------------- | ----------------------------- | ----------------------------- | ----------------------------- | ----------------------------- |
| 最高気温記録 °C （°F）             | 14.6 (58.3)                   | 21.7 (71.1)                   | 23.3 (73.9)                   | 26.8 (80.2)                   | 31.2 (88.2)                   | 34.1 (93.4)                   | 39.4 (102.9)                  | 40.6 (105.1)                  | 38.0 (100.4)                  | 32.1 (89.8)                   | 26.2 (79.2)                   | 18.8 (65.8)                   | 40.6 (105.1)                  |
| 平均最高気温 °C （°F）             | 5.7 (42.3)                    | 6.7 (44.1)                    | 10.7 (51.3)                   | 15.9 (60.6)                   | 21.1 (70)                     | 25.0 (77)                     | 28.3 (82.9)                   | 30.6 (87.1)                   | 26.7 (80.1)                   | 20.8 (69.4)                   | 14.6 (58.3)                   | 8.6 (47.5)                    | 17.9 (64.2)                   |
| 日平均気温 °C （°F）               | 2.6 (36.7)                    | 2.9 (37.2)                    | 5.9 (42.6)                    | 10.7 (51.3)                   | 16.0 (60.8)                   | 20.3 (68.5)                   | 24.1 (75.4)                   | 25.9 (78.6)                   | 21.9 (71.4)                   | 16.0 (60.8)                   | 10.2 (50.4)                   | 5.1 (41.2)                    | 13.5 (56.3)                   |
| 平均最低気温 °C （°F）             | −0.1 (31.8)                   | −0.3 (31.5)                   | 1.8 (35.2)                    | 6.3 (43.3)                    | 11.9 (53.4)                   | 16.7 (62.1)                   | 21.1 (70)                     | 22.5 (72.5)                   | 18.4 (65.1)                   | 12.2 (54)                     | 6.5 (43.7)                    | 1.9 (35.4)                    | 9.9 (49.8)                    |
| 最低気温記録 °C （°F）             | −6.6 (20.1)                   | −6.4 (20.5)                   | −5.3 (22.5)                   | −1.3 (29.7)                   | 4.6 (40.3)                    | 10.0 (50)                     | 14.4 (57.9)                   | 15.0 (59)                     | 7.9 (46.2)                    | 3.9 (39)                      | −1.6 (29.1)                   | −3.3 (26.1)                   | −6.6 (20.1)                   |
| 降水量 mm （inch）                 | 181.6 (7.15)                  | 111.3 (4.382)                 | 114.8 (4.52)                  | 103.4 (4.071)                 | 91.3 (3.594)                  | 127.9 (5.035)                 | 273.7 (10.776)                | 150.4 (5.921)                 | 160.5 (6.319)                 | 154.3 (6.075)                 | 219.0 (8.622)                 | 247.4 (9.74)                  | 1,962.9 (77.28)               |
| 平均降水日数 （≥1.0 mm）           | 22.8                          | 17.8                          | 16.3                          | 12.4                          | 10.3                          | 9.5                           | 14.4                          | 10.7                          | 12.6                          | 13.7                          | 19.2                          | 23.8                          | 183.8                         |
| 平均月間日照時間                   | 46.1                          | 76.8                          | 140.9                         | 187.3                         | 212.3                         | 194.7                         | 160.1                         | 216.9                         | 168.0                         | 141.4                         | 86.5                          | 49.5                          | 1,675.3                       |
| 出典1：Japan Meteorological Agency |                               |                               |                               |                               |                               |                               |                               |                               |                               |                               |                               |                               |                               |
| 出典2：気象庁                      |                               |                               |                               |                               |                               |                               |                               |                               |                               |                               |                               |                               |                               |

#### 積雪量

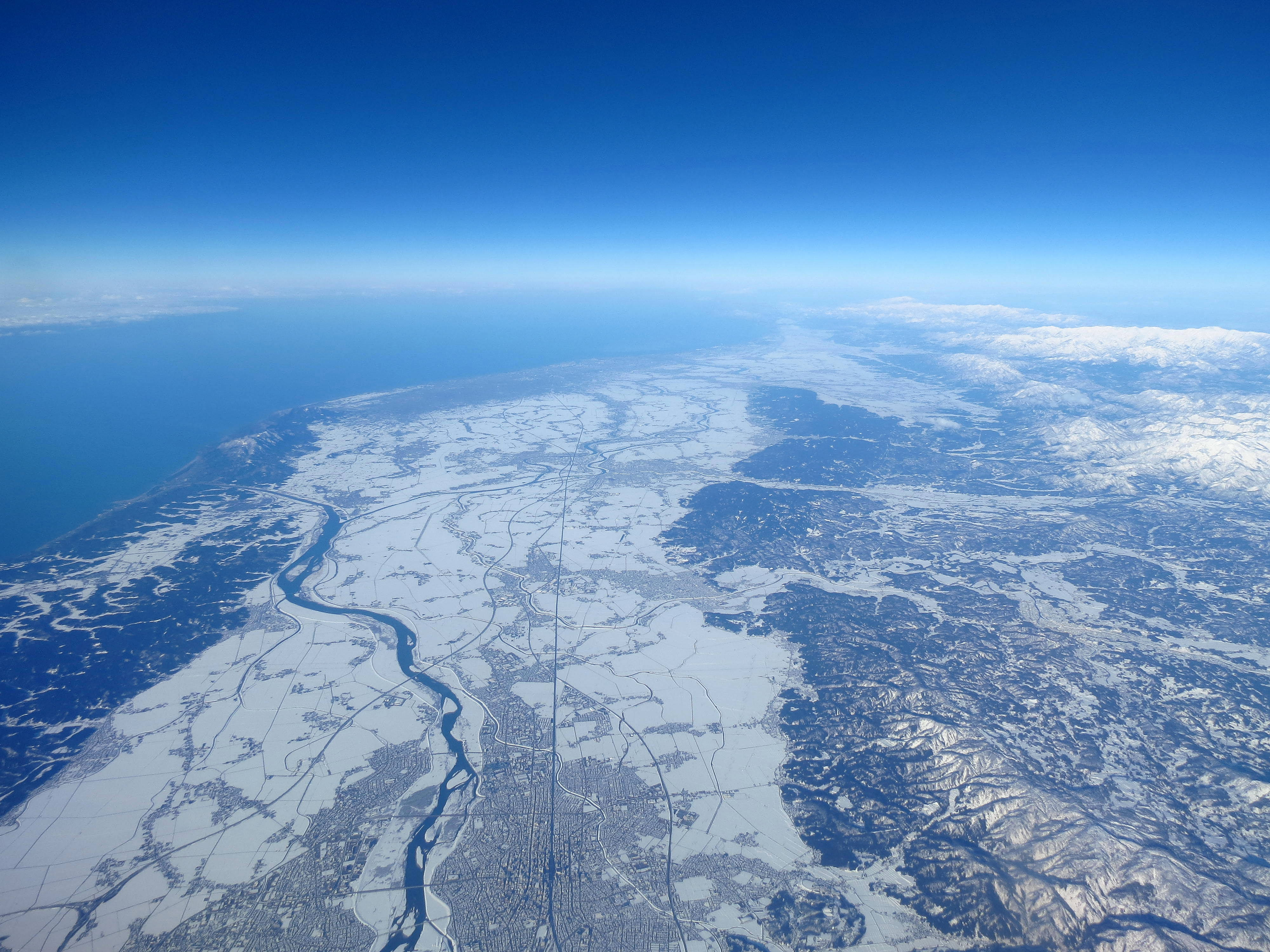
上空から撮影した冬の長岡市（手前は長岡市中心部、奥は日本海）

市街地に設置されたアメダス「長岡」での最深積雪の平年値（1991～2020年、気象庁）は89 cmであり、青森（101 cm）や札幌（97 cm）などと並ぶ有数の都市である。同地点において2 mを超える積雪は1986年（昭和61年）2月9日に記録された206 cmが最後であるが、2012年（平成24年）2月10日の170 cmをはじめ、1 m以上の積雪深を記録する年は多い。
過去には記録的な豪雪を何度か経験しており、積雪深は三八豪雪（1963年）では318 cm、五六豪雪（1981年）では212 cmに至った。
市域は広大であるため、降雪量・積雪量には地域差がある。市域は長岡地域・越路地域・山古志地域・小国地域・栃尾地域・川口地域が特別豪雪地帯に、その他の地域が豪雪地帯に指定されている。
海岸部または海岸近くに位置する寺泊地域や和島地域は比較的積雪が少ないが、盆地部の栃尾地域では2010年度から2012年度にかけて3年連続で2 mを超える積雪が観測されている。

#### 積雪対策

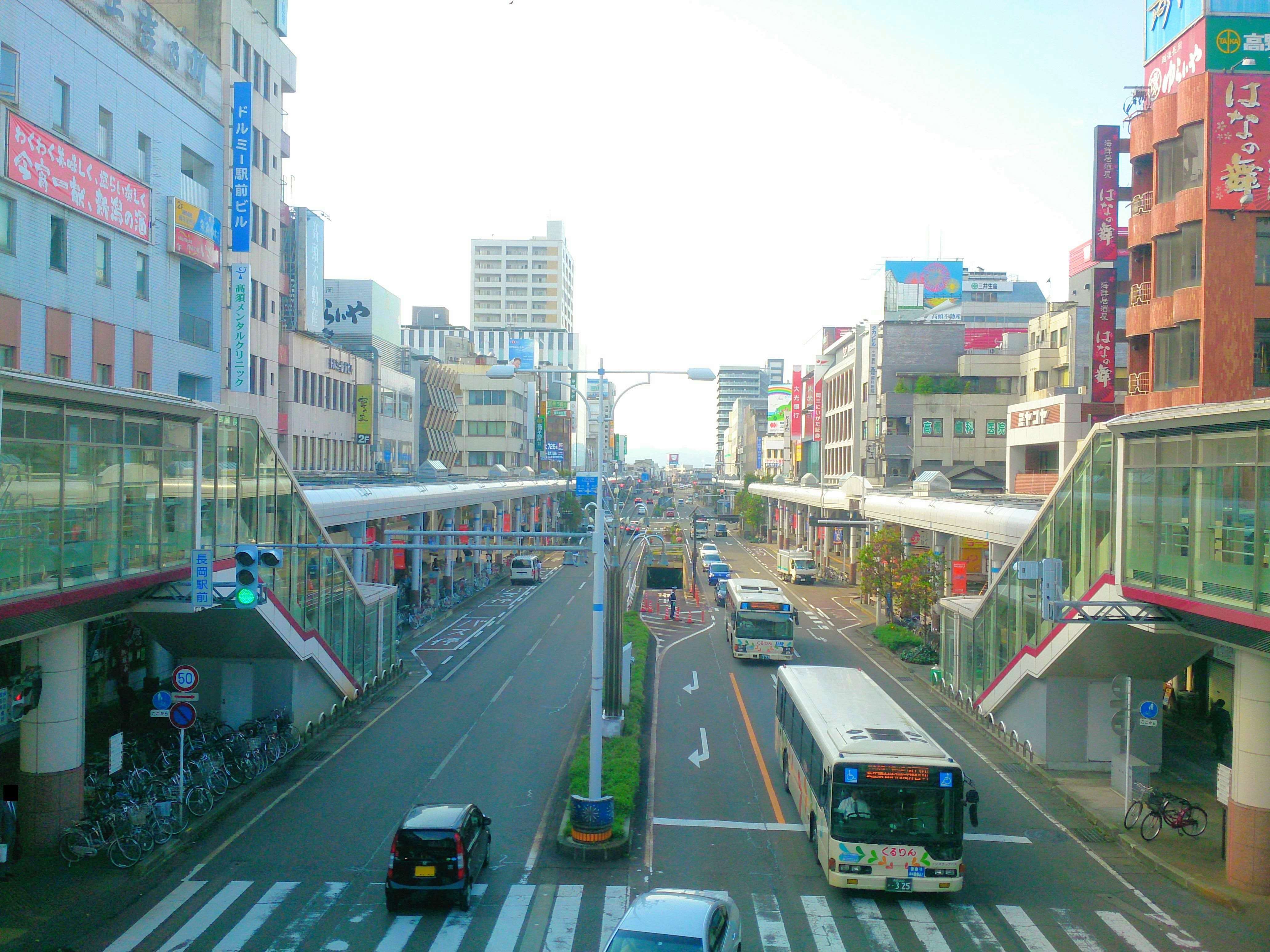
「大手スカイデッキ」やアーケードにより歩行者動線が確保された大手通り（長岡駅前）。
中央部には消雪パイプが埋め込まれている。

市街には雁木（がんぎ）が整備されているほか、市では「無雪都市」を宣言し、長岡駅前の大手通りには、雁木を改造した大規模なアーケードが設置されている。また、道路には地下水源を利用した消雪パイプが設置され、国道・県道・市道や公共施設の敷地内に至るまで広い範囲で散水消雪を行っている。

### 人口
| |                                        |  |
| 長岡市と全国の年齢別人口分布（2005年） | 長岡市の年齢・男女別人口分布（2005年） |  |
| ■紫色 ― 長岡市 ■緑色 ― 日本全国 | ■青色 ― 男性 ■赤色 ― 女性              |  |
| 長岡市（に相当する地域）の人口の推移 \| 1970年（昭和45年） \| 279,395人 \| \| \| 1975年（昭和50年） \| 283,440人 \| \| \| 1980年（昭和55年） \| 289,234人 \| \| \| 1985年（昭和60年） \| 291,251人 \| \| \| 1990年（平成2年） \| 290,923人 \| \| \| 1995年（平成7年） \| 293,250人 \| \| \| 2000年（平成12年） \| 292,887人 \| \| \| 2005年（平成17年） \| 288,457人 \| \| \| 2010年（平成22年） \| 282,674人 \| \| \| 2015年（平成27年） \| 275,133人 \| \| \| 2020年（令和2年） \| 266,936人 \| \| |                                        |  |
| 総務省統計局 国勢調査より |                                        |  |
| 1970年（昭和45年） | 279,395人                              |  |
| 1975年（昭和50年） | 283,440人                              |  |
| 1980年（昭和55年） | 289,234人                              |  |
| 1985年（昭和60年） | 291,251人                              |  |
| 1990年（平成2年） | 290,923人                              |  |
| 1995年（平成7年） | 293,250人                              |  |
| 2000年（平成12年） | 292,887人                              |  |
| 2005年（平成17年） | 288,457人                              |  |
| 2010年（平成22年） | 282,674人                              |  |
| 2015年（平成27年） | 275,133人                              |  |
| 2020年（令和2年） | 266,936人                              |  |

### 隣接自治体・行政区
新潟県
※北から時計回りに
- 新潟市（西蒲区）
- 西蒲原郡弥彦村
- 燕市
- 三条市
- 見附市
- 魚沼市
- 小千谷市
- 十日町市
- 柏崎市
- 刈羽郡刈羽村
- 三島郡出雲崎町

## 歴史

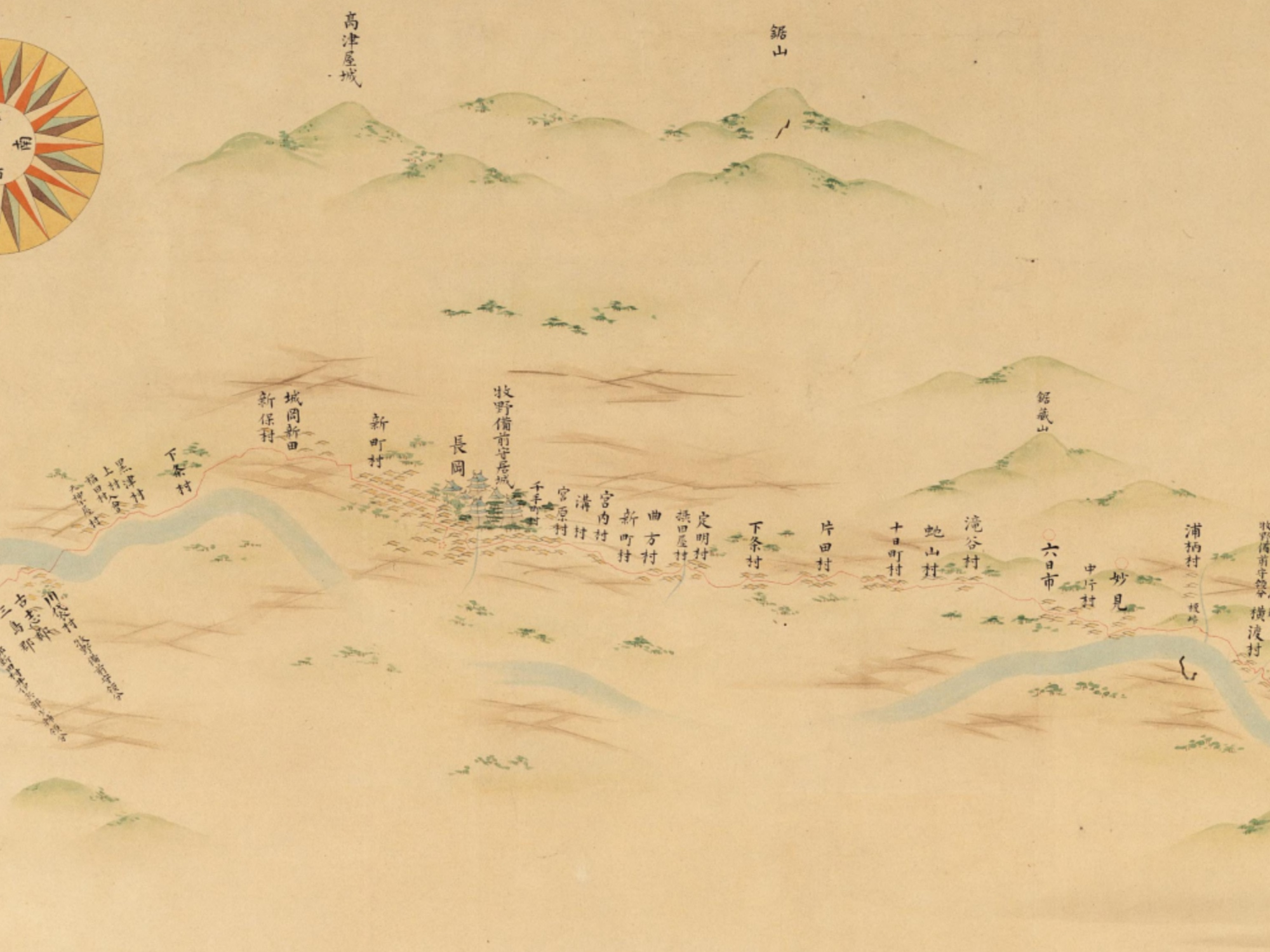
伊能忠敬による『大日本沿海輿地全図』に描かれた長岡藩（[ 国立国会図書館デジタルコレクション]より）

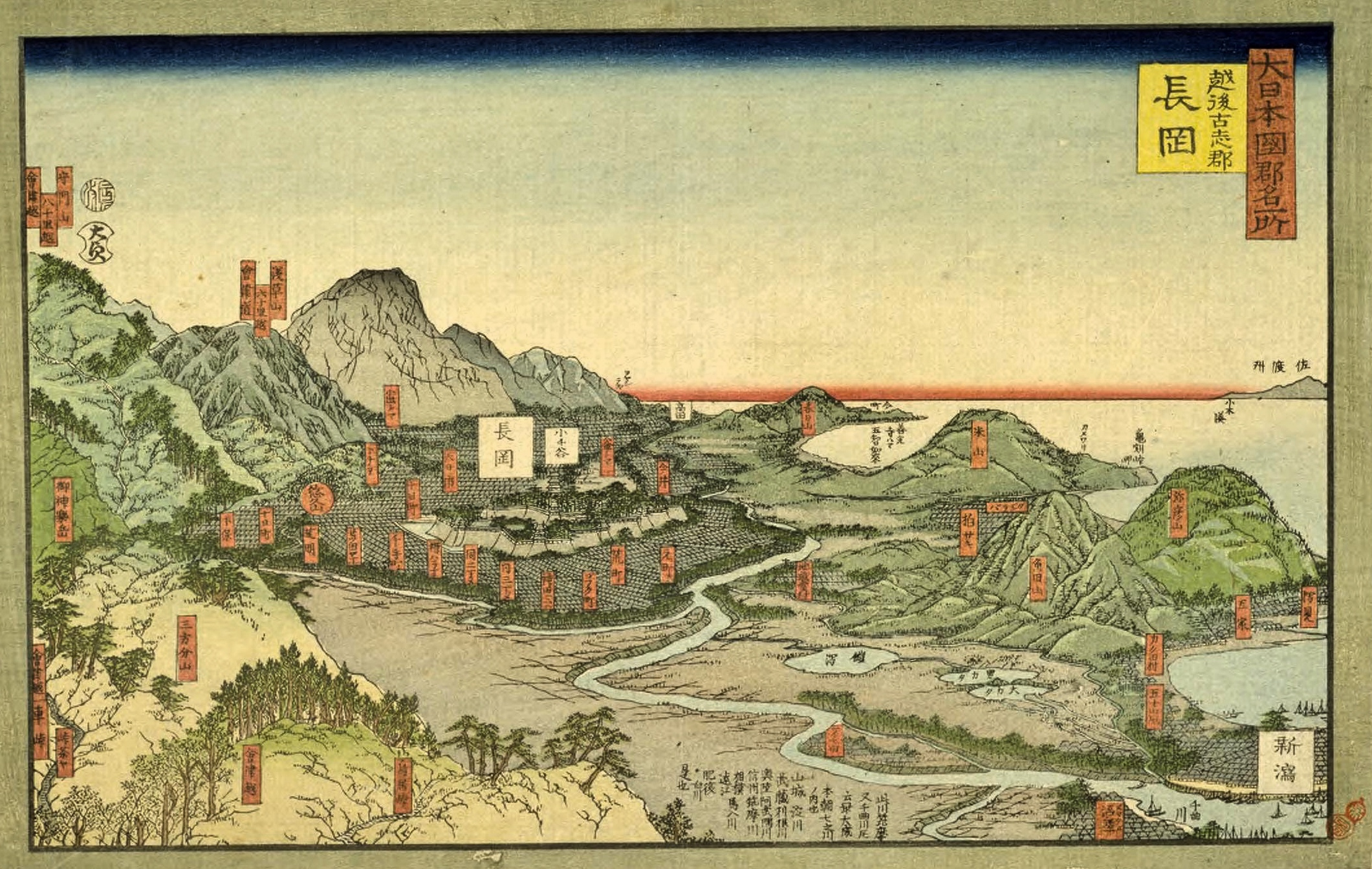
『大日本国郡名所 越後古志郡長岡』明治元年（1868年） 歌川貞秀作

明治維新以前の長岡の歴史については、越後長岡藩を参照。
長岡市に編入合併した旧市町村の歴史については、各旧市町村のページを参照。

### 明治時代
- 1869年（明治2年）

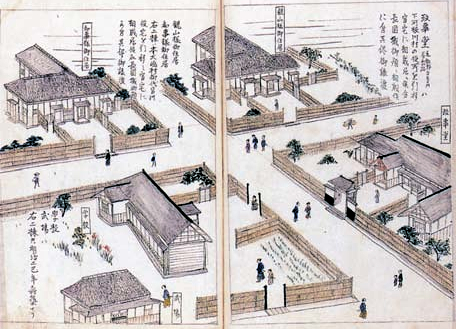
国漢学校を描いた絵図。『懐旧雑誌』（小川當知、明治12（1879）年）より。

長岡市千秋に建つ「米百俵の群像」

  - 5月1日 長岡藩が四郎丸村の昌福寺に国漢学校の仮校舎を開校[11]。
  - 6月22日 版籍奉還し、藩主の牧野忠毅が長岡藩知事になる[11]。
- 1870年（明治3年）
  - 5月 長岡藩に支藩の三根山藩から100俵の救援米（米百俵）が送られる。
  - 6月15日 三根山藩から送られた米を売却して得た資金などをもとに、国漢学校を昌福寺から坂ノ上町（当時の表記）に移設。洋学局と医学局を新設。
  - 10月22日 廃藩置県に1年先立ち牧野忠毅が藩知事を辞任[11]。長岡藩は廃藩となり、柏崎県に編入される[11]。
- 1871年（明治4年）5月 長岡藩の廃藩により国漢学校が柏崎県に移管され、分黌長岡小学校となる。
- 1872年（明治5年）11月23日 坂ノ上町（当時の表記）に長岡洋学校（現新潟県立長岡高等学校）開校。
- 1873年（明治6年）
  - 6月 坂ノ上町に長岡会社病院（長岡赤十字病院の前身）が開院。
  - 6月10日 柏崎県が廃止され、新潟県に合併。
- 1876年（明治9年）10月20日 信濃川最初の有料橋として木製の長生橋が完成。
- 1878年（明治11年） 三島億二郎、岸宇吉らによって第六十九国立銀行が設立される。
- 1879年（明治12年）
  - 士族や有志により長岡城跡が整地され、城跡公園となる。
  - 郡区町村編制法により、越後国古志郡の領域は新潟県古志郡の管轄となり、長岡町の国漢学校跡に古志郡役所が置かれた。初代郡長は三島億二郎。
- 1884年（明治17年）4月4日 太平洋戦争初期の連合艦隊司令長官となる山本五十六が、現在記念公園となっている長岡市内の生家で産まれる。
- 1888年（明治21年）4月 小坂松五郎が北越石油会社を設立。東山油田の開発が始まる。これによって新潟は秋田と並び石油・天然ガスの国内参出地となる。
- 1891年（明治24年）12月19日 長生橋の所有が県に移り、無賃橋となる。
- 1892年（明治25年）6月23日 松田周平、小坂松五郎、殖栗順平、山田又七が長岡鉄管会社を設立。
- 1893年（明治26年） 山田又七、殖栗順平らが宝田石油株式会社を設立。
- 1894年（明治27年）長岡鉄管会社により、東山油田（浦瀬）と中島の精油所を結ぶ送油用パイプライン完成。
- 1898年（明治31年）
  - 6月16日 北越鉄道（現信越本線）が一ノ木戸 - 長岡間延伸し、長岡停車場（長岡駅）開業。
  - 12月27日 北越鉄道が長岡 - 北条間延伸。
- 1899年（明治32年）10月 反町新作商店（現：岡三にいがた証券）が創業。
- 1903年（明治36年）5月1日 長岡町大字新町（現新町1丁目）に古志郡立長岡高等女学校（現新潟県立長岡大手高等学校）開校。
- 1906年（明治39年）
  - 4月1日 市制施行。
  - 12月 長岡郵便局内に電話交換局を設置、長岡市内に電話開通。
- 1907年（明治40年）4月27日 田村文四郎、覚張治平らが稲わらを原料としたボール紙の生産を目的として北越製紙（現北越コーポレーション）を設立。
- 1908年（明治41年）4月 古志郡上組村大字宮内に古志郡立上組農学校（現新潟県立長岡農業高等学校）開校。
- 1909年（明治42年）4月1日 中蒲原郡村松町から長岡市東千手町（現南町）に新潟県立工業学校（現新潟県立長岡工業高等学校）が移設。
- 1910年（明治43年）4月 長岡市立長岡商業学校（現新潟県立長岡商業高等学校）開校。

### 大正時代
- 1915年（大正4年）

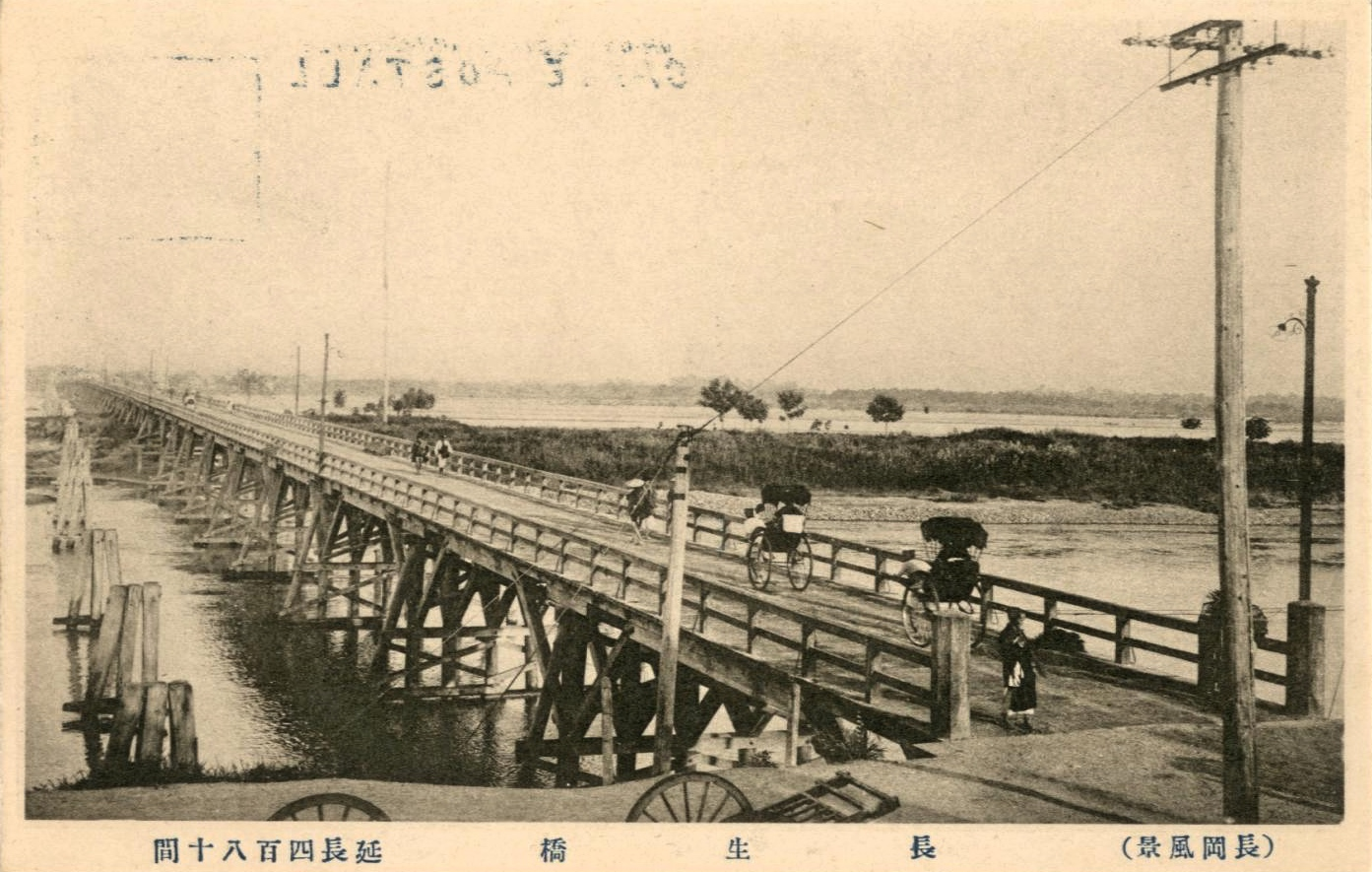
2代目長生橋（昭和初期の絵葉書より）

大正時代の長岡市略図（『栃尾鉄道案内』栃尾鉄道株式会社編、大正4年刊より）

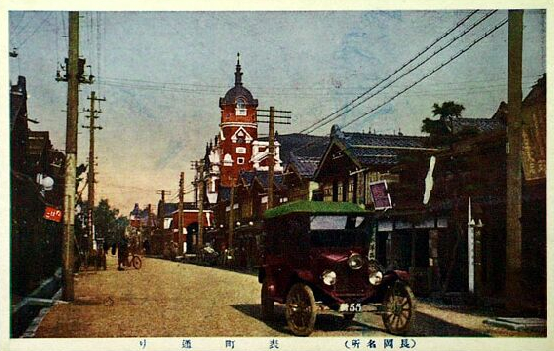
大正期の表町通り

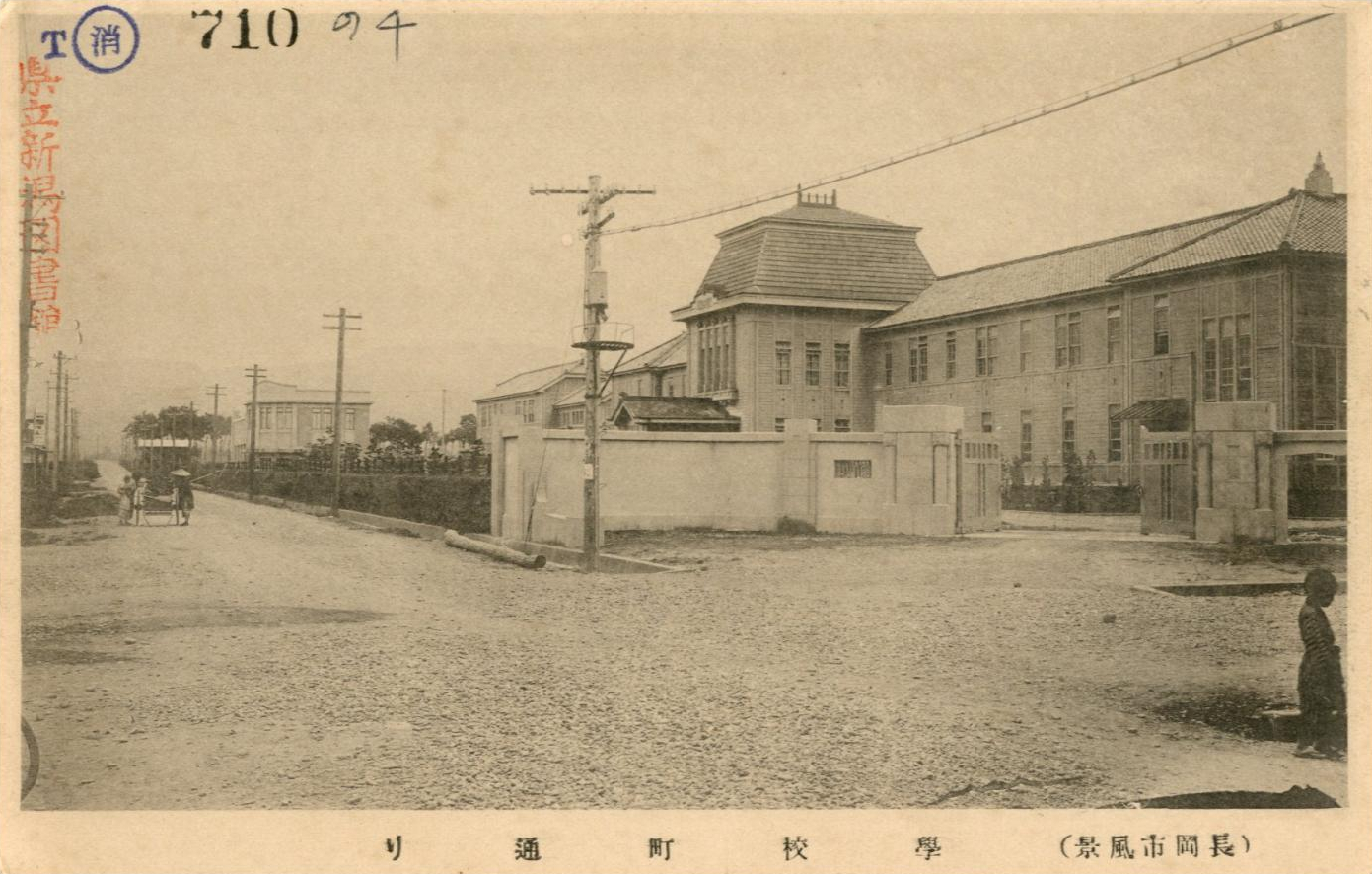
長岡高等工業学校（新潟大学工学部の前身）（昭和初期の絵葉書より）

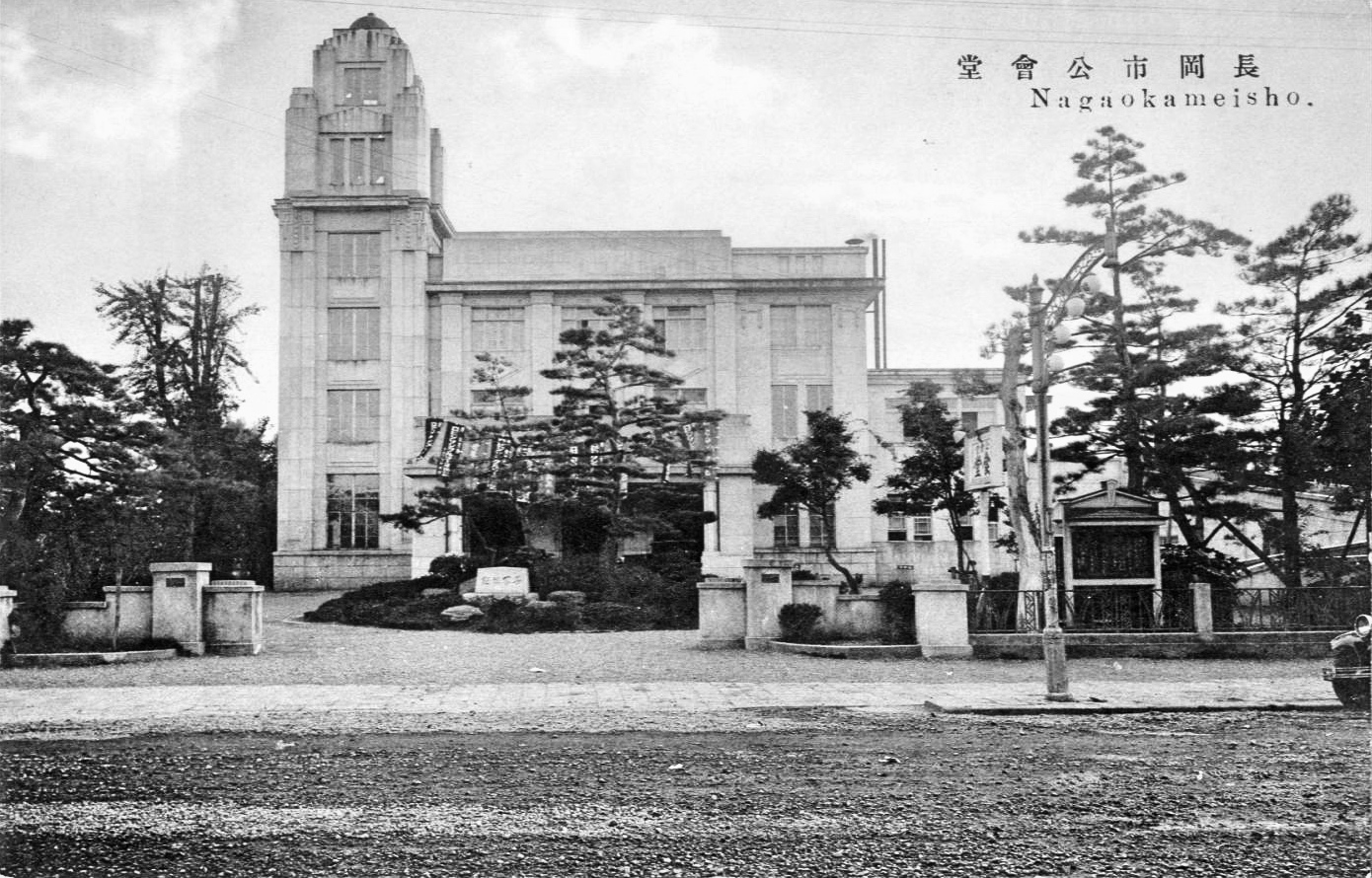
長岡市公会堂（昭和初期の絵葉書より）

  - 2月14日 栃尾鉄道の浦瀬 - 栃尾間が開通。
  - 6月5日 栃尾鉄道の下長岡 - 浦瀬間が開通。
  - 11月28日 二代目の長生橋が完成。当時、木製の橋としては日本一の長さの約872.73メートル。
- 1916年（大正5年）
  - 1月5日 長岡鉄道の西長岡 - 与板間が開通。
  - 9月9日 栃尾鉄道の長岡 - 下長岡間が開通。
- 1917年（大正6年）5月20日 長岡開府三百年祭が行なわれる。
- 1918年（大正7年）6月8日 互尊文庫会館開館式。
- 1919年（大正8年）5月24日 悠久山公園完成。
- 1920年（大正9年）
  - 4月22日 市役所が移転[12]。
  - 11月1日 上越北線の宮内 - 東小千谷間が開業。
- 1921年（大正10年）
  - 7月11日 鉄筋コンクリート造の長岡市役所2代目庁舎が完成。
  - 10月 宝田石油が日本石油と合併、本社跡地と10万円を長岡市に寄付。本社跡地を宝田公園とする。
  - 11月18日 長岡鉄道の来迎寺 - 西長岡間が開通し全通。
- 1924年（大正13年）
  - 4月 四郎丸町（現学校町）に長岡高等工業学校（現新潟大学工学部）開校。
  - 5月1日 栃尾鉄道の長岡 - 悠久山間が開通し全通。
- 1926年（大正15年）
  - 古志郡役所廃止。
  - 4月1日 市制20周年を記念し「長岡市歌」を制定[注 3]。
  - 8月 大野甚松が長岡市に公会堂を寄付。
  - 9月14日 中川繁治により、長岡大花火大会で初めて正三尺玉が打ち上げられる。

### 昭和時代
戦前

『上越線全通記念博覧会鳥瞰図』

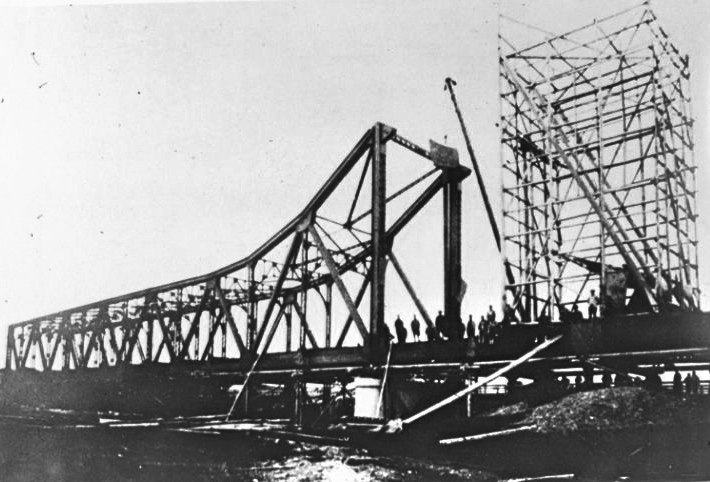
建設中の3代目長生橋（1935年頃）

馬高遺跡で発掘された火焔型土器

- 1927年（昭和2年）10月27日 関原地震が発生、マグニチュード5.2。負傷者2人、家屋半壊23戸。
- 1931年（昭和6年）
  - 7月11日 長岡操車場が開業。
  - 8月21日 上越線全線開通を記念して、上越線全通記念博覧会が開催される。
  - 9月1日 上越線（宮内 - 高崎）が全通。
- 1934年（昭和9年）2月 工業の強化を目的とした「長岡市工業5ヵ年計画」をまとめる。
- 1936年（昭和11年）12月31日 馬高遺跡で火焔土器が発掘される。
- 1937年（昭和12年）
  - 6月11日 ヘレン・ケラー、長岡聾唖学校を訪問。
  - 10月20日 三代目の長生橋（鋼橋）が完成。
- 1942年（昭和17年） 東大新江用水路の完成[14]。
- 1945年（昭和20年）8月1日 長岡空襲により市中心部被災。空襲被害では甲信越地方で最大規模。

戦後

三六豪雪時の長岡市の様子（1961年）

- 1946年（昭和21年）12月24日 日本機械製作所内の精密機械部が独立し、日本精機となる。
- 1947年（昭和22年）10月10日 - 昭和天皇の戦後巡幸。北越製紙工場、表町小学校などに行幸[15]。
- 1951年（昭和26年）8月1日 悠久山公園に長岡市立科学博物館が開館。
- 1953年（昭和28年）3月3日 長岡教育放送が放送開始。
- 1954年（昭和29年）9月15日 ラジオ新潟（現：BSN新潟放送）長岡放送局開局。
- 1955年（昭和30年）8月1日 長岡駅に地下道が完成、開通式が行なわれる。
- 1958年（昭和33年）
  - 8月1日 表町に「まいまいひめの像」完成。
  - 11月3日 玉蔵院町（現坂之上町3丁目）に山本記念公園開園。
  - 11月20日 大手通1丁目に長岡市厚生会館竣工。
- 1959年（昭和34年）11月21日 信越本線信濃川橋梁（浦鉄橋）を改修した越路橋有料道路（片田町 - 来迎寺間）が開通。
- 1960年（昭和35年）
  - 日産化学工業長岡工場（現長岡市営陸上競技場周辺）が操業開始（1972年3月撤退）。
  - 10月1日 長岡鉄道・栃尾鉄道・中越自動車が合併して越後交通発足。
  - 12月（ - 1961年1月） 三六豪雪で交通機関が麻痺、新潟県は自衛隊に救援を要請。
- 1961年（昭和36年）
  - 2月2日 長岡地震が発生、マグニチュード5.2。被害は死者5人、負傷者30人、家屋全壊220戸。
  - 4月1日 国立長岡工業短期大学（現：長岡工業高等専門学校）開校。
- 1962年（昭和37年）7月13日 悠久山に県営長岡水泳競技場（後の長岡市悠久山プール屋外水泳場）完成。
- 1963年（昭和38年）1月 記録的豪雪（昭和38年1月豪雪、三八豪雪）。
- 1964年（昭和39年）6月9日 昭和天皇、香淳皇后が第19回国民体育大会開催に合わせて県内を行幸啓。長岡市厚生会館などを訪問[16]。
- 1967年（昭和42年）
  - 2月1日 越路橋有料道路が無料開放される。
  - 5月31日 長岡市悠久山野球場竣工。
- 1968年（昭和43年）
  - 3月8日 高畑地内の東大新江用水路が雪解け水で氾濫。民家約100戸が床下浸水、県道1000mが冠水のため通行不能[17]。
  - 4月20日 悠久山に長岡市郷土史料館開館。
  - 12月16日 新潟総合テレビ開局。1991年10月まで長岡に演奏所（長岡放送センター）が置かれる。
- 1969年（昭和44年）2月12日 浪花屋製菓の創業者今井與三郎から譲渡された消雪パイプの特許を長岡市が公開。
- 1970年（昭和45年）
  - 11月3日 長岡セントラルパークが完成。
  - 11月16日 長岡バイパスの神田 - 長岡大橋 - 喜多町間が暫定2車線で開通。
- 1971年（昭和46年）6月27日 市外局番が02582から0258に変更される。
- 1972年（昭和47年）
  - 10月7日 長生橋に歩道橋を設置。
  - 11月7日 長岡バイパスの喜多町 - 宮本間が暫定2車線で開通。
- 1973年（昭和48年）
  - 8月7日 集中豪雨により市内一帯が冠水。表町、東坂之上町、学校町、殿町を中心に約700戸が床上・床下浸水[18]。
  - 10月24日 幸町2丁目に長岡市立劇場オープン。
  - 12月1日 長岡市営スキー場オープン。
- 1975年（昭和50年）
  - 3月31日 越後交通長岡線旅客営業廃止（貨物輸送は1995年3月31日廃止）。
  - 8月24日 「米百俵之碑」除幕式が行われる。
  - 10月23日 長岡東バイパスの十日町 - 中沢間が暫定2車線で開通。
- 1976年（昭和51年）
  - 6月6日 緑町1丁目に長岡市営陸上競技場オープン。
  - 10月1日 長岡技術科学大学開学。
- 1977年（昭和52年）
  - 9月30日 幸町2丁目に新市庁舎竣工。（現：さいわいプラザ）
  - 10月11日 新市庁舎で業務開始。
- 1978年（昭和53年）
  - 2月20日 新潟県陸運事務所長岡支所（現新潟運輸支局長岡自動車検査登録事務所）が設置され、長岡ナンバーが誕生。
  - 6月26日 6・26梅雨前線豪雨で災害発生。
  - 6月27日 信濃川河川敷地域を「千秋が原」と命名。
  - 9月21日 北陸自動車道、長岡IC - 新潟黒埼IC間が開通。翌日より高速バス長岡 - 新潟線運行開始。
- 1980年（昭和55年）
  - 3月31日 学校町にあった新潟大学工学部が新潟市へ移転。
  - 4月17日 長岡駅新駅舎オープン。
  - 7月3日 西津町に長岡市営希望が丘プールオープン。
  - 9月27日 北陸自動車道の長岡JCT - 西山IC間が開通。
- 1981年（昭和56年）6月 通商産業省（現：経済産業省）による「テクノポリス建設構想」の一環で、長岡市が建設調査地点に選定。
- 1982年（昭和57年）
  - 3月30日 関越自動車道の越後川口IC - 長岡IC間が開通。
  - 10月19日 長岡東バイパスが暫定2車線で全線開通。
  - 11月15日 上越新幹線の大宮 - 長岡 - 新潟が開業
- 1983年（昭和58年）
  - 3月 県と長岡市の出資による「長岡テクノポリス開発機構」が発足。
  - 4月1日 新潟県立長岡向陵高等学校が開校する。
  - 10月11日 長岡ニュータウン分譲開始。
- 1984年（昭和59年）3月 「長岡テクノポリス計画」が、国の承認を受ける。
- 1985年（昭和60年）7月23日 大手大橋が暫定2車線で開通。
- 1986年（昭和61年）
  - 3月9日 厚生会館脇広場にて「第1回ながおか100だるま大会」開催。
  - 11月11日 長岡バイパスが暫定2車線で全線開通。
- 1987年（昭和62年）3月6日 学校町の新潟大学工学部跡地に長岡市立中央図書館が開館。
- 1988年（昭和63年）
  - 5月 長岡テクノポリス計画の事業圏域が長岡市周辺の15市町村に拡大され「信濃川テクノポリス計画」に改称。
  - 8月6日 新榎トンネル開通。

### 平成時代
- 1989年（平成元年）
  - 3月30日 長岡市市民体育館開館。
  - 12月31日 長岡大橋4車線化完成。

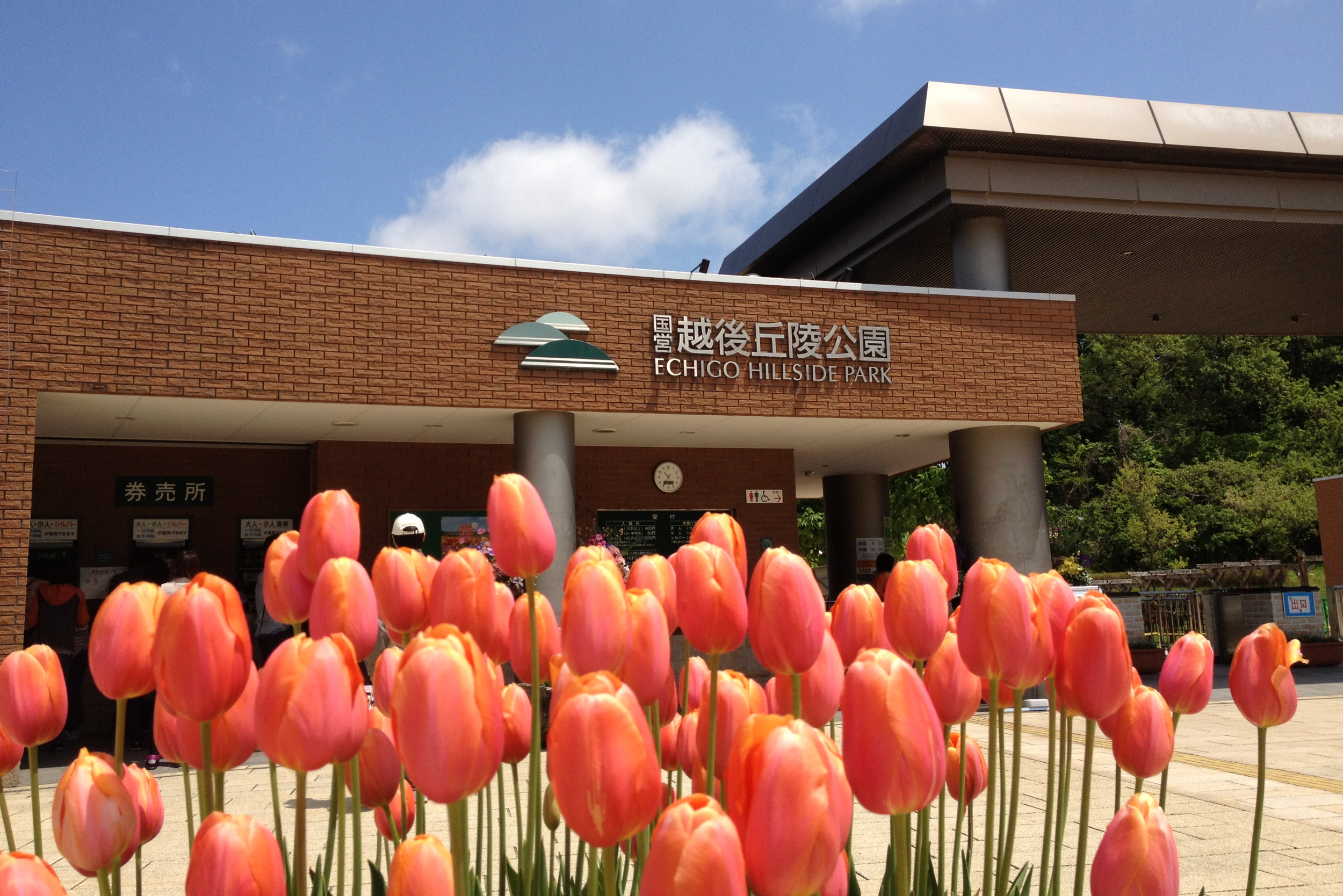
国営越後丘陵公園

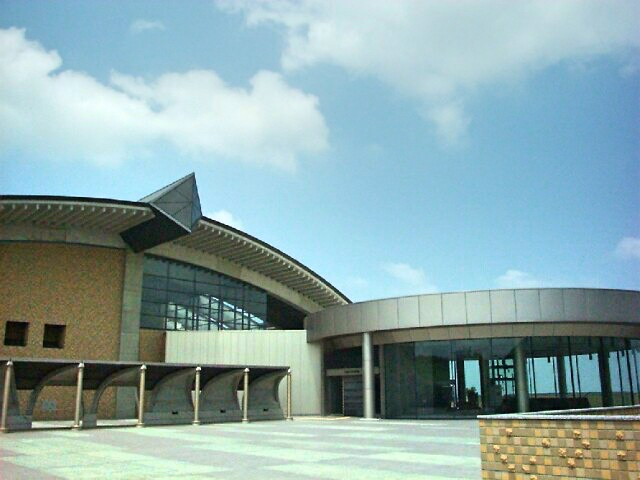
新潟県立歴史博物館

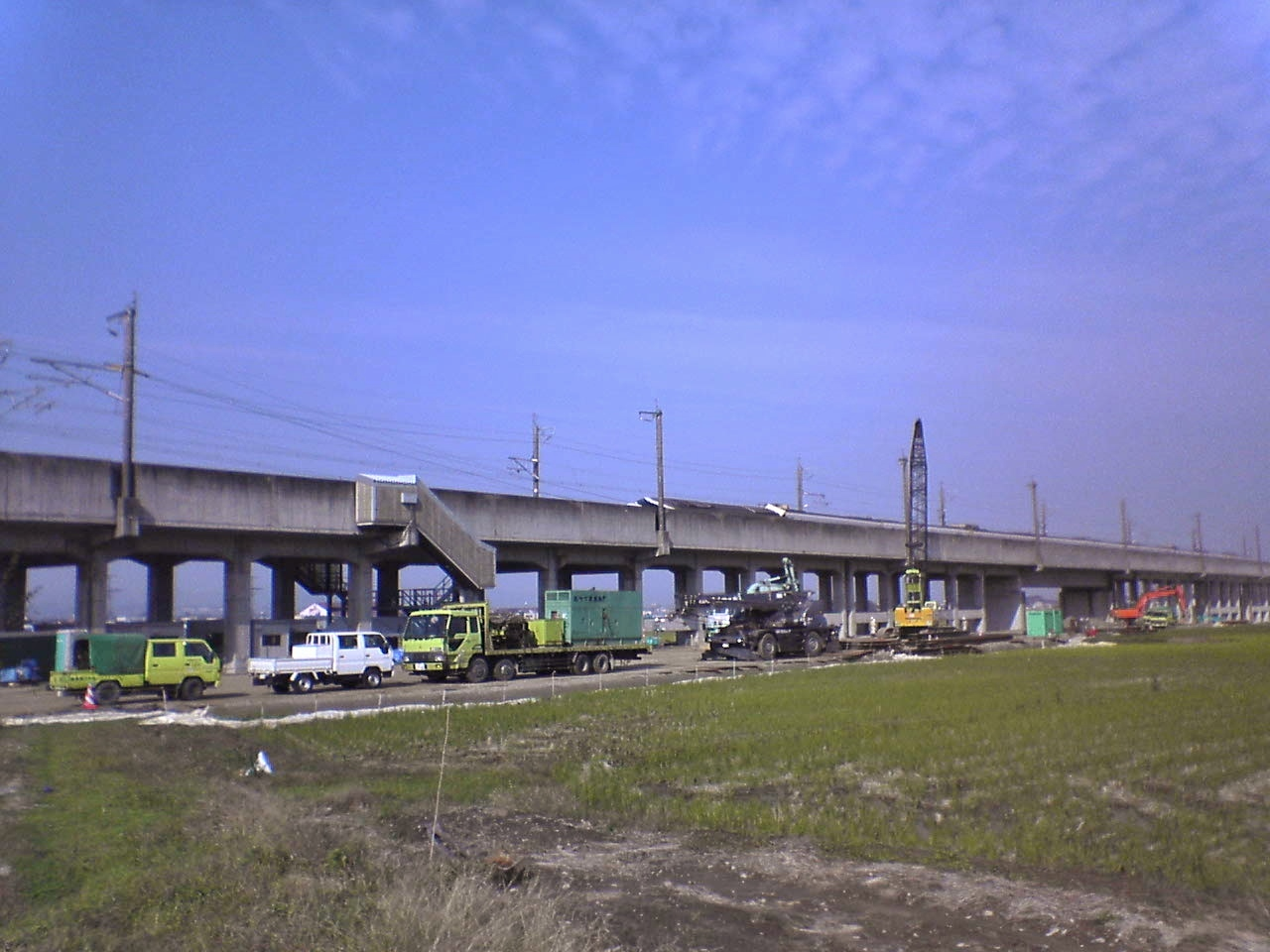
新潟県中越地震により脱線した上越新幹線。2004年11月撮影。

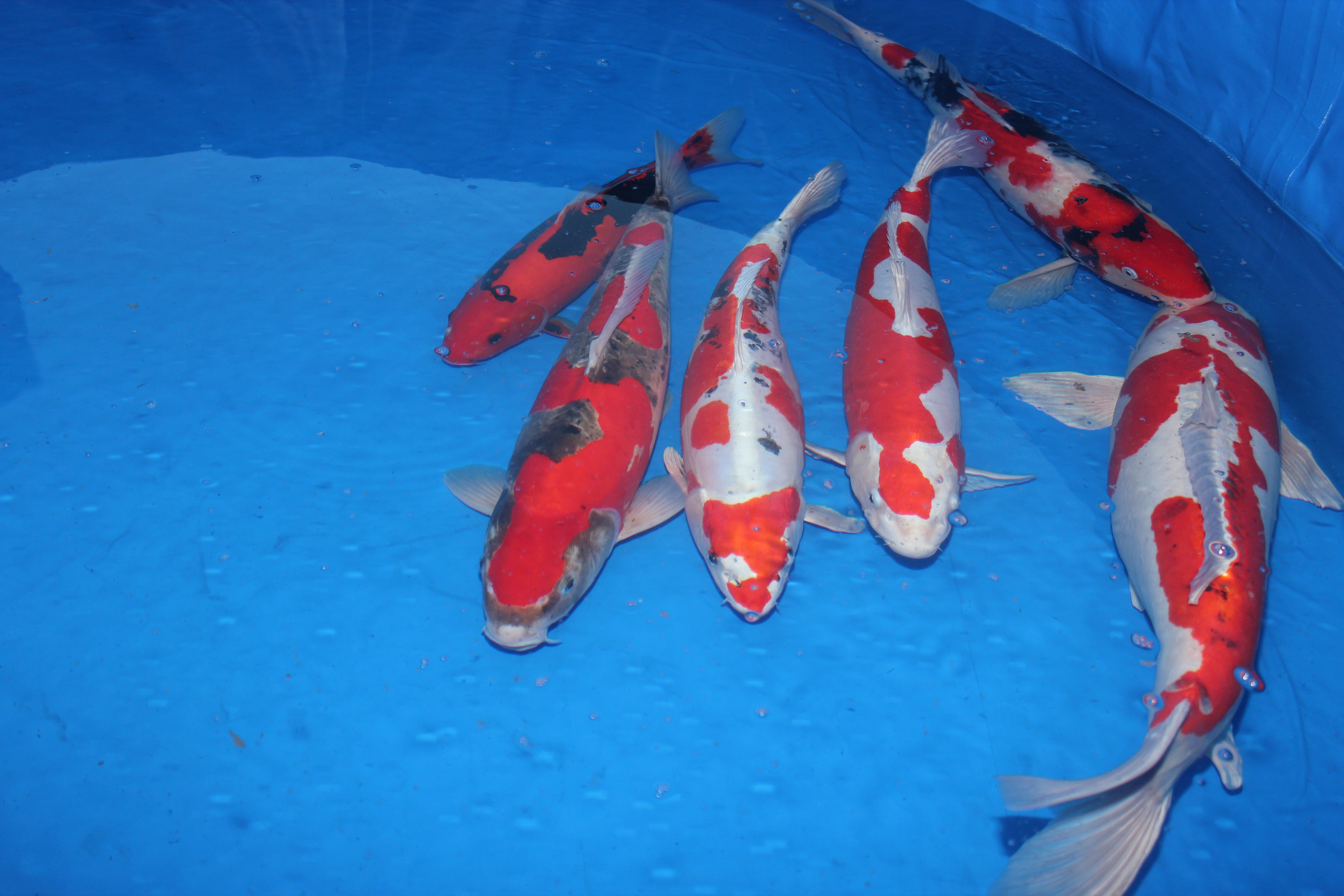
市の魚に制定された錦鯉

- 1990年（平成2年）5月24日 妙見堰竣工。
- 1991年（平成3年）
  - 10月5日 寺島町に米百俵の群像が完成する。なお、この群像のモデルになった群像は阪之上小学校にて展示されている。
  - 10月16日 旧寺島町に長岡市産業交流会館・ハイブ長岡が開館する。
- 1992年（平成4年）2月14日 千秋が原にて第1回長岡雪しかまつりを開催。
- 1993年（平成5年）7月15日 新潟県立近代美術館がオープンする。
  - 11月17日 小千谷バイパス越の大橋が暫定2車線で開通。
- 1994年（平成6年）
  - 4月 長岡造形大学が設置され開学する。
  - 11月30日 蔵王橋架けかえ。
- 1996年（平成8年）
  - 9月16日 日浦晴三郎市長宅に男が侵入し、市長夫妻を刃物で脅して13時間にわたり監禁、約4000万円を脅し取る事件発生。
  - 11月1日 長岡リリックホールが開館。
- 1998年（平成10年）
  - 7月29日 76.4 Mhz FMながおか開局。（現在は周波数を 80.7 Mhz に変更）
  - 7月30日 国営越後丘陵公園オープン。
  - 10月18日 三島億二郎像除幕。
- 1999年（平成11年）4月18日 呉服町1丁目に山本五十六記念館開館。
- 2000年（平成12年）8月1日 関原町に新潟県立歴史博物館オープン。
- 2001年（平成13年）10月1日 大手通にながおか市民センターがオープンする。
- 2002年（平成14年）
  - 10月5日 第1回米百俵まつりを開催。
  - 12月22日 ながおか市民センター内に「まちなか花火ミュージアム」オープン。
- 2003年（平成15年）
  - 2月1日 長岡市役所がメールマガジン「米百俵メール」配信開始。
  - 7月12日 大手通の「まちなか・考房」内に、初代・長岡戦災資料館がオープンする。
  - 11月19日 長町1丁目に河井継之助史跡広場オープン。
- 2004年（平成16年）
  - 7月12 - 13日 平成16年7月新潟・福島豪雨（7.13水害）が発生、現在の長岡市である旧中之島町を中心に大きな被害。
  - 10月23日 17時56分頃、新潟県中越地震（新潟県による呼称は「新潟県中越大震災」）が発生、当時の長岡市で震度6弱を記録。また現在の長岡市である旧川口町では震度7、旧山古志村・旧小国町では震度6強を記録。南部を中心に被災。
- 2005年（平成17年）
  - 2月 北陸地方で19年ぶりの記録的豪雪。
  - 8月2日 新潟県中越大震災 復興祈願花火「フェニックス」誕生。
- 2006年（平成18年）
  - 4月1日 市制施行100周年。2代目市歌「笑顔いきいき」を制定[19]。
  - 12月27日 長町1丁目に河井継之助記念館が開館。
- 2007年（平成19年）
  - 4月1日 長岡市は特例市に移行。
  - 4月20日 リバーサイド千秋オープン。
  - 7月16日 午前10時13分頃、新潟県中越沖地震が発生。小国地域で震度6強を記録。西部を中心に被災。
- 2008年（平成20年）8月1日 新潟県立長岡屋内総合プール（ダイエープロビスフェニックスプール）開場。
- 2009年（平成21年）
  - 9月8日 大手大橋4車線化。
  - 9月24日 長岡南越路スマートIC開通。
- 2012年（平成24年）4月1日 市役所本庁舎を幸町2丁目から、大手通1丁目のシティホールプラザ アオーレ長岡へ移転し、旧市役所本庁舎を市役所幸町庁舎に転用する。
- 2013年（平成25年）11月24日 長岡東西道路フェニックス大橋と左岸バイパスが開通。
- 2014年（平成26年）10月23日 中越大震災からの復興の象徴として小千谷市と同時に錦鯉を市の魚に制定。
- 2017年（平成29年）3月25日 長岡北スマートIC・槇山町亀貝線開通。

### 令和時代
- 2020年（令和2年）
  - 3月1日 新潟県は暴力団排除条例に基づき、長岡駅前周辺を暴力団排除特別強化地域を設定。暴力団員等によるみかじめ料の要求も飲食業者などからの支払い等を禁止し、違反した場合には双方に罰則を科すこととした[20]。
  - 9月18日 道の駅ながおか花火館オープン。
- 2022年（令和4年）5月1日 トチオーレオープン。栃尾地域図書館他が移転。
- 2023年（令和5年）7月22日 米百俵プレイスオープンし互尊文庫が移転。
- 2024年（令和6年）1月1日 能登半島地震、震度6弱を観測し5人が重軽傷、建物被害548件[21]。

### 行政区域の変遷
明治

長岡市における平成の大合併。各旧市町村の記事へはクリックによりリンク可能。

- 1889年（明治22年）町村制の施行により、古志郡が51町村、三島郡が43町村となる。
- 1901年（明治34年）11月1日 長岡本町・長岡町・千手町・草生津町・新町・王内村の6町村が合併し、新しい長岡町となる。
- 1906年（明治39年）4月1日 古志郡長岡町が市制施行により長岡市となる。

大正
- 1921年（大正10年）12月1日 古志郡四郎丸村を編入。

昭和
- 1948年（昭和23年）
  - 4月1日 三島郡深才村の一部（大字大島）を編入。
  - 7月1日 山通村の一部（大字長倉・鉢伏・大町・高畑・柿）を編入。
- 1950年（昭和25年）12月1日 古志郡栖吉村を編入。
- 1951年（昭和26年）1月1日 古志郡富曽亀村を編入[22]。
- 1954年（昭和29年）
  - 2月1日 古志郡上川西村を編入。
  - 3月1日 古志郡宮内町（旧：上組村）を編入。
  - 5月1日 三島郡深才村を編入。
  - 11月1日 三島郡日越村、王寺川村、古志郡十日町村、山本村、黒条村、新組村、福戸村、下川西村及び六日市村の一部を編入。
- 1955年（昭和30年）11月1日 下新町、漆山町を見附市へ編入する。
- 1956年（昭和31年）9月1日 古志郡山古志村のうち、旧：太田村の一部（大字蓬平・濁沢）を編入。
- 1957年（昭和32年）10月1日 三島郡関原町を編入。
- 1960年（昭和35年）4月1日 三島郡二和村（大積村と宮本村が合併した村）、与板町の一部（大字成沢）を編入。

平成
- 2005年（平成17年）4月1日 南蒲原郡中之島町、三島郡越路町、三島町、古志郡山古志村、刈羽郡小国町を編入[23]。当初は編入合併と同時に組織改編を行う予定であったが、前年の地震の影響でしばらく事実上の合併前の体制を続けた。なお、これにより古志郡が消滅。
- 2006年（平成18年）1月1日 栃尾市、三島郡寺泊町、与板町、和島村を編入[23]。
- 2010年（平成22年）3月31日 北魚沼郡川口町を編入[23]。小千谷市が間にあるため、長岡市では唯一の飛び地となった。なお、これにより北魚沼郡が消滅。

- 便宜上、他の市町村への編入も記載した。

| 所 属 郡    | 明治以前               | 明治以前               | 明治初年 - 明治22年        | 明治初年 - 明治22年              | 明治初年 - 明治22年              | 明治初年 - 明治22年              | 明治22年 4月1日 町村制施行 | 明治22年 - 大正15年    | 明治22年 - 大正15年      | 明治22年 - 大正15年          | 昭和元年 - 昭和29年            | 昭和元年 - 昭和29年           | 昭和元年 - 昭和29年                         | 昭和30年 - 昭和64年          | 昭和30年 - 昭和64年                      | 昭和30年 - 昭和64年           | 平成元年 - 現在              | 現在   |
| ----------- | ---------------------- | ---------------------- | -------------------------- | -------------------------------- | -------------------------------- | -------------------------------- | -------------------------- | ---------------------- | ------------------------ | ---------------------------- | ------------------------------ | ----------------------------- | ------------------------------------------- | ---------------------------- | ---------------------------------------- | ----------------------------- | ---------------------------- | ------ |
| 古 志 郡    | 漆山村                 | 漆山村                 | 漆山村                     | 漆山村                           | 漆山村                           | 漆山村                           | 新組村                     | 新組村                 | 新組村                   | 新組村                       | 新組村                         | 新組村                        | 昭和29年11月1日 長岡市に編入                | 昭和30年11月1日 見附市に編入 | 見附市                                   | 見附市                        | 見附市                       | 見附市 |
| 古 志 郡    | 新町村                 | 新町村                 | 新町村                     | 明治12年 改称 下新町村           | 明治12年 改称 下新町村           | 明治12年 改称 下新町村           | 新組村                     | 新組村                 | 新組村                   | 新組村                       | 新組村                         | 新組村                        | 昭和29年11月1日 長岡市に編入                | 昭和30年11月1日 見附市に編入 | 見附市                                   | 見附市                        | 見附市                       | 見附市 |
| 古 志 郡    | 福島村                 | 福島村                 | 福島村                     | 福島村                           | 福島村                           | 福島村                           | 新組村                     | 新組村                 | 新組村                   | 新組村                       | 新組村                         | 新組村                        | 昭和29年11月1日 長岡市に編入                | 長岡市                       | 長岡市                                   | 長岡市                        | 長岡市                       | 長岡市 |
| 古 志 郡    | 市郎右衛門新田         | 市郎右衛門新田         | 市郎右衛門新田             | 市郎右衛門新田                   | 市郎右衛門新田                   | 市郎右衛門新田                   | 新組村                     | 新組村                 | 新組村                   | 新組村                       | 新組村                         | 新組村                        | 昭和29年11月1日 長岡市に編入                | 長岡市                       | 長岡市                                   | 長岡市                        | 長岡市                       | 長岡市 |
| 古 志 郡    | 田尻古新田             | 田尻古新田             | 田尻古新田                 | 田尻古新田                       | 田尻古新田                       | 田尻古新田                       | 新組村                     | 新組村                 | 新組村                   | 新組村                       | 新組村                         | 新組村                        | 昭和29年11月1日 長岡市に編入                | 長岡市                       | 長岡市                                   | 長岡市                        | 長岡市                       | 長岡市 |
| 古 志 郡    | 百束村                 | 百束村                 | 百束村                     | 百束村                           | 百束村                           | 百束村                           | 新組村                     | 新組村                 | 新組村                   | 新組村                       | 新組村                         | 新組村                        | 昭和29年11月1日 長岡市に編入                | 長岡市                       | 長岡市                                   | 長岡市                        | 長岡市                       | 長岡市 |
| 古 志 郡    | 岩淵古新田             | 岩淵古新田             | 岩淵古新田                 | 岩淵古新田                       | 岩淵古新田                       | 岩淵古新田                       | 新組村                     | 新組村                 | 新組村                   | 新組村                       | 新組村                         | 新組村                        | 昭和29年11月1日 長岡市に編入                | 長岡市                       | 長岡市                                   | 長岡市                        | 長岡市                       | 長岡市 |
| 古 志 郡    | 福井村古新田           | 福井村古新田           | 福井村古新田               | 福井村古新田                     | 明治18年 改称 福井村             | 明治18年 改称 福井村             | 新組村                     | 新組村                 | 新組村                   | 新組村                       | 新組村                         | 新組村                        | 昭和29年11月1日 長岡市に編入                | 長岡市                       | 長岡市                                   | 長岡市                        | 長岡市                       | 長岡市 |
| 古 志 郡    | 大黒新田               | 大黒新田               | 大黒新田                   | 大黒新田                         | 大黒新田                         | 大黒新田                         | 新組村                     | 新組村                 | 新組村                   | 新組村                       | 新組村                         | 新組村                        | 昭和29年11月1日 長岡市に編入                | 長岡市                       | 長岡市                                   | 長岡市                        | 長岡市                       | 長岡市 |
| 古 志 郡    | 中村古新田             | 中村古新田             | 中村古新田                 | 中村古新田                       | 中村古新田                       | 中村古新田                       | 新組村                     | 新組村                 | 新組村                   | 新組村                       | 新組村                         | 新組村                        | 昭和29年11月1日 長岡市に編入                | 長岡市                       | 長岡市                                   | 長岡市                        | 長岡市                       | 長岡市 |
| 古 志 郡    | 弥次右衛門新田         | 弥次右衛門新田         | 弥次右衛門新田             | 弥次右衛門新田                   | 弥次右衛門新田                   | 弥次右衛門新田                   | 新組村                     | 新組村                 | 新組村                   | 新組村                       | 新組村                         | 新組村                        | 昭和29年11月1日 長岡市に編入                | 長岡市                       | 長岡市                                   | 長岡市                        | 長岡市                       | 長岡市 |
| 古 志 郡    | 四ツ屋村               | 四ツ屋村               | 四ツ屋村                   | 四ツ屋村                         | 四ツ屋村                         | 四ツ屋村                         | 新組村                     | 新組村                 | 新組村                   | 新組村                       | 新組村                         | 新組村                        | 昭和29年11月1日 長岡市に編入                | 長岡市                       | 長岡市                                   | 長岡市                        | 長岡市                       | 長岡市 |
| 古 志 郡    | 芹川村                 | 芹川村                 | 芹川村                     | 芹川村                           | 芹川村                           | 芹川村                           | 芹川村                     | 芹川村                 | 明治34年11月1日 下川西村 | 明治34年11月1日 下川西村     | 下川西村                       | 下川西村                      | 昭和29年11月1日 長岡市に編入                | 長岡市                       | 長岡市                                   | 長岡市                        | 長岡市                       | 長岡市 |
| 古 志 郡    | 雁島村                 | 雁島村                 | 雁島村                     | 雁島村                           | 雁島村                           | 雁島村                           | 芹川村                     | 芹川村                 | 明治34年11月1日 下川西村 | 明治34年11月1日 下川西村     | 下川西村                       | 下川西村                      | 昭和29年11月1日 長岡市に編入                | 長岡市                       | 長岡市                                   | 長岡市                        | 長岡市                       | 長岡市 |
| 古 志 郡    | 花井村                 | 花井村                 | 花井村                     | 花井村                           | 花井村                           | 花井村                           | 芹川村                     | 芹川村                 | 明治34年11月1日 下川西村 | 明治34年11月1日 下川西村     | 下川西村                       | 下川西村                      | 昭和29年11月1日 長岡市に編入                | 長岡市                       | 長岡市                                   | 長岡市                        | 長岡市                       | 長岡市 |
| 古 志 郡    | 上柳村                 | 上柳村                 | 上柳村                     | 上柳村                           | 上柳村                           | 上柳村                           | 芹川村                     | 芹川村                 | 明治34年11月1日 下川西村 | 明治34年11月1日 下川西村     | 下川西村                       | 下川西村                      | 昭和29年11月1日 長岡市に編入                | 長岡市                       | 長岡市                                   | 長岡市                        | 長岡市                       | 長岡市 |
| 古 志 郡    | 三之宮村               | 三之宮村               | 三之宮村                   | 三之宮村                         | 三之宮村                         | 三之宮村                         | 芹川村                     | 芹川村                 | 明治34年11月1日 下川西村 | 明治34年11月1日 下川西村     | 下川西村                       | 下川西村                      | 昭和29年11月1日 長岡市に編入                | 長岡市                       | 長岡市                                   | 長岡市                        | 長岡市                       | 長岡市 |
| 古 志 郡    | 川袋村                 | 川袋村                 | 川袋村                     | 川袋村                           | 川袋村                           | 明治20年 川袋村                  | 川李村                     | 川李村                 | 明治34年11月1日 下川西村 | 明治34年11月1日 下川西村     | 下川西村                       | 下川西村                      | 昭和29年11月1日 長岡市に編入                | 長岡市                       | 長岡市                                   | 長岡市                        | 長岡市                       | 長岡市 |
| 古 志 郡    | 増田村古新田           | 増田村古新田           | 増田村古新田               | 増田村古新田                     | 増田村古新田                     | 明治20年 川袋村                  | 川李村                     | 川李村                 | 明治34年11月1日 下川西村 | 明治34年11月1日 下川西村     | 下川西村                       | 下川西村                      | 昭和29年11月1日 長岡市に編入                | 長岡市                       | 長岡市                                   | 長岡市                        | 長岡市                       | 長岡市 |
| 古 志 郡    | 李崎村                 | 李崎村                 | 李崎村                     | 李崎村                           | 李崎村                           | 李崎村                           | 川李村                     | 川李村                 | 明治34年11月1日 下川西村 | 明治34年11月1日 下川西村     | 下川西村                       | 下川西村                      | 昭和29年11月1日 長岡市に編入                | 長岡市                       | 長岡市                                   | 長岡市                        | 長岡市                       | 長岡市 |
| 西 蒲 原 郡 | 脇川新田               | 脇川新田               | 脇川新田                   | 明治12年 所属変更 三島郡脇川新田 | 明治12年 所属変更 三島郡脇川新田 | 明治12年 所属変更 三島郡脇川新田 | 川李村                     | 川李村                 | 明治34年11月1日 下川西村 | 明治34年11月1日 下川西村     | 下川西村                       | 下川西村                      | 昭和29年11月1日 長岡市に編入                | 長岡市                       | 長岡市                                   | 長岡市                        | 長岡市                       | 長岡市 |
| 古 志 郡    | 十日町村               | 十日町村               | 十日町村                   | 十日町村                         | 十日町村                         | 十日町村                         | 十日町村                   | 十日町村               | 明治34年11月1日 十日町村 | 明治34年11月1日 十日町村     | 十日町村                       | 十日町村                      | 昭和29年11月1日 長岡市に編入                | 長岡市                       | 長岡市                                   | 長岡市                        | 長岡市                       | 長岡市 |
| 古 志 郡    | 片田村                 | 片田村                 | 片田村                     | 片田村                           | 片田村                           | 片田村                           | 十日町村                   | 十日町村               | 明治34年11月1日 十日町村 | 明治34年11月1日 十日町村     | 十日町村                       | 十日町村                      | 昭和29年11月1日 長岡市に編入                | 長岡市                       | 長岡市                                   | 長岡市                        | 長岡市                       | 長岡市 |
| 古 志 郡    | 小島古新田             | 小島古新田             | 小島古新田                 | 小島古新田                       | 小島古新田                       | 小島古新田                       | 十日町村                   | 十日町村               | 明治34年11月1日 十日町村 | 明治34年11月1日 十日町村     | 十日町村                       | 十日町村                      | 昭和29年11月1日 長岡市に編入                | 長岡市                       | 長岡市                                   | 長岡市                        | 長岡市                       | 長岡市 |
| 古 志 郡    | 高山村                 | 高山村                 | 高山村                     | 高山村                           | 明治18年 高山村                  | 明治18年 高山村                  | 高島村                     | 高島村                 | 明治34年11月1日 十日町村 | 明治34年11月1日 十日町村     | 十日町村                       | 十日町村                      | 昭和29年11月1日 長岡市に編入                | 長岡市                       | 長岡市                                   | 長岡市                        | 長岡市                       | 長岡市 |
| 古 志 郡    | 高山外新田             | 高山外新田             | 高山外新田                 | 高山外新田                       | 明治18年 高山村                  | 明治18年 高山村                  | 高島村                     | 高島村                 | 明治34年11月1日 十日町村 | 明治34年11月1日 十日町村     | 十日町村                       | 十日町村                      | 昭和29年11月1日 長岡市に編入                | 長岡市                       | 長岡市                                   | 長岡市                        | 長岡市                       | 長岡市 |
| 古 志 郡    | 向島新田               | 向島新田               | 明治6年 向島新田           | 明治6年 向島新田                 | 明治6年 向島新田                 | 明治6年 向島新田                 | 高島村                     | 高島村                 | 明治34年11月1日 十日町村 | 明治34年11月1日 十日町村     | 十日町村                       | 十日町村                      | 昭和29年11月1日 長岡市に編入                | 長岡市                       | 長岡市                                   | 長岡市                        | 長岡市                       | 長岡市 |
| 古 志 郡    | 山田新田               |                        | 明治6年 向島新田           | 明治6年 向島新田                 | 明治6年 向島新田                 | 明治6年 向島新田                 | 高島村                     | 高島村                 | 明治34年11月1日 十日町村 | 明治34年11月1日 十日町村     | 十日町村                       | 十日町村                      | 昭和29年11月1日 長岡市に編入                | 長岡市                       | 長岡市                                   | 長岡市                        | 長岡市                       | 長岡市 |
| 古 志 郡    | 牛池村                 | 牛池村                 | 牛池村                     | 牛池村                           | 牛池村                           | 牛池村                           | 高島村                     | 高島村                 | 明治34年11月1日 十日町村 | 明治34年11月1日 十日町村     | 十日町村                       | 十日町村                      | 昭和29年11月1日 長岡市に編入                | 長岡市                       | 長岡市                                   | 長岡市                        | 長岡市                       | 長岡市 |
| 古 志 郡    | 浦瀬村                 | 浦瀬村                 | 浦瀬村                     | 浦瀬村                           | 浦瀬村                           | 浦瀬村                           | 山本村                     | 山本村                 | 山本村                   | 山本村                       | 山本村                         | 山本村                        | 昭和29年11月1日 長岡市に編入                | 長岡市                       | 長岡市                                   | 長岡市                        | 長岡市                       | 長岡市 |
| 古 志 郡    | 乙吉村                 | 乙吉村                 | 乙吉村                     | 乙吉村                           | 乙吉村                           | 乙吉村                           | 山本村                     | 山本村                 | 山本村                   | 山本村                       | 山本村                         | 山本村                        | 昭和29年11月1日 長岡市に編入                | 長岡市                       | 長岡市                                   | 長岡市                        | 長岡市                       | 長岡市 |
| 古 志 郡    | 麻生田村               | 麻生田村               | 麻生田村                   | 麻生田村                         | 麻生田村                         | 麻生田村                         | 山本村                     | 山本村                 | 山本村                   | 山本村                       | 山本村                         | 山本村                        | 昭和29年11月1日 長岡市に編入                | 長岡市                       | 長岡市                                   | 長岡市                        | 長岡市                       | 長岡市 |
| 古 志 郡    | 宮路村                 | 宮路村                 | 宮路村                     | 宮路村                           | 宮路村                           | 宮路村                           | 山本村                     | 山本村                 | 山本村                   | 山本村                       | 山本村                         | 山本村                        | 昭和29年11月1日 長岡市に編入                | 長岡市                       | 長岡市                                   | 長岡市                        | 長岡市                       | 長岡市 |
| 古 志 郡    | 桂沢村                 | 桂沢村                 | 桂沢村                     | 桂沢村                           | 桂沢村                           | 桂沢村                           | 山本村                     | 山本村                 | 山本村                   | 山本村                       | 山本村                         | 山本村                        | 昭和29年11月1日 長岡市に編入                | 長岡市                       | 長岡市                                   | 長岡市                        | 長岡市                       | 長岡市 |
| 古 志 郡    | 亀崎村                 | 亀崎村                 | 亀崎村                     | 亀崎村                           | 亀崎村                           | 亀崎村                           | 山本村                     | 山本村                 | 山本村                   | 山本村                       | 山本村                         | 山本村                        | 昭和29年11月1日 長岡市に編入                | 長岡市                       | 長岡市                                   | 長岡市                        | 長岡市                       | 長岡市 |
| 古 志 郡    | 加津保沢村             | 加津保沢村             | 加津保沢村                 | 加津保沢村                       | 加津保沢村                       | 加津保沢村                       | 山本村                     | 山本村                 | 山本村                   | 山本村                       | 山本村                         | 山本村                        | 昭和29年11月1日 長岡市に編入                | 長岡市                       | 長岡市                                   | 長岡市                        | 長岡市                       | 長岡市 |
| 古 志 郡    | 水穴村                 | 水穴村                 | 水穴村                     | 水穴村                           | 水穴村                           | 水穴村                           | 山本村                     | 山本村                 | 山本村                   | 山本村                       | 山本村                         | 山本村                        | 昭和29年11月1日 長岡市に編入                | 長岡市                       | 長岡市                                   | 長岡市                        | 長岡市                       | 長岡市 |
| 古 志 郡    | 蛇山村                 | 蛇山村                 | 蛇山村                     | 蛇山村                           | 蛇山村                           | 蛇山村                           | 山谷沢村                   | 山谷沢村               | 明治34年11月1日 六日市村 | 明治34年11月1日 六日市村     | 六日市村                       | 六日市村                      | 昭和29年11月1日 長岡市に編入                | 長岡市                       | 長岡市                                   | 長岡市                        | 長岡市                       | 長岡市 |
| 古 志 郡    | 滝谷村                 | 滝谷村                 | 滝谷村                     | 滝谷村                           | 滝谷村                           | 滝谷村                           | 山谷沢村                   | 山谷沢村               | 明治34年11月1日 六日市村 | 明治34年11月1日 六日市村     | 六日市村                       | 六日市村                      | 昭和29年11月1日 長岡市に編入                | 長岡市                       | 長岡市                                   | 長岡市                        | 長岡市                       | 長岡市 |
| 古 志 郡    | 渡沢村                 | 渡沢村                 | 渡沢村                     | 渡沢村                           | 渡沢村                           | 渡沢村                           | 山谷沢村                   | 山谷沢村               | 明治34年11月1日 六日市村 | 明治34年11月1日 六日市村     | 六日市村                       | 六日市村                      | 昭和29年11月1日 長岡市に編入                | 長岡市                       | 長岡市                                   | 長岡市                        | 長岡市                       | 長岡市 |
| 古 志 郡    | 犬茂島村               | 犬茂島村               | 犬茂島村                   | 犬茂島村                         | 犬茂島村                         | 犬茂島村                         | 山谷沢村                   | 山谷沢村               | 明治34年11月1日 六日市村 | 明治34年11月1日 六日市村     | 六日市村                       | 六日市村                      | 昭和29年11月1日 長岡市に編入                | 長岡市                       | 長岡市                                   | 長岡市                        | 長岡市                       | 長岡市 |
| 古 志 郡    | 黒田新田               | 黒田新田               | 黒田新田                   | 黒田新田                         | 黒田新田                         | 黒田新田                         | 山谷沢村                   | 山谷沢村               | 明治34年11月1日 六日市村 | 明治34年11月1日 六日市村     | 六日市村                       | 六日市村                      | 昭和29年11月1日 長岡市に編入                | 長岡市                       | 長岡市                                   | 長岡市                        | 長岡市                       | 長岡市 |
| 古 志 郡    | 猪沢村                 | 猪沢村                 | 猪沢村                     | 猪沢村                           | 猪沢村                           | 猪沢村                           | 山谷沢村                   | 山谷沢村               | 明治34年11月1日 六日市村 | 明治34年11月1日 六日市村     | 六日市村                       | 六日市村                      | 昭和29年11月1日 長岡市に編入                | 長岡市                       | 長岡市                                   | 長岡市                        | 長岡市                       | 長岡市 |
| 古 志 郡    | 中潟村                 | 中潟村                 | 中潟村                     | 中潟村                           | 中潟村                           | 中潟村                           | 六日市村                   | 六日市村               | 明治34年11月1日 六日市村 | 明治34年11月1日 六日市村     | 六日市村                       | 六日市村                      | 昭和29年11月1日 長岡市に編入                | 長岡市                       | 長岡市                                   | 長岡市                        | 長岡市                       | 長岡市 |
| 古 志 郡    | 妙見村                 | 妙見村                 | 妙見村                     | 妙見村                           | 妙見村                           | 妙見村                           | 六日市村                   | 六日市村               | 明治34年11月1日 六日市村 | 明治34年11月1日 六日市村     | 六日市村                       | 六日市村                      | 昭和29年11月1日 長岡市に編入                | 長岡市                       | 長岡市                                   | 長岡市                        | 長岡市                       | 長岡市 |
| 古 志 郡    | 六日市村               | 六日市村               | 六日市村                   | 六日市村                         | 六日市村                         | 六日市村                         | 六日市村                   | 六日市村               | 明治34年11月1日 六日市村 | 明治34年11月1日 六日市村     | 六日市村                       | 六日市村                      | 昭和29年11月1日 長岡市に編入                | 長岡市                       | 長岡市                                   | 長岡市                        | 長岡市                       | 長岡市 |
| 古 志 郡    | 三俵野村               | 三俵野村               | 三俵野村                   | 三俵野村                         | 三俵野村                         | 三俵野村                         | 六日市村                   | 六日市村               | 明治34年11月1日 六日市村 | 明治34年11月1日 六日市村     | 六日市村                       | 六日市村                      | 昭和29年11月1日 長岡市に編入                | 長岡市                       | 長岡市                                   | 長岡市                        | 長岡市                       | 長岡市 |
| 古 志 郡    | 白岩村                 | 白岩村                 | 白岩村                     | 白岩村                           | 白岩村                           | 白岩村                           | 六日市村                   | 六日市村               | 明治34年11月1日 六日市村 | 明治34年11月1日 六日市村     | 六日市村                       | 六日市村                      | 昭和29年11月1日 長岡市に編入                | 長岡市                       | 長岡市                                   | 長岡市                        | 長岡市                       | 長岡市 |
| 古 志 郡    | 高野村                 | 高野村                 | 高野村                     | 高野村                           | 明治19年 高野村                  | 明治19年 高野村                  | 福戸村                     | 古志郡福戸村           | 古志郡福戸村             | 古志郡福戸村                 | 古志郡福戸村                   | 古志郡福戸村                  | 昭和29年11月1日 長岡市に編入                | 長岡市                       | 長岡市                                   | 長岡市                        | 長岡市                       | 長岡市 |
| 古 志 郡    | 坂都新田               | 坂都新田               | 坂都新田                   | 坂都新田                         | 明治19年 高野村                  | 明治19年 高野村                  | 福戸村                     | 古志郡福戸村           | 古志郡福戸村             | 古志郡福戸村                 | 古志郡福戸村                   | 古志郡福戸村                  | 昭和29年11月1日 長岡市に編入                | 長岡市                       | 長岡市                                   | 長岡市                        | 長岡市                       | 長岡市 |
| 古 志 郡    | 南潟新田               | 南潟新田               | 南潟新田                   | 南潟新田                         | 明治19年 高野村                  | 明治19年 高野村                  | 福戸村                     | 古志郡福戸村           | 古志郡福戸村             | 古志郡福戸村                 | 古志郡福戸村                   | 古志郡福戸村                  | 昭和29年11月1日 長岡市に編入                | 長岡市                       | 長岡市                                   | 長岡市                        | 長岡市                       | 長岡市 |
| 古 志 郡    | 片端杢右衛門新田       | 片端杢右衛門新田       | 片端杢右衛門新田           | 片端杢右衛門新田                 | 明治19年 高野村                  | 明治19年 高野村                  | 福戸村                     | 古志郡福戸村           | 古志郡福戸村             | 古志郡福戸村                 | 古志郡福戸村                   | 古志郡福戸村                  | 昭和29年11月1日 長岡市に編入                | 長岡市                       | 長岡市                                   | 長岡市                        | 長岡市                       | 長岡市 |
| 古 志 郡    | 大荒戸村               | 大荒戸村               | 大荒戸村                   | 大荒戸村                         | 大荒戸村                         | 大荒戸村                         | 福戸村                     | 古志郡福戸村           | 古志郡福戸村             | 古志郡福戸村                 | 古志郡福戸村                   | 古志郡福戸村                  | 昭和29年11月1日 長岡市に編入                | 長岡市                       | 長岡市                                   | 長岡市                        | 長岡市                       | 長岡市 |
| 古 志 郡    | 片端村                 | 片端村                 | 片端村                     | 片端村                           | 片端村                           | 片端村                           | 福戸村                     | 古志郡福戸村           | 古志郡福戸村             | 古志郡福戸村                 | 古志郡福戸村                   | 古志郡福戸村                  | 昭和29年11月1日 長岡市に編入                | 長岡市                       | 長岡市                                   | 長岡市                        | 長岡市                       | 長岡市 |
| 古 志 郡    | 道満村                 | 道満村                 | 道満村                     | 道満村                           | 道満村                           | 道満村                           | 福戸村                     | 古志郡福戸村           | 古志郡福戸村             | 古志郡福戸村                 | 古志郡福戸村                   | 古志郡福戸村                  | 昭和29年11月1日 長岡市に編入                | 長岡市                       | 長岡市                                   | 長岡市                        | 長岡市                       | 長岡市 |
| 古 志 郡    | 福道村                 | 福道村                 | 福道村                     | 福道村                           | 福道村                           | 福道村                           | 福戸村                     | 古志郡福戸村           | 古志郡福戸村             | 古志郡福戸村                 | 古志郡福戸村                   | 古志郡福戸村                  | 昭和29年11月1日 長岡市に編入                | 長岡市                       | 長岡市                                   | 長岡市                        | 長岡市                       | 長岡市 |
| 古 志 郡    | 南新保村               | 南新保村               | 南新保村                   | 南新保村                         | 南新保村                         | 南新保村                         | 福戸村                     | 古志郡福戸村           | 古志郡福戸村             | 古志郡福戸村                 | 古志郡福戸村                   | 古志郡福戸村                  | 昭和29年11月1日 長岡市に編入                | 長岡市                       | 長岡市                                   | 長岡市                        | 長岡市                       | 長岡市 |
| 三 島 郡    | 堺村                   | 一部                   | 堺村                       | 堺村                             | 堺村                             | 堺村                             | 福戸村                     | 古志郡福戸村           | 古志郡福戸村             | 古志郡福戸村                 | 古志郡福戸村                   | 古志郡福戸村                  | 昭和29年11月1日 長岡市に編入                | 長岡市                       | 長岡市                                   | 長岡市                        | 長岡市                       | 長岡市 |
| 三 島 郡    | 堺村                   | 一部を除く             | 堺村                       | 堺村                             | 堺村                             | 堺村                             | 日越村                     | 三島郡日越村           | 三島郡日越村             | 三島郡日越村                 | 三島郡日越村                   | 三島郡日越村                  | 昭和29年11月1日 長岡市に編入                | 長岡市                       | 長岡市                                   | 長岡市                        | 長岡市                       | 長岡市 |
| 三 島 郡    | 才津村利右衛門佐兵衛組 | 才津村利右衛門佐兵衛組 | 才津村利右衛門佐兵衛組     | 才津村利右衛門佐兵衛組           | 明治14年 改称 北才津村           | 明治14年 改称 北才津村           | 日越村                     | 三島郡日越村           | 三島郡日越村             | 三島郡日越村                 | 三島郡日越村                   | 三島郡日越村                  | 昭和29年11月1日 長岡市に編入                | 長岡市                       | 長岡市                                   | 長岡市                        | 長岡市                       | 長岡市 |
| 三 島 郡    | 福山村                 | 福山村                 | 福山村                     | 福山村                           | 福山村                           | 福山村                           | 日越村                     | 三島郡日越村           | 三島郡日越村             | 三島郡日越村                 | 三島郡日越村                   | 三島郡日越村                  | 昭和29年11月1日 長岡市に編入                | 長岡市                       | 長岡市                                   | 長岡市                        | 長岡市                       | 長岡市 |
| 三 島 郡    | 喜多村                 | 喜多村                 | 喜多村                     | 喜多村                           | 喜多村                           | 喜多村                           | 日越村                     | 三島郡日越村           | 三島郡日越村             | 三島郡日越村                 | 三島郡日越村                   | 三島郡日越村                  | 昭和29年11月1日 長岡市に編入                | 長岡市                       | 長岡市                                   | 長岡市                        | 長岡市                       | 長岡市 |
| 三 島 郡    | 富安村武右衛門組       | 富安村武右衛門組       | 富安村武右衛門組           | 富安村武右衛門組                 | 明治14年 改称 石動村             | 明治14年 改称 石動村             | 日越村                     | 三島郡日越村           | 三島郡日越村             | 三島郡日越村                 | 三島郡日越村                   | 三島郡日越村                  | 昭和29年11月1日 長岡市に編入                | 長岡市                       | 長岡市                                   | 長岡市                        | 長岡市                       | 長岡市 |
| 三 島 郡    | 富安村七郎左衛門組     | 富安村七郎左衛門組     | 富安村七郎左衛門組         | 富安村七郎左衛門組               | 明治16年 改称 富安村             | 明治16年 改称 富安村             | 日越村                     | 三島郡日越村           | 三島郡日越村             | 三島郡日越村                 | 三島郡日越村                   | 三島郡日越村                  | 昭和29年11月1日 長岡市に編入                | 長岡市                       | 長岡市                                   | 長岡市                        | 長岡市                       | 長岡市 |
| 三 島 郡    | 上除村                 | 上除村                 | 上除村                     | 上除村                           | 明治18年 上除村                  | 明治18年 上除村                  | 日越村                     | 三島郡日越村           | 三島郡日越村             | 三島郡日越村                 | 三島郡日越村                   | 三島郡日越村                  | 昭和29年11月1日 長岡市に編入                | 長岡市                       | 長岡市                                   | 長岡市                        | 長岡市                       | 長岡市 |
| 三 島 郡    | 上除村八郎右衛門古新田 | 上除村八郎右衛門古新田 | 上除村八郎右衛門古新田     | 上除村八郎右衛門古新田           | 明治18年 上除村                  | 明治18年 上除村                  | 日越村                     | 三島郡日越村           | 三島郡日越村             | 三島郡日越村                 | 三島郡日越村                   | 三島郡日越村                  | 昭和29年11月1日 長岡市に編入                | 長岡市                       | 長岡市                                   | 長岡市                        | 長岡市                       | 長岡市 |
| 三 島 郡    | 大矢新田               | 大矢新田               | 大矢新田                   | 大矢新田                         | 明治18年 上除村                  | 明治18年 上除村                  | 日越村                     | 三島郡日越村           | 三島郡日越村             | 三島郡日越村                 | 三島郡日越村                   | 三島郡日越村                  | 昭和29年11月1日 長岡市に編入                | 長岡市                       | 長岡市                                   | 長岡市                        | 長岡市                       | 長岡市 |
| 三 島 郡    | 弓新田                 | 弓新田                 | 弓新田                     | 弓新田                           | 明治18年 上除村                  | 明治18年 上除村                  | 日越村                     | 三島郡日越村           | 三島郡日越村             | 三島郡日越村                 | 三島郡日越村                   | 三島郡日越村                  | 昭和29年11月1日 長岡市に編入                | 長岡市                       | 長岡市                                   | 長岡市                        | 長岡市                       | 長岡市 |
| 三 島 郡    | 牛ヶ頭新田             | 牛ヶ頭新田             | 牛ヶ頭新田                 | 牛ヶ頭新田                       | 明治18年 上除村                  | 明治18年 上除村                  | 日越村                     | 三島郡日越村           | 三島郡日越村             | 三島郡日越村                 | 三島郡日越村                   | 三島郡日越村                  | 昭和29年11月1日 長岡市に編入                | 長岡市                       | 長岡市                                   | 長岡市                        | 長岡市                       | 長岡市 |
| 三 島 郡    | 宝地村                 | 宝地村                 | 宝地村                     | 宝地村                           | 宝地村                           | 宝地村                           | 日越村                     | 三島郡日越村           | 三島郡日越村             | 三島郡日越村                 | 三島郡日越村                   | 三島郡日越村                  | 昭和29年11月1日 長岡市に編入                | 長岡市                       | 長岡市                                   | 長岡市                        | 長岡市                       | 長岡市 |
| 三 島 郡    | 峰新田                 | 峰新田                 | 峰新田                     | 峰新田                           | 峰新田                           | 峰新田                           | 日越村                     | 三島郡日越村           | 三島郡日越村             | 三島郡日越村                 | 三島郡日越村                   | 三島郡日越村                  | 昭和29年11月1日 長岡市に編入                | 長岡市                       | 長岡市                                   | 長岡市                        | 長岡市                       | 長岡市 |
| 三 島 郡    | 原新田                 | 原新田                 | 原新田                     | 原新田                           | 原新田                           | 原新田                           | 日越村                     | 三島郡日越村           | 三島郡日越村             | 三島郡日越村                 | 三島郡日越村                   | 三島郡日越村                  | 昭和29年11月1日 長岡市に編入                | 長岡市                       | 長岡市                                   | 長岡市                        | 長岡市                       | 長岡市 |
| 三 島 郡    | 矢島新田               | 矢島新田               | 矢島新田                   | 矢島新田                         | 矢島新田                         | 矢島新田                         | 日越村                     | 三島郡日越村           | 三島郡日越村             | 三島郡日越村                 | 三島郡日越村                   | 三島郡日越村                  | 昭和29年11月1日 長岡市に編入                | 長岡市                       | 長岡市                                   | 長岡市                        | 長岡市                       | 長岡市 |
| 古 志 郡    | 高瀬村                 | 高瀬村                 | 高瀬村                     | 高瀬村                           | 高瀬村                           | 高瀬村                           | 日越村                     | 三島郡日越村           | 三島郡日越村             | 三島郡日越村                 | 三島郡日越村                   | 三島郡日越村                  | 昭和29年11月1日 長岡市に編入                | 長岡市                       | 長岡市                                   | 長岡市                        | 長岡市                       | 長岡市 |
| 古 志 郡    | 高瀬作十郎古新田       | 高瀬作十郎古新田       | 高瀬作十郎古新田           | 高瀬作十郎古新田                 | 高瀬作十郎古新田                 | 高瀬作十郎古新田                 | 日越村                     | 三島郡日越村           | 三島郡日越村             | 三島郡日越村                 | 三島郡日越村                   | 三島郡日越村                  | 昭和29年11月1日 長岡市に編入                | 長岡市                       | 長岡市                                   | 長岡市                        | 長岡市                       | 長岡市 |
| 古 志 郡    | 五本柳村古新田         | 五本柳村古新田         | 五本柳村古新田             | 五本柳村古新田                   | 五本柳村古新田                   | 五本柳村古新田                   | 日越村                     | 三島郡日越村           | 三島郡日越村             | 三島郡日越村                 | 三島郡日越村                   | 三島郡日越村                  | 昭和29年11月1日 長岡市に編入                | 長岡市                       | 長岡市                                   | 長岡市                        | 長岡市                       | 長岡市 |
| 古 志 郡    | 雨池村                 | 雨池村                 | 雨池村                     | 雨池村                           | 雨池村                           | 雨池村                           | 日越村                     | 三島郡日越村           | 三島郡日越村             | 三島郡日越村                 | 三島郡日越村                   | 三島郡日越村                  | 昭和29年11月1日 長岡市に編入                | 長岡市                       | 長岡市                                   | 長岡市                        | 長岡市                       | 長岡市 |
| 古 志 郡    | 前野村古新田           | 前野村古新田           | 前野村古新田               | 前野村古新田                     | 前野村古新田                     | 前野村古新田                     | 日越村                     | 三島郡日越村           | 三島郡日越村             | 三島郡日越村                 | 三島郡日越村                   | 三島郡日越村                  | 昭和29年11月1日 長岡市に編入                | 長岡市                       | 長岡市                                   | 長岡市                        | 長岡市                       | 長岡市 |
| 古 志 郡    | 寺宝村                 | 寺宝村                 | 寺宝村                     | 寺宝村                           | 寺宝村                           | 寺宝村                           | 王寺川村                   | 三島郡王寺川村         | 三島郡王寺川村           | 三島郡王寺川村               | 三島郡王寺川村                 | 三島郡王寺川村                | 昭和29年11月1日 長岡市に編入                | 長岡市                       | 長岡市                                   | 長岡市                        | 長岡市                       | 長岡市 |
| 古 志 郡    | 能下古新田             | 能下古新田             | 能下古新田                 | 能下古新田                       | 能下古新田                       | 能下古新田                       | 王寺川村                   | 三島郡王寺川村         | 三島郡王寺川村           | 三島郡王寺川村               | 三島郡王寺川村                 | 三島郡王寺川村                | 昭和29年11月1日 長岡市に編入                | 長岡市                       | 長岡市                                   | 長岡市                        | 長岡市                       | 長岡市 |
| 三 島 郡    | 王番田村               | 王番田村               | 明治8年 王番田村           | 明治8年 王番田村                 | 明治8年 王番田村                 | 明治8年 王番田村                 | 王寺川村                   | 三島郡王寺川村         | 三島郡王寺川村           | 三島郡王寺川村               | 三島郡王寺川村                 | 三島郡王寺川村                | 昭和29年11月1日 長岡市に編入                | 長岡市                       | 長岡市                                   | 長岡市                        | 長岡市                       | 長岡市 |
| 三 島 郡    | 王番田弥兵衛組         |                        | 明治8年 王番田村           | 明治8年 王番田村                 | 明治8年 王番田村                 | 明治8年 王番田村                 | 王寺川村                   | 三島郡王寺川村         | 三島郡王寺川村           | 三島郡王寺川村               | 三島郡王寺川村                 | 三島郡王寺川村                | 昭和29年11月1日 長岡市に編入                | 長岡市                       | 長岡市                                   | 長岡市                        | 長岡市                       | 長岡市 |
| 三 島 郡    | 河根川村               | 河根川村               | 河根川村                   | 河根川村                         | 河根川村                         | 河根川村                         | 王寺川村                   | 三島郡王寺川村         | 三島郡王寺川村           | 三島郡王寺川村               | 三島郡王寺川村                 | 三島郡王寺川村                | 昭和29年11月1日 長岡市に編入                | 長岡市                       | 長岡市                                   | 長岡市                        | 長岡市                       | 長岡市 |
| 三 島 郡    | 林新田                 | 林新田                 | 林新田                     | 林新田                           | 明治18年 土合村                  | 明治18年 土合村                  | 四郎丸村                   | 四郎丸村               | 明治34年11月1日 四郎丸村 | 大正10年12月1日 長岡市に編入 | 長岡市                         | 長岡市                        | 長岡市                                      | 長岡市                       | 長岡市                                   | 長岡市                        | 長岡市                       | 長岡市 |
| 古 志 郡    | 土合村                 | 土合村                 | 土合村                     | 土合村                           | 明治18年 土合村                  | 明治18年 土合村                  | 四郎丸村                   | 四郎丸村               | 明治34年11月1日 四郎丸村 | 大正10年12月1日 長岡市に編入 | 長岡市                         | 長岡市                        | 長岡市                                      | 長岡市                       | 長岡市                                   | 長岡市                        | 長岡市                       | 長岡市 |
| 古 志 郡    | 四郎丸村               | 四郎丸村               | 四郎丸村                   | 四郎丸村                         | 四郎丸村                         | 四郎丸村                         | 四郎丸村                   | 四郎丸村               | 明治34年11月1日 四郎丸村 | 大正10年12月1日 長岡市に編入 | 長岡市                         | 長岡市                        | 長岡市                                      | 長岡市                       | 長岡市                                   | 長岡市                        | 長岡市                       | 長岡市 |
| 古 志 郡    | 上条村                 | 上条村                 | 上条村                     | 上条村                           | 上条村                           | 上条村                           | 四郎丸村                   | 四郎丸村               | 明治34年11月1日 四郎丸村 | 大正10年12月1日 長岡市に編入 | 長岡市                         | 長岡市                        | 長岡市                                      | 長岡市                       | 長岡市                                   | 長岡市                        | 長岡市                       | 長岡市 |
| 古 志 郡    | 川崎村                 | 川崎村                 | 川崎村                     | 川崎村                           | 明治19年 川崎村                  | 明治19年 川崎村                  | 川崎村                     | 川崎村                 | 明治34年11月1日 四郎丸村 | 大正10年12月1日 長岡市に編入 | 長岡市                         | 長岡市                        | 長岡市                                      | 長岡市                       | 長岡市                                   | 長岡市                        | 長岡市                       | 長岡市 |
| 古 志 郡    | 出来都古新田           | 出来都古新田           | 出来都古新田               | 出来都古新田                     | 明治19年 川崎村                  | 明治19年 川崎村                  | 川崎村                     | 川崎村                 | 明治34年11月1日 四郎丸村 | 大正10年12月1日 長岡市に編入 | 長岡市                         | 長岡市                        | 長岡市                                      | 長岡市                       | 長岡市                                   | 長岡市                        | 長岡市                       | 長岡市 |
| 古 志 郡    | 石内村                 | 石内村                 | 石内村                     | 石内村                           | 石内村                           | 石内村                           | 王内村                     | 王内村                 | 明治34年11月1日 長岡町   | 明治39年4月1日 市制 長岡市   | 長岡市                         | 長岡市                        | 長岡市                                      | 長岡市                       | 長岡市                                   | 長岡市                        | 長岡市                       | 長岡市 |
| 古 志 郡    | 蔵王村                 | 蔵王村                 | 明治8年 蔵王村             | 明治8年 蔵王村                   | 明治8年 蔵王村                   | 明治8年 蔵王村                   | 王内村                     | 王内村                 | 明治34年11月1日 長岡町   | 明治39年4月1日 市制 長岡市   | 長岡市                         | 長岡市                        | 長岡市                                      | 長岡市                       | 長岡市                                   | 長岡市                        | 長岡市                       | 長岡市 |
| 古 志 郡    | 三十八村               |                        | 明治8年 蔵王村             | 明治8年 蔵王村                   | 明治8年 蔵王村                   | 明治8年 蔵王村                   | 王内村                     | 王内村                 | 明治34年11月1日 長岡町   | 明治39年4月1日 市制 長岡市   | 長岡市                         | 長岡市                        | 長岡市                                      | 長岡市                       | 長岡市                                   | 長岡市                        | 長岡市                       | 長岡市 |
| 古 志 郡    | 千手町村               | 千手町村               | 千手町村                   | 千手町村                         | 千手町村                         | 千手町村                         | 千手町                     | 千手町                 | 明治34年11月1日 長岡町   | 明治39年4月1日 市制 長岡市   | 長岡市                         | 長岡市                        | 長岡市                                      | 長岡市                       | 長岡市                                   | 長岡市                        | 長岡市                       | 長岡市 |
| 古 志 郡    | 宮原村                 | 宮原村                 | 宮原村                     | 宮原村                           | 宮原村                           | 宮原村                           | 千手町                     | 千手町                 | 明治34年11月1日 長岡町   | 明治39年4月1日 市制 長岡市   | 長岡市                         | 長岡市                        | 長岡市                                      | 長岡市                       | 長岡市                                   | 長岡市                        | 長岡市                       | 長岡市 |
| 古 志 郡    | 新町村                 | 新町村                 | 新町村                     | 新町村                           | 新町村                           | 新町村                           | 新町                       | 新町                   | 明治34年11月1日 長岡町   | 明治39年4月1日 市制 長岡市   | 長岡市                         | 長岡市                        | 長岡市                                      | 長岡市                       | 長岡市                                   | 長岡市                        | 長岡市                       | 長岡市 |
| 古 志 郡    | 城岡外新田             | 城岡外新田             | 城岡外新田                 | 城岡外新田                       | 城岡外新田                       | 城岡外新田                       | 新町                       | 新町                   | 明治34年11月1日 長岡町   | 明治39年4月1日 市制 長岡市   | 長岡市                         | 長岡市                        | 長岡市                                      | 長岡市                       | 長岡市                                   | 長岡市                        | 長岡市                       | 長岡市 |
| 古 志 郡    | 川久保外新田           | 川久保外新田           | 川久保外新田               | 川久保外新田                     | 川久保外新田                     | 川久保外新田                     | 新町                       | 新町                   | 明治34年11月1日 長岡町   | 明治39年4月1日 市制 長岡市   | 長岡市                         | 長岡市                        | 長岡市                                      | 長岡市                       | 長岡市                                   | 長岡市                        | 長岡市                       | 長岡市 |
| 古 志 郡    | 行保新田               | 行保新田               | 行保新田                   | 行保新田                         | 行保新田                         | 行保新田                         | 新町                       | 新町                   | 明治34年11月1日 長岡町   | 明治39年4月1日 市制 長岡市   | 長岡市                         | 長岡市                        | 長岡市                                      | 長岡市                       | 長岡市                                   | 長岡市                        | 長岡市                       | 長岡市 |
| 古 志 郡    | 長岡城下               | 町人町21町             | 長岡城下                   | 長岡城下                         | 長岡城下                         | 長岡城下                         | 長岡町                     | 長岡町                 | 明治34年11月1日 長岡町   | 明治39年4月1日 市制 長岡市   | 長岡市                         | 長岡市                        | 長岡市                                      | 長岡市                       | 長岡市                                   | 長岡市                        | 長岡市                       | 長岡市 |
| 古 志 郡    | 長岡城下               | 武家屋敷地区18町       | 長岡城下                   | 長岡城下                         | 長岡城下                         | 長岡城下                         | 長岡本町                   | 長岡本町               | 明治34年11月1日 長岡町   | 明治39年4月1日 市制 長岡市   | 長岡市                         | 長岡市                        | 長岡市                                      | 長岡市                       | 長岡市                                   | 長岡市                        | 長岡市                       | 長岡市 |
| 古 志 郡    |                        |                        | 明治初年 起立 中島村       | 時期不明 改称 中島町             | 時期不明 改称 中島町             | 時期不明 改称 中島町             | 草生津町                   | 草生津町               | 明治34年11月1日 長岡町   | 明治39年4月1日 市制 長岡市   | 長岡市                         | 長岡市                        | 長岡市                                      | 長岡市                       | 長岡市                                   | 長岡市                        | 長岡市                       | 長岡市 |
| 古 志 郡    | 草生津村               | 草生津村               | 草生津村                   | 草生津村                         | 明治19年 草生津村                | 明治20年 草生津村                | 草生津町                   | 草生津町               | 明治34年11月1日 長岡町   | 明治39年4月1日 市制 長岡市   | 長岡市                         | 長岡市                        | 長岡市                                      | 長岡市                       | 長岡市                                   | 長岡市                        | 長岡市                       | 長岡市 |
| 古 志 郡    | 土合与惣兵衛古新田     | 土合与惣兵衛古新田     | 土合与惣兵衛古新田         | 土合与惣兵衛古新田               | 明治19年 草生津村                | 明治20年 草生津村                | 草生津町                   | 草生津町               | 明治34年11月1日 長岡町   | 明治39年4月1日 市制 長岡市   | 長岡市                         | 長岡市                        | 長岡市                                      | 長岡市                       | 長岡市                                   | 長岡市                        | 長岡市                       | 長岡市 |
| 古 志 郡    | 赤川助七古新田         | 赤川助七古新田         | 赤川助七古新田             | 赤川助七古新田                   | 明治18年 赤川村                  | 明治20年 草生津村                | 草生津町                   | 草生津町               | 明治34年11月1日 長岡町   | 明治39年4月1日 市制 長岡市   | 長岡市                         | 長岡市                        | 長岡市                                      | 長岡市                       | 長岡市                                   | 長岡市                        | 長岡市                       | 長岡市 |
| 古 志 郡    | 赤川庄右衛門古新田     | 赤川庄右衛門古新田     | 赤川庄右衛門古新田         | 赤川庄右衛門古新田               | 明治18年 赤川村                  | 明治20年 草生津村                | 草生津町                   | 草生津町               | 明治34年11月1日 長岡町   | 明治39年4月1日 市制 長岡市   | 長岡市                         | 長岡市                        | 長岡市                                      | 長岡市                       | 長岡市                                   | 長岡市                        | 長岡市                       | 長岡市 |
| 古 志 郡    | 中島古川村             | 中島古川村             | 中島古川村                 | 中島古川村                       | 明治18年 改称 古川村             | 明治18年 改称 古川村             | 草生津町                   | 草生津町               | 明治34年11月1日 長岡町   | 明治39年4月1日 市制 長岡市   | 長岡市                         | 長岡市                        | 長岡市                                      | 長岡市                       | 長岡市                                   | 長岡市                        | 長岡市                       | 長岡市 |
| 古 志 郡    | 麻野畑新田             | 麻野畑新田             | 麻野畑新田                 | 麻野畑新田                       | 明治19年 麻野村                  | 明治19年 麻野村                  | 草生津町                   | 草生津町               | 明治34年11月1日 長岡町   | 明治39年4月1日 市制 長岡市   | 長岡市                         | 長岡市                        | 長岡市                                      | 長岡市                       | 長岡市                                   | 長岡市                        | 長岡市                       | 長岡市 |
| 古 志 郡    | 中島市郎次新田         | 中島市郎次新田         | 中島市郎次新田             | 中島市郎次新田                   | 明治19年 麻野村                  | 明治19年 麻野村                  | 草生津町                   | 草生津町               | 明治34年11月1日 長岡町   | 明治39年4月1日 市制 長岡市   | 長岡市                         | 長岡市                        | 長岡市                                      | 長岡市                       | 長岡市                                   | 長岡市                        | 長岡市                       | 長岡市 |
| 古 志 郡    | 赤川久七新田           | 赤川久七新田           | 赤川久七新田               | 赤川久七新田                     | 明治19年 改称 久七村             | 明治19年 改称 久七村             | 草生津町                   | 草生津町               | 明治34年11月1日 長岡町   | 明治39年4月1日 市制 長岡市   | 長岡市                         | 長岡市                        | 長岡市                                      | 長岡市                       | 長岡市                                   | 長岡市                        | 長岡市                       | 長岡市 |
| 古 志 郡    | 寺島村                 | 一部                   | 寺島村                     | 寺島村                           | 寺島村                           | 寺島村                           | 草生津町                   | 草生津町               | 明治34年11月1日 長岡町   | 明治39年4月1日 市制 長岡市   | 長岡市                         | 長岡市                        | 長岡市                                      | 長岡市                       | 長岡市                                   | 長岡市                        | 長岡市                       | 長岡市 |
| 古 志 郡    | 寺島村                 | 一部                   | 寺島村                     | 寺島村                           | 寺島村                           | 寺島村                           | 川西村                     | 川西村                 | 川西村                   | 明治39年4月1日 上川西村      | 上川西村                       | 昭和29年2月1日 長岡市に編入   | 長岡市                                      | 長岡市                       | 長岡市                                   | 長岡市                        | 長岡市                       | 長岡市 |
| 古 志 郡    | 小沢村                 | 小沢村                 | 小沢村                     | 小沢村                           | 小沢村                           | 小沢村                           | 川西村                     | 川西村                 | 川西村                   | 明治39年4月1日 上川西村      | 上川西村                       | 昭和29年2月1日 長岡市に編入   | 長岡市                                      | 長岡市                       | 長岡市                                   | 長岡市                        | 長岡市                       | 長岡市 |
| 古 志 郡    | 蓮潟村                 | 蓮潟村                 | 明治8年 蓮潟村             | 明治8年 蓮潟村                   | 明治8年 蓮潟村                   | 明治8年 蓮潟村                   | 川西村                     | 川西村                 | 川西村                   | 明治39年4月1日 上川西村      | 上川西村                       | 昭和29年2月1日 長岡市に編入   | 長岡市                                      | 長岡市                       | 長岡市                                   | 長岡市                        | 長岡市                       | 長岡市 |
| 古 志 郡    | 槙山助三郎古新田       |                        | 明治8年 蓮潟村             | 明治8年 蓮潟村                   | 明治8年 蓮潟村                   | 明治8年 蓮潟村                   | 川西村                     | 川西村                 | 川西村                   | 明治39年4月1日 上川西村      | 上川西村                       | 昭和29年2月1日 長岡市に編入   | 長岡市                                      | 長岡市                       | 長岡市                                   | 長岡市                        | 長岡市                       | 長岡市 |
| 古 志 郡    | 鼠島村古新田           | 鼠島村古新田           | 鼠島村古新田               | 鼠島村古新田                     | 明治18年 改称 鼠島村             | 明治18年 改称 鼠島村             | 川西村                     | 川西村                 | 川西村                   | 明治39年4月1日 上川西村      | 上川西村                       | 昭和29年2月1日 長岡市に編入   | 長岡市                                      | 長岡市                       | 長岡市                                   | 長岡市                        | 長岡市                       | 長岡市 |
| 古 志 郡    | 宮関新田               | 宮関新田               | 宮関新田                   | 宮関新田                         | 明治18年 改称 宮関村             | 明治18年 改称 宮関村             | 川西村                     | 川西村                 | 川西村                   | 明治39年4月1日 上川西村      | 上川西村                       | 昭和29年2月1日 長岡市に編入   | 長岡市                                      | 長岡市                       | 長岡市                                   | 長岡市                        | 長岡市                       | 長岡市 |
| 古 志 郡    | 下柳村                 | 下柳村                 | 下柳村                     | 下柳村                           | 下柳村                           | 下柳村                           | 川西村                     | 川西村                 | 川西村                   | 明治39年4月1日 上川西村      | 上川西村                       | 昭和29年2月1日 長岡市に編入   | 長岡市                                      | 長岡市                       | 長岡市                                   | 長岡市                        | 長岡市                       | 長岡市 |
| 古 志 郡    | 荻野新田               | 荻野新田               | 荻野新田                   | 荻野新田                         | 明治18年 改称 荻野村             | 明治18年 改称 荻野村             | 川西村                     | 川西村                 | 川西村                   | 明治39年4月1日 上川西村      | 上川西村                       | 昭和29年2月1日 長岡市に編入   | 長岡市                                      | 長岡市                       | 長岡市                                   | 長岡市                        | 長岡市                       | 長岡市 |
| 古 志 郡    | 藤沢新田               | 藤沢新田               | 藤沢新田                   | 藤沢新田                         | 明治18年 改称 藤沢村             | 明治18年 改称 藤沢村             | 川西村                     | 川西村                 | 川西村                   | 明治39年4月1日 上川西村      | 上川西村                       | 昭和29年2月1日 長岡市に編入   | 長岡市                                      | 長岡市                       | 長岡市                                   | 長岡市                        | 長岡市                       | 長岡市 |
| 古 志 郡    | 三ツ郷屋村             | 三ツ郷屋村             | 三ツ郷屋村                 | 三ツ郷屋村                       | 三ツ郷屋村                       | 三ツ郷屋村                       | 川西村                     | 川西村                 | 川西村                   | 明治39年4月1日 上川西村      | 上川西村                       | 昭和29年2月1日 長岡市に編入   | 長岡市                                      | 長岡市                       | 長岡市                                   | 長岡市                        | 長岡市                       | 長岡市 |
| 古 志 郡    | 田屋村                 | 田屋村                 | 田屋村                     | 田屋村                           | 田屋村                           | 田屋村                           | 川西村                     | 川西村                 | 川西村                   | 明治39年4月1日 上川西村      | 上川西村                       | 昭和29年2月1日 長岡市に編入   | 長岡市                                      | 長岡市                       | 長岡市                                   | 長岡市                        | 長岡市                       | 長岡市 |
| 古 志 郡    | 槙山村所右衛門五兵衛組 | ［大部分］             | 槙山村所右衛門五兵衛組     | 槙山村所右衛門五兵衛組           | 槙山村所右衛門五兵衛組           | 槙山村所右衛門五兵衛組           | 川西村                     | 川西村                 | 川西村                   | 明治39年4月1日 上川西村      | 上川西村                       | 昭和29年2月1日 長岡市に編入   | 長岡市                                      | 長岡市                       | 長岡市                                   | 長岡市                        | 長岡市                       | 長岡市 |
| 古 志 郡    | 槙山村所右衛門五兵衛組 | ［一部］               | 槙山村所右衛門五兵衛組     | 槙山村所右衛門五兵衛組           | 槙山村所右衛門五兵衛組           | 槙山村所右衛門五兵衛組           | 四箇村                     | 四箇村                 | 四箇村                   | 明治39年4月1日 上川西村      | 上川西村                       | 昭和29年2月1日 長岡市に編入   | 長岡市                                      | 長岡市                       | 長岡市                                   | 長岡市                        | 長岡市                       | 長岡市 |
| 古 志 郡    | 槙山村                 | 槙山村                 | 槙山村                     | 槙山村                           | 槙山村                           | 明治20年 槙山村                  | 四箇村                     | 四箇村                 | 四箇村                   | 明治39年4月1日 上川西村      | 上川西村                       | 昭和29年2月1日 長岡市に編入   | 長岡市                                      | 長岡市                       | 長岡市                                   | 長岡市                        | 長岡市                       | 長岡市 |
| 古 志 郡    | 槙山与次兵衛古新田     | 槙山与次兵衛古新田     | 槙山与次兵衛古新田         | 槙山与次兵衛古新田               | 槙山与次兵衛古新田               | 明治20年 槙山村                  | 四箇村                     | 四箇村                 | 四箇村                   | 明治39年4月1日 上川西村      | 上川西村                       | 昭和29年2月1日 長岡市に編入   | 長岡市                                      | 長岡市                       | 長岡市                                   | 長岡市                        | 長岡市                       | 長岡市 |
| 古 志 郡    | 槙下村                 | 槙下村                 | 槙下村                     | 槙下村                           | 槙下村                           | 槙下村                           | 四箇村                     | 四箇村                 | 四箇村                   | 明治39年4月1日 上川西村      | 上川西村                       | 昭和29年2月1日 長岡市に編入   | 長岡市                                      | 長岡市                       | 長岡市                                   | 長岡市                        | 長岡市                       | 長岡市 |
| 古 志 郡    | 巻島村                 | 巻島村                 | 巻島村                     | 巻島村                           | 巻島村                           | 巻島村                           | 四箇村                     | 四箇村                 | 四箇村                   | 明治39年4月1日 上川西村      | 上川西村                       | 昭和29年2月1日 長岡市に編入   | 長岡市                                      | 長岡市                       | 長岡市                                   | 長岡市                        | 長岡市                       | 長岡市 |
| 古 志 郡    | 鍛冶新田               | 鍛冶新田               | 明治9年 深沢村             | 明治9年 深沢村                   | 明治9年 深沢村                   | 明治9年 深沢村                   | 深沢村                     | 深沢村                 | 明治34年11月1日 深才村   | 明治34年11月1日 深才村       | 深才村                         | 昭和29年5月1日 長岡市に編入   | 長岡市                                      | 長岡市                       | 長岡市                                   | 長岡市                        | 長岡市                       | 長岡市 |
| 古 志 郡    | 深沢村五郎八組         |                        | 明治9年 深沢村             | 明治9年 深沢村                   | 明治9年 深沢村                   | 明治9年 深沢村                   | 深沢村                     | 深沢村                 | 明治34年11月1日 深才村   | 明治34年11月1日 深才村       | 深才村                         | 昭和29年5月1日 長岡市に編入   | 長岡市                                      | 長岡市                       | 長岡市                                   | 長岡市                        | 長岡市                       | 長岡市 |
| 古 志 郡    | 深沢村九左衛門組       |                        | 明治9年 深沢村             | 明治9年 深沢村                   | 明治9年 深沢村                   | 明治9年 深沢村                   | 深沢村                     | 深沢村                 | 明治34年11月1日 深才村   | 明治34年11月1日 深才村       | 深才村                         | 昭和29年5月1日 長岡市に編入   | 長岡市                                      | 長岡市                       | 長岡市                                   | 長岡市                        | 長岡市                       | 長岡市 |
| 古 志 郡    | 深沢村茂兵衛組         |                        | 明治9年 深沢村             | 明治9年 深沢村                   | 明治9年 深沢村                   | 明治9年 深沢村                   | 深沢村                     | 深沢村                 | 明治34年11月1日 深才村   | 明治34年11月1日 深才村       | 深才村                         | 昭和29年5月1日 長岡市に編入   | 長岡市                                      | 長岡市                       | 長岡市                                   | 長岡市                        | 長岡市                       | 長岡市 |
| 古 志 郡    | 親沢村                 | 親沢村                 | 親沢村                     | 親沢村                           | 親沢村                           | 親沢村                           | 深沢村                     | 深沢村                 | 明治34年11月1日 深才村   | 明治34年11月1日 深才村       | 深才村                         | 昭和29年5月1日 長岡市に編入   | 長岡市                                      | 長岡市                       | 長岡市                                   | 長岡市                        | 長岡市                       | 長岡市 |
| 古 志 郡    | 富岡村                 | 富岡村                 | 富岡村                     | 明治12年 改称 上富岡村           | 明治12年 改称 上富岡村           | 明治12年 改称 上富岡村           | 才津村                     | 才津村                 | 明治34年11月1日 深才村   | 明治34年11月1日 深才村       | 深才村                         | 昭和29年5月1日 長岡市に編入   | 長岡市                                      | 長岡市                       | 長岡市                                   | 長岡市                        | 長岡市                       | 長岡市 |
| 古 志 郡    | 福田村                 | 福田村                 | 福田村                     | 福田村                           | 福田村                           | 福田村                           | 才津村                     | 才津村                 | 明治34年11月1日 深才村   | 明治34年11月1日 深才村       | 深才村                         | 昭和29年5月1日 長岡市に編入   | 長岡市                                      | 長岡市                       | 長岡市                                   | 長岡市                        | 長岡市                       | 長岡市 |
| 古 志 郡    | 才津村与右衛門善助組   | 才津村与右衛門善助組   | 明治6年 才津村             | 明治6年 才津村                   | 明治6年 才津村                   | 明治6年 才津村                   | 才津村                     | 才津村                 | 明治34年11月1日 深才村   | 明治34年11月1日 深才村       | 深才村                         | 昭和29年5月1日 長岡市に編入   | 長岡市                                      | 長岡市                       | 長岡市                                   | 長岡市                        | 長岡市                       | 長岡市 |
| 古 志 郡    | 安田村                 |                        | 明治6年 才津村             | 明治6年 才津村                   | 明治6年 才津村                   | 明治6年 才津村                   | 才津村                     | 才津村                 | 明治34年11月1日 深才村   | 明治34年11月1日 深才村       | 深才村                         | 昭和29年5月1日 長岡市に編入   | 長岡市                                      | 長岡市                       | 長岡市                                   | 長岡市                        | 長岡市                       | 長岡市 |
| 古 志 郡    | 才津村勘兵衛組         | 才津村勘兵衛組         | 才津村勘兵衛組             | 才津村勘兵衛組                   | 明治18年 改称 勘兵村             | 明治18年 改称 勘兵村             | 才津村                     | 才津村                 | 明治34年11月1日 深才村   | 明治34年11月1日 深才村       | 深才村                         | 昭和29年5月1日 長岡市に編入   | 長岡市                                      | 長岡市                       | 長岡市                                   | 長岡市                        | 長岡市                       | 長岡市 |
| 古 志 郡    | 下山村                 | 下山村                 | 下山村                     | 下山村                           | 下山村                           | 下山村                           | 大島村                     | 大島村                 | 明治34年11月1日 深才村   | 明治34年11月1日 深才村       | 深才村                         | 昭和29年5月1日 長岡市に編入   | 長岡市                                      | 長岡市                       | 長岡市                                   | 長岡市                        | 長岡市                       | 長岡市 |
| 古 志 郡    | 北山村古新田           | 一部                   | 北山村古新田               | 北山村古新田                     | 北山村古新田                     | 北山村古新田                     | 大島村                     | 大島村                 | 明治34年11月1日 深才村   | 明治34年11月1日 深才村       | 深才村                         | 昭和29年5月1日 長岡市に編入   | 長岡市                                      | 長岡市                       | 長岡市                                   | 長岡市                        | 長岡市                       | 長岡市 |
| 古 志 郡    | 北山村古新田           | 一部                   | 北山村古新田               | 北山村古新田                     | 北山村古新田                     | 北山村古新田                     | 大島村                     | 大島村                 | 明治34年11月1日 深才村   | 明治34年11月1日 深才村       | 昭和23年4月1日 長岡市に編入    | 長岡市                        | 長岡市                                      | 長岡市                       | 長岡市                                   | 長岡市                        | 長岡市                       | 長岡市 |
| 古 志 郡    | 岡村古新田             | 岡村古新田             | 岡村古新田                 | 岡村古新田                       | 岡村古新田                       | 岡村古新田                       | 大島村                     | 大島村                 | 明治34年11月1日 深才村   | 明治34年11月1日 深才村       | 昭和23年4月1日 長岡市に編入    | 長岡市                        | 長岡市                                      | 長岡市                       | 長岡市                                   | 長岡市                        | 長岡市                       | 長岡市 |
| 古 志 郡    | 本大島村               | 本大島村               | 本大島村                   | 本大島村                         | 本大島村                         | 本大島村                         | 大島村                     | 大島村                 | 明治34年11月1日 深才村   | 明治34年11月1日 深才村       | 昭和23年4月1日 長岡市に編入    | 長岡市                        | 長岡市                                      | 長岡市                       | 長岡市                                   | 長岡市                        | 長岡市                       | 長岡市 |
| 古 志 郡    | 高見村                 | 高見村                 | 高見村                     | 高見村                           | 明治19年 高見村                  | 明治19年 高見村                  | 黒条村                     | 黒条村                 | 黒条村                   | 黒条村                       | 黒条村                         | 黒条村                        | 昭和29年11月1日 長岡市に編入                | 長岡市                       | 長岡市                                   | 長岡市                        | 長岡市                       | 長岡市 |
| 古 志 郡    | 嘉蔵新田               | 嘉蔵新田               | 嘉蔵新田                   | 嘉蔵新田                         | 明治19年 高見村                  | 明治19年 高見村                  | 黒条村                     | 黒条村                 | 黒条村                   | 黒条村                       | 黒条村                         | 黒条村                        | 昭和29年11月1日 長岡市に編入                | 長岡市                       | 長岡市                                   | 長岡市                        | 長岡市                       | 長岡市 |
| 古 志 郡    | 下条村                 | 下条村                 | 下条村                     | 明治12年 改称 下下条村           | 明治19年 下下条村                | 明治19年 下下条村                | 黒条村                     | 黒条村                 | 黒条村                   | 黒条村                       | 黒条村                         | 黒条村                        | 昭和29年11月1日 長岡市に編入                | 長岡市                       | 長岡市                                   | 長岡市                        | 長岡市                       | 長岡市 |
| 古 志 郡    | 長兵衛新田             | 長兵衛新田             | 長兵衛新田                 | 長兵衛新田                       | 明治19年 下下条村                | 明治19年 下下条村                | 黒条村                     | 黒条村                 | 黒条村                   | 黒条村                       | 黒条村                         | 黒条村                        | 昭和29年11月1日 長岡市に編入                | 長岡市                       | 長岡市                                   | 長岡市                        | 長岡市                       | 長岡市 |
| 古 志 郡    | 福田村外新田           | 福田村外新田           | 福田村外新田               | 福田村外新田                     | 明治19年 天神村                  | 明治19年 天神村                  | 黒条村                     | 黒条村                 | 黒条村                   | 黒条村                       | 黒条村                         | 黒条村                        | 昭和29年11月1日 長岡市に編入                | 長岡市                       | 長岡市                                   | 長岡市                        | 長岡市                       | 長岡市 |
| 古 志 郡    | 天神小屋村             | 天神小屋村             | 天神小屋村                 | 天神小屋村                       | 明治19年 天神村                  | 明治19年 天神村                  | 黒条村                     | 黒条村                 | 黒条村                   | 黒条村                       | 黒条村                         | 黒条村                        | 昭和29年11月1日 長岡市に編入                | 長岡市                       | 長岡市                                   | 長岡市                        | 長岡市                       | 長岡市 |
| 古 志 郡    | 大野新々田             | 大野新々田             | 大野新々田                 | 大野新々田                       | 明治19年 天神村                  | 明治19年 天神村                  | 黒条村                     | 黒条村                 | 黒条村                   | 黒条村                       | 黒条村                         | 黒条村                        | 昭和29年11月1日 長岡市に編入                | 長岡市                       | 長岡市                                   | 長岡市                        | 長岡市                       | 長岡市 |
| 古 志 郡    | 市左衛門新田           | 一部                   | 市左衛門新田               | 市左衛門新田                     | 明治19年 天神村                  | 明治19年 天神村                  | 黒条村                     | 黒条村                 | 黒条村                   | 黒条村                       | 黒条村                         | 黒条村                        | 昭和29年11月1日 長岡市に編入                | 長岡市                       | 長岡市                                   | 長岡市                        | 長岡市                       | 長岡市 |
| 古 志 郡    | 市左衛門新田           | 一部                   | 市左衛門新田               | 市左衛門新田                     | 明治19年 十二潟村                | 明治19年 十二潟村                | 黒条村                     | 黒条村                 | 黒条村                   | 黒条村                       | 黒条村                         | 黒条村                        | 昭和29年11月1日 長岡市に編入                | 長岡市                       | 長岡市                                   | 長岡市                        | 長岡市                       | 長岡市 |
| 古 志 郡    | 十二潟村古新田         | 十二潟村古新田         | 十二潟村古新田             | 明治12年 十二潟村                | 明治19年 十二潟村                | 明治19年 十二潟村                | 黒条村                     | 黒条村                 | 黒条村                   | 黒条村                       | 黒条村                         | 黒条村                        | 昭和29年11月1日 長岡市に編入                | 長岡市                       | 長岡市                                   | 長岡市                        | 長岡市                       | 長岡市 |
| 古 志 郡    | 大潟新田               | 大潟新田               | 大潟新田                   | 明治12年 十二潟村                | 明治19年 十二潟村                | 明治19年 十二潟村                | 黒条村                     | 黒条村                 | 黒条村                   | 黒条村                       | 黒条村                         | 黒条村                        | 昭和29年11月1日 長岡市に編入                | 長岡市                       | 長岡市                                   | 長岡市                        | 長岡市                       | 長岡市 |
| 古 志 郡    | 黒津村                 | 黒津村                 | 黒津村                     | 黒津村                           | 黒津村                           | 黒津村                           | 黒条村                     | 黒条村                 | 黒条村                   | 黒条村                       | 黒条村                         | 黒条村                        | 昭和29年11月1日 長岡市に編入                | 長岡市                       | 長岡市                                   | 長岡市                        | 長岡市                       | 長岡市 |
| 古 志 郡    | 上村古新田             | 上村古新田             | 上村古新田                 | 上村古新田                       | 上村古新田                       | 上村古新田                       | 黒条村                     | 黒条村                 | 黒条村                   | 黒条村                       | 黒条村                         | 黒条村                        | 昭和29年11月1日 長岡市に編入                | 長岡市                       | 長岡市                                   | 長岡市                        | 長岡市                       | 長岡市 |
| 古 志 郡    | 河辺村                 | 河辺村                 | 河辺村                     | 河辺村                           | 河辺村                           | 河辺村                           | 黒条村                     | 黒条村                 | 黒条村                   | 黒条村                       | 黒条村                         | 黒条村                        | 昭和29年11月1日 長岡市に編入                | 長岡市                       | 長岡市                                   | 長岡市                        | 長岡市                       | 長岡市 |
| 古 志 郡    | 東中野俣村             | 東中野俣村             | 東中野俣村                 | 東中野俣村                       | 東中野俣村                       | 東中野俣村                       | 中野俣村                   | 中野俣村               | 中野俣村                 | 中野俣村                     | 中野俣村                       | 中野俣村                      | 中野俣村                                    | 中野俣村                     | 昭和31年9月30日 栃尾市に編入             | 栃尾市                        | 平成18年1月1日 長岡市に編入  | 長岡市 |
| 古 志 郡    | 西中野俣村             | 西中野俣村             | 西中野俣村                 | 西中野俣村                       | 西中野俣村                       | 西中野俣村                       | 中野俣村                   | 中野俣村               | 中野俣村                 | 中野俣村                     | 中野俣村                       | 中野俣村                      | 中野俣村                                    | 中野俣村                     | 昭和31年9月30日 栃尾市に編入             | 栃尾市                        | 平成18年1月1日 長岡市に編入  | 長岡市 |
| 古 志 郡    | 半蔵金村               | 半蔵金村               | 半蔵金村                   | 半蔵金村                         | 明治18年 半蔵金村                | 明治18年 半蔵金村                | 半蔵金村                   | 半蔵金村               | 半蔵金村                 | 半蔵金村                     | 半蔵金村                       | 半蔵金村                      | 半蔵金村                                    | 半蔵金村                     | 昭和31年9月30日 栃尾市に編入             | 栃尾市                        | 平成18年1月1日 長岡市に編入  | 長岡市 |
| 古 志 郡    | 池ノ上新田             | 池ノ上新田             | 池ノ上新田                 | 池ノ上新田                       | 明治18年 半蔵金村                | 明治18年 半蔵金村                | 半蔵金村                   | 半蔵金村               | 半蔵金村                 | 半蔵金村                     | 半蔵金村                       | 半蔵金村                      | 半蔵金村                                    | 半蔵金村                     | 昭和31年9月30日 栃尾市に編入             | 栃尾市                        | 平成18年1月1日 長岡市に編入  | 長岡市 |
| 古 志 郡    | 西野俣村               | 西野俣村               | 西野俣村                   | 西野俣村                         | 西野俣村                         | 西野俣村                         | 入東谷村                   | 入東谷村               | 入東谷村                 | 入東谷村                     | 入東谷村                       | 入東谷村                      | 入東谷村                                    | 昭和30年3月31日 栃尾市に編入 | 栃尾市                                   | 栃尾市                        | 平成18年1月1日 長岡市に編入  | 長岡市 |
| 古 志 郡    | 森上村                 | 森上村                 | 森上村                     | 森上村                           | 森上村                           | 森上村                           | 入東谷村                   | 入東谷村               | 入東谷村                 | 入東谷村                     | 入東谷村                       | 入東谷村                      | 入東谷村                                    | 昭和30年3月31日 栃尾市に編入 | 栃尾市                                   | 栃尾市                        | 平成18年1月1日 長岡市に編入  | 長岡市 |
| 古 志 郡    | 中村                   | 中村                   | 中村                       | 中村                             | 中村                             | 中村                             | 入東谷村                   | 入東谷村               | 入東谷村                 | 入東谷村                     | 入東谷村                       | 入東谷村                      | 入東谷村                                    | 昭和30年3月31日 栃尾市に編入 | 栃尾市                                   | 栃尾市                        | 平成18年1月1日 長岡市に編入  | 長岡市 |
| 古 志 郡    | 木山沢村               | 木山沢村               | 木山沢村                   | 木山沢村                         | 木山沢村                         | 木山沢村                         | 入東谷村                   | 入東谷村               | 入東谷村                 | 入東谷村                     | 入東谷村                       | 入東谷村                      | 入東谷村                                    | 昭和30年3月31日 栃尾市に編入 | 栃尾市                                   | 栃尾市                        | 平成18年1月1日 長岡市に編入  | 長岡市 |
| 古 志 郡    | 田之口村               | 田之口村               | 田之口村                   | 田之口村                         | 田之口村                         | 田之口村                         | 入東谷村                   | 入東谷村               | 入東谷村                 | 入東谷村                     | 入東谷村                       | 入東谷村                      | 入東谷村                                    | 昭和30年3月31日 栃尾市に編入 | 栃尾市                                   | 栃尾市                        | 平成18年1月1日 長岡市に編入  | 長岡市 |
| 古 志 郡    | 来伝村                 | 来伝村                 | 来伝村                     | 来伝村                           | 来伝村                           | 来伝村                           | 西谷村                     | 西谷村                 | 西谷村                   | 西谷村                       | 西谷村                         | 西谷村                        | 西谷村                                      | 昭和30年3月31日 栃尾市に編入 | 栃尾市                                   | 栃尾市                        | 平成18年1月1日 長岡市に編入  | 長岡市 |
| 古 志 郡    | 吹谷村                 | 吹谷村                 | 吹谷村                     | 吹谷村                           | 吹谷村                           | 吹谷村                           | 西谷村                     | 西谷村                 | 西谷村                   | 西谷村                       | 西谷村                         | 西谷村                        | 西谷村                                      | 昭和30年3月31日 栃尾市に編入 | 栃尾市                                   | 栃尾市                        | 平成18年1月1日 長岡市に編入  | 長岡市 |
| 古 志 郡    | 松尾村                 | 松尾村                 | 松尾村                     | 松尾村                           | 松尾村                           | 松尾村                           | 西谷村                     | 西谷村                 | 西谷村                   | 西谷村                       | 西谷村                         | 西谷村                        | 西谷村                                      | 昭和30年3月31日 栃尾市に編入 | 栃尾市                                   | 栃尾市                        | 平成18年1月1日 長岡市に編入  | 長岡市 |
| 古 志 郡    | 栗山沢村               | 栗山沢村               | 栗山沢村                   | 栗山沢村                         | 栗山沢村                         | 栗山沢村                         | 西谷村                     | 西谷村                 | 西谷村                   | 西谷村                       | 西谷村                         | 西谷村                        | 西谷村                                      | 昭和30年3月31日 栃尾市に編入 | 栃尾市                                   | 栃尾市                        | 平成18年1月1日 長岡市に編入  | 長岡市 |
| 古 志 郡    | 赤谷村                 | 赤谷村                 | 赤谷村                     | 明治12年 分立 寒沢村             | 明治12年 分立 寒沢村             | 明治12年 分立 寒沢村             | 西谷村                     | 西谷村                 | 西谷村                   | 西谷村                       | 西谷村                         | 西谷村                        | 西谷村                                      | 昭和30年3月31日 栃尾市に編入 | 栃尾市                                   | 栃尾市                        | 平成18年1月1日 長岡市に編入  | 長岡市 |
| 古 志 郡    | 赤谷村                 | 赤谷村                 | 赤谷村                     | 赤谷村                           | 赤谷村                           | 赤谷村                           | 前東谷村                   | 前東谷村               | 明治34年11月1日 東谷村   | 明治34年11月1日 東谷村       | 東谷村                         | 東谷村                        | 昭和29年6月1日 栃尾町に編入 即日市制 栃尾市 | 栃尾市                       | 栃尾市                                   | 栃尾市                        | 平成18年1月1日 長岡市に編入  | 長岡市 |
| 古 志 郡    | 宮沢村                 | 宮沢村                 | 宮沢村                     | 宮沢村                           | 明治19年 宮沢村                  | 明治19年 宮沢村                  | 前東谷村                   | 前東谷村               | 明治34年11月1日 東谷村   | 明治34年11月1日 東谷村       | 東谷村                         | 東谷村                        | 昭和29年6月1日 栃尾町に編入 即日市制 栃尾市 | 栃尾市                       | 栃尾市                                   | 栃尾市                        | 平成18年1月1日 長岡市に編入  | 長岡市 |
| 古 志 郡    | 天下島若衛門組         | 天下島若衛門組         | 天下島若衛門組             | 天下島若衛門組                   | 明治19年 宮沢村                  | 明治19年 宮沢村                  | 前東谷村                   | 前東谷村               | 明治34年11月1日 東谷村   | 明治34年11月1日 東谷村       | 東谷村                         | 東谷村                        | 昭和29年6月1日 栃尾町に編入 即日市制 栃尾市 | 栃尾市                       | 栃尾市                                   | 栃尾市                        | 平成18年1月1日 長岡市に編入  | 長岡市 |
| 古 志 郡    | 柳島新田               | 柳島新田               | 柳島新田                   | 柳島新田                         | 明治19年 宮沢村                  | 明治19年 宮沢村                  | 前東谷村                   | 前東谷村               | 明治34年11月1日 東谷村   | 明治34年11月1日 東谷村       | 東谷村                         | 東谷村                        | 昭和29年6月1日 栃尾町に編入 即日市制 栃尾市 | 栃尾市                       | 栃尾市                                   | 栃尾市                        | 平成18年1月1日 長岡市に編入  | 長岡市 |
| 古 志 郡    | 菅畑村                 | 菅畑村                 | 菅畑村                     | 菅畑村                           | 菅畑村                           | 明治20年 菅畑村                  | 前東谷村                   | 前東谷村               | 明治34年11月1日 東谷村   | 明治34年11月1日 東谷村       | 東谷村                         | 東谷村                        | 昭和29年6月1日 栃尾町に編入 即日市制 栃尾市 | 栃尾市                       | 栃尾市                                   | 栃尾市                        | 平成18年1月1日 長岡市に編入  | 長岡市 |
| 古 志 郡    | 菅畑村惣左衛門組       | 菅畑村惣左衛門組       | 菅畑村惣左衛門組           | 菅畑村惣左衛門組                 | 菅畑村惣左衛門組                 | 明治20年 菅畑村                  | 前東谷村                   | 前東谷村               | 明治34年11月1日 東谷村   | 明治34年11月1日 東谷村       | 東谷村                         | 東谷村                        | 昭和29年6月1日 栃尾町に編入 即日市制 栃尾市 | 栃尾市                       | 栃尾市                                   | 栃尾市                        | 平成18年1月1日 長岡市に編入  | 長岡市 |
| 古 志 郡    | 泉村                   | 泉村                   | 泉村                       | 泉村                             | 泉村                             | 泉村                             | 前東谷村                   | 前東谷村               | 明治34年11月1日 東谷村   | 明治34年11月1日 東谷村       | 東谷村                         | 東谷村                        | 昭和29年6月1日 栃尾町に編入 即日市制 栃尾市 | 栃尾市                       | 栃尾市                                   | 栃尾市                        | 平成18年1月1日 長岡市に編入  | 長岡市 |
| 古 志 郡    | 天下島村               | 天下島村               | 天下島村                   | 天下島村                         | 天下島村                         | 天下島村                         | 前東谷村                   | 前東谷村               | 明治34年11月1日 東谷村   | 明治34年11月1日 東谷村       | 東谷村                         | 東谷村                        | 昭和29年6月1日 栃尾町に編入 即日市制 栃尾市 | 栃尾市                       | 栃尾市                                   | 栃尾市                        | 平成18年1月1日 長岡市に編入  | 長岡市 |
| 古 志 郡    | 平村                   | 平村                   | 平村                       | 平村                             | 平村                             | 平村                             | 前東谷村                   | 前東谷村               | 明治34年11月1日 東谷村   | 明治34年11月1日 東谷村       | 東谷村                         | 東谷村                        | 昭和29年6月1日 栃尾町に編入 即日市制 栃尾市 | 栃尾市                       | 栃尾市                                   | 栃尾市                        | 平成18年1月1日 長岡市に編入  | 長岡市 |
| 古 志 郡    | 小向村                 | 小向村                 | 小向村                     | 小向村                           | 小向村                           | 小向村                           | 前東谷村                   | 前東谷村               | 明治34年11月1日 東谷村   | 明治34年11月1日 東谷村       | 東谷村                         | 東谷村                        | 昭和29年6月1日 栃尾町に編入 即日市制 栃尾市 | 栃尾市                       | 栃尾市                                   | 栃尾市                        | 平成18年1月1日 長岡市に編入  | 長岡市 |
| 古 志 郡    | 大川戸村               | 大川戸村               | 大川戸村                   | 大川戸村                         | 大川戸村                         | 大川戸村                         | 前東谷村                   | 前東谷村               | 明治34年11月1日 東谷村   | 明治34年11月1日 東谷村       | 東谷村                         | 東谷村                        | 昭和29年6月1日 栃尾町に編入 即日市制 栃尾市 | 栃尾市                       | 栃尾市                                   | 栃尾市                        | 平成18年1月1日 長岡市に編入  | 長岡市 |
| 古 志 郡    | 橡堀村                 | 橡堀村                 | 明治10年 橡堀村            | 明治10年 橡堀村                  | 明治10年 橡堀村                  | 明治10年 橡堀村                  | 橡堀村                     | 橡堀村                 | 明治34年11月1日 東谷村   | 明治34年11月1日 東谷村       | 東谷村                         | 東谷村                        | 昭和29年6月1日 栃尾町に編入 即日市制 栃尾市 | 栃尾市                       | 栃尾市                                   | 栃尾市                        | 平成18年1月1日 長岡市に編入  | 長岡市 |
| 古 志 郡    | 赤花新田               |                        | 明治10年 橡堀村            | 明治10年 橡堀村                  | 明治10年 橡堀村                  | 明治10年 橡堀村                  | 橡堀村                     | 橡堀村                 | 明治34年11月1日 東谷村   | 明治34年11月1日 東谷村       | 東谷村                         | 東谷村                        | 昭和29年6月1日 栃尾町に編入 即日市制 栃尾市 | 栃尾市                       | 栃尾市                                   | 栃尾市                        | 平成18年1月1日 長岡市に編入  | 長岡市 |
| 古 志 郡    | 二日町村               | 二日町村               | 二日町村                   | 二日町村                         | 二日町村                         | 二日町村                         | 五日町村                   | 五日町村               | 明治34年11月1日 下塩谷村 | 明治34年11月1日 下塩谷村     | 下塩谷村                       | 下塩谷村                      | 昭和29年6月1日 栃尾町に編入 即日市制 栃尾市 | 栃尾市                       | 栃尾市                                   | 栃尾市                        | 平成18年1月1日 長岡市に編入  | 長岡市 |
| 古 志 郡    | 熊袋村                 | 熊袋村                 | 熊袋村                     | 熊袋村                           | 熊袋村                           | 熊袋村                           | 五日町村                   | 五日町村               | 明治34年11月1日 下塩谷村 | 明治34年11月1日 下塩谷村     | 下塩谷村                       | 下塩谷村                      | 昭和29年6月1日 栃尾町に編入 即日市制 栃尾市 | 栃尾市                       | 栃尾市                                   | 栃尾市                        | 平成18年1月1日 長岡市に編入  | 長岡市 |
| 古 志 郡    | 下塩村                 | 下塩村                 | 下塩村                     | 下塩村                           | 下塩村                           | 下塩村                           | 五日町村                   | 五日町村               | 明治34年11月1日 下塩谷村 | 明治34年11月1日 下塩谷村     | 下塩谷村                       | 下塩谷村                      | 昭和29年6月1日 栃尾町に編入 即日市制 栃尾市 | 栃尾市                       | 栃尾市                                   | 栃尾市                        | 平成18年1月1日 長岡市に編入  | 長岡市 |
| 古 志 郡    | 人面村                 | 人面村                 | 人面村                     | 人面村                           | 人面村                           | 人面村                           | 五日町村                   | 五日町村               | 明治34年11月1日 下塩谷村 | 明治34年11月1日 下塩谷村     | 下塩谷村                       | 下塩谷村                      | 昭和29年6月1日 栃尾町に編入 即日市制 栃尾市 | 栃尾市                       | 栃尾市                                   | 栃尾市                        | 平成18年1月1日 長岡市に編入  | 長岡市 |
| 古 志 郡    | 文納村                 | 文納村                 | 文納村                     | 文納村                           | 明治19年 文納村                  | 明治19年 文納村                  | 五日町村                   | 五日町村               | 明治34年11月1日 下塩谷村 | 明治34年11月1日 下塩谷村     | 下塩谷村                       | 下塩谷村                      | 昭和29年6月1日 栃尾町に編入 即日市制 栃尾市 | 栃尾市                       | 栃尾市                                   | 栃尾市                        | 平成18年1月1日 長岡市に編入  | 長岡市 |
| 古 志 郡    | 藤右衛門新田           | 藤右衛門新田           | 藤右衛門新田               | 藤右衛門新田                     | 明治19年 文納村                  | 明治19年 文納村                  | 五日町村                   | 五日町村               | 明治34年11月1日 下塩谷村 | 明治34年11月1日 下塩谷村     | 下塩谷村                       | 下塩谷村                      | 昭和29年6月1日 栃尾町に編入 即日市制 栃尾市 | 栃尾市                       | 栃尾市                                   | 栃尾市                        | 平成18年1月1日 長岡市に編入  | 長岡市 |
| 古 志 郡    | 楡原村                 | 楡原村                 | 楡原村                     | 楡原村                           | 楡原村                           | 楡原村                           | 川谷村                     | 川谷村                 | 明治34年11月1日 下塩谷村 | 明治34年11月1日 下塩谷村     | 下塩谷村                       | 下塩谷村                      | 昭和29年6月1日 栃尾町に編入 即日市制 栃尾市 | 栃尾市                       | 栃尾市                                   | 栃尾市                        | 平成18年1月1日 長岡市に編入  | 長岡市 |
| 古 志 郡    | 岩野村外新田           | 岩野村外新田           | 岩野村外新田               | 岩野村外新田                     | 岩野村外新田                     | 岩野村外新田                     | 川谷村                     | 川谷村                 | 明治34年11月1日 下塩谷村 | 明治34年11月1日 下塩谷村     | 下塩谷村                       | 下塩谷村                      | 昭和29年6月1日 栃尾町に編入 即日市制 栃尾市 | 栃尾市                       | 栃尾市                                   | 栃尾市                        | 平成18年1月1日 長岡市に編入  | 長岡市 |
| 古 志 郡    | 鴉ヶ島村               | 鴉ヶ島村               | 鴉ヶ島村                   | 鴉ヶ島村                         | 鴉ヶ島村                         | 鴉ヶ島村                         | 川谷村                     | 川谷村                 | 明治34年11月1日 下塩谷村 | 明治34年11月1日 下塩谷村     | 下塩谷村                       | 下塩谷村                      | 昭和29年6月1日 栃尾町に編入 即日市制 栃尾市 | 栃尾市                       | 栃尾市                                   | 栃尾市                        | 平成18年1月1日 長岡市に編入  | 長岡市 |
| 古 志 郡    | 水沢村                 | 水沢村                 | 水沢村                     | 水沢村                           | 明治18年 水沢村                  | 明治18年 水沢村                  | 川谷村                     | 川谷村                 | 明治34年11月1日 下塩谷村 | 明治34年11月1日 下塩谷村     | 下塩谷村                       | 下塩谷村                      | 昭和29年6月1日 栃尾町に編入 即日市制 栃尾市 | 栃尾市                       | 栃尾市                                   | 栃尾市                        | 平成18年1月1日 長岡市に編入  | 長岡市 |
| 古 志 郡    | 五郎右衛門外新田       | 五郎右衛門外新田       | 五郎右衛門外新田           | 五郎右衛門外新田                 | 明治18年 水沢村                  | 明治18年 水沢村                  | 川谷村                     | 川谷村                 | 明治34年11月1日 下塩谷村 | 明治34年11月1日 下塩谷村     | 下塩谷村                       | 下塩谷村                      | 昭和29年6月1日 栃尾町に編入 即日市制 栃尾市 | 栃尾市                       | 栃尾市                                   | 栃尾市                        | 平成18年1月1日 長岡市に編入  | 長岡市 |
| 古 志 郡    | 悪戸川村               | 悪戸川村               | 悪戸川村                   | 悪戸川村                         | 明治18年 明戸村                  | 明治18年 明戸村                  | 吉樫村                     | 吉樫村                 | 明治34年11月1日 下塩谷村 | 明治34年11月1日 下塩谷村     | 下塩谷村                       | 下塩谷村                      | 昭和29年6月1日 栃尾町に編入 即日市制 栃尾市 | 栃尾市                       | 栃尾市                                   | 栃尾市                        | 平成18年1月1日 長岡市に編入  | 長岡市 |
| 古 志 郡    | 水沢村又兵衛組         | 水沢村又兵衛組         | 水沢村又兵衛組             | 水沢村又兵衛組                   | 明治18年 明戸村                  | 明治18年 明戸村                  | 吉樫村                     | 吉樫村                 | 明治34年11月1日 下塩谷村 | 明治34年11月1日 下塩谷村     | 下塩谷村                       | 下塩谷村                      | 昭和29年6月1日 栃尾町に編入 即日市制 栃尾市 | 栃尾市                       | 栃尾市                                   | 栃尾市                        | 平成18年1月1日 長岡市に編入  | 長岡市 |
| 古 志 郡    | 金沢村                 | 金沢村                 | 金沢村                     | 金沢村                           | 金沢村                           | 金沢村                           | 吉樫村                     | 吉樫村                 | 明治34年11月1日 下塩谷村 | 明治34年11月1日 下塩谷村     | 下塩谷村                       | 下塩谷村                      | 昭和29年6月1日 栃尾町に編入 即日市制 栃尾市 | 栃尾市                       | 栃尾市                                   | 栃尾市                        | 平成18年1月1日 長岡市に編入  | 長岡市 |
| 古 志 郡    | 原村                   | 原村                   | 原村                       | 原村                             | 原村                             | 原村                             | 吉樫村                     | 吉樫村                 | 明治34年11月1日 下塩谷村 | 明治34年11月1日 下塩谷村     | 下塩谷村                       | 下塩谷村                      | 昭和29年6月1日 栃尾町に編入 即日市制 栃尾市 | 栃尾市                       | 栃尾市                                   | 栃尾市                        | 平成18年1月1日 長岡市に編入  | 長岡市 |
| 古 志 郡    | 巻淵村                 | 巻淵村                 | 巻淵村                     | 巻淵村                           | 巻淵村                           | 巻淵村                           | 吉樫村                     | 吉樫村                 | 明治34年11月1日 下塩谷村 | 明治34年11月1日 下塩谷村     | 下塩谷村                       | 下塩谷村                      | 昭和29年6月1日 栃尾町に編入 即日市制 栃尾市 | 栃尾市                       | 栃尾市                                   | 栃尾市                        | 平成18年1月1日 長岡市に編入  | 長岡市 |
| 古 志 郡    | 吉水村                 | 吉水村                 | 吉水村                     | 吉水村                           | 吉水村                           | 吉水村                           | 吉樫村                     | 吉樫村                 | 明治34年11月1日 下塩谷村 | 明治34年11月1日 下塩谷村     | 下塩谷村                       | 下塩谷村                      | 昭和29年6月1日 栃尾町に編入 即日市制 栃尾市 | 栃尾市                       | 栃尾市                                   | 栃尾市                        | 平成18年1月1日 長岡市に編入  | 長岡市 |
| 古 志 郡    | 山屋村                 | 山屋村                 | 山屋村                     | 山屋村                           | 山屋村                           | 山屋村                           | 吉樫村                     | 吉樫村                 | 明治34年11月1日 下塩谷村 | 明治34年11月1日 下塩谷村     | 下塩谷村                       | 下塩谷村                      | 昭和29年6月1日 栃尾町に編入 即日市制 栃尾市 | 栃尾市                       | 栃尾市                                   | 栃尾市                        | 平成18年1月1日 長岡市に編入  | 長岡市 |
| 古 志 郡    | 下樫出村               | 下樫出村               | 下樫出村                   | 下樫出村                         | 下樫出村                         | 下樫出村                         | 吉樫村                     | 吉樫村                 | 明治34年11月1日 下塩谷村 | 明治34年11月1日 下塩谷村     | 下塩谷村                       | 下塩谷村                      | 昭和29年6月1日 栃尾町に編入 即日市制 栃尾市 | 栃尾市                       | 栃尾市                                   | 栃尾市                        | 平成18年1月1日 長岡市に編入  | 長岡市 |
| 古 志 郡    | 上樫出村               | 上樫出村               | 上樫出村                   | 上樫出村                         | 上樫出村                         | 上樫出村                         | 吉樫村                     | 吉樫村                 | 明治34年11月1日 下塩谷村 | 明治34年11月1日 下塩谷村     | 下塩谷村                       | 下塩谷村                      | 昭和29年6月1日 栃尾町に編入 即日市制 栃尾市 | 栃尾市                       | 栃尾市                                   | 栃尾市                        | 平成18年1月1日 長岡市に編入  | 長岡市 |
| 古 志 郡    | 山口村                 | 山口村                 | 山口村                     | 山口村                           | 山口村                           | 山口村                           | 吉樫村                     | 吉樫村                 | 明治34年11月1日 下塩谷村 | 明治34年11月1日 下塩谷村     | 下塩谷村                       | 下塩谷村                      | 昭和29年6月1日 栃尾町に編入 即日市制 栃尾市 | 栃尾市                       | 栃尾市                                   | 栃尾市                        | 平成18年1月1日 長岡市に編入  | 長岡市 |
| 古 志 郡    | 二ツ郷屋外新田         | 二ツ郷屋外新田         | 二ツ郷屋外新田             | 二ツ郷屋外新田                   | 明治18年 改称 二ツ郷屋村         | 明治18年 改称 二ツ郷屋村         | 吉樫村                     | 吉樫村                 | 明治34年11月1日 下塩谷村 | 明治34年11月1日 下塩谷村     | 下塩谷村                       | 下塩谷村                      | 昭和29年6月1日 栃尾町に編入 即日市制 栃尾市 | 栃尾市                       | 栃尾市                                   | 栃尾市                        | 平成18年1月1日 長岡市に編入  | 長岡市 |
| 古 志 郡    | 滝之口村               | 滝之口村               | 滝之口村                   | 滝之口村                         | 滝之口村                         | 滝之口村                         | 上塩谷村                   | 上塩谷村               | 明治34年11月1日 上塩谷村 | 明治34年11月1日 上塩谷村     | 上塩谷村                       | 上塩谷村                      | 昭和29年6月1日 栃尾町に編入 即日市制 栃尾市 | 栃尾市                       | 栃尾市                                   | 栃尾市                        | 平成18年1月1日 長岡市に編入  | 長岡市 |
| 古 志 郡    | 入塩川村               | 入塩川村               | 入塩川村                   | 入塩川村                         | 明治17年 入塩川村                | 明治17年 入塩川村                | 上塩谷村                   | 上塩谷村               | 明治34年11月1日 上塩谷村 | 明治34年11月1日 上塩谷村     | 上塩谷村                       | 上塩谷村                      | 昭和29年6月1日 栃尾町に編入 即日市制 栃尾市 | 栃尾市                       | 栃尾市                                   | 栃尾市                        | 平成18年1月1日 長岡市に編入  | 長岡市 |
| 古 志 郡    | 今井新田               | 今井新田               | 今井新田                   | 今井新田                         | 明治17年 入塩川村                | 明治17年 入塩川村                | 上塩谷村                   | 上塩谷村               | 明治34年11月1日 上塩谷村 | 明治34年11月1日 上塩谷村     | 上塩谷村                       | 上塩谷村                      | 昭和29年6月1日 栃尾町に編入 即日市制 栃尾市 | 栃尾市                       | 栃尾市                                   | 栃尾市                        | 平成18年1月1日 長岡市に編入  | 長岡市 |
| 古 志 郡    | 本所村                 | 本所村                 | 本所村                     | 本所村                           | 本所村                           | 本所村                           | 上塩谷村                   | 上塩谷村               | 明治34年11月1日 上塩谷村 | 明治34年11月1日 上塩谷村     | 上塩谷村                       | 上塩谷村                      | 昭和29年6月1日 栃尾町に編入 即日市制 栃尾市 | 栃尾市                       | 栃尾市                                   | 栃尾市                        | 平成18年1月1日 長岡市に編入  | 長岡市 |
| 古 志 郡    | 島田村                 | 島田村                 | 島田村                     | 島田村                           | 明治19年 島田村                  | 明治19年 島田村                  | 上塩谷村                   | 上塩谷村               | 明治34年11月1日 上塩谷村 | 明治34年11月1日 上塩谷村     | 上塩谷村                       | 上塩谷村                      | 昭和29年6月1日 栃尾町に編入 即日市制 栃尾市 | 栃尾市                       | 栃尾市                                   | 栃尾市                        | 平成18年1月1日 長岡市に編入  | 長岡市 |
| 古 志 郡    | 八兵衛新田             | 八兵衛新田             | 八兵衛新田                 | 八兵衛新田                       | 明治19年 島田村                  | 明治19年 島田村                  | 上塩谷村                   | 上塩谷村               | 明治34年11月1日 上塩谷村 | 明治34年11月1日 上塩谷村     | 上塩谷村                       | 上塩谷村                      | 昭和29年6月1日 栃尾町に編入 即日市制 栃尾市 | 栃尾市                       | 栃尾市                                   | 栃尾市                        | 平成18年1月1日 長岡市に編入  | 長岡市 |
| 古 志 郡    | 山葵谷村               | 山葵谷村               | 山葵谷村                   | 山葵谷村                         | 山葵谷村                         | 山葵谷村                         | 上塩谷村                   | 上塩谷村               | 明治34年11月1日 上塩谷村 | 明治34年11月1日 上塩谷村     | 上塩谷村                       | 上塩谷村                      | 昭和29年6月1日 栃尾町に編入 即日市制 栃尾市 | 栃尾市                       | 栃尾市                                   | 栃尾市                        | 平成18年1月1日 長岡市に編入  | 長岡市 |
| 古 志 郡    | 葎谷村                 | 葎谷村                 | 葎谷村                     | 葎谷村                           | 葎谷村                           | 葎谷村                           | 上塩村                     | 上塩村                 | 明治34年11月1日 上塩谷村 | 明治34年11月1日 上塩谷村     | 上塩谷村                       | 上塩谷村                      | 昭和29年6月1日 栃尾町に編入 即日市制 栃尾市 | 栃尾市                       | 栃尾市                                   | 栃尾市                        | 平成18年1月1日 長岡市に編入  | 長岡市 |
| 古 志 郡    | 平中野俣村             | 平中野俣村             | 平中野俣村                 | 平中野俣村                       | 平中野俣村                       | 平中野俣村                       | 上塩村                     | 上塩村                 | 明治34年11月1日 上塩谷村 | 明治34年11月1日 上塩谷村     | 上塩谷村                       | 上塩谷村                      | 昭和29年6月1日 栃尾町に編入 即日市制 栃尾市 | 栃尾市                       | 栃尾市                                   | 栃尾市                        | 平成18年1月1日 長岡市に編入  | 長岡市 |
| 古 志 郡    | 九川村                 | 九川村                 | 九川村                     | 九川村                           | 九川村                           | 九川村                           | 上塩村                     | 上塩村                 | 明治34年11月1日 上塩谷村 | 明治34年11月1日 上塩谷村     | 上塩谷村                       | 上塩谷村                      | 昭和29年6月1日 栃尾町に編入 即日市制 栃尾市 | 栃尾市                       | 栃尾市                                   | 栃尾市                        | 平成18年1月1日 長岡市に編入  | 長岡市 |
| 古 志 郡    | 塩中村                 | 塩中村                 | 塩中村                     | 塩中村                           | 塩中村                           | 塩中村                           | 上塩村                     | 上塩村                 | 明治34年11月1日 上塩谷村 | 明治34年11月1日 上塩谷村     | 上塩谷村                       | 上塩谷村                      | 昭和29年6月1日 栃尾町に編入 即日市制 栃尾市 | 栃尾市                       | 栃尾市                                   | 栃尾市                        | 平成18年1月1日 長岡市に編入  | 長岡市 |
| 古 志 郡    | 梅野俣村               | 梅野俣村               | 梅野俣村                   | 梅野俣村                         | 梅野俣村                         | 梅野俣村                         | 上塩村                     | 上塩村                 | 明治34年11月1日 上塩谷村 | 明治34年11月1日 上塩谷村     | 上塩谷村                       | 上塩谷村                      | 昭和29年6月1日 栃尾町に編入 即日市制 栃尾市 | 栃尾市                       | 栃尾市                                   | 栃尾市                        | 平成18年1月1日 長岡市に編入  | 長岡市 |
| 古 志 郡    | 塩新町村               | 塩新町村               | 塩新町村                   | 塩新町村                         | 塩新町村                         | 塩新町村                         | 上塩村                     | 上塩村                 | 明治34年11月1日 上塩谷村 | 明治34年11月1日 上塩谷村     | 上塩谷村                       | 上塩谷村                      | 昭和29年6月1日 栃尾町に編入 即日市制 栃尾市 | 栃尾市                       | 栃尾市                                   | 栃尾市                        | 平成18年1月1日 長岡市に編入  | 長岡市 |
| 古 志 郡    | 上塩村                 | 上塩村                 | 上塩村                     | 上塩村                           | 上塩村                           | 上塩村                           | 上塩村                     | 上塩村                 | 明治34年11月1日 上塩谷村 | 明治34年11月1日 上塩谷村     | 上塩谷村                       | 上塩谷村                      | 昭和29年6月1日 栃尾町に編入 即日市制 栃尾市 | 栃尾市                       | 栃尾市                                   | 栃尾市                        | 平成18年1月1日 長岡市に編入  | 長岡市 |
| 古 志 郡    | 一之貝村               | 一之貝村               | 一之貝村                   | 一之貝村                         | 一之貝村                         | 一之貝村                         | 一之貝村                   | 一之貝村               | 明治34年11月1日 荷頃村   | 明治34年11月1日 荷頃村       | 荷頃村                         | 荷頃村                        | 昭和29年6月1日 栃尾町に編入 即日市制 栃尾市 | 栃尾市                       | 栃尾市                                   | 栃尾市                        | 平成18年1月1日 長岡市に編入  | 長岡市 |
| 古 志 郡    | 軽井沢村               | 軽井沢村               | 軽井沢村                   | 軽井沢村                         | 軽井沢村                         | 軽井沢村                         | 一之貝村                   | 一之貝村               | 明治34年11月1日 荷頃村   | 明治34年11月1日 荷頃村       | 荷頃村                         | 荷頃村                        | 昭和29年6月1日 栃尾町に編入 即日市制 栃尾市 | 栃尾市                       | 栃尾市                                   | 栃尾市                        | 平成18年1月1日 長岡市に編入  | 長岡市 |
| 古 志 郡    | 荷頃村                 | 荷頃村                 | 明治10年 荷頃村            | 明治12年 改称 北荷頃村           | 明治12年 改称 北荷頃村           | 明治12年 改称 北荷頃村           | 荷頃村                     | 荷頃村                 | 明治34年11月1日 荷頃村   | 明治34年11月1日 荷頃村       | 荷頃村                         | 荷頃村                        | 昭和29年6月1日 栃尾町に編入 即日市制 栃尾市 | 栃尾市                       | 栃尾市                                   | 栃尾市                        | 平成18年1月1日 長岡市に編入  | 長岡市 |
| 古 志 郡    | 門松新田               |                        | 明治10年 荷頃村            | 明治12年 改称 北荷頃村           | 明治12年 改称 北荷頃村           | 明治12年 改称 北荷頃村           | 荷頃村                     | 荷頃村                 | 明治34年11月1日 荷頃村   | 明治34年11月1日 荷頃村       | 荷頃村                         | 荷頃村                        | 昭和29年6月1日 栃尾町に編入 即日市制 栃尾市 | 栃尾市                       | 栃尾市                                   | 栃尾市                        | 平成18年1月1日 長岡市に編入  | 長岡市 |
| 古 志 郡    | 比礼村                 | 比礼村                 | 明治初年頃 比礼村          | 明治初年頃 比礼村                | 明治初年頃 比礼村                | 明治初年頃 比礼村                | 荷頃村                     | 荷頃村                 | 明治34年11月1日 荷頃村   | 明治34年11月1日 荷頃村       | 荷頃村                         | 荷頃村                        | 昭和29年6月1日 栃尾町に編入 即日市制 栃尾市 | 栃尾市                       | 栃尾市                                   | 栃尾市                        | 平成18年1月1日 長岡市に編入  | 長岡市 |
| 古 志 郡    | 比礼惣右衛門外新田     |                        | 明治初年頃 比礼村          | 明治初年頃 比礼村                | 明治初年頃 比礼村                | 明治初年頃 比礼村                | 荷頃村                     | 荷頃村                 | 明治34年11月1日 荷頃村   | 明治34年11月1日 荷頃村       | 荷頃村                         | 荷頃村                        | 昭和29年6月1日 栃尾町に編入 即日市制 栃尾市 | 栃尾市                       | 栃尾市                                   | 栃尾市                        | 平成18年1月1日 長岡市に編入  | 長岡市 |
| 古 志 郡    | 本津川村               | 本津川村               | 本津川村                   | 本津川村                         | 本津川村                         | 本津川村                         | 荷頃村                     | 荷頃村                 | 明治34年11月1日 荷頃村   | 明治34年11月1日 荷頃村       | 荷頃村                         | 荷頃村                        | 昭和29年6月1日 栃尾町に編入 即日市制 栃尾市 | 栃尾市                       | 栃尾市                                   | 栃尾市                        | 平成18年1月1日 長岡市に編入  | 長岡市 |
| 古 志 郡    | 大野村                 | 大野村                 | 大野村                     | 大野村                           | 大野村                           | 大野村                           | 荷頃村                     | 荷頃村                 | 明治34年11月1日 荷頃村   | 明治34年11月1日 荷頃村       | 昭和14年7月1日 栃尾町に編入    | 栃尾町                        | 昭和29年6月1日 市制 栃尾市                  | 栃尾市                       | 栃尾市                                   | 栃尾市                        | 平成18年1月1日 長岡市に編入  | 長岡市 |
| 古 志 郡    | 栃尾町村               | 栃尾町村               | 栃尾町村                   | 栃尾町村                         | 明治14年 栃尾町村                | 明治14年 栃尾町村                | 橡尾町                     | 橡尾町                 | 橡尾町                   | 明治44年7月1日 改称 栃尾町   | 栃尾町                         | 栃尾町                        | 昭和29年6月1日 市制 栃尾市                  | 栃尾市                       | 栃尾市                                   | 栃尾市                        | 平成18年1月1日 長岡市に編入  | 長岡市 |
| 古 志 郡    | 天下島和助組           | 天下島和助組           | 天下島和助組               | 天下島和助組                     | 明治14年 栃尾町村                | 明治14年 栃尾町村                | 橡尾町                     | 橡尾町                 | 橡尾町                   | 明治44年7月1日 改称 栃尾町   | 栃尾町                         | 栃尾町                        | 昭和29年6月1日 市制 栃尾市                  | 栃尾市                       | 栃尾市                                   | 栃尾市                        | 平成18年1月1日 長岡市に編入  | 長岡市 |
| 古 志 郡    | 栃尾浦村               | 栃尾浦村               | 栃尾浦村                   | 栃尾浦村                         | 明治14年 栃尾町村                | 明治14年 栃尾町村                | 橡尾町                     | 橡尾町                 | 橡尾町                   | 明治44年7月1日 改称 栃尾町   | 栃尾町                         | 栃尾町                        | 昭和29年6月1日 市制 栃尾市                  | 栃尾市                       | 栃尾市                                   | 栃尾市                        | 平成18年1月1日 長岡市に編入  | 長岡市 |
| 古 志 郡    | 中子村                 | 中子村                 | 中子村                     | 中子村                           | 明治14年 栃尾町村                | 明治14年 栃尾町村                | 橡尾町                     | 橡尾町                 | 橡尾町                   | 明治44年7月1日 改称 栃尾町   | 栃尾町                         | 栃尾町                        | 昭和29年6月1日 市制 栃尾市                  | 栃尾市                       | 栃尾市                                   | 栃尾市                        | 平成18年1月1日 長岡市に編入  | 長岡市 |
| 古 志 郡    | 金町村                 | 金町村                 | 金町村                     | 金町村                           | 明治14年 栃尾町村                | 明治14年 栃尾町村                | 橡尾町                     | 橡尾町                 | 橡尾町                   | 明治44年7月1日 改称 栃尾町   | 栃尾町                         | 栃尾町                        | 昭和29年6月1日 市制 栃尾市                  | 栃尾市                       | 栃尾市                                   | 栃尾市                        | 平成18年1月1日 長岡市に編入  | 長岡市 |
| 古 志 郡    | 滝下村                 | 滝下村                 | 滝下村                     | 滝下村                           | 明治14年 栃尾町村                | 明治14年 栃尾町村                | 橡尾町                     | 橡尾町                 | 橡尾町                   | 明治44年7月1日 改称 栃尾町   | 栃尾町                         | 栃尾町                        | 昭和29年6月1日 市制 栃尾市                  | 栃尾市                       | 栃尾市                                   | 栃尾市                        | 平成18年1月1日 長岡市に編入  | 長岡市 |
| 古 志 郡    | 一之渡戸村             | 一之渡戸村             | 一之渡戸村                 | 一之渡戸村                       | 一之渡戸村                       | 一之渡戸村                       | 橡尾町                     | 橡尾町                 | 橡尾町                   | 明治44年7月1日 改称 栃尾町   | 栃尾町                         | 栃尾町                        | 昭和29年6月1日 市制 栃尾市                  | 栃尾市                       | 栃尾市                                   | 栃尾市                        | 平成18年1月1日 長岡市に編入  | 長岡市 |
| 古 志 郡    | 小貫村忠左衛門組       | 小貫村忠左衛門組       | 小貫村忠左衛門組           | 小貫村忠左衛門組                 | 明治19年 改称 山田村             | 明治19年 改称 山田村             | 橡尾町                     | 橡尾町                 | 橡尾町                   | 明治44年7月1日 改称 栃尾町   | 栃尾町                         | 栃尾町                        | 昭和29年6月1日 市制 栃尾市                  | 栃尾市                       | 栃尾市                                   | 栃尾市                        | 平成18年1月1日 長岡市に編入  | 長岡市 |
| 古 志 郡    | 小貫村                 | 小貫村                 | 小貫村                     | 小貫村                           | 小貫村                           | 小貫村                           | 上北谷村                   | 上北谷村               | 上北谷村                 | 上北谷村                     | 上北谷村                       | 昭和29年3月31日 栃尾町に編入  | 昭和29年6月1日 市制 栃尾市                  | 栃尾市                       | 栃尾市                                   | 栃尾市                        | 平成18年1月1日 長岡市に編入  | 長岡市 |
| 古 志 郡    | 土ヶ谷村               | 土ヶ谷村               | 土ヶ谷村                   | 土ヶ谷村                         | 土ヶ谷村                         | 土ヶ谷村                         | 上北谷村                   | 上北谷村               | 上北谷村                 | 上北谷村                     | 上北谷村                       | 昭和29年3月31日 栃尾町に編入  | 昭和29年6月1日 市制 栃尾市                  | 栃尾市                       | 栃尾市                                   | 栃尾市                        | 平成18年1月1日 長岡市に編入  | 長岡市 |
| 古 志 郡    | 木沢村                 | 木沢村                 | 木沢村                     | 木沢村                           | 木沢村                           | 木沢村                           | 東山村                     | 東山村                 | 東山村                   | 東山村                       | 東山村                         | 東山村                        | 昭和29年11月1日 川口村に編入                | 川口村                       | 川口村                                   | 昭和32年8月1日 町制 川口町    | 平成22年3月31日 長岡市に編入 | 長岡市 |
| 北 魚 沼 郡 | 塩谷村                 | 一部                   | 塩谷村                     | 塩谷村                           | 塩谷村                           | 塩谷村                           | 東山村                     | 東山村                 | 東山村                   | 東山村                       | 東山村                         | 東山村                        | 昭和29年11月1日 川口村に編入                | 川口村                       | 川口村                                   | 昭和32年8月1日 町制 川口町    | 平成22年3月31日 長岡市に編入 | 長岡市 |
| 北 魚 沼 郡 | 川口村                 | 川口村                 | 川口村                     | 川口村                           | 川口村                           | 川口村                           | 川口村                     | 川口村                 | 明治34年11月1日 川口村   | 明治34年11月1日 川口村       | 川口村                         | 川口村                        | 川口村                                      | 川口村                       | 川口村                                   | 昭和32年8月1日 町制 川口町    | 平成22年3月31日 長岡市に編入 | 長岡市 |
| 北 魚 沼 郡 | 西川口村               | 西川口村               | 西川口村                   | 西川口村                         | 西川口村                         | 西川口村                         | 川口村                     | 川口村                 | 明治34年11月1日 川口村   | 明治34年11月1日 川口村       | 川口村                         | 川口村                        | 川口村                                      | 川口村                       | 川口村                                   | 昭和32年8月1日 町制 川口町    | 平成22年3月31日 長岡市に編入 | 長岡市 |
| 北 魚 沼 郡 | 川口原新田             | 川口原新田             | 川口原新田                 | 川口原新田                       | 川口原新田                       | 川口原新田                       | 川口村                     | 川口村                 | 明治34年11月1日 川口村   | 明治34年11月1日 川口村       | 川口村                         | 川口村                        | 川口村                                      | 川口村                       | 川口村                                   | 昭和32年8月1日 町制 川口町    | 平成22年3月31日 長岡市に編入 | 長岡市 |
| 北 魚 沼 郡 | 山崎新田               | 山崎新田               | 山崎新田                   | 山崎新田                         | 山崎新田                         | 山崎新田                         | 川口村                     | 川口村                 | 明治34年11月1日 川口村   | 明治34年11月1日 川口村       | 川口村                         | 川口村                        | 川口村                                      | 川口村                       | 川口村                                   | 昭和32年8月1日 町制 川口町    | 平成22年3月31日 長岡市に編入 | 長岡市 |
| 北 魚 沼 郡 | 中山村                 | 中山村                 | 中山村                     | 中山村                           | 中山村                           | 中山村                           | 津山村                     | 津山村                 | 明治34年11月1日 川口村   | 明治34年11月1日 川口村       | 川口村                         | 川口村                        | 川口村                                      | 川口村                       | 川口村                                   | 昭和32年8月1日 町制 川口町    | 平成22年3月31日 長岡市に編入 | 長岡市 |
| 北 魚 沼 郡 | 和南津村               | 和南津村               | 和南津村                   | 和南津村                         | 和南津村                         | 和南津村                         | 津山村                     | 津山村                 | 明治34年11月1日 川口村   | 明治34年11月1日 川口村       | 川口村                         | 川口村                        | 川口村                                      | 川口村                       | 川口村                                   | 昭和32年8月1日 町制 川口町    | 平成22年3月31日 長岡市に編入 | 長岡市 |
| 北 魚 沼 郡 | 相川村                 | 相川村                 | 相川村                     | 相川村                           | 相川村                           | 相川村                           | 上川村                     | 上川村                 | 明治34年11月1日 薭生村   | 明治34年11月1日 薭生村       | 昭和4年3月1日 川口村に編入     | 川口村                        | 川口村                                      | 川口村                       | 川口村                                   | 昭和32年8月1日 町制 川口町    | 平成22年3月31日 長岡市に編入 | 長岡市 |
| 北 魚 沼 郡 | 武道窪村               | 武道窪村               | 武道窪村                   | 武道窪村                         | 武道窪村                         | 武道窪村                         | 上川村                     | 上川村                 | 明治34年11月1日 薭生村   | 明治34年11月1日 薭生村       | 昭和4年3月1日 川口村に編入     | 川口村                        | 川口村                                      | 川口村                       | 川口村                                   | 昭和32年8月1日 町制 川口町    | 平成22年3月31日 長岡市に編入 | 長岡市 |
| 北 魚 沼 郡 | 荒谷村                 | 荒谷村                 | 荒谷村                     | 荒谷村                           | 荒谷村                           | 荒谷村                           | 上川村                     | 上川村                 | 明治34年11月1日 薭生村   | 明治34年11月1日 薭生村       | 昭和4年3月1日 川口村に編入     | 川口村                        | 川口村                                      | 川口村                       | 川口村                                   | 昭和32年8月1日 町制 川口町    | 平成22年3月31日 長岡市に編入 | 長岡市 |
| 北 魚 沼 郡 | 牛ヶ島村               | 牛ヶ島村               | 牛ヶ島村                   | 牛ヶ島村                         | 牛ヶ島村                         | 牛ヶ島村                         | 上川村                     | 上川村                 | 明治34年11月1日 薭生村   | 明治34年11月1日 薭生村       | 昭和4年3月1日 川口村に編入     | 川口村                        | 川口村                                      | 川口村                       | 川口村                                   | 昭和32年8月1日 町制 川口町    | 平成22年3月31日 長岡市に編入 | 長岡市 |
| 北 魚 沼 郡 | 牛ヶ島新田             | 牛ヶ島新田             | 牛ヶ島新田                 | 牛ヶ島新田                       | 牛ヶ島新田                       | 牛ヶ島新田                       | 上川村                     | 上川村                 | 明治34年11月1日 薭生村   | 明治34年11月1日 薭生村       | 昭和4年3月1日 川口村に編入     | 川口村                        | 川口村                                      | 川口村                       | 川口村                                   | 昭和32年8月1日 町制 川口町    | 平成22年3月31日 長岡市に編入 | 長岡市 |
| 北 魚 沼 郡 | 田麦山村               | 田麦山村               | 田麦山村                   | 田麦山村                         | 田麦山村                         | 田麦山村                         | 田麦山村                   | 田麦山村               | 田麦山村                 | 田麦山村                     | 田麦山村                       | 昭和29年3月31日 川口村に編入  | 川口村                                      | 川口村                       | 川口村                                   | 昭和32年8月1日 町制 川口町    | 平成22年3月31日 長岡市に編入 | 長岡市 |
| 三 島 郡    | 下除村                 | 下除村                 | 下除村                     | 下除村                           | 下除村                           | 下除村                           | 関原村                     | 関原村                 | 関原村                   | 関原村                       | 昭和9年4月1日 町制 関原町      | 昭和9年4月1日 町制 関原町     | 昭和9年4月1日 町制 関原町                   | 関原町                       | 関原町                                   | 昭和32年10月1日 長岡市に編入  | 長岡市                       | 長岡市 |
| 三 島 郡    | 五反田村               | 五反田村               | 五反田村                   | 五反田村                         | 五反田村                         | 五反田村                         | 関原村                     | 関原村                 | 関原村                   | 関原村                       | 昭和9年4月1日 町制 関原町      | 昭和9年4月1日 町制 関原町     | 昭和9年4月1日 町制 関原町                   | 関原町                       | 関原町                                   | 昭和32年10月1日 長岡市に編入  | 長岡市                       | 長岡市 |
| 三 島 郡    | 駒村新田               | 駒村新田               | 駒村新田                   | 駒村新田                         | 明治18年 高頭村                  | 明治18年 高頭村                  | 関原村                     | 関原村                 | 関原村                   | 関原村                       | 昭和9年4月1日 町制 関原町      | 昭和9年4月1日 町制 関原町     | 昭和9年4月1日 町制 関原町                   | 関原町                       | 関原町                                   | 昭和32年10月1日 長岡市に編入  | 長岡市                       | 長岡市 |
| 三 島 郡    | 牛ヶ頭村               | 牛ヶ頭村               | 牛ヶ頭村                   | 牛ヶ頭村                         | 明治18年 高頭村                  | 明治18年 高頭村                  | 関原村                     | 関原村                 | 関原村                   | 関原村                       | 昭和9年4月1日 町制 関原町      | 昭和9年4月1日 町制 関原町     | 昭和9年4月1日 町制 関原町                   | 関原町                       | 関原町                                   | 昭和32年10月1日 長岡市に編入  | 長岡市                       | 長岡市 |
| 三 島 郡    | 牛ヶ頭新田             | 牛ヶ頭新田             | 明治初年 改称 南牛ヶ頭新田 | 明治初年 改称 南牛ヶ頭新田       | 明治初年 改称 南牛ヶ頭新田       | 明治初年 改称 南牛ヶ頭新田       | 関原村                     | 関原村                 | 関原村                   | 関原村                       | 昭和9年4月1日 町制 関原町      | 昭和9年4月1日 町制 関原町     | 昭和9年4月1日 町制 関原町                   | 関原町                       | 関原町                                   | 昭和32年10月1日 長岡市に編入  | 長岡市                       | 長岡市 |
| 三 島 郡    | 関原村                 | 関原村                 | 関原村                     | 関原村                           | 関原村                           | 関原村                           | 関原村                     | 関原村                 | 関原村                   | 関原村                       | 昭和9年4月1日 町制 関原町      | 昭和9年4月1日 町制 関原町     | 昭和9年4月1日 町制 関原町                   | 関原町                       | 関原町                                   | 昭和32年10月1日 長岡市に編入  | 長岡市                       | 長岡市 |
| 三 島 郡    | 五反田新田             | 五反田新田             | 五反田新田                 | 五反田新田                       | 明治18年 西関原村                | 明治18年 西関原村                | 関原村                     | 関原村                 | 関原村                   | 関原村                       | 昭和9年4月1日 町制 関原町      | 昭和9年4月1日 町制 関原町     | 昭和9年4月1日 町制 関原町                   | 関原町                       | 関原町                                   | 昭和32年10月1日 長岡市に編入  | 長岡市                       | 長岡市 |
| 三 島 郡    | 白鳥新田               | 白鳥新田               | 白鳥新田                   | 白鳥新田                         | 明治18年 西関原村                | 明治18年 西関原村                | 関原村                     | 関原村                 | 関原村                   | 関原村                       | 昭和9年4月1日 町制 関原町      | 昭和9年4月1日 町制 関原町     | 昭和9年4月1日 町制 関原町                   | 関原町                       | 関原町                                   | 昭和32年10月1日 長岡市に編入  | 長岡市                       | 長岡市 |
| 三 島 郡    | 白鳥村                 | 白鳥村                 | 白鳥村                     | 白鳥村                           | 白鳥村                           | 白鳥村                           | 関原村                     | 関原村                 | 関原村                   | 関原村                       | 昭和9年4月1日 町制 関原町      | 昭和9年4月1日 町制 関原町     | 昭和9年4月1日 町制 関原町                   | 関原町                       | 関原町                                   | 昭和32年10月1日 長岡市に編入  | 長岡市                       | 長岡市 |
| 三 島 郡    | 雲出村                 | 雲出村                 | 雲出村                     | 雲出村                           | 雲出村                           | 雲出村                           | 日吉村                     | 日吉村                 | 日吉村                   | 日吉村                       | 日吉村                         | 日吉村                        | 日吉村                                      | 日吉村                       | 昭和31年9月30日 関原町に編入             | 昭和32年10月1日 長岡市に編入  | 長岡市                       | 長岡市 |
| 三 島 郡    | 鳥越村                 | 鳥越村                 | 鳥越村                     | 鳥越村                           | 明治18年 鳥越村                  | 明治18年 鳥越村                  | 日吉村                     | 日吉村                 | 日吉村                   | 日吉村                       | 日吉村                         | 日吉村                        | 日吉村                                      | 日吉村                       | 昭和31年9月30日 三島町に編入             | 三島町                        | 平成17年4月1日 長岡市に編入  | 長岡市 |
| 三 島 郡    | 下村古料               | 下村古料               | 下村古料                   | 下村古料                         | 明治18年 鳥越村                  | 明治18年 鳥越村                  | 日吉村                     | 日吉村                 | 日吉村                   | 日吉村                       | 日吉村                         | 日吉村                        | 日吉村                                      | 日吉村                       | 昭和31年9月30日 三島町に編入             | 三島町                        | 平成17年4月1日 長岡市に編入  | 長岡市 |
| 三 島 郡    | 下村新料               | 下村新料               | 下村新料                   | 下村新料                         | 明治18年 鳥越村                  | 明治18年 鳥越村                  | 日吉村                     | 日吉村                 | 日吉村                   | 日吉村                       | 日吉村                         | 日吉村                        | 日吉村                                      | 日吉村                       | 昭和31年9月30日 三島町に編入             | 三島町                        | 平成17年4月1日 長岡市に編入  | 長岡市 |
| 三 島 郡    | 七日市村               | 七日市村               | 七日市村                   | 七日市村                         | 七日市村                         | 七日市村                         | 日吉村                     | 日吉村                 | 日吉村                   | 日吉村                       | 日吉村                         | 日吉村                        | 日吉村                                      | 日吉村                       | 昭和31年9月30日 三島町に編入             | 三島町                        | 平成17年4月1日 長岡市に編入  | 長岡市 |
| 三 島 郡    | 脇野町村               | 脇野町村               | 脇野町村                   | 脇野町村                         | 脇野町村                         | 脇野町村                         | 脇野町村                   | 脇野町村               | 明治34年11月1日 脇野町村 | 明治34年11月1日 脇野町村     | 昭和9年11月1日 町制 脇野町     | 昭和9年11月1日 町制 脇野町    | 昭和9年11月1日 町制 脇野町                  | 昭和30年3月31日 三島町       | 昭和30年3月31日 三島町                   | 三島町                        | 平成17年4月1日 長岡市に編入  | 長岡市 |
| 三 島 郡    | 吉崎村                 | 吉崎村                 | 吉崎村                     | 吉崎村                           | 吉崎村                           | 吉崎村                           | 脇野町村                   | 脇野町村               | 明治34年11月1日 脇野町村 | 明治34年11月1日 脇野町村     | 昭和9年11月1日 町制 脇野町     | 昭和9年11月1日 町制 脇野町    | 昭和9年11月1日 町制 脇野町                  | 昭和30年3月31日 三島町       | 昭和30年3月31日 三島町                   | 三島町                        | 平成17年4月1日 長岡市に編入  | 長岡市 |
| 三 島 郡    | 上岩井村               | 上岩井村               | 上岩井村                   | 上岩井村                         | 上岩井村                         | 上岩井村                         | 上岩井村                   | 上岩井村               | 明治34年11月1日 脇野町村 | 明治34年11月1日 脇野町村     | 昭和9年11月1日 町制 脇野町     | 昭和9年11月1日 町制 脇野町    | 昭和9年11月1日 町制 脇野町                  | 昭和30年3月31日 三島町       | 昭和30年3月31日 三島町                   | 三島町                        | 平成17年4月1日 長岡市に編入  | 長岡市 |
| 三 島 郡    | 葛蒲新田               | 葛蒲新田               | 葛蒲新田                   | 葛蒲新田                         | 葛蒲新田                         | 葛蒲新田                         | 上岩井村                   | 上岩井村               | 明治34年11月1日 脇野町村 | 明治34年11月1日 脇野町村     | 昭和9年11月1日 町制 脇野町     | 昭和9年11月1日 町制 脇野町    | 昭和9年11月1日 町制 脇野町                  | 昭和30年3月31日 三島町       | 昭和30年3月31日 三島町                   | 三島町                        | 平成17年4月1日 長岡市に編入  | 長岡市 |
| 三 島 郡    | 鳥雲新田               | 鳥雲新田               | 鳥雲新田                   | 鳥雲新田                         | 鳥雲新田                         | 鳥雲新田                         | 上岩井村                   | 上岩井村               | 明治34年11月1日 脇野町村 | 明治34年11月1日 脇野町村     | 昭和9年11月1日 町制 脇野町     | 昭和9年11月1日 町制 脇野町    | 昭和9年11月1日 町制 脇野町                  | 昭和30年3月31日 三島町       | 昭和30年3月31日 三島町                   | 三島町                        | 平成17年4月1日 長岡市に編入  | 長岡市 |
| 三 島 郡    | 瓜生村                 | 瓜生村                 | 瓜生村                     | 瓜生村                           | 瓜生村                           | 瓜生村                           | 吉川村                     | 吉川村                 | 明治34年11月1日 脇野町村 | 明治34年11月1日 脇野町村     | 昭和9年11月1日 町制 脇野町     | 昭和9年11月1日 町制 脇野町    | 昭和9年11月1日 町制 脇野町                  | 昭和30年3月31日 三島町       | 昭和30年3月31日 三島町                   | 三島町                        | 平成17年4月1日 長岡市に編入  | 長岡市 |
| 三 島 郡    | 瓜生権六新田           | 瓜生権六新田           | 瓜生権六新田               | 瓜生権六新田                     | 瓜生権六新田                     | 瓜生権六新田                     | 吉川村                     | 吉川村                 | 明治34年11月1日 脇野町村 | 明治34年11月1日 脇野町村     | 昭和9年11月1日 町制 脇野町     | 昭和9年11月1日 町制 脇野町    | 昭和9年11月1日 町制 脇野町                  | 昭和30年3月31日 三島町       | 昭和30年3月31日 三島町                   | 三島町                        | 平成17年4月1日 長岡市に編入  | 長岡市 |
| 三 島 郡    | 瓜生市郎右衛門新田     | 瓜生市郎右衛門新田     | 瓜生市郎右衛門新田         | 瓜生市郎右衛門新田               | 瓜生市郎右衛門新田               | 瓜生市郎右衛門新田               | 吉川村                     | 吉川村                 | 明治34年11月1日 脇野町村 | 明治34年11月1日 脇野町村     | 昭和9年11月1日 町制 脇野町     | 昭和9年11月1日 町制 脇野町    | 昭和9年11月1日 町制 脇野町                  | 昭和30年3月31日 三島町       | 昭和30年3月31日 三島町                   | 三島町                        | 平成17年4月1日 長岡市に編入  | 長岡市 |
| 三 島 郡    | 下河根川村             | 下河根川村             | 下河根川村                 | 下河根川村                       | 下河根川村                       | 下河根川村                       | 吉川村                     | 吉川村                 | 明治34年11月1日 脇野町村 | 明治34年11月1日 脇野町村     | 昭和9年11月1日 町制 脇野町     | 昭和9年11月1日 町制 脇野町    | 昭和9年11月1日 町制 脇野町                  | 昭和30年3月31日 三島町       | 昭和30年3月31日 三島町                   | 三島町                        | 平成17年4月1日 長岡市に編入  | 長岡市 |
| 三 島 郡    | 脇野町新田             | 脇野町新田             | 脇野町新田                 | 脇野町新田                       | 明治19年 大野村                  | 明治19年 大野村                  | 吉川村                     | 吉川村                 | 明治34年11月1日 脇野町村 | 明治34年11月1日 脇野町村     | 昭和9年11月1日 町制 脇野町     | 昭和9年11月1日 町制 脇野町    | 昭和9年11月1日 町制 脇野町                  | 昭和30年3月31日 三島町       | 昭和30年3月31日 三島町                   | 三島町                        | 平成17年4月1日 長岡市に編入  | 長岡市 |
| 三 島 郡    | 大野新田               | 大野新田               | 大野新田                   | 大野新田                         | 明治19年 大野村                  | 明治19年 大野村                  | 吉川村                     | 吉川村                 | 明治34年11月1日 脇野町村 | 明治34年11月1日 脇野町村     | 昭和9年11月1日 町制 脇野町     | 昭和9年11月1日 町制 脇野町    | 昭和9年11月1日 町制 脇野町                  | 昭和30年3月31日 三島町       | 昭和30年3月31日 三島町                   | 三島町                        | 平成17年4月1日 長岡市に編入  | 長岡市 |
| 三 島 郡    | 中条村                 | 中条村                 | 中条村                     | 明治12年 改称 中中条村           | 明治19年 改称 中条村             | 明治19年 改称 中条村             | 吉川村                     | 吉川村                 | 明治34年11月1日 脇野町村 | 明治34年11月1日 脇野町村     | 昭和9年11月1日 町制 脇野町     | 昭和9年11月1日 町制 脇野町    | 昭和9年11月1日 町制 脇野町                  | 昭和30年3月31日 三島町       | 昭和30年3月31日 三島町                   | 三島町                        | 平成17年4月1日 長岡市に編入  | 長岡市 |
| 三 島 郡    | 新保村                 | 新保村                 | 新保村                     | 新保村                           | 新保村                           | 新保村                           | 吉川村                     | 吉川村                 | 明治34年11月1日 脇野町村 | 明治34年11月1日 脇野町村     | 昭和9年11月1日 町制 脇野町     | 昭和9年11月1日 町制 脇野町    | 昭和9年11月1日 町制 脇野町                  | 昭和30年3月31日 三島町       | 昭和30年3月31日 三島町                   | 三島町                        | 平成17年4月1日 長岡市に編入  | 長岡市 |
| 三 島 郡    | 蓮花寺村               | 蓮花寺村               | 蓮花寺村                   | 蓮花寺村                         | 蓮花寺村                         | 蓮花寺村                         | 天津村                     | 天津村                 | 明治34年11月1日 大津村   | 明治34年11月1日 大津村       | 大津村                         | 大津村                        | 大津村                                      | 昭和30年3月31日 三島町       | 昭和30年3月31日 三島町                   | 三島町                        | 平成17年4月1日 長岡市に編入  | 長岡市 |
| 三 島 郡    | 中永村                 | 中永村                 | 中永村                     | 中永村                           | 中永村                           | 中永村                           | 天津村                     | 天津村                 | 明治34年11月1日 大津村   | 明治34年11月1日 大津村       | 大津村                         | 大津村                        | 大津村                                      | 昭和30年3月31日 三島町       | 昭和30年3月31日 三島町                   | 三島町                        | 平成17年4月1日 長岡市に編入  | 長岡市 |
| 三 島 郡    | 上条村                 | 上条村                 | 上条村                     | 上条村                           | 上条村                           | 上条村                           | 天津村                     | 天津村                 | 明治34年11月1日 大津村   | 明治34年11月1日 大津村       | 大津村                         | 大津村                        | 大津村                                      | 昭和30年3月31日 三島町       | 昭和30年3月31日 三島町                   | 三島町                        | 平成17年4月1日 長岡市に編入  | 長岡市 |
| 三 島 郡    | 逆谷村                 | 逆谷村                 | 逆谷村                     | 逆谷村                           | 逆谷村                           | 逆谷村                           | 天津村                     | 天津村                 | 明治34年11月1日 大津村   | 明治34年11月1日 大津村       | 大津村                         | 大津村                        | 大津村                                      | 昭和30年3月31日 三島町       | 昭和30年3月31日 三島町                   | 三島町                        | 平成17年4月1日 長岡市に編入  | 長岡市 |
| 三 島 郡    | 気比宮村               | 気比宮村               | 気比宮村                   | 気比宮村                         | 気比宮村                         | 気比宮村                         | 天津村                     | 天津村                 | 明治34年11月1日 大津村   | 明治34年11月1日 大津村       | 大津村                         | 大津村                        | 大津村                                      | 昭和30年3月31日 三島町       | 昭和30年3月31日 三島町                   | 三島町                        | 平成17年4月1日 長岡市に編入  | 長岡市 |
| 三 島 郡    | 藤川村                 | 藤川村                 | 藤川村                     | 藤川村                           | 藤川村                           | 藤川村                           | 大都村                     | 大都村                 | 明治34年11月1日 大津村   | 明治34年11月1日 大津村       | 大津村                         | 大津村                        | 大津村                                      | 昭和30年3月31日 三島町       | 昭和30年3月31日 三島町                   | 三島町                        | 平成17年4月1日 長岡市に編入  | 長岡市 |
| 三 島 郡    | 宮沢村                 | 宮沢村                 | 宮沢村                     | 宮沢村                           | 宮沢村                           | 宮沢村                           | 大都村                     | 大都村                 | 明治34年11月1日 大津村   | 明治34年11月1日 大津村       | 大津村                         | 大津村                        | 大津村                                      | 昭和30年3月31日 三島町       | 昭和30年3月31日 三島町                   | 三島町                        | 平成17年4月1日 長岡市に編入  | 長岡市 |
| 三 島 郡    | 槙原村                 | 槙原村                 | 槙原村                     | 槙原村                           | 槙原村                           | 槙原村                           | 大都村                     | 大都村                 | 明治34年11月1日 大津村   | 明治34年11月1日 大津村       | 大津村                         | 大津村                        | 大津村                                      | 昭和30年3月31日 与板町       | 昭和30年3月31日 与板町                   | 与板町                        | 平成18年1月1日 長岡市に編入  | 長岡市 |
| 三 島 郡    | 山沢村                 | 山沢村                 | 山沢村                     | 山沢村                           | 山沢村                           | 山沢村                           | 大都村                     | 大都村                 | 明治34年11月1日 大津村   | 明治34年11月1日 大津村       | 大津村                         | 大津村                        | 大津村                                      | 昭和30年3月31日 与板町       | 昭和30年3月31日 与板町                   | 与板町                        | 平成18年1月1日 長岡市に編入  | 長岡市 |
| 三 島 郡    | 中田村                 | 中田村                 | 中田村                     | 中田村                           | 中田村                           | 中田村                           | 黒川村                     | 黒川村                 | 黒川村                   | 黒川村                       | 黒川村                         | 黒川村                        | 黒川村                                      | 昭和30年3月31日 与板町       | 昭和30年3月31日 与板町                   | 与板町                        | 平成18年1月1日 長岡市に編入  | 長岡市 |
| 三 島 郡    | 中村                   | 中村                   | 中村                       | 明治12年 改称 南中村             | 明治12年 改称 南中村             | 明治12年 改称 南中村             | 黒川村                     | 黒川村                 | 黒川村                   | 黒川村                       | 黒川村                         | 黒川村                        | 黒川村                                      | 昭和30年3月31日 与板町       | 昭和30年3月31日 与板町                   | 与板町                        | 平成18年1月1日 長岡市に編入  | 長岡市 |
| 三 島 郡    | 吉津村                 | 吉津村                 | 吉津村                     | 吉津村                           | 吉津村                           | 吉津村                           | 黒川村                     | 黒川村                 | 黒川村                   | 黒川村                       | 黒川村                         | 黒川村                        | 黒川村                                      | 昭和30年3月31日 与板町       | 昭和30年3月31日 与板町                   | 与板町                        | 平成18年1月1日 長岡市に編入  | 長岡市 |
| 三 島 郡    | 蔦都新田村             | 蔦都新田村             | 蔦都新田村                 | 蔦都新田村                       | 明治19年 改称 蔦都村             | 明治19年 改称 蔦都村             | 黒川村                     | 黒川村                 | 黒川村                   | 黒川村                       | 黒川村                         | 黒川村                        | 黒川村                                      | 昭和30年3月31日 与板町       | 昭和30年3月31日 与板町                   | 与板町                        | 平成18年1月1日 長岡市に編入  | 長岡市 |
| 三 島 郡    | 広野村                 | 広野村                 | 広野村                     | 広野村                           | 広野村                           | 広野村                           | 黒川村                     | 黒川村                 | 黒川村                   | 黒川村                       | 黒川村                         | 黒川村                        | 黒川村                                      | 昭和30年3月31日 与板町       | 昭和30年3月31日 与板町                   | 与板町                        | 平成18年1月1日 長岡市に編入  | 長岡市 |
| 古 志 郡    | 古川新田               | 古川新田               | 古川新田                   | 明治12年 所属変更 三島郡古川新田 | 明治12年 所属変更 三島郡古川新田 | 明治12年 所属変更 三島郡古川新田 | 黒川村                     | 黒川村                 | 黒川村                   | 黒川村                       | 黒川村                         | 黒川村                        | 黒川村                                      | 昭和30年3月31日 与板町       | 昭和30年3月31日 与板町                   | 与板町                        | 平成18年1月1日 長岡市に編入  | 長岡市 |
| 三 島 郡    | 成沢村                 | 成沢村                 | 成沢村                     | 成沢村                           | 成沢村                           | 成沢村                           | 黒川村                     | 黒川村                 | 黒川村                   | 黒川村                       | 黒川村                         | 黒川村                        | 黒川村                                      | 昭和30年3月31日 与板町       | 昭和30年3月31日 与板町                   | 昭和35年4月1日 長岡市に編入   | 長岡市                       | 長岡市 |
| 三 島 郡    | 東宮本村               | 東宮本村               | 明治5年 宮本村             | 明治5年 宮本村                   | 明治5年 宮本村                   | 明治5年 宮本村                   | 宮本村                     | 宮本村                 | 宮本村                   | 宮本村                       | 宮本村                         | 宮本村                        | 宮本村                                      | 宮本村                       | 昭和31年9月30日 二和村                   | 昭和35年9月1日 長岡市に編入   | 長岡市                       | 長岡市 |
| 三 島 郡    | 西宮本村               |                        | 明治5年 宮本村             | 明治5年 宮本村                   | 明治5年 宮本村                   | 明治5年 宮本村                   | 宮本村                     | 宮本村                 | 宮本村                   | 宮本村                       | 宮本村                         | 宮本村                        | 宮本村                                      | 宮本村                       | 昭和31年9月30日 二和村                   | 昭和35年9月1日 長岡市に編入   | 長岡市                       | 長岡市 |
| 三 島 郡    | 西宮本新田             |                        | 明治5年 宮本村             | 明治5年 宮本村                   | 明治5年 宮本村                   | 明治5年 宮本村                   | 宮本村                     | 宮本村                 | 宮本村                   | 宮本村                       | 宮本村                         | 宮本村                        | 宮本村                                      | 宮本村                       | 昭和31年9月30日 二和村                   | 昭和35年9月1日 長岡市に編入   | 長岡市                       | 長岡市 |
| 三 島 郡    | 堀ノ内村               | 堀ノ内村               | 堀ノ内村                   | 堀ノ内村                         | 堀ノ内村                         | 堀ノ内村                         | 宮本村                     | 宮本村                 | 宮本村                   | 宮本村                       | 宮本村                         | 宮本村                        | 宮本村                                      | 宮本村                       | 昭和31年9月30日 二和村                   | 昭和35年9月1日 長岡市に編入   | 長岡市                       | 長岡市 |
| 三 島 郡    | 東方村                 | 東方村                 | 東方村                     | 東方村                           | 東方村                           | 東方村                           | 宮本村                     | 宮本村                 | 宮本村                   | 宮本村                       | 宮本村                         | 宮本村                        | 宮本村                                      | 宮本村                       | 昭和31年9月30日 二和村                   | 昭和35年9月1日 長岡市に編入   | 長岡市                       | 長岡市 |
| 三 島 郡    | 三町田村               | 三町田村               | 三町田村                   | 三町田村                         | 三町田村                         | 三町田村                         | 大積村                     | 大積村                 | 大積村                   | 大積村                       | 大積村                         | 大積村                        | 大積村                                      | 大積村                       | 昭和31年9月30日 二和村                   | 昭和35年9月1日 長岡市に編入   | 長岡市                       | 長岡市 |
| 三 島 郡    | 善間村                 | 善間村                 | 善間村                     | 善間村                           | 善間村                           | 善間村                           | 大積村                     | 大積村                 | 大積村                   | 大積村                       | 大積村                         | 大積村                        | 大積村                                      | 大積村                       | 昭和31年9月30日 二和村                   | 昭和35年9月1日 長岡市に編入   | 長岡市                       | 長岡市 |
| 三 島 郡    | 三島谷村               | 三島谷村               | 三島谷村                   | 三島谷村                         | 三島谷村                         | 三島谷村                         | 大積村                     | 大積村                 | 大積村                   | 大積村                       | 大積村                         | 大積村                        | 大積村                                      | 大積村                       | 昭和31年9月30日 二和村                   | 昭和35年9月1日 長岡市に編入   | 長岡市                       | 長岡市 |
| 三 島 郡    | 大日村                 | 大日村                 | 明治9年 大村               | 明治9年 大村                     | 明治9年 大村                     | 明治9年 大村                     | 大積村                     | 大積村                 | 大積村                   | 大積村                       | 大積村                         | 大積村                        | 大積村                                      | 大積村                       | 昭和31年9月30日 二和村                   | 昭和35年9月1日 長岡市に編入   | 長岡市                       | 長岡市 |
| 三 島 郡    | 大積村                 |                        | 明治9年 大村               | 明治9年 大村                     | 明治9年 大村                     | 明治9年 大村                     | 大積村                     | 大積村                 | 大積村                   | 大積村                       | 大積村                         | 大積村                        | 大積村                                      | 大積村                       | 昭和31年9月30日 二和村                   | 昭和35年9月1日 長岡市に編入   | 長岡市                       | 長岡市 |
| 三 島 郡    | 水梨新田               | 水梨新田               | 水梨新田                   | 水梨新田                         | 水梨新田                         | 水梨新田                         | 大積村                     | 大積村                 | 大積村                   | 大積村                       | 大積村                         | 大積村                        | 大積村                                      | 大積村                       | 昭和31年9月30日 二和村                   | 昭和35年9月1日 長岡市に編入   | 長岡市                       | 長岡市 |
| 三 島 郡    | 灰下村                 | 灰下村                 | 灰下村                     | 灰下村                           | 灰下村                           | 灰下村                           | 大積村                     | 大積村                 | 大積村                   | 大積村                       | 大積村                         | 大積村                        | 大積村                                      | 大積村                       | 昭和31年9月30日 二和村                   | 昭和35年9月1日 長岡市に編入   | 長岡市                       | 長岡市 |
| 三 島 郡    | 千本平村               | 千本平村               | 千本平村                   | 千本平村                         | 千本平村                         | 千本平村                         | 大積村                     | 大積村                 | 大積村                   | 大積村                       | 大積村                         | 大積村                        | 大積村                                      | 大積村                       | 昭和31年9月30日 二和村                   | 昭和35年9月1日 長岡市に編入   | 長岡市                       | 長岡市 |
| 三 島 郡    | 田代村                 | 田代村                 | 田代村                     | 田代村                           | 田代村                           | 田代村                           | 大積村                     | 大積村                 | 大積村                   | 大積村                       | 大積村                         | 大積村                        | 大積村                                      | 大積村                       | 昭和31年9月30日 二和村                   | 昭和35年9月1日 長岡市に編入   | 長岡市                       | 長岡市 |
| 三 島 郡    | 高畑村                 | 高畑村                 | 高畑村                     | 高畑村                           | 高畑村                           | 高畑村                           | 西越村                     | 西越村                 | 明治34年11月1日 西越村   | 明治34年11月1日 西越村       | 西越村                         | 西越村                        | 西越村                                      | 西越村                       | 昭和32年6月20日 出雲町 即日改称 出雲崎町 | 昭和33年1月1日 和島村に編入   | 平成18年1月1日 長岡市に編入  | 長岡市 |
| 三 島 郡    | 小島谷村               | 小島谷村               | 小島谷村                   | 小島谷村                         | 小島谷村                         | 小島谷村                         | 小島谷村                   | 小島谷村               | 明治34年11月1日 島田村   | 明治34年11月1日 島田村       | 島田村                         | 島田村                        | 島田村                                      | 昭和30年3月31日 和島村       | 昭和30年3月31日 和島村                   | 昭和30年3月31日 和島村        | 平成18年1月1日 長岡市に編入  | 長岡市 |
| 三 島 郡    | 阿弥陀瀬村             | 阿弥陀瀬村             | 阿弥陀瀬村                 | 阿弥陀瀬村                       | 阿弥陀瀬村                       | 阿弥陀瀬村                       | 小島谷村                   | 小島谷村               | 明治34年11月1日 島田村   | 明治34年11月1日 島田村       | 島田村                         | 島田村                        | 島田村                                      | 昭和30年3月31日 和島村       | 昭和30年3月31日 和島村                   | 昭和30年3月31日 和島村        | 平成18年1月1日 長岡市に編入  | 長岡市 |
| 三 島 郡    | 若野浦村               | 若野浦村               | 若野浦村                   | 若野浦村                         | 若野浦村                         | 若野浦村                         | 小島谷村                   | 小島谷村               | 明治34年11月1日 島田村   | 明治34年11月1日 島田村       | 島田村                         | 島田村                        | 島田村                                      | 昭和30年3月31日 和島村       | 昭和30年3月31日 和島村                   | 昭和30年3月31日 和島村        | 平成18年1月1日 長岡市に編入  | 長岡市 |
| 三 島 郡    | 富岡村                 | 富岡村                 | 富岡村                     | 明治12年 改称 下富岡村           | 明治12年 改称 下富岡村           | 明治12年 改称 下富岡村           | 小島谷村                   | 小島谷村               | 明治34年11月1日 島田村   | 明治34年11月1日 島田村       | 島田村                         | 島田村                        | 島田村                                      | 昭和30年3月31日 和島村       | 昭和30年3月31日 和島村                   | 昭和30年3月31日 和島村        | 平成18年1月1日 長岡市に編入  | 長岡市 |
| 三 島 郡    | 梅田村                 | 梅田村                 | 梅田村                     | 梅田村                           | 梅田村                           | 梅田村                           | 小島谷村                   | 小島谷村               | 明治34年11月1日 島田村   | 明治34年11月1日 島田村       | 島田村                         | 島田村                        | 島田村                                      | 昭和30年3月31日 和島村       | 昭和30年3月31日 和島村                   | 昭和30年3月31日 和島村        | 平成18年1月1日 長岡市に編入  | 長岡市 |
| 三 島 郡    | 曲田村                 | 曲田村                 | 曲田村                     | 曲田村                           | 曲田村                           | 曲田村                           | 小島谷村                   | 小島谷村               | 明治34年11月1日 島田村   | 明治34年11月1日 島田村       | 島田村                         | 島田村                        | 島田村                                      | 昭和30年3月31日 和島村       | 昭和30年3月31日 和島村                   | 昭和30年3月31日 和島村        | 平成18年1月1日 長岡市に編入  | 長岡市 |
| 三 島 郡    | 円蔵寺村               | 円蔵寺村               | 円蔵寺村                   | 円蔵寺村                         | 円蔵寺村                         | 円蔵寺村                         | 小島谷村                   | 小島谷村               | 明治34年11月1日 島田村   | 明治34年11月1日 島田村       | 島田村                         | 島田村                        | 島田村                                      | 昭和30年3月31日 和島村       | 昭和30年3月31日 和島村                   | 昭和30年3月31日 和島村        | 平成18年1月1日 長岡市に編入  | 長岡市 |
| 三 島 郡    | 中村                   | 中村                   | 中村                       | 明治12年 改称 北中村             | 明治12年 改称 北中村             | 明治12年 改称 北中村             | 小島谷村                   | 小島谷村               | 明治34年11月1日 島田村   | 明治34年11月1日 島田村       | 島田村                         | 島田村                        | 島田村                                      | 昭和30年3月31日 和島村       | 昭和30年3月31日 和島村                   | 昭和30年3月31日 和島村        | 平成18年1月1日 長岡市に編入  | 長岡市 |
| 三 島 郡    | 日野浦村               | 日野浦村               | 日野浦村                   | 日野浦村                         | 日野浦村                         | 日野浦村                         | 小島谷村                   | 小島谷村               | 明治34年11月1日 島田村   | 明治34年11月1日 島田村       | 島田村                         | 島田村                        | 島田村                                      | 昭和30年3月31日 和島村       | 昭和30年3月31日 和島村                   | 昭和30年3月31日 和島村        | 平成18年1月1日 長岡市に編入  | 長岡市 |
| 三 島 郡    | 高森村                 | 高森村                 | 高森村                     | 高森村                           | 高森村                           | 高森村                           | 村田村                     | 村田村                 | 明治34年11月1日 島田村   | 明治34年11月1日 島田村       | 島田村                         | 島田村                        | 島田村                                      | 昭和30年3月31日 和島村       | 昭和30年3月31日 和島村                   | 昭和30年3月31日 和島村        | 平成18年1月1日 長岡市に編入  | 長岡市 |
| 三 島 郡    | 高月村                 | 高月村                 | 高月村                     | 高月村                           | 高月村                           | 高月村                           | 村田村                     | 村田村                 | 明治34年11月1日 島田村   | 明治34年11月1日 島田村       | 島田村                         | 島田村                        | 島田村                                      | 昭和30年3月31日 和島村       | 昭和30年3月31日 和島村                   | 昭和30年3月31日 和島村        | 平成18年1月1日 長岡市に編入  | 長岡市 |
| 三 島 郡    | 坂谷村                 | 坂谷村                 | 坂谷村                     | 坂谷村                           | 坂谷村                           | 坂谷村                           | 村田村                     | 村田村                 | 明治34年11月1日 島田村   | 明治34年11月1日 島田村       | 島田村                         | 島田村                        | 島田村                                      | 昭和30年3月31日 和島村       | 昭和30年3月31日 和島村                   | 昭和30年3月31日 和島村        | 平成18年1月1日 長岡市に編入  | 長岡市 |
| 三 島 郡    | 落水村                 | 落水村                 | 落水村                     | 落水村                           | 落水村                           | 落水村                           | 村田村                     | 村田村                 | 明治34年11月1日 島田村   | 明治34年11月1日 島田村       | 島田村                         | 島田村                        | 島田村                                      | 昭和30年3月31日 和島村       | 昭和30年3月31日 和島村                   | 昭和30年3月31日 和島村        | 平成18年1月1日 長岡市に編入  | 長岡市 |
| 三 島 郡    | 籠田村                 | 籠田村                 | 籠田村                     | 籠田村                           | 籠田村                           | 籠田村                           | 村田村                     | 村田村                 | 明治34年11月1日 島田村   | 明治34年11月1日 島田村       | 島田村                         | 島田村                        | 島田村                                      | 昭和30年3月31日 和島村       | 昭和30年3月31日 和島村                   | 昭和30年3月31日 和島村        | 平成18年1月1日 長岡市に編入  | 長岡市 |
| 三 島 郡    | 村岡村                 | 村岡村                 | 村岡村                     | 村岡村                           | 村岡村                           | 村岡村                           | 村田村                     | 村田村                 | 明治34年11月1日 島田村   | 明治34年11月1日 島田村       | 島田村                         | 島田村                        | 島田村                                      | 昭和30年3月31日 和島村       | 昭和30年3月31日 和島村                   | 昭和30年3月31日 和島村        | 平成18年1月1日 長岡市に編入  | 長岡市 |
| 三 島 郡    | 村田村                 | 村田村                 | 村田村                     | 村田村                           | 村田村                           | 村田村                           | 村田村                     | 村田村                 | 明治34年11月1日 島田村   | 明治34年11月1日 島田村       | 島田村                         | 島田村                        | 島田村                                      | 昭和30年3月31日 和島村       | 昭和30年3月31日 和島村                   | 昭和30年3月31日 和島村        | 平成18年1月1日 長岡市に編入  | 長岡市 |
| 三 島 郡    | 辺張村                 | 辺張村                 | 辺張村                     | 辺張村                           | 辺張村                           | 辺張村                           | 村田村                     | 村田村                 | 明治34年11月1日 島田村   | 明治34年11月1日 島田村       | 島田村                         | 島田村                        | 島田村                                      | 昭和30年3月31日 和島村       | 昭和30年3月31日 和島村                   | 昭和30年3月31日 和島村        | 平成18年1月1日 長岡市に編入  | 長岡市 |
| 三 島 郡    | 辺張北組               | 辺張北組               | 辺張北組                   | 辺張北組                         | 辺張北組                         | 辺張北組                         | 村田村                     | 村田村                 | 明治34年11月1日 島田村   | 明治34年11月1日 島田村       | 島田村                         | 島田村                        | 島田村                                      | 昭和30年3月31日 和島村       | 昭和30年3月31日 和島村                   | 昭和30年3月31日 和島村        | 平成18年1月1日 長岡市に編入  | 長岡市 |
| 三 島 郡    | 吉田村                 | 吉田村                 | 吉田村                     | 吉田村                           | 吉田村                           | 吉田村                           | 村田村                     | 村田村                 | 明治34年11月1日 島田村   | 明治34年11月1日 島田村       | 島田村                         | 島田村                        | 島田村                                      | 昭和30年3月31日 和島村       | 昭和30年3月31日 和島村                   | 昭和30年3月31日 和島村        | 平成18年1月1日 長岡市に編入  | 長岡市 |
| 三 島 郡    | 荒巻村                 | 荒巻村                 | 荒巻村                     | 荒巻村                           | 荒巻村                           | 荒巻村                           | 桐原村                     | 桐原村                 | 明治34年11月1日 桐島村   | 明治34年11月1日 桐島村       | 桐島村                         | 桐島村                        | 桐島村                                      | 昭和30年3月31日 和島村       | 昭和30年3月31日 和島村                   | 昭和30年3月31日 和島村        | 平成18年1月1日 長岡市に編入  | 長岡市 |
| 三 島 郡    | 根小屋村               | 根小屋村               | 根小屋村                   | 根小屋村                         | 根小屋村                         | 根小屋村                         | 桐原村                     | 桐原村                 | 明治34年11月1日 桐島村   | 明治34年11月1日 桐島村       | 桐島村                         | 桐島村                        | 桐島村                                      | 昭和30年3月31日 和島村       | 昭和30年3月31日 和島村                   | 昭和30年3月31日 和島村        | 平成18年1月1日 長岡市に編入  | 長岡市 |
| 三 島 郡    | 北野村                 | 北野村                 | 北野村                     | 北野村                           | 北野村                           | 北野村                           | 桐原村                     | 桐原村                 | 明治34年11月1日 桐島村   | 明治34年11月1日 桐島村       | 桐島村                         | 桐島村                        | 桐島村                                      | 昭和30年3月31日 和島村       | 昭和30年3月31日 和島村                   | 昭和30年3月31日 和島村        | 平成18年1月1日 長岡市に編入  | 長岡市 |
| 三 島 郡    | 三瀬ヶ谷村             | 三瀬ヶ谷村             | 三瀬ヶ谷村                 | 三瀬ヶ谷村                       | 三瀬ヶ谷村                       | 三瀬ヶ谷村                       | 桐原村                     | 桐原村                 | 明治34年11月1日 桐島村   | 明治34年11月1日 桐島村       | 桐島村                         | 桐島村                        | 桐島村                                      | 昭和30年3月31日 和島村       | 昭和30年3月31日 和島村                   | 昭和30年3月31日 和島村        | 平成18年1月1日 長岡市に編入  | 長岡市 |
| 三 島 郡    | 上桐村                 | 上桐村                 | 上桐村                     | 上桐村                           | 上桐村                           | 上桐村                           | 桐原村                     | 桐原村                 | 明治34年11月1日 桐島村   | 明治34年11月1日 桐島村       | 桐島村                         | 桐島村                        | 桐島村                                      | 昭和30年3月31日 和島村       | 昭和30年3月31日 和島村                   | 昭和30年3月31日 和島村        | 平成18年1月1日 長岡市に編入  | 長岡市 |
| 三 島 郡    | 門新村                 | 門新村                 | 門新村                     | 門新村                           | 門新村                           | 門新村                           | 桐原村                     | 桐原村                 | 明治34年11月1日 桐島村   | 明治34年11月1日 桐島村       | 桐島村                         | 桐島村                        | 桐島村                                      | 昭和30年3月31日 和島村       | 昭和30年3月31日 和島村                   | 昭和30年3月31日 和島村        | 平成18年1月1日 長岡市に編入  | 長岡市 |
| 三 島 郡    | 黒坂村                 | 黒坂村                 | 黒坂村                     | 黒坂村                           | 黒坂村                           | 黒坂村                           | 桐原村                     | 桐原村                 | 明治34年11月1日 桐島村   | 明治34年11月1日 桐島村       | 桐島村                         | 桐島村                        | 桐島村                                      | 昭和30年3月31日 和島村       | 昭和30年3月31日 和島村                   | 昭和30年3月31日 和島村        | 平成18年1月1日 長岡市に編入  | 長岡市 |
| 三 島 郡    | 東島崎村               | 東島崎村               | 東島崎村                   | 東島崎村                         | 明治13年 島崎村                  | 明治13年 島崎村                  | 島崎村                     | 島崎村                 | 明治34年11月1日 桐島村   | 明治34年11月1日 桐島村       | 桐島村                         | 桐島村                        | 桐島村                                      | 昭和30年3月31日 和島村       | 昭和30年3月31日 和島村                   | 昭和30年3月31日 和島村        | 平成18年1月1日 長岡市に編入  | 長岡市 |
| 三 島 郡    | 西島崎村               | 西島崎村               | 西島崎村                   | 西島崎村                         | 明治13年 島崎村                  | 明治13年 島崎村                  | 島崎村                     | 島崎村                 | 明治34年11月1日 桐島村   | 明治34年11月1日 桐島村       | 桐島村                         | 桐島村                        | 桐島村                                      | 昭和30年3月31日 和島村       | 昭和30年3月31日 和島村                   | 昭和30年3月31日 和島村        | 平成18年1月1日 長岡市に編入  | 長岡市 |
| 三 島 郡    | 寺泊町                 | 寺泊町                 | 寺泊町                     | 寺泊町                           | 寺泊町                           | 寺泊町                           | 寺泊町                     | 寺泊町                 | 明治34年11月1日 寺泊町   | 明治34年11月1日 寺泊町       | 寺泊町                         | 寺泊町                        | 寺泊町                                      | 寺泊町                       | 寺泊町                                   | 寺泊町                        | 平成18年1月1日 長岡市に編入  | 長岡市 |
| 三 島 郡    | 白岩村                 | 白岩村                 | 白岩村                     | 白岩村                           | 白岩村                           | 白岩村                           | 寺泊町                     | 寺泊町                 | 明治34年11月1日 寺泊町   | 明治34年11月1日 寺泊町       | 寺泊町                         | 寺泊町                        | 寺泊町                                      | 寺泊町                       | 寺泊町                                   | 寺泊町                        | 平成18年1月1日 長岡市に編入  | 長岡市 |
| 三 島 郡    | 京ヶ入新村             | 京ヶ入新村             | 京ヶ入新村                 | 京ヶ入新村                       | 京ヶ入新村                       | 京ヶ入新村                       | 潟村                       | 潟村                   | 明治34年11月1日 寺泊町   | 明治34年11月1日 寺泊町       | 寺泊町                         | 寺泊町                        | 寺泊町                                      | 寺泊町                       | 寺泊町                                   | 寺泊町                        | 平成18年1月1日 長岡市に編入  | 長岡市 |
| 三 島 郡    | 本山新村               | 本山新村               | 本山新村                   | 本山新村                         | 本山新村                         | 本山新村                         | 潟村                       | 潟村                   | 明治34年11月1日 寺泊町   | 明治34年11月1日 寺泊町       | 寺泊町                         | 寺泊町                        | 寺泊町                                      | 寺泊町                       | 寺泊町                                   | 寺泊町                        | 平成18年1月1日 長岡市に編入  | 長岡市 |
| 三 島 郡    | 弁才天新村             | 弁才天新村             | 弁才天新村                 | 弁才天新村                       | 弁才天新村                       | 弁才天新村                       | 潟村                       | 潟村                   | 明治34年11月1日 寺泊町   | 明治34年11月1日 寺泊町       | 寺泊町                         | 寺泊町                        | 寺泊町                                      | 寺泊町                       | 寺泊町                                   | 寺泊町                        | 平成18年1月1日 長岡市に編入  | 長岡市 |
| 三 島 郡    | 川崎新村               | 川崎新村               | 川崎新村                   | 川崎新村                         | 川崎新村                         | 川崎新村                         | 潟村                       | 潟村                   | 明治34年11月1日 寺泊町   | 明治34年11月1日 寺泊町       | 寺泊町                         | 寺泊町                        | 寺泊町                                      | 寺泊町                       | 寺泊町                                   | 寺泊町                        | 平成18年1月1日 長岡市に編入  | 長岡市 |
| 三 島 郡    | 下曽根新村             | 下曽根新村             | 下曽根新村                 | 下曽根新村                       | 下曽根新村                       | 下曽根新村                       | 潟村                       | 潟村                   | 明治34年11月1日 寺泊町   | 明治34年11月1日 寺泊町       | 寺泊町                         | 寺泊町                        | 寺泊町                                      | 寺泊町                       | 寺泊町                                   | 寺泊町                        | 平成18年1月1日 長岡市に編入  | 長岡市 |
| 三 島 郡    | 中曽根村               | 中曽根村               | 中曽根村                   | 中曽根村                         | 中曽根村                         | 中曽根村                         | 潟村                       | 潟村                   | 明治34年11月1日 寺泊町   | 明治34年11月1日 寺泊町       | 寺泊町                         | 寺泊町                        | 寺泊町                                      | 寺泊町                       | 寺泊町                                   | 寺泊町                        | 平成18年1月1日 長岡市に編入  | 長岡市 |
| 三 島 郡    | 蛇塚村                 | 蛇塚村                 | 蛇塚村                     | 蛇塚村                           | 蛇塚村                           | 蛇塚村                           | 潟村                       | 潟村                   | 明治34年11月1日 寺泊町   | 明治34年11月1日 寺泊町       | 寺泊町                         | 寺泊町                        | 寺泊町                                      | 寺泊町                       | 寺泊町                                   | 寺泊町                        | 平成18年1月1日 長岡市に編入  | 長岡市 |
| 三 島 郡    | 東川原崎新田           | 東川原崎新田           | 明治10年 当新田            | 明治10年 当新田                  | 明治10年 当新田                  | 明治10年 当新田                  | 潟村                       | 潟村                   | 明治34年11月1日 寺泊町   | 明治34年11月1日 寺泊町       | 寺泊町                         | 寺泊町                        | 寺泊町                                      | 寺泊町                       | 寺泊町                                   | 寺泊町                        | 平成18年1月1日 長岡市に編入  | 長岡市 |
| 三 島 郡    | 西川原崎新田           |                        | 明治10年 当新田            | 明治10年 当新田                  | 明治10年 当新田                  | 明治10年 当新田                  | 潟村                       | 潟村                   | 明治34年11月1日 寺泊町   | 明治34年11月1日 寺泊町       | 寺泊町                         | 寺泊町                        | 寺泊町                                      | 寺泊町                       | 寺泊町                                   | 寺泊町                        | 平成18年1月1日 長岡市に編入  | 長岡市 |
| 三 島 郡    | 遠矢ヶ崎新田           |                        | 明治10年 当新田            | 明治10年 当新田                  | 明治10年 当新田                  | 明治10年 当新田                  | 潟村                       | 潟村                   | 明治34年11月1日 寺泊町   | 明治34年11月1日 寺泊町       | 寺泊町                         | 寺泊町                        | 寺泊町                                      | 寺泊町                       | 寺泊町                                   | 寺泊町                        | 平成18年1月1日 長岡市に編入  | 長岡市 |
| 三 島 郡    | 端口新田               |                        | 明治10年 当新田            | 明治10年 当新田                  | 明治10年 当新田                  | 明治10年 当新田                  | 潟村                       | 潟村                   | 明治34年11月1日 寺泊町   | 明治34年11月1日 寺泊町       | 寺泊町                         | 寺泊町                        | 寺泊町                                      | 寺泊町                       | 寺泊町                                   | 寺泊町                        | 平成18年1月1日 長岡市に編入  | 長岡市 |
| 三 島 郡    | 戸崎村                 | 戸崎村                 | 戸崎村                     | 戸崎村                           | 戸崎村                           | 戸崎村                           | 西山村                     | 西山村                 | 明治34年11月1日 寺泊町   | 明治34年11月1日 寺泊町       | 寺泊町                         | 寺泊町                        | 寺泊町                                      | 寺泊町                       | 寺泊町                                   | 寺泊町                        | 平成18年1月1日 長岡市に編入  | 長岡市 |
| 三 島 郡    | 年友村                 | 年友村                 | 年友村                     | 年友村                           | 年友村                           | 年友村                           | 西山村                     | 西山村                 | 明治34年11月1日 寺泊町   | 明治34年11月1日 寺泊町       | 寺泊町                         | 寺泊町                        | 寺泊町                                      | 寺泊町                       | 寺泊町                                   | 寺泊町                        | 平成18年1月1日 長岡市に編入  | 長岡市 |
| 三 島 郡    | 引岡村                 | 引岡村                 | 引岡村                     | 引岡村                           | 引岡村                           | 引岡村                           | 西山村                     | 西山村                 | 明治34年11月1日 寺泊町   | 明治34年11月1日 寺泊町       | 寺泊町                         | 寺泊町                        | 寺泊町                                      | 寺泊町                       | 寺泊町                                   | 寺泊町                        | 平成18年1月1日 長岡市に編入  | 長岡市 |
| 三 島 郡    | 吉村                   | 吉村                   | 吉村                       | 吉村                             | 吉村                             | 吉村                             | 西山村                     | 西山村                 | 明治34年11月1日 寺泊町   | 明治34年11月1日 寺泊町       | 寺泊町                         | 寺泊町                        | 寺泊町                                      | 寺泊町                       | 寺泊町                                   | 寺泊町                        | 平成18年1月1日 長岡市に編入  | 長岡市 |
| 三 島 郡    | 大地村                 | 大地村                 | 大地村                     | 大地村                           | 大地村                           | 大地村                           | 西山村                     | 西山村                 | 明治34年11月1日 寺泊町   | 明治34年11月1日 寺泊町       | 寺泊町                         | 寺泊町                        | 寺泊町                                      | 寺泊町                       | 寺泊町                                   | 寺泊町                        | 平成18年1月1日 長岡市に編入  | 長岡市 |
| 三 島 郡    | 円上寺村               | 円上寺村               | 円上寺村                   | 円上寺村                         | 円上寺村                         | 円上寺村                         | 西山村                     | 西山村                 | 明治34年11月1日 寺泊町   | 明治34年11月1日 寺泊町       | 寺泊町                         | 寺泊町                        | 寺泊町                                      | 寺泊町                       | 寺泊町                                   | 寺泊町                        | 平成18年1月1日 長岡市に編入  | 長岡市 |
| 三 島 郡    | 夏戸村                 | 夏戸村                 | 夏戸村                     | 夏戸村                           | 夏戸村                           | 夏戸村                           | 北西越村                   | 北西越村               | 明治34年11月1日 寺泊町   | 明治34年11月1日 寺泊町       | 寺泊町                         | 寺泊町                        | 寺泊町                                      | 寺泊町                       | 寺泊町                                   | 寺泊町                        | 平成18年1月1日 長岡市に編入  | 長岡市 |
| 三 島 郡    | 田頭村                 | 田頭村                 | 田頭村                     | 田頭村                           | 田頭村                           | 田頭村                           | 北西越村                   | 北西越村               | 明治34年11月1日 寺泊町   | 明治34年11月1日 寺泊町       | 寺泊町                         | 寺泊町                        | 寺泊町                                      | 寺泊町                       | 寺泊町                                   | 寺泊町                        | 平成18年1月1日 長岡市に編入  | 長岡市 |
| 三 島 郡    | 大和田村               | 大和田村               | 大和田村                   | 大和田村                         | 大和田村                         | 大和田村                         | 北西越村                   | 北西越村               | 明治34年11月1日 寺泊町   | 明治34年11月1日 寺泊町       | 寺泊町                         | 寺泊町                        | 寺泊町                                      | 寺泊町                       | 寺泊町                                   | 寺泊町                        | 平成18年1月1日 長岡市に編入  | 長岡市 |
| 三 島 郡    | 郷本村                 | 郷本村                 | 郷本村                     | 郷本村                           | 郷本村                           | 郷本村                           | 北西越村                   | 北西越村               | 明治34年11月1日 寺泊町   | 明治34年11月1日 寺泊町       | 寺泊町                         | 寺泊町                        | 寺泊町                                      | 寺泊町                       | 寺泊町                                   | 寺泊町                        | 平成18年1月1日 長岡市に編入  | 長岡市 |
| 三 島 郡    | 山田村                 | 山田村                 | 山田村                     | 山田村                           | 山田村                           | 山田村                           | 北西越村                   | 北西越村               | 明治34年11月1日 寺泊町   | 明治34年11月1日 寺泊町       | 寺泊町                         | 寺泊町                        | 寺泊町                                      | 寺泊町                       | 寺泊町                                   | 寺泊町                        | 平成18年1月1日 長岡市に編入  | 長岡市 |
| 三 島 郡    | 志戸橋村               | 志戸橋村               | 志戸橋村                   | 志戸橋村                         | 志戸橋村                         | 志戸橋村                         | 北西越村                   | 北西越村               | 明治34年11月1日 寺泊町   | 明治34年11月1日 寺泊町       | 寺泊町                         | 寺泊町                        | 寺泊町                                      | 寺泊町                       | 寺泊町                                   | 寺泊町                        | 平成18年1月1日 長岡市に編入  | 長岡市 |
| 三 島 郡    | 明ヶ谷村               | 明ヶ谷村               | 明ヶ谷村                   | 明ヶ谷村                         | 明ヶ谷村                         | 明ヶ谷村                         | 北西越村                   | 北西越村               | 明治34年11月1日 寺泊町   | 明治34年11月1日 寺泊町       | 寺泊町                         | 寺泊町                        | 寺泊町                                      | 寺泊町                       | 寺泊町                                   | 寺泊町                        | 平成18年1月1日 長岡市に編入  | 長岡市 |
| 三 島 郡    | 松田村                 | 松田村                 | 松田村                     | 松田村                           | 松田村                           | 松田村                           | 北西越村                   | 北西越村               | 明治34年11月1日 寺泊町   | 明治34年11月1日 寺泊町       | 寺泊町                         | 寺泊町                        | 寺泊町                                      | 寺泊町                       | 寺泊町                                   | 寺泊町                        | 平成18年1月1日 長岡市に編入  | 長岡市 |
| 三 島 郡    | 野積村                 | 野積村                 | 野積村                     | 野積村                           | 野積村                           | 野積村                           | 野積村                     | 野積村                 | 明治34年11月1日 寺泊町   | 明治34年11月1日 寺泊町       | 寺泊町                         | 寺泊町                        | 寺泊町                                      | 寺泊町                       | 寺泊町                                   | 寺泊町                        | 平成18年1月1日 長岡市に編入  | 長岡市 |
| 三 島 郡    | 竹森村                 | 竹森村                 | 竹森村                     | 竹森村                           | 竹森村                           | 竹森村                           | 下桐原村                   | 下桐原村               | 明治34年11月1日 大河津村 | 明治34年11月1日 大河津村     | 大河津村                       | 大河津村                      | 大河津村                                    | 大河津村                     | 昭和32年6月20日 寺泊町に編入             | 寺泊町                        | 平成18年1月1日 長岡市に編入  | 長岡市 |
| 三 島 郡    | 小豆曽根村             | 小豆曽根村             | 小豆曽根村                 | 小豆曽根村                       | 小豆曽根村                       | 小豆曽根村                       | 下桐原村                   | 下桐原村               | 明治34年11月1日 大河津村 | 明治34年11月1日 大河津村     | 大河津村                       | 大河津村                      | 大河津村                                    | 大河津村                     | 昭和32年6月20日 寺泊町に編入             | 寺泊町                        | 平成18年1月1日 長岡市に編入  | 長岡市 |
| 三 島 郡    | 鰐口村                 | 鰐口村                 | 鰐口村                     | 鰐口村                           | 鰐口村                           | 鰐口村                           | 下桐原村                   | 下桐原村               | 明治34年11月1日 大河津村 | 明治34年11月1日 大河津村     | 大河津村                       | 大河津村                      | 大河津村                                    | 大河津村                     | 昭和32年6月20日 寺泊町に編入             | 寺泊町                        | 平成18年1月1日 長岡市に編入  | 長岡市 |
| 三 島 郡    | 下桐村                 | 下桐村                 | 下桐村                     | 下桐村                           | 下桐村                           | 下桐村                           | 下桐原村                   | 下桐原村               | 明治34年11月1日 大河津村 | 明治34年11月1日 大河津村     | 大河津村                       | 大河津村                      | 大河津村                                    | 大河津村                     | 昭和32年6月20日 寺泊町に編入             | 寺泊町                        | 平成18年1月1日 長岡市に編入  | 長岡市 |
| 三 島 郡    | 硲田村                 | 硲田村                 | 硲田村                     | 硲田村                           | 硲田村                           | 硲田村                           | 下桐原村                   | 下桐原村               | 明治34年11月1日 大河津村 | 明治34年11月1日 大河津村     | 大河津村                       | 大河津村                      | 大河津村                                    | 大河津村                     | 昭和32年6月20日 寺泊町に編入             | 寺泊町                        | 平成18年1月1日 長岡市に編入  | 長岡市 |
| 三 島 郡    | 木島村                 | 木島村                 | 木島村                     | 木島村                           | 木島村                           | 木島村                           | 下桐原村                   | 下桐原村               | 明治34年11月1日 大河津村 | 明治34年11月1日 大河津村     | 大河津村                       | 大河津村                      | 大河津村                                    | 大河津村                     | 昭和32年6月20日 寺泊町に編入             | 寺泊町                        | 平成18年1月1日 長岡市に編入  | 長岡市 |
| 三 島 郡    | 五分一村               | 五分一村               | 五分一村                   | 五分一村                         | 五分一村                         | 五分一村                         | 下桐原村                   | 下桐原村               | 明治34年11月1日 大河津村 | 明治34年11月1日 大河津村     | 大河津村                       | 大河津村                      | 大河津村                                    | 大河津村                     | 昭和32年6月20日 寺泊町に編入             | 寺泊町                        | 平成18年1月1日 長岡市に編入  | 長岡市 |
| 三 島 郡    | 有信村                 | 有信村                 | 有信村                     | 有信村                           | 有信村                           | 有信村                           | 下桐原村                   | 下桐原村               | 明治34年11月1日 大河津村 | 明治34年11月1日 大河津村     | 大河津村                       | 大河津村                      | 大河津村                                    | 大河津村                     | 昭和32年6月20日 寺泊町に編入             | 寺泊町                        | 平成18年1月1日 長岡市に編入  | 長岡市 |
| 三 島 郡    | 新庄村                 | 一部                   | 明治6年 新長村             | 明治6年 新長村                   | 明治6年 新長村                   | 明治6年 新長村                   | 下桐原村                   | 下桐原村               | 明治34年11月1日 大河津村 | 明治34年11月1日 大河津村     | 大河津村                       | 大河津村                      | 大河津村                                    | 大河津村                     | 昭和32年6月20日 寺泊町に編入             | 寺泊町                        | 平成18年1月1日 長岡市に編入  | 長岡市 |
| 三 島 郡    | 長新村                 | 一部                   | 明治6年 新長村             | 明治6年 新長村                   | 明治6年 新長村                   | 明治6年 新長村                   | 下桐原村                   | 下桐原村               | 明治34年11月1日 大河津村 | 明治34年11月1日 大河津村     | 大河津村                       | 大河津村                      | 大河津村                                    | 大河津村                     | 昭和32年6月20日 寺泊町に編入             | 寺泊町                        | 平成18年1月1日 長岡市に編入  | 長岡市 |
| 三 島 郡    | 田尻村                 | 田尻村                 | 田尻村                     | 田尻村                           | 田尻村                           | 田尻村                           | 善高村                     | 善高村                 | 明治34年11月1日 大河津村 | 明治34年11月1日 大河津村     | 大河津村                       | 大河津村                      | 大河津村                                    | 大河津村                     | 昭和32年6月20日 寺泊町に編入             | 寺泊町                        | 平成18年1月1日 長岡市に編入  | 長岡市 |
| 三 島 郡    | 町軽井村               | 町軽井村               | 矢田村                     | 矢田村                           | 矢田村                           | 矢田村                           | 善高村                     | 善高村                 | 明治34年11月1日 大河津村 | 明治34年11月1日 大河津村     | 大河津村                       | 大河津村                      | 大河津村                                    | 大河津村                     | 昭和32年6月20日 寺泊町に編入             | 寺泊町                        | 平成18年1月1日 長岡市に編入  | 長岡市 |
| 三 島 郡    | 平野新村新田           | 平野新村新田           | 平野新村新田               | 平野新村新田                     | 平野新村新田                     | 平野新村新田                     | 善高村                     | 善高村                 | 明治34年11月1日 大河津村 | 明治34年11月1日 大河津村     | 大河津村                       | 大河津村                      | 大河津村                                    | 大河津村                     | 昭和32年6月20日 寺泊町に編入             | 寺泊町                        | 平成18年1月1日 長岡市に編入  | 長岡市 |
| 三 島 郡    | 北曽根村               | 北曽根村               | 北曽根村                   | 北曽根村                         | 北曽根村                         | 北曽根村                         | 善高村                     | 善高村                 | 明治34年11月1日 大河津村 | 明治34年11月1日 大河津村     | 大河津村                       | 大河津村                      | 大河津村                                    | 大河津村                     | 昭和32年6月20日 寺泊町に編入             | 寺泊町                        | 平成18年1月1日 長岡市に編入  | 長岡市 |
| 三 島 郡    | 敦ヶ曽根村             | 敦ヶ曽根村             | 敦ヶ曽根村                 | 敦ヶ曽根村                       | 敦ヶ曽根村                       | 敦ヶ曽根村                       | 善高村                     | 善高村                 | 明治34年11月1日 大河津村 | 明治34年11月1日 大河津村     | 大河津村                       | 大河津村                      | 大河津村                                    | 大河津村                     | 昭和32年6月20日 寺泊町に編入             | 寺泊町                        | 平成18年1月1日 長岡市に編入  | 長岡市 |
| 三 島 郡    | 万善寺村               | 万善寺村               | 万善寺村                   | 万善寺村                         | 万善寺村                         | 万善寺村                         | 善高村                     | 善高村                 | 明治34年11月1日 大河津村 | 明治34年11月1日 大河津村     | 大河津村                       | 大河津村                      | 大河津村                                    | 大河津村                     | 昭和32年6月20日 寺泊町に編入             | 寺泊町                        | 平成18年1月1日 長岡市に編入  | 長岡市 |
| 三 島 郡    | 高内村                 | 高内村                 | 高内村                     | 高内村                           | 高内村                           | 高内村                           | 善高村                     | 善高村                 | 明治34年11月1日 大河津村 | 明治34年11月1日 大河津村     | 大河津村                       | 大河津村                      | 大河津村                                    | 大河津村                     | 昭和32年6月20日 寺泊町に編入             | 寺泊町                        | 平成18年1月1日 長岡市に編入  | 長岡市 |
| 三 島 郡    | 求草村                 | 求草村                 | 求草村                     | 求草村                           | 求草村                           | 求草村                           | 善高村                     | 善高村                 | 明治34年11月1日 大河津村 | 明治34年11月1日 大河津村     | 大河津村                       | 大河津村                      | 大河津村                                    | 大河津村                     | 昭和32年6月20日 寺泊町に編入             | 寺泊町                        | 平成18年1月1日 長岡市に編入  | 長岡市 |
| 三 島 郡    | 入軽井村               | 入軽井村               | 入軽井村                   | 入軽井村                         | 入軽井村                         | 入軽井村                         | 善高村                     | 善高村                 | 明治34年11月1日 大河津村 | 明治34年11月1日 大河津村     | 大河津村                       | 大河津村                      | 大河津村                                    | 大河津村                     | 昭和32年6月20日 寺泊町に編入             | 寺泊町                        | 平成18年1月1日 長岡市に編入  | 長岡市 |
| 三 島 郡    | 矢田村                 | 矢田村                 | 町軽井村                   | 町軽井村                         | 町軽井村                         | 町軽井村                         | 善高村                     | 善高村                 | 明治34年11月1日 大河津村 | 明治34年11月1日 大河津村     | 大河津村                       | 大河津村                      | 大河津村                                    | 大河津村                     | 昭和32年6月20日 寺泊町に編入             | 寺泊町                        | 平成18年1月1日 長岡市に編入  | 長岡市 |
| 三 島 郡    | 中条村                 | 一部                   | 中条村                     | 明治12年 改称 下中条村           | 明治12年 改称 下中条村           | 明治12年 改称 下中条村           | 五千石村                   | 五千石村               | 明治34年11月1日 大河津村 | 明治34年11月1日 大河津村     | 大河津村                       | 大河津村                      | 大河津村                                    | 大河津村                     | 昭和32年6月20日 寺泊町に編入             | 寺泊町                        | 平成18年1月1日 長岡市に編入  | 長岡市 |
| 三 島 郡    | 仁ヶ村外新田           | 仁ヶ村外新田           | 仁ヶ村外新田               | 仁ヶ村外新田                     | 仁ヶ村外新田                     | 仁ヶ村外新田                     | 本与板村                   | 本与板村               | 明治34年11月1日 大河津村 | 明治34年11月1日 大河津村     | 大河津村                       | 大河津村                      | 大河津村                                    | 大河津村                     | 昭和32年6月20日 寺泊町に編入             | 寺泊町                        | 平成18年1月1日 長岡市に編入  | 長岡市 |
| 三 島 郡    | 岩方村                 | 一部                   | 岩方村                     | 岩方村                           | 岩方村                           | 岩方村                           | 本与板村                   | 本与板村               | 明治34年11月1日 大河津村 | 明治34年11月1日 大河津村     | 大河津村                       | 大河津村                      | 大河津村                                    | 大河津村                     | 昭和32年6月20日 寺泊町に編入             | 寺泊町                        | 平成18年1月1日 長岡市に編入  | 長岡市 |
| 三 島 郡    | 岩方村                 | 一部                   | 岩方村                     | 岩方村                           | 岩方村                           | 岩方村                           | 本与板村                   | 本与板村               | 明治34年11月1日 大河津村 | 明治34年11月1日 大河津村     | 大河津村                       | 大河津村                      | 大河津村                                    | 大河津村                     | 昭和32年6月20日 寺泊町に編入             | 昭和34年2月1日 与板町に編入   | 平成18年1月1日 長岡市に編入  | 長岡市 |
| 三 島 郡    | 馬越村                 | 馬越村                 | 馬越村                     | 馬越村                           | 馬越村                           | 馬越村                           | 本与板村                   | 本与板村               | 明治34年11月1日 大河津村 | 明治34年11月1日 大河津村     | 大河津村                       | 大河津村                      | 大河津村                                    | 大河津村                     | 昭和32年6月20日 与板町に編入             | 与板町                        | 平成18年1月1日 長岡市に編入  | 長岡市 |
| 三 島 郡    | 本与板村               | 本与板村               | 本与板村                   | 本与板村                         | 本与板村                         | 本与板村                         | 本与板村                   | 本与板村               | 明治34年11月1日 与板町   | 明治34年11月1日 与板町       | 与板町                         | 与板町                        | 与板町                                      | 昭和30年3月31日 与板町       | 昭和30年3月31日 与板町                   | 与板町                        | 平成18年1月1日 長岡市に編入  | 長岡市 |
| 三 島 郡    | 与板城下各町           | 一部                   | 与板城下各町               | 与板城下各町                     | 与板城下各町                     | 明治20年 与板町                  | 与板町                     | 与板町                 | 明治34年11月1日 与板町   | 明治34年11月1日 与板町       | 与板町                         | 与板町                        | 与板町                                      | 昭和30年3月31日 与板町       | 昭和30年3月31日 与板町                   | 与板町                        | 平成18年1月1日 長岡市に編入  | 長岡市 |
| 三 島 郡    | 与板城下各町           | 一部                   | 与板城下各町               | 明治12年 与板村                  | 明治12年 与板村                  | 明治12年 与板村                  | 与板町                     | 与板町                 | 明治34年11月1日 与板町   | 明治34年11月1日 与板町       | 与板町                         | 与板町                        | 与板町                                      | 昭和30年3月31日 与板町       | 昭和30年3月31日 与板町                   | 与板町                        | 平成18年1月1日 長岡市に編入  | 長岡市 |
| 三 島 郡    | 与板村                 | 一部を除く             | 与板村                     | 明治12年 与板村                  | 明治12年 与板村                  | 明治12年 与板村                  | 与板町                     | 与板町                 | 明治34年11月1日 与板町   | 明治34年11月1日 与板町       | 与板町                         | 与板町                        | 与板町                                      | 昭和30年3月31日 与板町       | 昭和30年3月31日 与板町                   | 与板町                        | 平成18年1月1日 長岡市に編入  | 長岡市 |
| 三 島 郡    | 与板村                 | 一部                   | 与板村                     | 明治12年 与板村                  | 明治12年 与板村                  | 明治12年 与板村                  | 中野村                     | 中野村                 | 明治34年11月1日 中之島村 | 明治34年11月1日 中之島村     | 中之島村                       | 中之島村                      | 中之島村                                    | 中之島村                     | 中之島村                                 | 昭和61年10月1日 町制 中之島町 | 平成17年4月1日 長岡市に編入  | 長岡市 |
| 三 島 郡    | 海老島勇次新田         | 海老島勇次新田         | 海老島勇次新田             | 海老島勇次新田                   | 海老島勇次新田                   | 海老島勇次新田                   | 中野村                     | 中野村                 | 明治34年11月1日 中之島村 | 明治34年11月1日 中之島村     | 中之島村                       | 中之島村                      | 中之島村                                    | 中之島村                     | 中之島村                                 | 昭和61年10月1日 町制 中之島町 | 平成17年4月1日 長岡市に編入  | 長岡市 |
| 南 蒲 原 郡 | 末宝村                 | 末宝村                 | 末宝村                     | 末宝村                           | 末宝村                           | 末宝村                           | 中野村                     | 中野村                 | 明治34年11月1日 中之島村 | 明治34年11月1日 中之島村     | 中之島村                       | 中之島村                      | 中之島村                                    | 中之島村                     | 中之島村                                 | 昭和61年10月1日 町制 中之島町 | 平成17年4月1日 長岡市に編入  | 長岡市 |
| 南 蒲 原 郡 | 福原村                 | 福原村                 | 福原村                     | 福原村                           | 福原村                           | 福原村                           | 中野村                     | 中野村                 | 明治34年11月1日 中之島村 | 明治34年11月1日 中之島村     | 中之島村                       | 中之島村                      | 中之島村                                    | 中之島村                     | 中之島村                                 | 昭和61年10月1日 町制 中之島町 | 平成17年4月1日 長岡市に編入  | 長岡市 |
| 南 蒲 原 郡 | 松ヶ崎新田             | 松ヶ崎新田             | 松ヶ崎新田                 | 松ヶ崎新田                       | 松ヶ崎新田                       | 松ヶ崎新田                       | 中野村                     | 中野村                 | 明治34年11月1日 中之島村 | 明治34年11月1日 中之島村     | 中之島村                       | 中之島村                      | 中之島村                                    | 中之島村                     | 中之島村                                 | 昭和61年10月1日 町制 中之島町 | 平成17年4月1日 長岡市に編入  | 長岡市 |
| 南 蒲 原 郡 | 鶴ヶ曽根村             | 鶴ヶ曽根村             | 鶴ヶ曽根村                 | 鶴ヶ曽根村                       | 鶴ヶ曽根村                       | 鶴ヶ曽根村                       | 中野村                     | 中野村                 | 明治34年11月1日 中之島村 | 明治34年11月1日 中之島村     | 中之島村                       | 中之島村                      | 中之島村                                    | 中之島村                     | 中之島村                                 | 昭和61年10月1日 町制 中之島町 | 平成17年4月1日 長岡市に編入  | 長岡市 |
| 南 蒲 原 郡 | 亀ヶ谷新田             | 亀ヶ谷新田             | 亀ヶ谷新田                 | 亀ヶ谷新田                       | 亀ヶ谷新田                       | 亀ヶ谷新田                       | 中野村                     | 中野村                 | 明治34年11月1日 中之島村 | 明治34年11月1日 中之島村     | 中之島村                       | 中之島村                      | 中之島村                                    | 中之島村                     | 中之島村                                 | 昭和61年10月1日 町制 中之島町 | 平成17年4月1日 長岡市に編入  | 長岡市 |
| 南 蒲 原 郡 | 中野東村               | 中野東村               | 中野東村                   | 中野東村                         | 中野東村                         | 中野東村                         | 中野村                     | 中野村                 | 明治34年11月1日 中之島村 | 明治34年11月1日 中之島村     | 中之島村                       | 中之島村                      | 中之島村                                    | 中之島村                     | 中之島村                                 | 昭和61年10月1日 町制 中之島町 | 平成17年4月1日 長岡市に編入  | 長岡市 |
| 南 蒲 原 郡 | 中野西村（幕府領）     | 中野西村（幕府領）     | 中野西村                   | 中野西村                         | 明治15年 中野西村                | 明治15年 中野西村                | 中野村                     | 中野村                 | 明治34年11月1日 中之島村 | 明治34年11月1日 中之島村     | 中之島村                       | 中之島村                      | 中之島村                                    | 中之島村                     | 中之島村                                 | 昭和61年10月1日 町制 中之島町 | 平成17年4月1日 長岡市に編入  | 長岡市 |
| 南 蒲 原 郡 | 中野西村（与板藩領）   | 中野西村（与板藩領）   | 中野西村                   | 中野西村                         | 中野西村                         | 中野西村                         | 中野村                     | 中野村                 | 明治34年11月1日 中之島村 | 明治34年11月1日 中之島村     | 中之島村                       | 中之島村                      | 中之島村                                    | 中之島村                     | 中之島村                                 | 昭和61年10月1日 町制 中之島町 | 平成17年4月1日 長岡市に編入  | 長岡市 |
| 南 蒲 原 郡 | 中野中村               | 中野中村               | 中野中村                   | 中野中村                         | 中野中村                         | 中野中村                         | 中野村                     | 中野村                 | 明治34年11月1日 中之島村 | 明治34年11月1日 中之島村     | 中之島村                       | 中之島村                      | 中之島村                                    | 中之島村                     | 中之島村                                 | 昭和61年10月1日 町制 中之島町 | 平成17年4月1日 長岡市に編入  | 長岡市 |
| 南 蒲 原 郡 | 中之島村               | 中之島村               | 中之島村                   | 中之島村                         | 中之島村                         | 中之島村                         | 中之島村                   | 中之島村               | 明治34年11月1日 中之島村 | 明治34年11月1日 中之島村     | 中之島村                       | 中之島村                      | 中之島村                                    | 中之島村                     | 中之島村                                 | 昭和61年10月1日 町制 中之島町 | 平成17年4月1日 長岡市に編入  | 長岡市 |
| 南 蒲 原 郡 | 灰島新田               | 灰島新田               | 灰島新田                   | 灰島新田                         | 灰島新田                         | 灰島新田                         | 中之島村                   | 中之島村               | 明治34年11月1日 中之島村 | 明治34年11月1日 中之島村     | 中之島村                       | 中之島村                      | 中之島村                                    | 中之島村                     | 中之島村                                 | 昭和61年10月1日 町制 中之島町 | 平成17年4月1日 長岡市に編入  | 長岡市 |
| 南 蒲 原 郡 | 中興野                 | 中興野                 | 中興野                     | 中興野                           | 中興野                           | 中興野                           | 中之島村                   | 中之島村               | 明治34年11月1日 中之島村 | 明治34年11月1日 中之島村     | 中之島村                       | 中之島村                      | 中之島村                                    | 中之島村                     | 中之島村                                 | 昭和61年10月1日 町制 中之島町 | 平成17年4月1日 長岡市に編入  | 長岡市 |
| 南 蒲 原 郡 | 猫興野                 | 猫興野                 | 猫興野                     | 猫興野                           | 猫興野                           | 猫興野                           | 中之島村                   | 中之島村               | 明治34年11月1日 中之島村 | 明治34年11月1日 中之島村     | 中之島村                       | 中之島村                      | 中之島村                                    | 中之島村                     | 中之島村                                 | 昭和61年10月1日 町制 中之島町 | 平成17年4月1日 長岡市に編入  | 長岡市 |
| 南 蒲 原 郡 | 野口村                 | 野口村                 | 野口村                     | 野口村                           | 明治19年 野口村                  | 明治19年 野口村                  | 中之島村                   | 中之島村               | 明治34年11月1日 中之島村 | 明治34年11月1日 中之島村     | 中之島村                       | 中之島村                      | 中之島村                                    | 中之島村                     | 中之島村                                 | 昭和61年10月1日 町制 中之島町 | 平成17年4月1日 長岡市に編入  | 長岡市 |
| 南 蒲 原 郡 | 野口新田               | 野口新田               | 野口新田                   | 野口新田                         | 明治19年 野口村                  | 明治19年 野口村                  | 中之島村                   | 中之島村               | 明治34年11月1日 中之島村 | 明治34年11月1日 中之島村     | 中之島村                       | 中之島村                      | 中之島村                                    | 中之島村                     | 中之島村                                 | 昭和61年10月1日 町制 中之島町 | 平成17年4月1日 長岡市に編入  | 長岡市 |
| 南 蒲 原 郡 | 真弓村                 | 真弓村                 | 真弓村                     | 真弓村                           | 真弓村                           | 真弓村                           | 中之島村                   | 中之島村               | 明治34年11月1日 中之島村 | 明治34年11月1日 中之島村     | 中之島村                       | 中之島村                      | 中之島村                                    | 中之島村                     | 中之島村                                 | 昭和61年10月1日 町制 中之島町 | 平成17年4月1日 長岡市に編入  | 長岡市 |
| 南 蒲 原 郡 | 大口村                 | 大口村                 | 大口村                     | 大口村                           | 大口村                           | 大口村                           | 神通村                     | 神通村                 | 明治34年11月1日 中之島村 | 明治34年11月1日 中之島村     | 中之島村                       | 中之島村                      | 中之島村                                    | 中之島村                     | 中之島村                                 | 昭和61年10月1日 町制 中之島町 | 平成17年4月1日 長岡市に編入  | 長岡市 |
| 南 蒲 原 郡 | 池ノ島村               | 池ノ島村               | 池ノ島村                   | 池ノ島村                         | 池ノ島村                         | 池ノ島村                         | 神通村                     | 神通村                 | 明治34年11月1日 中之島村 | 明治34年11月1日 中之島村     | 中之島村                       | 中之島村                      | 中之島村                                    | 中之島村                     | 中之島村                                 | 昭和61年10月1日 町制 中之島町 | 平成17年4月1日 長岡市に編入  | 長岡市 |
| 南 蒲 原 郡 | 坪根村                 | 坪根村                 | 坪根村                     | 坪根村                           | 坪根村                           | 坪根村                           | 神通村                     | 神通村                 | 明治34年11月1日 中之島村 | 明治34年11月1日 中之島村     | 中之島村                       | 中之島村                      | 中之島村                                    | 中之島村                     | 中之島村                                 | 昭和61年10月1日 町制 中之島町 | 平成17年4月1日 長岡市に編入  | 長岡市 |
| 南 蒲 原 郡 | 大曲戸新田             | 大曲戸新田             | 大曲戸新田                 | 大曲戸新田                       | 大曲戸新田                       | 大曲戸新田                       | 神通村                     | 神通村                 | 明治34年11月1日 中之島村 | 明治34年11月1日 中之島村     | 中之島村                       | 中之島村                      | 中之島村                                    | 中之島村                     | 中之島村                                 | 昭和61年10月1日 町制 中之島町 | 平成17年4月1日 長岡市に編入  | 長岡市 |
| 南 蒲 原 郡 | 思川新田               | 思川新田               | 思川新田                   | 思川新田                         | 思川新田                         | 思川新田                         | 神通村                     | 神通村                 | 明治34年11月1日 中之島村 | 明治34年11月1日 中之島村     | 中之島村                       | 中之島村                      | 中之島村                                    | 中之島村                     | 中之島村                                 | 昭和61年10月1日 町制 中之島町 | 平成17年4月1日 長岡市に編入  | 長岡市 |
| 南 蒲 原 郡 | 大曲戸村               | 大曲戸村               | 大曲戸村                   | 大曲戸村                         | 大曲戸村                         | 大曲戸村                         | 神通村                     | 神通村                 | 明治34年11月1日 中之島村 | 明治34年11月1日 中之島村     | 中之島村                       | 中之島村                      | 中之島村                                    | 中之島村                     | 中之島村                                 | 昭和61年10月1日 町制 中之島町 | 平成17年4月1日 長岡市に編入  | 長岡市 |
| 南 蒲 原 郡 | 押切新田               | 押切新田               | 押切新田                   | 押切新田                         | 押切新田                         | 押切新田                         | 神通村                     | 神通村                 | 明治34年11月1日 中之島村 | 明治34年11月1日 中之島村     | 中之島村                       | 中之島村                      | 中之島村                                    | 中之島村                     | 中之島村                                 | 昭和61年10月1日 町制 中之島町 | 平成17年4月1日 長岡市に編入  | 長岡市 |
| 南 蒲 原 郡 | 横山村                 | 横山村                 | 横山村                     | 横山村                           | 明治19年 横山村                  | 明治19年 横山村                  | 中通村                     | 中通村                 | 明治34年11月1日 中之島村 | 明治34年11月1日 中之島村     | 中之島村                       | 中之島村                      | 中之島村                                    | 中之島村                     | 中之島村                                 | 昭和61年10月1日 町制 中之島町 | 平成17年4月1日 長岡市に編入  | 長岡市 |
| 南 蒲 原 郡 | 四枚橋村               | 四枚橋村               | 四枚橋村                   | 四枚橋村                         | 明治19年 横山村                  | 明治19年 横山村                  | 中通村                     | 中通村                 | 明治34年11月1日 中之島村 | 明治34年11月1日 中之島村     | 中之島村                       | 中之島村                      | 中之島村                                    | 中之島村                     | 中之島村                                 | 昭和61年10月1日 町制 中之島町 | 平成17年4月1日 長岡市に編入  | 長岡市 |
| 南 蒲 原 郡 | 品之木村               | 品之木村               | 品之木村                   | 品之木村                         | 品之木村                         | 品之木村                         | 中通村                     | 中通村                 | 明治34年11月1日 中之島村 | 明治34年11月1日 中之島村     | 中之島村                       | 中之島村                      | 中之島村                                    | 中之島村                     | 中之島村                                 | 昭和61年10月1日 町制 中之島町 | 平成17年4月1日 長岡市に編入  | 長岡市 |
| 南 蒲 原 郡 | 大保村                 | 大保村                 | 大保村                     | 大保村                           | 大保村                           | 大保村                           | 中通村                     | 中通村                 | 明治34年11月1日 中之島村 | 明治34年11月1日 中之島村     | 中之島村                       | 中之島村                      | 中之島村                                    | 中之島村                     | 中之島村                                 | 昭和61年10月1日 町制 中之島町 | 平成17年4月1日 長岡市に編入  | 長岡市 |
| 南 蒲 原 郡 | 宮内村                 | 宮内村                 | 宮内村                     | 宮内村                           | 宮内村                           | 宮内村                           | 中通村                     | 中通村                 | 明治34年11月1日 中之島村 | 明治34年11月1日 中之島村     | 中之島村                       | 中之島村                      | 中之島村                                    | 中之島村                     | 中之島村                                 | 昭和61年10月1日 町制 中之島町 | 平成17年4月1日 長岡市に編入  | 長岡市 |
| 南 蒲 原 郡 | 長呂村                 | 長呂村                 | 長呂村                     | 長呂村                           | 長呂村                           | 長呂村                           | 中通村                     | 中通村                 | 明治34年11月1日 中之島村 | 明治34年11月1日 中之島村     | 中之島村                       | 中之島村                      | 中之島村                                    | 中之島村                     | 中之島村                                 | 昭和61年10月1日 町制 中之島町 | 平成17年4月1日 長岡市に編入  | 長岡市 |
| 南 蒲 原 郡 | 島田村                 | 島田村                 | 島田村                     | 明治10年 島田村                  | 明治10年 島田村                  | 明治10年 島田村                  | 中通村                     | 中通村                 | 明治34年11月1日 中之島村 | 明治34年11月1日 中之島村     | 中之島村                       | 中之島村                      | 中之島村                                    | 中之島村                     | 中之島村                                 | 昭和61年10月1日 町制 中之島町 | 平成17年4月1日 長岡市に編入  | 長岡市 |
| 南 蒲 原 郡 | 上川替地島田村         | 上川替地島田村         | 上川替地島田村             | 明治10年 島田村                  | 明治10年 島田村                  | 明治10年 島田村                  | 中通村                     | 中通村                 | 明治34年11月1日 中之島村 | 明治34年11月1日 中之島村     | 中之島村                       | 中之島村                      | 中之島村                                    | 中之島村                     | 中之島村                                 | 昭和61年10月1日 町制 中之島町 | 平成17年4月1日 長岡市に編入  | 長岡市 |
| 南 蒲 原 郡 | 並木新田               | 並木新田               | 並木新田                   | 明治10年 並木新田                | 明治10年 並木新田                | 明治10年 並木新田                | 中通村                     | 中通村                 | 明治34年11月1日 中之島村 | 明治34年11月1日 中之島村     | 中之島村                       | 中之島村                      | 中之島村                                    | 中之島村                     | 中之島村                                 | 昭和61年10月1日 町制 中之島町 | 平成17年4月1日 長岡市に編入  | 長岡市 |
| 南 蒲 原 郡 | 権太夫新田             | 権太夫新田             | 権太夫新田                 | 明治10年 並木新田                | 明治10年 並木新田                | 明治10年 並木新田                | 中通村                     | 中通村                 | 明治34年11月1日 中之島村 | 明治34年11月1日 中之島村     | 中之島村                       | 中之島村                      | 中之島村                                    | 中之島村                     | 中之島村                                 | 昭和61年10月1日 町制 中之島町 | 平成17年4月1日 長岡市に編入  | 長岡市 |
| 南 蒲 原 郡 | 狐興野                 | 狐興野                 | 狐興野                     | 狐興野                           | 狐興野                           | 狐興野                           | 中通村                     | 中通村                 | 明治34年11月1日 中之島村 | 明治34年11月1日 中之島村     | 中之島村                       | 中之島村                      | 中之島村                                    | 中之島村                     | 中之島村                                 | 昭和61年10月1日 町制 中之島町 | 平成17年4月1日 長岡市に編入  | 長岡市 |
| 南 蒲 原 郡 | 杉之森村               | 杉之森村               | 杉之森村                   | 杉之森村                         | 杉之森村                         | 杉之森村                         | 中通村                     | 中通村                 | 明治34年11月1日 中之島村 | 明治34年11月1日 中之島村     | 中之島村                       | 中之島村                      | 中之島村                                    | 中之島村                     | 中之島村                                 | 昭和61年10月1日 町制 中之島町 | 平成17年4月1日 長岡市に編入  | 長岡市 |
| 南 蒲 原 郡 | 高畑村                 | 高畑村                 | 高畑村                     | 高畑村                           | 高畑村                           | 高畑村                           | 中通村                     | 中通村                 | 明治34年11月1日 中之島村 | 明治34年11月1日 中之島村     | 中之島村                       | 中之島村                      | 中之島村                                    | 中之島村                     | 中之島村                                 | 昭和61年10月1日 町制 中之島町 | 平成17年4月1日 長岡市に編入  | 長岡市 |
| 南 蒲 原 郡 | 関根村                 | 関根村                 | 関根村                     | 関根村                           | 関根村                           | 関根村                           | 中通村                     | 中通村                 | 明治34年11月1日 中之島村 | 明治34年11月1日 中之島村     | 中之島村                       | 中之島村                      | 中之島村                                    | 中之島村                     | 中之島村                                 | 昭和61年10月1日 町制 中之島町 | 平成17年4月1日 長岡市に編入  | 長岡市 |
| 南 蒲 原 郡 | 中条村                 | 中条村                 | 中条村                     | 中条村                           | 中条村                           | 中条村                           | 中条村                     | 中条村                 | 明治34年11月1日 中之島村 | 明治34年11月1日 中之島村     | 中之島村                       | 中之島村                      | 中之島村                                    | 中之島村                     | 中之島村                                 | 昭和61年10月1日 町制 中之島町 | 平成17年4月1日 長岡市に編入  | 長岡市 |
| 南 蒲 原 郡 | 上沼新田               | 上沼新田               | 上沼新田                   | 上沼新田                         | 上沼新田                         | 上沼新田                         | 中条村                     | 中条村                 | 明治34年11月1日 中之島村 | 明治34年11月1日 中之島村     | 中之島村                       | 中之島村                      | 中之島村                                    | 中之島村                     | 中之島村                                 | 昭和61年10月1日 町制 中之島町 | 平成17年4月1日 長岡市に編入  | 長岡市 |
| 南 蒲 原 郡 | 真之代新田             | 真之代新田             | 真之代新田                 | 真之代新田                       | 明治19年 真野代新田              | 明治19年 真野代新田              | 信条村                     | 信条村                 | 明治34年11月1日 中之島村 | 明治34年11月1日 中之島村     | 中之島村                       | 中之島村                      | 中之島村                                    | 中之島村                     | 中之島村                                 | 昭和61年10月1日 町制 中之島町 | 平成17年4月1日 長岡市に編入  | 長岡市 |
| 南 蒲 原 郡 | 真之代新田新田         | 真之代新田新田         | 真之代新田新田             | 真之代新田新田                   | 明治19年 真野代新田              | 明治19年 真野代新田              | 信条村                     | 信条村                 | 明治34年11月1日 中之島村 | 明治34年11月1日 中之島村     | 中之島村                       | 中之島村                      | 中之島村                                    | 中之島村                     | 中之島村                                 | 昭和61年10月1日 町制 中之島町 | 平成17年4月1日 長岡市に編入  | 長岡市 |
| 南 蒲 原 郡 | 中条新田               | 中条新田               | 中条新田                   | 中条新田                         | 明治19年 中条新田                | 明治19年 中条新田                | 信条村                     | 信条村                 | 明治34年11月1日 中之島村 | 明治34年11月1日 中之島村     | 中之島村                       | 中之島村                      | 中之島村                                    | 中之島村                     | 中之島村                                 | 昭和61年10月1日 町制 中之島町 | 平成17年4月1日 長岡市に編入  | 長岡市 |
| 南 蒲 原 郡 | 中条新田新田           | 中条新田新田           | 中条新田新田               | 中条新田新田                     | 明治19年 中条新田                | 明治19年 中条新田                | 信条村                     | 信条村                 | 明治34年11月1日 中之島村 | 明治34年11月1日 中之島村     | 中之島村                       | 中之島村                      | 中之島村                                    | 中之島村                     | 中之島村                                 | 昭和61年10月1日 町制 中之島町 | 平成17年4月1日 長岡市に編入  | 長岡市 |
| 南 蒲 原 郡 | 下沼新田               | 下沼新田               | 下沼新田                   | 下沼新田                         | 下沼新田                         | 下沼新田                         | 信条村                     | 信条村                 | 明治34年11月1日 中之島村 | 明治34年11月1日 中之島村     | 中之島村                       | 中之島村                      | 中之島村                                    | 中之島村                     | 中之島村                                 | 昭和61年10月1日 町制 中之島町 | 平成17年4月1日 長岡市に編入  | 長岡市 |
| 南 蒲 原 郡 | 西野新田               | 西野新田               | 西野新田                   | 西野新田                         | 明治19年 西野村                  | 明治19年 西野村                  | 信条村                     | 信条村                 | 明治34年11月1日 中之島村 | 明治34年11月1日 中之島村     | 中之島村                       | 中之島村                      | 中之島村                                    | 中之島村                     | 中之島村                                 | 昭和61年10月1日 町制 中之島町 | 平成17年4月1日 長岡市に編入  | 長岡市 |
| 南 蒲 原 郡 | 西野新田新田           | 西野新田新田           | 西野新田新田               | 西野新田新田                     | 明治19年 西野村                  | 明治19年 西野村                  | 信条村                     | 信条村                 | 明治34年11月1日 中之島村 | 明治34年11月1日 中之島村     | 中之島村                       | 中之島村                      | 中之島村                                    | 中之島村                     | 中之島村                                 | 昭和61年10月1日 町制 中之島町 | 平成17年4月1日 長岡市に編入  | 長岡市 |
| 南 蒲 原 郡 | 赤沼村                 | 赤沼村                 | 赤沼村                     | 赤沼村                           | 赤沼村                           | 赤沼村                           | 三沼村                     | 三沼村                 | 明治34年11月1日 中之島村 | 明治34年11月1日 中之島村     | 中之島村                       | 中之島村                      | 中之島村                                    | 中之島村                     | 中之島村                                 | 昭和61年10月1日 町制 中之島町 | 平成17年4月1日 長岡市に編入  | 長岡市 |
| 南 蒲 原 郡 | 小沼新田               | 小沼新田               | 小沼新田                   | 小沼新田                         | 小沼新田                         | 小沼新田                         | 三沼村                     | 三沼村                 | 明治34年11月1日 中之島村 | 明治34年11月1日 中之島村     | 中之島村                       | 中之島村                      | 中之島村                                    | 中之島村                     | 中之島村                                 | 昭和61年10月1日 町制 中之島町 | 平成17年4月1日 長岡市に編入  | 長岡市 |
| 南 蒲 原 郡 | 大沼新田               | 大沼新田               | 大沼新田                   | 大沼新田                         | 大沼新田                         | 大沼新田                         | 三沼村                     | 三沼村                 | 明治34年11月1日 中之島村 | 明治34年11月1日 中之島村     | 中之島村                       | 中之島村                      | 中之島村                                    | 中之島村                     | 中之島村                                 | 昭和61年10月1日 町制 中之島町 | 平成17年4月1日 長岡市に編入  | 長岡市 |
| 南 蒲 原 郡 | 栗林村                 | 栗林村                 | 栗林村                     | 明治12年 改称 上栗林村           | 明治19年 六所村                  | 明治19年 六所村                  | 西所村                     | 西所村                 | 明治34年11月1日 中之島村 | 明治34年11月1日 中之島村     | 中之島村                       | 中之島村                      | 中之島村                                    | 中之島村                     | 中之島村                                 | 昭和61年10月1日 町制 中之島町 | 平成17年4月1日 長岡市に編入  | 長岡市 |
| 南 蒲 原 郡 | 六所興野               | 六所興野               | 六所興野                   | 六所興野                         | 明治19年 六所村                  | 明治19年 六所村                  | 西所村                     | 西所村                 | 明治34年11月1日 中之島村 | 明治34年11月1日 中之島村     | 中之島村                       | 中之島村                      | 中之島村                                    | 中之島村                     | 中之島村                                 | 昭和61年10月1日 町制 中之島町 | 平成17年4月1日 長岡市に編入  | 長岡市 |
| 南 蒲 原 郡 | 五十地新田             | 五十地新田             | 五十地新田                 | 五十地新田                       | 明治19年 六所村                  | 明治19年 六所村                  | 西所村                     | 西所村                 | 明治34年11月1日 中之島村 | 明治34年11月1日 中之島村     | 中之島村                       | 中之島村                      | 中之島村                                    | 中之島村                     | 中之島村                                 | 昭和61年10月1日 町制 中之島町 | 平成17年4月1日 長岡市に編入  | 長岡市 |
| 南 蒲 原 郡 | 三右衛門興野           | 三右衛門興野           | 三右衛門興野               | 三右衛門興野                     | 明治19年 六所村                  | 明治19年 六所村                  | 西所村                     | 西所村                 | 明治34年11月1日 中之島村 | 明治34年11月1日 中之島村     | 中之島村                       | 中之島村                      | 中之島村                                    | 中之島村                     | 中之島村                                 | 昭和61年10月1日 町制 中之島町 | 平成17年4月1日 長岡市に編入  | 長岡市 |
| 南 蒲 原 郡 | 中新田                 | 中新田                 | 中新田                     | 中新田                           | 明治19年 六所村                  | 明治19年 六所村                  | 西所村                     | 西所村                 | 明治34年11月1日 中之島村 | 明治34年11月1日 中之島村     | 中之島村                       | 中之島村                      | 中之島村                                    | 中之島村                     | 中之島村                                 | 昭和61年10月1日 町制 中之島町 | 平成17年4月1日 長岡市に編入  | 長岡市 |
| 南 蒲 原 郡 | 高山新田               | 高山新田               | 高山新田                   | 明治12年 改称 西高山新田         | 明治12年 改称 西高山新田         | 明治12年 改称 西高山新田         | 西所村                     | 西所村                 | 明治34年11月1日 中之島村 | 明治34年11月1日 中之島村     | 中之島村                       | 中之島村                      | 中之島村                                    | 中之島村                     | 中之島村                                 | 昭和61年10月1日 町制 中之島町 | 平成17年4月1日 長岡市に編入  | 長岡市 |
| 南 蒲 原 郡 | 中西村                 | 中西村                 | 中西村                     | 中西村                           | 中西村                           | 中西村                           | 西所村                     | 西所村                 | 明治34年11月1日 中之島村 | 明治34年11月1日 中之島村     | 中之島村                       | 中之島村                      | 中之島村                                    | 中之島村                     | 中之島村                                 | 昭和61年10月1日 町制 中之島町 | 平成17年4月1日 長岡市に編入  | 長岡市 |
| 中 魚 沼 郡 | 仙田村                 | （大貝）               | 仙田村 （一部）            | 仙田村 （一部）                  | 仙田村 （一部）                  | 仙田村 （一部）                  | 仙田村 （一部）            | 仙田村 （一部）        | 仙田村 （一部）          | 仙田村 （一部）              | 仙田村 （一部）                | 昭和27年7月1日 上小国村に編入 | 上小国村                                    | 上小国村                     | 昭和31年9月30日 小国町                   | 小国町                        | 平成17年4月1日 長岡市に編入  | 長岡市 |
| 刈 羽 郡    | 森光村                 | 森光村                 | 森光村                     | 森光村                           | 森光村                           | 森光村                           | 森光村                     | 明治33年2月23日 森山村 | 明治34年11月1日 上小国村 | 明治34年11月1日 上小国村     | 上小国村                       | 上小国村                      | 上小国村                                    | 上小国村                     | 昭和31年9月30日 小国町                   | 小国町                        | 平成17年4月1日 長岡市に編入  | 長岡市 |
| 刈 羽 郡    | 小栗山村               | 小栗山村               | 小栗山村                   | 小栗山村                         | 小栗山村                         | 小栗山村                         | 小栗山村                   | 明治33年2月23日 森山村 | 明治34年11月1日 上小国村 | 明治34年11月1日 上小国村     | 上小国村                       | 上小国村                      | 上小国村                                    | 上小国村                     | 昭和31年9月30日 小国町                   | 小国町                        | 平成17年4月1日 長岡市に編入  | 長岡市 |
| 刈 羽 郡    | 原村                   | 原村                   | 明治10年 原村              | 明治10年 原村                    | 明治10年 原村                    | 明治10年 原村                    | 増田村                     | 増田村                 | 明治34年11月1日 上小国村 | 明治34年11月1日 上小国村     | 上小国村                       | 上小国村                      | 上小国村                                    | 上小国村                     | 昭和31年9月30日 小国町                   | 小国町                        | 平成17年4月1日 長岡市に編入  | 長岡市 |
| 刈 羽 郡    | 増沢村                 |                        | 明治10年 原村              | 明治10年 原村                    | 明治10年 原村                    | 明治10年 原村                    | 増田村                     | 増田村                 | 明治34年11月1日 上小国村 | 明治34年11月1日 上小国村     | 上小国村                       | 上小国村                      | 上小国村                                    | 上小国村                     | 昭和31年9月30日 小国町                   | 小国町                        | 平成17年4月1日 長岡市に編入  | 長岡市 |
| 刈 羽 郡    | 山野田村               | 山野田村               | 山野田村                   | 山野田村                         | 山野田村                         | 山野田村                         | 増田村                     | 増田村                 | 明治34年11月1日 上小国村 | 明治34年11月1日 上小国村     | 上小国村                       | 上小国村                      | 上小国村                                    | 上小国村                     | 昭和31年9月30日 小国町                   | 小国町                        | 平成17年4月1日 長岡市に編入  | 長岡市 |
| 刈 羽 郡    | 苔野島村               | 苔野島村               | 苔野島村                   | 苔野島村                         | 苔野島村                         | 苔野島村                         | 増田村                     | 増田村                 | 明治34年11月1日 上小国村 | 明治34年11月1日 上小国村     | 上小国村                       | 上小国村                      | 上小国村                                    | 上小国村                     | 昭和31年9月30日 小国町                   | 小国町                        | 平成17年4月1日 長岡市に編入  | 長岡市 |
| 刈 羽 郡    | 三桶村                 | 三桶村                 | 三桶村                     | 三桶村                           | 三桶村                           | 三桶村                           | 増田村                     | 増田村                 | 明治34年11月1日 上小国村 | 明治34年11月1日 上小国村     | 上小国村                       | 上小国村                      | 上小国村                                    | 上小国村                     | 昭和31年9月30日 小国町                   | 小国町                        | 平成17年4月1日 長岡市に編入  | 長岡市 |
| 刈 羽 郡    | 法末村                 | 法末村                 | 法末村                     | 法末村                           | 法末村                           | 法末村                           | 法末村                     | 法末村                 | 明治34年11月1日 上小国村 | 明治34年11月1日 上小国村     | 上小国村                       | 上小国村                      | 上小国村                                    | 上小国村                     | 昭和31年9月30日 小国町                   | 小国町                        | 平成17年4月1日 長岡市に編入  | 長岡市 |
| 刈 羽 郡    | 諏訪井村               | 諏訪井村               | 明治10年 諏訪井村          | 明治10年 諏訪井村                | 明治10年 諏訪井村                | 明治10年 諏訪井村                | 結城野村                   | 結城野村               | 明治34年11月1日 上小国村 | 明治34年11月1日 上小国村     | 上小国村                       | 上小国村                      | 上小国村                                    | 上小国村                     | 昭和31年9月30日 小国町                   | 小国町                        | 平成17年4月1日 長岡市に編入  | 長岡市 |
| 刈 羽 郡    | 島屋敷村               |                        | 明治10年 諏訪井村          | 明治10年 諏訪井村                | 明治10年 諏訪井村                | 明治10年 諏訪井村                | 結城野村                   | 結城野村               | 明治34年11月1日 上小国村 | 明治34年11月1日 上小国村     | 上小国村                       | 上小国村                      | 上小国村                                    | 上小国村                     | 昭和31年9月30日 小国町                   | 小国町                        | 平成17年4月1日 長岡市に編入  | 長岡市 |
| 刈 羽 郡    | 島新田                 |                        | 明治10年 諏訪井村          | 明治10年 諏訪井村                | 明治10年 諏訪井村                | 明治10年 諏訪井村                | 結城野村                   | 結城野村               | 明治34年11月1日 上小国村 | 明治34年11月1日 上小国村     | 上小国村                       | 上小国村                      | 上小国村                                    | 上小国村                     | 昭和31年9月30日 小国町                   | 小国町                        | 平成17年4月1日 長岡市に編入  | 長岡市 |
| 刈 羽 郡    | 太郎丸村               | 太郎丸村               | 太郎丸村                   | 太郎丸村                         | 太郎丸村                         | 太郎丸村                         | 結城野村                   | 結城野村               | 明治34年11月1日 上小国村 | 明治34年11月1日 上小国村     | 上小国村                       | 上小国村                      | 上小国村                                    | 上小国村                     | 昭和31年9月30日 小国町                   | 小国町                        | 平成17年4月1日 長岡市に編入  | 長岡市 |
| 刈 羽 郡    | 小国沢村               | 小国沢村               | 小国沢村                   | 小国沢村                         | 小国沢村                         | 小国沢村                         | 結城野村                   | 結城野村               | 明治34年11月1日 上小国村 | 明治34年11月1日 上小国村     | 上小国村                       | 上小国村                      | 上小国村                                    | 上小国村                     | 昭和31年9月30日 小国町                   | 小国町                        | 平成17年4月1日 長岡市に編入  | 長岡市 |
| 刈 羽 郡    | 上岩田村               | 上岩田村               | 上岩田村                   | 上岩田村                         | 上岩田村                         | 上岩田村                         | 結城野村                   | 結城野村               | 明治34年11月1日 上小国村 | 明治34年11月1日 上小国村     | 上小国村                       | 上小国村                      | 上小国村                                    | 上小国村                     | 昭和31年9月30日 小国町                   | 小国町                        | 平成17年4月1日 長岡市に編入  | 長岡市 |
| 刈 羽 郡    | 楢沢村                 | 楢沢村                 | 楢沢村                     | 楢沢村                           | 楢沢村                           | 楢沢村                           | 結城野村                   | 結城野村               | 明治34年11月1日 上小国村 | 明治34年11月1日 上小国村     | 上小国村                       | 上小国村                      | 上小国村                                    | 上小国村                     | 昭和31年9月30日 小国町                   | 小国町                        | 平成17年4月1日 長岡市に編入  | 長岡市 |
| 刈 羽 郡    | 新町村                 | 新町村                 | 新町村                     | 新町村                           | 新町村                           | 新町村                           | 中里村                     | 中里村                 | 中里村                   | 中里村                       | 昭和24年7月1日 小国村          | 昭和24年7月1日 小国村         | 昭和24年7月1日 小国村                       | 小国村                       | 昭和31年9月30日 小国町                   | 小国町                        | 平成17年4月1日 長岡市に編入  | 長岡市 |
| 刈 羽 郡    | 相野原村               | 相野原村               | 相野原村                   | 相野原村                         | 相野原村                         | 相野原村                         | 中里村                     | 中里村                 | 中里村                   | 中里村                       | 昭和24年7月1日 小国村          | 昭和24年7月1日 小国村         | 昭和24年7月1日 小国村                       | 小国村                       | 昭和31年9月30日 小国町                   | 小国町                        | 平成17年4月1日 長岡市に編入  | 長岡市 |
| 刈 羽 郡    | 二本柳村               | 二本柳村               | 二本柳村                   | 二本柳村                         | 二本柳村                         | 二本柳村                         | 中里村                     | 中里村                 | 中里村                   | 中里村                       | 昭和24年7月1日 小国村          | 昭和24年7月1日 小国村         | 昭和24年7月1日 小国村                       | 小国村                       | 昭和31年9月30日 小国町                   | 小国町                        | 平成17年4月1日 長岡市に編入  | 長岡市 |
| 刈 羽 郡    | 上谷内新田             | 上谷内新田             | 上谷内新田                 | 上谷内新田                       | 上谷内新田                       | 上谷内新田                       | 中里村                     | 中里村                 | 中里村                   | 中里村                       | 昭和24年7月1日 小国村          | 昭和24年7月1日 小国村         | 昭和24年7月1日 小国村                       | 小国村                       | 昭和31年9月30日 小国町                   | 小国町                        | 平成17年4月1日 長岡市に編入  | 長岡市 |
| 刈 羽 郡    | 法坂村                 | 法坂村                 | 法坂村                     | 法坂村                           | 法坂村                           | 法坂村                           | 中里村                     | 中里村                 | 中里村                   | 中里村                       | 昭和24年7月1日 小国村          | 昭和24年7月1日 小国村         | 昭和24年7月1日 小国村                       | 小国村                       | 昭和31年9月30日 小国町                   | 小国町                        | 平成17年4月1日 長岡市に編入  | 長岡市 |
| 刈 羽 郡    | 桐沢村                 | 桐沢村                 | 桐沢村                     | 桐沢村                           | 桐沢村                           | 桐沢村                           | 中里村                     | 中里村                 | 中里村                   | 中里村                       | 昭和24年7月1日 小国村          | 昭和24年7月1日 小国村         | 昭和24年7月1日 小国村                       | 小国村                       | 昭和31年9月30日 小国町                   | 小国町                        | 平成17年4月1日 長岡市に編入  | 長岡市 |
| 刈 羽 郡    | 七日町村               | 七日町村               | 七日町村                   | 七日町村                         | 七日町村                         | 七日町村                         | 七日町村                   | 七日町村               | 七日町村                 | 七日町村                     | 昭和24年7月1日 小国村          | 昭和24年7月1日 小国村         | 昭和24年7月1日 小国村                       | 小国村                       | 昭和31年9月30日 小国町                   | 小国町                        | 平成17年4月1日 長岡市に編入  | 長岡市 |
| 刈 羽 郡    | 武石村                 | 武石村                 | 武石村                     | 武石村                           | 武石村                           | 武石村                           | 武石村                     | 武石村                 | 武石村                   | 武石村                       | 昭和24年7月1日 小国村          | 昭和24年7月1日 小国村         | 昭和24年7月1日 小国村                       | 小国村                       | 昭和31年9月30日 小国町                   | 小国町                        | 平成17年4月1日 長岡市に編入  | 長岡市 |
| 刈 羽 郡    | 横沢村                 | 横沢村                 | 横沢村                     | 横沢村                           | 横沢村                           | 横沢村                           | 横沢村                     | 横沢村                 | 横沢村                   | 横沢村                       | 昭和24年7月1日 小国村          | 昭和24年7月1日 小国村         | 昭和24年7月1日 小国村                       | 小国村                       | 昭和31年9月30日 小国町                   | 小国町                        | 平成17年4月1日 長岡市に編入  | 長岡市 |
| 刈 羽 郡    | 山横沢村               | 山横沢村               | 山横沢村                   | 山横沢村                         | 山横沢村                         | 山横沢村                         | 山横沢村                   | 山横沢村               | 山横沢村                 | 山横沢村                     | 山横沢村                       | 山横沢村                      | 山横沢村                                    | 昭和30年1月10日 小国村に編入 | 昭和31年9月30日 小国町                   | 小国町                        | 平成17年4月1日 長岡市に編入  | 長岡市 |
| 刈 羽 郡    | 千谷沢村               | 一部                   | 千谷沢村                   | 千谷沢村                         | 千谷沢村                         | 千谷沢村                         | 千谷沢村                   | 千谷沢村               | 千谷沢村                 | 千谷沢村                     | 千谷沢村                       | 千谷沢村                      | 千谷沢村                                    | 千谷沢村                     | 昭和32年7月5日 小国町に編入              | 小国町                        | 平成17年4月1日 長岡市に編入  | 長岡市 |
| 刈 羽 郡    | 千谷沢村               | 一部                   | 千谷沢村                   | 千谷沢村                         | 千谷沢村                         | 千谷沢村                         | 千谷沢村                   | 千谷沢村               | 千谷沢村                 | 千谷沢村                     | 千谷沢村                       | 千谷沢村                      | 千谷沢村                                    | 千谷沢村                     | 昭和32年7月5日 越路町に編入              | 越路町                        | 平成17年4月1日 長岡市に編入  | 長岡市 |
| 刈 羽 郡    | 上新田村               | 一部                   | 上新田村                   | 上新田村                         | 上新田村                         | 上新田村                         | 千谷沢村                   | 千谷沢村               | 千谷沢村                 | 千谷沢村                     | 千谷沢村                       | 千谷沢村                      | 千谷沢村                                    | 千谷沢村                     | 昭和32年7月5日 越路町に編入              | 越路町                        | 平成17年4月1日 長岡市に編入  | 長岡市 |
| 刈 羽 郡    | 上新田村               | 一部                   | 上新田村                   | 上新田村                         | 上新田村                         | 上新田村                         | 千谷沢村                   | 千谷沢村               | 千谷沢村                 | 千谷沢村                     | 千谷沢村                       | 千谷沢村                      | 千谷沢村                                    | 千谷沢村                     | 昭和32年7月5日 小国町に編入              | 小国町                        | 平成17年4月1日 長岡市に編入  | 長岡市 |
| 刈 羽 郡    | 下新田村               | 一部                   | 下新田村                   | 下新田村                         | 下新田村                         | 下新田村                         | 千谷沢村                   | 千谷沢村               | 千谷沢村                 | 千谷沢村                     | 千谷沢村                       | 千谷沢村                      | 千谷沢村                                    | 千谷沢村                     | 昭和32年7月5日 小国町に編入              | 小国町                        | 平成17年4月1日 長岡市に編入  | 長岡市 |
| 刈 羽 郡    | 下新田村               | 一部                   | 下新田村                   | 下新田村                         | 下新田村                         | 下新田村                         | 千谷沢村                   | 千谷沢村               | 千谷沢村                 | 千谷沢村                     | 千谷沢村                       | 千谷沢村                      | 千谷沢村                                    | 千谷沢村                     | 昭和32年7月5日 越路町に編入              | 越路町                        | 平成17年4月1日 長岡市に編入  | 長岡市 |
| 三 島 郡    | 岩田村                 | 岩田村                 | 岩田村                     | 岩田村                           | 明治18年 岩田村                  | 明治18年 岩田村                  | 岩田村                     | 岩田村                 | 明治34年11月1日 岩塚村   | 明治34年11月1日 岩塚村       | 岩塚村                         | 岩塚村                        | 岩塚村                                      | 昭和30年3月31日 越路町       | 昭和30年3月31日 越路町                   | 越路町                        | 平成17年4月1日 長岡市に編入  | 長岡市 |
| 三 島 郡    | 安左衛門新田           | 安左衛門新田           | 安左衛門新田               | 安左衛門新田                     | 明治18年 岩田村                  | 明治18年 岩田村                  | 岩田村                     | 岩田村                 | 明治34年11月1日 岩塚村   | 明治34年11月1日 岩塚村       | 岩塚村                         | 岩塚村                        | 岩塚村                                      | 昭和30年3月31日 越路町       | 昭和30年3月31日 越路町                   | 越路町                        | 平成17年4月1日 長岡市に編入  | 長岡市 |
| 三 島 郡    | 不動沢村               | 不動沢村               | 不動沢村                   | 不動沢村                         | 不動沢村                         | 不動沢村                         | 岩田村                     | 岩田村                 | 明治34年11月1日 岩塚村   | 明治34年11月1日 岩塚村       | 岩塚村                         | 岩塚村                        | 岩塚村                                      | 昭和30年3月31日 越路町       | 昭和30年3月31日 越路町                   | 越路町                        | 平成17年4月1日 長岡市に編入  | 長岡市 |
| 三 島 郡    | 飯塚村                 | 飯塚村                 | 飯塚村                     | 飯塚村                           | 飯塚村                           | 飯塚村                           | 飯塚村                     | 飯塚村                 | 明治34年11月1日 岩塚村   | 明治34年11月1日 岩塚村       | 岩塚村                         | 岩塚村                        | 岩塚村                                      | 昭和30年3月31日 越路町       | 昭和30年3月31日 越路町                   | 越路町                        | 平成17年4月1日 長岡市に編入  | 長岡市 |
| 三 島 郡    | 下条村                 | 下条村                 | 下条村                     | 明治12年 沢下条村                | 明治12年 沢下条村                | 明治12年 沢下条村                | 飯塚村                     | 飯塚村                 | 明治34年11月1日 岩塚村   | 明治34年11月1日 岩塚村       | 岩塚村                         | 岩塚村                        | 岩塚村                                      | 昭和30年3月31日 越路町       | 昭和30年3月31日 越路町                   | 越路町                        | 平成17年4月1日 長岡市に編入  | 長岡市 |
| 三 島 郡    | 下条村佐次兵衛組       | 下条村佐次兵衛組       | 下条村佐次兵衛組           | 明治12年 沢下条村                | 明治12年 沢下条村                | 明治12年 沢下条村                | 飯塚村                     | 飯塚村                 | 明治34年11月1日 岩塚村   | 明治34年11月1日 岩塚村       | 岩塚村                         | 岩塚村                        | 岩塚村                                      | 昭和30年3月31日 越路町       | 昭和30年3月31日 越路町                   | 越路町                        | 平成17年4月1日 長岡市に編入  | 長岡市 |
| 三 島 郡    | 沢新田村又市組         | 沢新田村又市組         | 沢新田村又市組             | 明治12年 沢下条村                | 明治12年 沢下条村                | 明治12年 沢下条村                | 飯塚村                     | 飯塚村                 | 明治34年11月1日 岩塚村   | 明治34年11月1日 岩塚村       | 岩塚村                         | 岩塚村                        | 岩塚村                                      | 昭和30年3月31日 越路町       | 昭和30年3月31日 越路町                   | 越路町                        | 平成17年4月1日 長岡市に編入  | 長岡市 |
| 三 島 郡    | 沢新田村               | 沢新田村               | 沢新田村                   | 明治12年 沢下条村                | 明治12年 沢下条村                | 明治12年 沢下条村                | 飯塚村                     | 飯塚村                 | 明治34年11月1日 岩塚村   | 明治34年11月1日 岩塚村       | 岩塚村                         | 岩塚村                        | 岩塚村                                      | 昭和30年3月31日 越路町       | 昭和30年3月31日 越路町                   | 越路町                        | 平成17年4月1日 長岡市に編入  | 長岡市 |
| 三 島 郡    | 西谷村                 | 西谷村                 | 明治初年 西谷村            | 明治初年 西谷村                  | 明治初年 西谷村                  | 明治初年 西谷村                  | 塚山村                     | 塚山村                 | 塚山村                   | 塚山村                       | 塚山村                         | 塚山村                        | 塚山村                                      | 昭和30年3月31日 越路町       | 昭和30年3月31日 越路町                   | 越路町                        | 平成17年4月1日 長岡市に編入  | 長岡市 |
| 三 島 郡    | 西谷新田               |                        | 明治初年 西谷村            | 明治初年 西谷村                  | 明治初年 西谷村                  | 明治初年 西谷村                  | 塚山村                     | 塚山村                 | 塚山村                   | 塚山村                       | 塚山村                         | 塚山村                        | 塚山村                                      | 昭和30年3月31日 越路町       | 昭和30年3月31日 越路町                   | 越路町                        | 平成17年4月1日 長岡市に編入  | 長岡市 |
| 三 島 郡    | 東谷村                 | 東谷村                 | 東谷村                     | 東谷村                           | 東谷村                           | 東谷村                           | 塚山村                     | 塚山村                 | 塚山村                   | 塚山村                       | 塚山村                         | 塚山村                        | 塚山村                                      | 昭和30年3月31日 越路町       | 昭和30年3月31日 越路町                   | 越路町                        | 平成17年4月1日 長岡市に編入  | 長岡市 |
| 三 島 郡    | 塚野山村               | 塚野山村               | 塚野山村                   | 塚野山村                         | 塚野山村                         | 塚野山村                         | 塚山村                     | 塚山村                 | 塚山村                   | 塚山村                       | 塚山村                         | 塚山村                        | 塚山村                                      | 昭和30年3月31日 越路町       | 昭和30年3月31日 越路町                   | 越路町                        | 平成17年4月1日 長岡市に編入  | 長岡市 |
| 古 志 郡    | 岩野村                 | 岩野村                 | 岩野村                     | 岩野村                           | 岩野村                           | 岩野村                           | 石津村                     | 石津村                 | 石津村                   | 石津村                       | 石津村                         | 石津村                        | 石津村                                      | 昭和30年3月31日 越路町       | 昭和30年3月31日 越路町                   | 越路町                        | 平成17年4月1日 長岡市に編入  | 長岡市 |
| 古 志 郡    | 釜ヶ島村               | 釜ヶ島村               | 釜ヶ島村                   | 釜ヶ島村                         | 釜ヶ島村                         | 釜ヶ島村                         | 石津村                     | 石津村                 | 石津村                   | 石津村                       | 石津村                         | 石津村                        | 石津村                                      | 昭和30年3月31日 越路町       | 昭和30年3月31日 越路町                   | 越路町                        | 平成17年4月1日 長岡市に編入  | 長岡市 |
| 古 志 郡    | 西野村                 | 西野村                 | 西野村                     | 西野村                           | 西野村                           | 西野村                           | 中野島村                   | 中野島村               | 明治34年11月1日 来迎寺村 | 明治34年11月1日 来迎寺村     | 来迎寺村                       | 来迎寺村                      | 来迎寺村                                    | 昭和30年3月31日 越路町       | 昭和30年3月31日 越路町                   | 越路町                        | 平成17年4月1日 長岡市に編入  | 長岡市 |
| 古 志 郡    | 北野外新田             | 北野外新田             | 北野外新田                 | 北野外新田                       | 北野外新田                       | 北野外新田                       | 中野島村                   | 中野島村               | 明治34年11月1日 来迎寺村 | 明治34年11月1日 来迎寺村     | 来迎寺村                       | 来迎寺村                      | 来迎寺村                                    | 昭和30年3月31日 越路町       | 昭和30年3月31日 越路町                   | 越路町                        | 平成17年4月1日 長岡市に編入  | 長岡市 |
| 三 島 郡    | 中島村新田             | 中島村新田             | 中島村新田                 | 中島村新田                       | 中島村新田                       | 中島村新田                       | 中野島村                   | 中野島村               | 明治34年11月1日 来迎寺村 | 明治34年11月1日 来迎寺村     | 来迎寺村                       | 来迎寺村                      | 来迎寺村                                    | 昭和30年3月31日 越路町       | 昭和30年3月31日 越路町                   | 越路町                        | 平成17年4月1日 長岡市に編入  | 長岡市 |
| 三 島 郡    | 篠花村                 | 篠花村                 | 篠花村                     | 篠花村                           | 篠花村                           | 篠花村                           | 中野島村                   | 中野島村               | 明治34年11月1日 来迎寺村 | 明治34年11月1日 来迎寺村     | 来迎寺村                       | 来迎寺村                      | 来迎寺村                                    | 昭和30年3月31日 越路町       | 昭和30年3月31日 越路町                   | 越路町                        | 平成17年4月1日 長岡市に編入  | 長岡市 |
| 三 島 郡    | 飯島村                 | 飯島村                 | 飯島村                     | 飯島村                           | 飯島村                           | 飯島村                           | 中野島村                   | 中野島村               | 明治34年11月1日 来迎寺村 | 明治34年11月1日 来迎寺村     | 来迎寺村                       | 来迎寺村                      | 来迎寺村                                    | 昭和30年3月31日 越路町       | 昭和30年3月31日 越路町                   | 越路町                        | 平成17年4月1日 長岡市に編入  | 長岡市 |
| 三 島 郡    | 南島新田               | 南島新田               | 南島新田                   | 南島新田                         | 南島新田                         | 南島新田                         | 中野島村                   | 中野島村               | 明治34年11月1日 来迎寺村 | 明治34年11月1日 来迎寺村     | 来迎寺村                       | 来迎寺村                      | 来迎寺村                                    | 昭和30年3月31日 越路町       | 昭和30年3月31日 越路町                   | 越路町                        | 平成17年4月1日 長岡市に編入  | 長岡市 |
| 三 島 郡    | 飯島善兵衛古新田       | 飯島善兵衛古新田       | 飯島善兵衛古新田           | 飯島善兵衛古新田                 | 飯島善兵衛古新田                 | 飯島善兵衛古新田                 | 中野島村                   | 中野島村               | 明治34年11月1日 来迎寺村 | 明治34年11月1日 来迎寺村     | 来迎寺村                       | 来迎寺村                      | 来迎寺村                                    | 昭和30年3月31日 越路町       | 昭和30年3月31日 越路町                   | 越路町                        | 平成17年4月1日 長岡市に編入  | 長岡市 |
| 三 島 郡    | 中沢外新田             | 中沢外新田             | 中沢外新田                 | 中沢外新田                       | 明治13年 改称 中沢村             | 明治13年 改称 中沢村             | 中野島村                   | 中野島村               | 明治34年11月1日 来迎寺村 | 明治34年11月1日 来迎寺村     | 来迎寺村                       | 来迎寺村                      | 来迎寺村                                    | 昭和30年3月31日 越路町       | 昭和30年3月31日 越路町                   | 越路町                        | 平成17年4月1日 長岡市に編入  | 長岡市 |
| 三 島 郡    | 来迎寺村               | 来迎寺村               | 来迎寺村                   | 来迎寺村                         | 明治18年 来迎寺村                | 明治18年 来迎寺村                | 来迎寺村                   | 来迎寺村               | 明治34年11月1日 来迎寺村 | 明治34年11月1日 来迎寺村     | 来迎寺村                       | 来迎寺村                      | 来迎寺村                                    | 昭和30年3月31日 越路町       | 昭和30年3月31日 越路町                   | 越路町                        | 平成17年4月1日 長岡市に編入  | 長岡市 |
| 三 島 郡    | 来迎寺古新田           | 来迎寺古新田           | 来迎寺古新田               | 来迎寺古新田                     | 明治18年 来迎寺村                | 明治18年 来迎寺村                | 来迎寺村                   | 来迎寺村               | 明治34年11月1日 来迎寺村 | 明治34年11月1日 来迎寺村     | 来迎寺村                       | 来迎寺村                      | 来迎寺村                                    | 昭和30年3月31日 越路町       | 昭和30年3月31日 越路町                   | 越路町                        | 平成17年4月1日 長岡市に編入  | 長岡市 |
| 三 島 郡    | 朝日村                 | 朝日村                 | 朝日村                     | 朝日村                           | 朝日村                           | 朝日村                           | 来迎寺村                   | 来迎寺村               | 明治34年11月1日 来迎寺村 | 明治34年11月1日 来迎寺村     | 来迎寺村                       | 来迎寺村                      | 来迎寺村                                    | 昭和30年3月31日 越路町       | 昭和30年3月31日 越路町                   | 越路町                        | 平成17年4月1日 長岡市に編入  | 長岡市 |
| 三 島 郡    | 浦村                   | 浦村                   | 浦村                       | 浦村                             | 浦村                             | 浦村                             | 浦村                       | 浦村                   | 明治34年11月1日 来迎寺村 | 明治34年11月1日 来迎寺村     | 来迎寺村                       | 来迎寺村                      | 来迎寺村                                    | 昭和30年3月31日 越路町       | 昭和30年3月31日 越路町                   | 越路町                        | 平成17年4月1日 長岡市に編入  | 長岡市 |
| 三 島 郡    | 道半村                 | 道半村                 | 道半村                     | 道半村                           | 道半村                           | 道半村                           | 浦村                       | 浦村                   | 明治34年11月1日 来迎寺村 | 明治34年11月1日 来迎寺村     | 来迎寺村                       | 来迎寺村                      | 来迎寺村                                    | 昭和30年3月31日 越路町       | 昭和30年3月31日 越路町                   | 越路町                        | 平成17年4月1日 長岡市に編入  | 長岡市 |
| 三 島 郡    | 宮川外新田             | 宮川外新田             | 宮川外新田                 | 宮川外新田                       | 宮川外新田                       | 宮川外新田                       | 浦村                       | 浦村                   | 明治34年11月1日 来迎寺村 | 明治34年11月1日 来迎寺村     | 来迎寺村                       | 来迎寺村                      | 来迎寺村                                    | 昭和30年3月31日 越路町       | 昭和30年3月31日 越路町                   | 越路町                        | 平成17年4月1日 長岡市に編入  | 長岡市 |
| 三 島 郡    | 青島村                 | 一部                   | 青島村                     | 明治12年 所属変更 古志郡青島村   | 明治12年 所属変更 古志郡青島村   | 明治12年 所属変更 古志郡青島村   | 浦村                       | 浦村                   | 明治34年11月1日 来迎寺村 | 明治34年11月1日 来迎寺村     | 来迎寺村                       | 来迎寺村                      | 来迎寺村                                    | 昭和30年3月31日 越路町       | 昭和30年3月31日 越路町                   | 越路町                        | 平成17年4月1日 長岡市に編入  | 長岡市 |
| 三 島 郡    | 青島村                 | 一部を除く             | 青島村                     | 明治12年 所属変更 古志郡青島村   | 明治12年 所属変更 古志郡青島村   | 明治12年 所属変更 古志郡青島村   | 前川村                     | 前川村                 | 明治34年11月1日 上組村   | 明治34年11月1日 上組村       | 昭和23年5月3日 町制改称 宮内町 | 昭和29年3月1日 長岡市に編入   | 長岡市                                      | 長岡市                       | 長岡市                                   | 長岡市                        | 長岡市                       | 長岡市 |
| 三 島 郡    | 前島村                 | 前島村                 | 前島村                     | 明治12年 所属変更 古志郡前島村   | 明治12年 所属変更 古志郡前島村   | 明治12年 所属変更 古志郡前島村   | 前川村                     | 前川村                 | 明治34年11月1日 上組村   | 明治34年11月1日 上組村       | 昭和23年5月3日 町制改称 宮内町 | 昭和29年3月1日 長岡市に編入   | 長岡市                                      | 長岡市                       | 長岡市                                   | 長岡市                        | 長岡市                       | 長岡市 |
| 三 島 郡    | 青山村                 | 青山村                 | 青山村                     | 明治12年 所属変更 古志郡青山村   | 明治12年 所属変更 古志郡青山村   | 明治12年 所属変更 古志郡青山村   | 前川村                     | 前川村                 | 明治34年11月1日 上組村   | 明治34年11月1日 上組村       | 昭和23年5月3日 町制改称 宮内町 | 昭和29年3月1日 長岡市に編入   | 長岡市                                      | 長岡市                       | 長岡市                                   | 長岡市                        | 長岡市                       | 長岡市 |
| 古 志 郡    | 上前島村               | 上前島村               | 上前島村                   | 上前島村                         | 上前島村                         | 上前島村                         | 前川村                     | 前川村                 | 明治34年11月1日 上組村   | 明治34年11月1日 上組村       | 昭和23年5月3日 町制改称 宮内町 | 昭和29年3月1日 長岡市に編入   | 長岡市                                      | 長岡市                       | 長岡市                                   | 長岡市                        | 長岡市                       | 長岡市 |
| 古 志 郡    | 宮内村                 | 宮内村                 | 宮内村                     | 宮内村                           | 宮内村                           | 宮内村                           | 宮内村                     | 宮内村                 | 明治34年11月1日 上組村   | 明治34年11月1日 上組村       | 昭和23年5月3日 町制改称 宮内町 | 昭和29年3月1日 長岡市に編入   | 長岡市                                      | 長岡市                       | 長岡市                                   | 長岡市                        | 長岡市                       | 長岡市 |
| 古 志 郡    | 溝村                   | 溝村                   | 溝村                       | 溝村                             | 溝村                             | 溝村                             | 宮内村                     | 宮内村                 | 明治34年11月1日 上組村   | 明治34年11月1日 上組村       | 昭和23年5月3日 町制改称 宮内町 | 昭和29年3月1日 長岡市に編入   | 長岡市                                      | 長岡市                       | 長岡市                                   | 長岡市                        | 長岡市                       | 長岡市 |
| 古 志 郡    | 今井村                 | 今井村                 | 今井村                     | 今井村                           | 今井村                           | 今井村                           | 宮内村                     | 宮内村                 | 明治34年11月1日 上組村   | 明治34年11月1日 上組村       | 昭和23年5月3日 町制改称 宮内町 | 昭和29年3月1日 長岡市に編入   | 長岡市                                      | 長岡市                       | 長岡市                                   | 長岡市                        | 長岡市                       | 長岡市 |
| 古 志 郡    | 平島新田               | 平島新田               | 平島新田                   | 平島新田                         | 平島新田                         | 平島新田                         | 宮内村                     | 宮内村                 | 明治34年11月1日 上組村   | 明治34年11月1日 上組村       | 昭和23年5月3日 町制改称 宮内町 | 昭和29年3月1日 長岡市に編入   | 長岡市                                      | 長岡市                       | 長岡市                                   | 長岡市                        | 長岡市                       | 長岡市 |
| 三 島 郡    | 大島村                 | 大島村                 | 大島村                     | 明治12年 所属変更 古志郡大島村   | 明治12年 所属変更 古志郡大島村   | 明治12年 所属変更 古志郡大島村   | 宮内村                     | 宮内村                 | 明治34年11月1日 上組村   | 明治34年11月1日 上組村       | 昭和23年5月3日 町制改称 宮内町 | 昭和29年3月1日 長岡市に編入   | 長岡市                                      | 長岡市                       | 長岡市                                   | 長岡市                        | 長岡市                       | 長岡市 |
| 三 島 郡    | 水梨村                 | 水梨村                 | 水梨村                     | 明治12年 所属変更 古志郡水梨村   | 明治12年 所属変更 古志郡水梨村   | 明治12年 所属変更 古志郡水梨村   | 宮内村                     | 宮内村                 | 明治34年11月1日 上組村   | 明治34年11月1日 上組村       | 昭和23年5月3日 町制改称 宮内町 | 昭和29年3月1日 長岡市に編入   | 長岡市                                      | 長岡市                       | 長岡市                                   | 長岡市                        | 長岡市                       | 長岡市 |
| 古 志 郡    | 左近村                 | 左近村                 | 左近村                     | 左近村                           | 明治19年 左近村                  | 明治19年 左近村                  | 宮内村                     | 宮内村                 | 明治34年11月1日 上組村   | 明治34年11月1日 上組村       | 昭和23年5月3日 町制改称 宮内町 | 昭和29年3月1日 長岡市に編入   | 長岡市                                      | 長岡市                       | 長岡市                                   | 長岡市                        | 長岡市                       | 長岡市 |
| 古 志 郡    | 左近弥右衛門古新田     | 左近弥右衛門古新田     | 左近弥右衛門古新田         | 左近弥右衛門古新田               | 明治19年 左近村                  | 明治19年 左近村                  | 宮内村                     | 宮内村                 | 明治34年11月1日 上組村   | 明治34年11月1日 上組村       | 昭和23年5月3日 町制改称 宮内町 | 昭和29年3月1日 長岡市に編入   | 長岡市                                      | 長岡市                       | 長岡市                                   | 長岡市                        | 長岡市                       | 長岡市 |
| 古 志 郡    | 河内古新田             | 河内古新田             | 河内古新田                 | 河内古新田                       | 明治19年 左近村                  | 明治19年 左近村                  | 宮内村                     | 宮内村                 | 明治34年11月1日 上組村   | 明治34年11月1日 上組村       | 昭和23年5月3日 町制改称 宮内町 | 昭和29年3月1日 長岡市に編入   | 長岡市                                      | 長岡市                       | 長岡市                                   | 長岡市                        | 長岡市                       | 長岡市 |
| 古 志 郡    | 村松村                 | 村松村                 | 村松村                     | 村松村                           | 村松村                           | 村松村                           | 石坂村                     | 石坂村                 | 明治34年11月1日 上組村   | 明治34年11月1日 上組村       | 昭和23年5月3日 町制改称 宮内町 | 昭和29年3月1日 長岡市に編入   | 長岡市                                      | 長岡市                       | 長岡市                                   | 長岡市                        | 長岡市                       | 長岡市 |
| 古 志 郡    | 広道村                 | 広道村                 | 広道村                     | 広道村                           | 広道村                           | 広道村                           | 石坂村                     | 石坂村                 | 明治34年11月1日 上組村   | 明治34年11月1日 上組村       | 昭和23年5月3日 町制改称 宮内町 | 昭和29年3月1日 長岡市に編入   | 長岡市                                      | 長岡市                       | 長岡市                                   | 長岡市                        | 長岡市                       | 長岡市 |
| 古 志 郡    | 竹ヶ花村               | 竹ヶ花村               | 竹ヶ花村                   | 竹ヶ花村                         | 竹ヶ花村                         | 竹ヶ花村                         | 石坂村                     | 石坂村                 | 明治34年11月1日 上組村   | 明治34年11月1日 上組村       | 昭和23年5月3日 町制改称 宮内町 | 昭和29年3月1日 長岡市に編入   | 長岡市                                      | 長岡市                       | 長岡市                                   | 長岡市                        | 長岡市                       | 長岡市 |
| 古 志 郡    | 鷺巣村                 | 鷺巣村                 | 鷺巣村                     | 鷺巣村                           | 鷺巣村                           | 鷺巣村                           | 石坂村                     | 石坂村                 | 明治34年11月1日 上組村   | 明治34年11月1日 上組村       | 昭和23年5月3日 町制改称 宮内町 | 昭和29年3月1日 長岡市に編入   | 長岡市                                      | 長岡市                       | 長岡市                                   | 長岡市                        | 長岡市                       | 長岡市 |
| 古 志 郡    | 横枕村                 | 横枕村                 | 横枕村                     | 横枕村                           | 横枕村                           | 横枕村                           | 石坂村                     | 石坂村                 | 明治34年11月1日 上組村   | 明治34年11月1日 上組村       | 昭和23年5月3日 町制改称 宮内町 | 昭和29年3月1日 長岡市に編入   | 長岡市                                      | 長岡市                       | 長岡市                                   | 長岡市                        | 長岡市                       | 長岡市 |
| 古 志 郡    | 釜沢村                 | 釜沢村                 | 釜沢村                     | 釜沢村                           | 釜沢村                           | 釜沢村                           | 石坂村                     | 石坂村                 | 明治34年11月1日 上組村   | 明治34年11月1日 上組村       | 昭和23年5月3日 町制改称 宮内町 | 昭和29年3月1日 長岡市に編入   | 長岡市                                      | 長岡市                       | 長岡市                                   | 長岡市                        | 長岡市                       | 長岡市 |
| 古 志 郡    | 新町村                 | 新町村                 | 明治初年 新町村            | 明治12年 曲新町村                | 明治12年 曲新町村                | 明治12年 曲新町村                | 中通村                     | 中通村                 | 明治34年11月1日 上組村   | 明治34年11月1日 上組村       | 昭和23年5月3日 町制改称 宮内町 | 昭和29年3月1日 長岡市に編入   | 長岡市                                      | 長岡市                       | 長岡市                                   | 長岡市                        | 長岡市                       | 長岡市 |
| 古 志 郡    | 新町村古新田           |                        | 明治初年 新町村            | 明治12年 曲新町村                | 明治12年 曲新町村                | 明治12年 曲新町村                | 中通村                     | 中通村                 | 明治34年11月1日 上組村   | 明治34年11月1日 上組村       | 昭和23年5月3日 町制改称 宮内町 | 昭和29年3月1日 長岡市に編入   | 長岡市                                      | 長岡市                       | 長岡市                                   | 長岡市                        | 長岡市                       | 長岡市 |
| 古 志 郡    | 曲方村                 | 曲方村                 | 曲方村                     | 明治12年 曲新町村                | 明治12年 曲新町村                | 明治12年 曲新町村                | 中通村                     | 中通村                 | 明治34年11月1日 上組村   | 明治34年11月1日 上組村       | 昭和23年5月3日 町制改称 宮内町 | 昭和29年3月1日 長岡市に編入   | 長岡市                                      | 長岡市                       | 長岡市                                   | 長岡市                        | 長岡市                       | 長岡市 |
| 古 志 郡    | 摂田屋村               | 摂田屋村               | 摂田屋村                   | 摂田屋村                         | 摂田屋村                         | 摂田屋村                         | 中通村                     | 中通村                 | 明治34年11月1日 上組村   | 明治34年11月1日 上組村       | 昭和23年5月3日 町制改称 宮内町 | 昭和29年3月1日 長岡市に編入   | 長岡市                                      | 長岡市                       | 長岡市                                   | 長岡市                        | 長岡市                       | 長岡市 |
| 古 志 郡    | 下条村                 | 下条村                 | 下条村                     | 明治12年 改称 上下条村           | 明治12年 改称 上下条村           | 明治12年 改称 上下条村           | 中通村                     | 中通村                 | 明治34年11月1日 上組村   | 明治34年11月1日 上組村       | 昭和23年5月3日 町制改称 宮内町 | 昭和29年3月1日 長岡市に編入   | 長岡市                                      | 長岡市                       | 長岡市                                   | 長岡市                        | 長岡市                       | 長岡市 |
| 古 志 郡    | 豊詰村                 | 豊詰村                 | 豊詰村                     | 豊詰村                           | 豊詰村                           | 豊詰村                           | 中通村                     | 中通村                 | 明治34年11月1日 上組村   | 明治34年11月1日 上組村       | 昭和23年5月3日 町制改称 宮内町 | 昭和29年3月1日 長岡市に編入   | 長岡市                                      | 長岡市                       | 長岡市                                   | 長岡市                        | 長岡市                       | 長岡市 |
| 古 志 郡    | 定明村                 | 定明村                 | 定明村                     | 定明村                           | 定明村                           | 定明村                           | 中通村                     | 中通村                 | 明治34年11月1日 上組村   | 明治34年11月1日 上組村       | 昭和23年5月3日 町制改称 宮内町 | 昭和29年3月1日 長岡市に編入   | 長岡市                                      | 長岡市                       | 長岡市                                   | 長岡市                        | 長岡市                       | 長岡市 |
| 古 志 郡    | 上島村                 | 上島村                 | 上島村                     | 上島村                           | 上島村                           | 上島村                           | 中通村                     | 中通村                 | 明治34年11月1日 上組村   | 明治34年11月1日 上組村       | 昭和23年5月3日 町制改称 宮内町 | 昭和29年3月1日 長岡市に編入   | 長岡市                                      | 長岡市                       | 長岡市                                   | 長岡市                        | 長岡市                       | 長岡市 |
| 古 志 郡    | 田中村                 | 田中村                 | 田中村                     | 田中村                           | 田中村                           | 田中村                           | 中通村                     | 中通村                 | 明治34年11月1日 上組村   | 明治34年11月1日 上組村       | 昭和23年5月3日 町制改称 宮内町 | 昭和29年3月1日 長岡市に編入   | 長岡市                                      | 長岡市                       | 長岡市                                   | 長岡市                        | 長岡市                       | 長岡市 |
| 古 志 郡    | 中屋敷村               | 中屋敷村               | 中屋敷村                   | 中屋敷村                         | 中屋敷村                         | 中屋敷村                         | 中通村                     | 中通村                 | 明治34年11月1日 上組村   | 明治34年11月1日 上組村       | 昭和23年5月3日 町制改称 宮内町 | 昭和29年3月1日 長岡市に編入   | 長岡市                                      | 長岡市                       | 長岡市                                   | 長岡市                        | 長岡市                       | 長岡市 |
| 古 志 郡    | 大石村                 | 大石村                 | 大石村                     | 大石村                           | 大石村                           | 大石村                           | 中通村                     | 中通村                 | 明治34年11月1日 上組村   | 明治34年11月1日 上組村       | 昭和23年5月3日 町制改称 宮内町 | 昭和29年3月1日 長岡市に編入   | 長岡市                                      | 長岡市                       | 長岡市                                   | 長岡市                        | 長岡市                       | 長岡市 |
| 古 志 郡    | 蛭田新田               | 蛭田新田               | 蛭田新田                   | 蛭田新田                         | 蛭田新田                         | 蛭田新田                         | 中通村                     | 中通村                 | 明治34年11月1日 上組村   | 明治34年11月1日 上組村       | 昭和23年5月3日 町制改称 宮内町 | 昭和29年3月1日 長岡市に編入   | 長岡市                                      | 長岡市                       | 長岡市                                   | 長岡市                        | 長岡市                       | 長岡市 |
| 古 志 郡    | 町田村                 | 町田村                 | 町田村                     | 町田村                           | 町田村                           | 町田村                           | 山通村                     | 山通村                 | 山通村                   | 山通村                       | 昭和23年7月1日 宮内町に編入    | 昭和29年3月1日 長岡市に編入   | 長岡市                                      | 長岡市                       | 長岡市                                   | 長岡市                        | 長岡市                       | 長岡市 |
| 古 志 郡    | 青木高畑角右衛門古新田 | 青木高畑角右衛門古新田 | 青木高畑角右衛門古新田     | 明治12年 改称 青木村             | 明治12年 改称 青木村             | 明治12年 改称 青木村             | 山通村                     | 山通村                 | 山通村                   | 山通村                       | 昭和23年7月1日 宮内町に編入    | 昭和29年3月1日 長岡市に編入   | 長岡市                                      | 長岡市                       | 長岡市                                   | 長岡市                        | 長岡市                       | 長岡市 |
| 古 志 郡    | 長倉村                 | 長倉村                 | 長倉村                     | 長倉村                           | 長倉村                           | 長倉村                           | 山通村                     | 山通村                 | 山通村                   | 山通村                       | 昭和23年7月1日 長岡市に編入    | 長岡市                        | 長岡市                                      | 長岡市                       | 長岡市                                   | 長岡市                        | 長岡市                       | 長岡市 |
| 古 志 郡    | 鉢伏村                 | 鉢伏村                 | 鉢伏村                     | 鉢伏村                           | 鉢伏村                           | 鉢伏村                           | 山通村                     | 山通村                 | 山通村                   | 山通村                       | 昭和23年7月1日 長岡市に編入    | 長岡市                        | 長岡市                                      | 長岡市                       | 長岡市                                   | 長岡市                        | 長岡市                       | 長岡市 |
| 古 志 郡    | 大町村                 | 大町村                 | 大町村                     | 大町村                           | 大町村                           | 大町村                           | 山通村                     | 山通村                 | 山通村                   | 山通村                       | 昭和23年7月1日 長岡市に編入    | 長岡市                        | 長岡市                                      | 長岡市                       | 長岡市                                   | 長岡市                        | 長岡市                       | 長岡市 |
| 古 志 郡    | 青木高畑村             | 青木高畑村             | 青木高畑村                 | 明治12年 改称 高畑村             | 明治12年 改称 高畑村             | 明治12年 改称 高畑村             | 山通村                     | 山通村                 | 山通村                   | 山通村                       | 昭和23年7月1日 長岡市に編入    | 長岡市                        | 長岡市                                      | 長岡市                       | 長岡市                                   | 長岡市                        | 長岡市                       | 長岡市 |
| 古 志 郡    | 山沢新田村             | 山沢新田村             | 山沢新田村                 | 山沢新田村                       | 明治18年 改称 山沢村             | 明治18年 改称 山沢村             | 山通村                     | 山通村                 | 山通村                   | 山通村                       | 昭和23年7月1日 長岡市に編入    | 長岡市                        | 長岡市                                      | 長岡市                       | 長岡市                                   | 長岡市                        | 長岡市                       | 長岡市 |
| 古 志 郡    | 柿村                   | 柿村                   | 柿村                       | 柿村                             | 柿村                             | 柿村                             | 山通村                     | 山通村                 | 山通村                   | 山通村                       | 昭和23年7月1日 長岡市に編入    | 長岡市                        | 長岡市                                      | 長岡市                       | 長岡市                                   | 長岡市                        | 長岡市                       | 長岡市 |
| 古 志 郡    | 栖吉村                 | 栖吉村                 | 栖吉村                     | 栖吉村                           | 栖吉村                           | 栖吉村                           | 栖吉村                     | 栖吉村                 | 明治34年11月1日 栖吉村   | 明治34年11月1日 栖吉村       | 昭和25年12月1日 長岡市に編入   | 長岡市                        | 長岡市                                      | 長岡市                       | 長岡市                                   | 長岡市                        | 長岡市                       | 長岡市 |
| 古 志 郡    | 成願寺村               | 成願寺村               | 成願寺村                   | 成願寺村                         | 明治19年 成願寺村                | 明治19年 成願寺村                | 中貫村                     | 中貫村                 | 明治34年11月1日 栖吉村   | 明治34年11月1日 栖吉村       | 昭和25年12月1日 長岡市に編入   | 長岡市                        | 長岡市                                      | 長岡市                       | 長岡市                                   | 長岡市                        | 長岡市                       | 長岡市 |
| 古 志 郡    | 坂下新田               | 坂下新田               | 坂下新田                   | 坂下新田                         | 明治19年 成願寺村                | 明治19年 成願寺村                | 中貫村                     | 中貫村                 | 明治34年11月1日 栖吉村   | 明治34年11月1日 栖吉村       | 昭和25年12月1日 長岡市に編入   | 長岡市                        | 長岡市                                      | 長岡市                       | 長岡市                                   | 長岡市                        | 長岡市                       | 長岡市 |
| 古 志 郡    | 野崎村                 | 野崎村                 | 野崎村                     | 野崎村                           | 野崎村                           | 野崎村                           | 中貫村                     | 中貫村                 | 明治34年11月1日 栖吉村   | 明治34年11月1日 栖吉村       | 昭和25年12月1日 長岡市に編入   | 長岡市                        | 長岡市                                      | 長岡市                       | 長岡市                                   | 長岡市                        | 長岡市                       | 長岡市 |
| 古 志 郡    | 中沢村                 | 中沢村                 | 中沢村                     | 中沢村                           | 中沢村                           | 中沢村                           | 中貫村                     | 中貫村                 | 明治34年11月1日 栖吉村   | 明治34年11月1日 栖吉村       | 昭和25年12月1日 長岡市に編入   | 長岡市                        | 長岡市                                      | 長岡市                       | 長岡市                                   | 長岡市                        | 長岡市                       | 長岡市 |
| 古 志 郡    | 西片貝村               | 西片貝村               | 西片貝村                   | 西片貝村                         | 西片貝村                         | 西片貝村                         | 中貫村                     | 中貫村                 | 明治34年11月1日 栖吉村   | 明治34年11月1日 栖吉村       | 昭和25年12月1日 長岡市に編入   | 長岡市                        | 長岡市                                      | 長岡市                       | 長岡市                                   | 長岡市                        | 長岡市                       | 長岡市 |
| 古 志 郡    | 東片貝村               | 東片貝村               | 東片貝村                   | 東片貝村                         | 東片貝村                         | 東片貝村                         | 中貫村                     | 中貫村                 | 明治34年11月1日 栖吉村   | 明治34年11月1日 栖吉村       | 昭和25年12月1日 長岡市に編入   | 長岡市                        | 長岡市                                      | 長岡市                       | 長岡市                                   | 長岡市                        | 長岡市                       | 長岡市 |
| 古 志 郡    | 谷内村                 | 谷内村                 | 谷内村                     | 谷内村                           | 谷内村                           | 谷内村                           | 中貫村                     | 中貫村                 | 明治34年11月1日 栖吉村   | 明治34年11月1日 栖吉村       | 昭和25年12月1日 長岡市に編入   | 長岡市                        | 長岡市                                      | 長岡市                       | 長岡市                                   | 長岡市                        | 長岡市                       | 長岡市 |
| 古 志 郡    | 中沢善兵衛組           | 中沢善兵衛組           | 中沢善兵衛組               | 中沢善兵衛組                     | 明治19年 改称 善衛村             | 明治19年 改称 善衛村             | 中貫村                     | 中貫村                 | 明治34年11月1日 栖吉村   | 明治34年11月1日 栖吉村       | 昭和25年12月1日 長岡市に編入   | 長岡市                        | 長岡市                                      | 長岡市                       | 長岡市                                   | 長岡市                        | 長岡市                       | 長岡市 |
| 古 志 郡    | 中沢戸左衛門新田       | 中沢戸左衛門新田       | 中沢戸左衛門新田           | 中沢戸左衛門新田                 | 明治19年 改称 戸左衛門村         | 明治19年 改称 戸左衛門村         | 中貫村                     | 中貫村                 | 明治34年11月1日 栖吉村   | 明治34年11月1日 栖吉村       | 昭和25年12月1日 長岡市に編入   | 長岡市                        | 長岡市                                      | 長岡市                       | 長岡市                                   | 長岡市                        | 長岡市                       | 長岡市 |
| 古 志 郡    | 中沢長右衛門組         | 中沢長右衛門組         | 中沢長右衛門組             | 中沢長右衛門組                   | 明治19年 改称 長右衛門村         | 明治19年 改称 長右衛門村         | 中貫村                     | 中貫村                 | 明治34年11月1日 栖吉村   | 明治34年11月1日 栖吉村       | 昭和25年12月1日 長岡市に編入   | 長岡市                        | 長岡市                                      | 長岡市                       | 長岡市                                   | 長岡市                        | 長岡市                       | 長岡市 |
| 古 志 郡    | 富島村                 | 富島村                 | 富島村                     | 富島村                           | 富島村                           | 富島村                           | 富曽亀村                   | 富曽亀村               | 富曽亀村                 | 富曽亀村                     | 昭和26年1月1日 長岡市に編入    | 長岡市                        | 長岡市                                      | 長岡市                       | 長岡市                                   | 長岡市                        | 長岡市                       | 長岡市 |
| 古 志 郡    | 宮下村                 | 宮下村                 | 宮下村                     | 宮下村                           | 宮下村                           | 宮下村                           | 富曽亀村                   | 富曽亀村               | 富曽亀村                 | 富曽亀村                     | 昭和26年1月1日 長岡市に編入    | 長岡市                        | 長岡市                                      | 長岡市                       | 長岡市                                   | 長岡市                        | 長岡市                       | 長岡市 |
| 古 志 郡    | 亀貝村                 | 亀貝村                 | 亀貝村                     | 亀貝村                           | 亀貝村                           | 亀貝村                           | 富曽亀村                   | 富曽亀村               | 富曽亀村                 | 富曽亀村                     | 昭和26年1月1日 長岡市に編入    | 長岡市                        | 長岡市                                      | 長岡市                       | 長岡市                                   | 長岡市                        | 長岡市                       | 長岡市 |
| 古 志 郡    | 稲葉村                 | 稲葉村                 | 稲葉村                     | 稲葉村                           | 稲葉村                           | 稲葉村                           | 富曽亀村                   | 富曽亀村               | 富曽亀村                 | 富曽亀村                     | 昭和26年1月1日 長岡市に編入    | 長岡市                        | 長岡市                                      | 長岡市                       | 長岡市                                   | 長岡市                        | 長岡市                       | 長岡市 |
| 古 志 郡    | 小曽根村               | 小曽根村               | 小曽根村                   | 小曽根村                         | 小曽根村                         | 小曽根村                         | 富曽亀村                   | 富曽亀村               | 富曽亀村                 | 富曽亀村                     | 昭和26年1月1日 長岡市に編入    | 長岡市                        | 長岡市                                      | 長岡市                       | 長岡市                                   | 長岡市                        | 長岡市                       | 長岡市 |
| 古 志 郡    | 堀金村                 | 堀金村                 | 堀金村                     | 堀金村                           | 堀金村                           | 堀金村                           | 富曽亀村                   | 富曽亀村               | 富曽亀村                 | 富曽亀村                     | 昭和26年1月1日 長岡市に編入    | 長岡市                        | 長岡市                                      | 長岡市                       | 長岡市                                   | 長岡市                        | 長岡市                       | 長岡市 |
| 古 志 郡    | 永田村                 | 永田村                 | 永田村                     | 永田村                           | 永田村                           | 永田村                           | 富曽亀村                   | 富曽亀村               | 富曽亀村                 | 富曽亀村                     | 昭和26年1月1日 長岡市に編入    | 長岡市                        | 長岡市                                      | 長岡市                       | 長岡市                                   | 長岡市                        | 長岡市                       | 長岡市 |
| 古 志 郡    | 新保村                 | 新保村                 | 新保村                     | 新保村                           | 新保村                           | 新保村                           | 富曽亀村                   | 富曽亀村               | 富曽亀村                 | 富曽亀村                     | 昭和26年1月1日 長岡市に編入    | 長岡市                        | 長岡市                                      | 長岡市                       | 長岡市                                   | 長岡市                        | 長岡市                       | 長岡市 |
| 古 志 郡    | 小栗山村の一部         | 小栗山村の一部         | 明治8年 小栗山村の一部     | 明治8年 小栗山村の一部           | 明治14年 分立 濁沢村             | 明治14年 分立 濁沢村             | 蓬沢村                     | 蓬沢村                 | 明治34年11月1日 太田村   | 明治34年11月1日 太田村       | 太田村                         | 太田村                        | 太田村                                      | 昭和31年3月31日 山古志村     | 昭和31年9月1日 長岡市に編入              | 長岡市                        | 長岡市                       | 長岡市 |
| 古 志 郡    | 落合村                 |                        | 明治8年 小栗山村の一部     | 明治8年 小栗山村の一部           | 明治14年 分立 濁沢村             | 明治14年 分立 濁沢村             | 蓬沢村                     | 蓬沢村                 | 明治34年11月1日 太田村   | 明治34年11月1日 太田村       | 太田村                         | 太田村                        | 太田村                                      | 昭和31年3月31日 山古志村     | 昭和31年9月1日 長岡市に編入              | 長岡市                        | 長岡市                       | 長岡市 |
| 古 志 郡    | 蓬平村                 | 一部                   | 蓬平村                     | 蓬平村                           | 蓬平村                           | 蓬平村                           | 蓬沢村                     | 蓬沢村                 | 明治34年11月1日 太田村   | 明治34年11月1日 太田村       | 太田村                         | 太田村                        | 太田村                                      | 昭和31年3月31日 山古志村     | 昭和31年9月1日 長岡市に編入              | 長岡市                        | 長岡市                       | 長岡市 |
| 古 志 郡    | 蓬平村                 | 一部                   | 蓬平村                     | 蓬平村                           | 蓬平村                           | 蓬平村                           | 蓬沢村                     | 蓬沢村                 | 明治34年11月1日 太田村   | 明治34年11月1日 太田村       | 太田村                         | 太田村                        | 太田村                                      | 昭和31年3月31日 山古志村     | 山古志村                                 | 山古志村                      | 平成17年4月1日 長岡市に編入  | 長岡市 |
| 古 志 郡    | 虫亀村                 | 虫亀村                 | 虫亀村                     | 虫亀村                           | 虫亀村                           | 虫亀村                           | 虫亀村                     | 虫亀村                 | 明治34年11月1日 太田村   | 明治34年11月1日 太田村       | 太田村                         | 太田村                        | 太田村                                      | 昭和31年3月31日 山古志村     | 山古志村                                 | 山古志村                      | 平成17年4月1日 長岡市に編入  | 長岡市 |
| 古 志 郡    | 種苧原村               | 種苧原村               | 種苧原村                   | 種苧原村                         | 種苧原村                         | 種苧原村                         | 種苧原村                   | 種苧原村               | 種苧原村                 | 種苧原村                     | 種苧原村                       | 種苧原村                      | 種苧原村                                    | 昭和31年3月31日 山古志村     | 山古志村                                 | 山古志村                      | 平成17年4月1日 長岡市に編入  | 長岡市 |
| 古 志 郡    | 下内新田               | 下内新田               | 明治8年 竹沢村             | 明治8年 竹沢村                   | 竹沢村                           | 竹沢村                           | 竹沢村                     | 竹沢村                 | 竹沢村                   | 竹沢村                       | 竹沢村                         | 竹沢村                        | 竹沢村                                      | 昭和31年3月31日 山古志村     | 山古志村                                 | 山古志村                      | 平成17年4月1日 長岡市に編入  | 長岡市 |
| 古 志 郡    | 花連都新田             |                        | 明治8年 竹沢村             | 明治8年 竹沢村                   | 竹沢村                           | 竹沢村                           | 竹沢村                     | 竹沢村                 | 竹沢村                   | 竹沢村                       | 竹沢村                         | 竹沢村                        | 竹沢村                                      | 昭和31年3月31日 山古志村     | 山古志村                                 | 山古志村                      | 平成17年4月1日 長岡市に編入  | 長岡市 |
| 古 志 郡    | 迎田村                 |                        | 明治8年 竹沢村             | 明治8年 竹沢村                   | 竹沢村                           | 竹沢村                           | 竹沢村                     | 竹沢村                 | 竹沢村                   | 竹沢村                       | 竹沢村                         | 竹沢村                        | 竹沢村                                      | 昭和31年3月31日 山古志村     | 山古志村                                 | 山古志村                      | 平成17年4月1日 長岡市に編入  | 長岡市 |
| 古 志 郡    | 間内平村               |                        | 明治8年 竹沢村             | 明治8年 竹沢村                   | 竹沢村                           | 竹沢村                           | 竹沢村                     | 竹沢村                 | 竹沢村                   | 竹沢村                       | 竹沢村                         | 竹沢村                        | 竹沢村                                      | 昭和31年3月31日 山古志村     | 山古志村                                 | 山古志村                      | 平成17年4月1日 長岡市に編入  | 長岡市 |
| 古 志 郡    | 山中村                 |                        | 明治8年 竹沢村             | 明治8年 竹沢村                   | 竹沢村                           | 竹沢村                           | 竹沢村                     | 竹沢村                 | 竹沢村                   | 竹沢村                       | 竹沢村                         | 竹沢村                        | 竹沢村                                      | 昭和31年3月31日 山古志村     | 山古志村                                 | 山古志村                      | 平成17年4月1日 長岡市に編入  | 長岡市 |
| 古 志 郡    | 胡桃沢村               |                        | 明治8年 竹沢村             | 明治8年 竹沢村                   | 竹沢村                           | 竹沢村                           | 竹沢村                     | 竹沢村                 | 竹沢村                   | 竹沢村                       | 竹沢村                         | 竹沢村                        | 竹沢村                                      | 昭和31年3月31日 山古志村     | 山古志村                                 | 山古志村                      | 平成17年4月1日 長岡市に編入  | 長岡市 |
| 古 志 郡    | 宮野越村               |                        | 明治8年 竹沢村             | 明治8年 竹沢村                   | 竹沢村                           | 竹沢村                           | 竹沢村                     | 竹沢村                 | 竹沢村                   | 竹沢村                       | 竹沢村                         | 竹沢村                        | 竹沢村                                      | 昭和31年3月31日 山古志村     | 山古志村                                 | 山古志村                      | 平成17年4月1日 長岡市に編入  | 長岡市 |
| 古 志 郡    | 竹沢村                 | 竹沢村                 | 明治8年 竹沢村             | 明治8年 竹沢村                   | 竹沢村                           | 竹沢村                           | 竹沢村                     | 竹沢村                 | 竹沢村                   | 竹沢村                       | 竹沢村                         | 竹沢村                        | 竹沢村                                      | 昭和31年3月31日 山古志村     | 山古志村                                 | 山古志村                      | 平成17年4月1日 長岡市に編入  | 長岡市 |
| 古 志 郡    | 竹沢村                 | 向田                   | 明治8年 竹沢村             | 明治8年 竹沢村                   | 竹沢村                           | 竹沢村                           | 竹沢村                     | 竹沢村                 | 竹沢村                   | 竹沢村                       | 竹沢村                         | 竹沢村                        | 竹沢村                                      | 昭和31年3月31日 山古志村     | 山古志村                                 | 山古志村                      | 平成17年4月1日 長岡市に編入  | 長岡市 |
| 古 志 郡    | 竹沢村                 | 菖蒲                   | 明治8年 竹沢村             | 明治8年 竹沢村                   | 竹沢村                           | 竹沢村                           | 竹沢村                     | 竹沢村                 | 竹沢村                   | 竹沢村                       | 竹沢村                         | 竹沢村                        | 竹沢村                                      | 昭和31年3月31日 山古志村     | 山古志村                                 | 山古志村                      | 平成17年4月1日 長岡市に編入  | 長岡市 |
| 古 志 郡    | 竹沢村                 | 太内                   | 明治8年 竹沢村             | 明治8年 竹沢村                   | 竹沢村                           | 竹沢村                           | 竹沢村                     | 竹沢村                 | 竹沢村                   | 竹沢村                       | 竹沢村                         | 竹沢村                        | 竹沢村                                      | 昭和31年3月31日 山古志村     | 山古志村                                 | 山古志村                      | 平成17年4月1日 長岡市に編入  | 長岡市 |
| 古 志 郡    | 竹沢村                 | 桂谷                   | 明治8年 竹沢村             | 明治8年 竹沢村                   | 竹沢村                           | 竹沢村                           | 竹沢村                     | 竹沢村                 | 竹沢村                   | 竹沢村                       | 竹沢村                         | 竹沢村                        | 竹沢村                                      | 昭和31年3月31日 山古志村     | 山古志村                                 | 山古志村                      | 平成17年4月1日 長岡市に編入  | 長岡市 |
| 古 志 郡    | 竹沢村                 | 油夫                   | 明治8年 竹沢村             | 明治8年 竹沢村                   | 竹沢村                           | 竹沢村                           | 竹沢村                     | 竹沢村                 | 竹沢村                   | 竹沢村                       | 竹沢村                         | 竹沢村                        | 竹沢村                                      | 昭和31年3月31日 山古志村     | 山古志村                                 | 山古志村                      | 平成17年4月1日 長岡市に編入  | 長岡市 |
| 古 志 郡    | 竹沢村                 | 小籠                   | 明治8年 竹沢村             | 明治8年 竹沢村                   | 明治14年 分立 東竹沢村           | 明治14年 分立 東竹沢村           | 東竹沢村                   | 東竹沢村               | 東竹沢村                 | 東竹沢村                     | 東竹沢村                       | 東竹沢村                      | 東竹沢村                                    | 昭和31年3月31日 山古志村     | 山古志村                                 | 山古志村                      | 平成17年4月1日 長岡市に編入  | 長岡市 |
| 古 志 郡    | 竹沢村                 | 大久保                 | 明治8年 竹沢村             | 明治8年 竹沢村                   | 明治14年 分立 東竹沢村           | 明治14年 分立 東竹沢村           | 東竹沢村                   | 東竹沢村               | 東竹沢村                 | 東竹沢村                     | 東竹沢村                       | 東竹沢村                      | 東竹沢村                                    | 昭和31年3月31日 山古志村     | 山古志村                                 | 山古志村                      | 平成17年4月1日 長岡市に編入  | 長岡市 |
| 古 志 郡    | 竹沢村                 | 梶金                   | 明治8年 竹沢村             | 明治8年 竹沢村                   | 明治14年 分立 東竹沢村           | 明治14年 分立 東竹沢村           | 東竹沢村                   | 東竹沢村               | 東竹沢村                 | 東竹沢村                     | 東竹沢村                       | 東竹沢村                      | 東竹沢村                                    | 昭和31年3月31日 山古志村     | 山古志村                                 | 山古志村                      | 平成17年4月1日 長岡市に編入  | 長岡市 |
| 古 志 郡    | 竹沢村                 | 小松倉                 | 明治8年 竹沢村             | 明治8年 竹沢村                   | 明治14年 分立 東竹沢村           | 明治14年 分立 東竹沢村           | 東竹沢村                   | 東竹沢村               | 東竹沢村                 | 東竹沢村                     | 東竹沢村                       | 東竹沢村                      | 東竹沢村                                    | 昭和31年3月31日 山古志村     | 山古志村                                 | 山古志村                      | 平成17年4月1日 長岡市に編入  | 長岡市 |
| 古 志 郡    | 竹沢村                 | 芋川                   | 明治8年 竹沢村             | 明治8年 竹沢村                   | 明治14年 分立 東竹沢村           | 明治14年 分立 東竹沢村           | 東竹沢村                   | 東竹沢村               | 東竹沢村                 | 東竹沢村                     | 東竹沢村                       | 東竹沢村                      | 東竹沢村                                    | 昭和31年3月31日 山古志村     | 昭和31年10月1日 北魚沼郡広神村に編入     | 北魚沼郡広神村                | 平成16年11月1日 魚沼市       | 魚沼市 |

## 行政

### 市長
- 市長：磯田達伸（2016年10月16日就任、2期目）

歴代市長
| 氏名       | 就任年月日     | 退任年月日     | 備考                   |
| ---------- | -------------- | -------------- | ---------------------- |
| 牧野忠篤   | 1906年8月29日  | 1908年5月22日  |                        |
| 河島良温   | 1908年6月23日  | 1919年7月10日  |                        |
| 豊島愿     | 1919年8月7日   | 1926年11月16日 |                        |
| 岩田衛     | 1927年1月28日  | 1929年10月26日 |                        |
| 木村清三郎 | 1929年12月26日 | 1937年12月25日 |                        |
| 松田耕平   | 1938年3月17日  | 1944年7月31日  |                        |
| 鶴田義隆   | 1944年10月12日 | 1945年8月1日   | 在任中に長岡空襲で殉職 |
| 田村文吉   | 1945年9月29日  | 1947年3月31日  |                        |
| 松田弘俊   | 1947年4月9日   | 1951年4月4日   |                        |
| 松田弘俊   | 1951年4月28日  | 1955年1月3日   |                        |
| 内山由蔵   | 1955年1月25日  | 1959年1月21日  |                        |
| 内山由蔵   | 1959年1月22日  | 1962年12月2日  |                        |
| 上村清五郎 | 1962年12月21日 | 1966年11月25日 |                        |
| 小林孝平   | 1966年11月26日 | 1970年11月25日 |                        |
| 小林孝平   | 1970年11月26日 | 1974年11月25日 |                        |
| 小林孝平   | 1974年11月26日 | 1978年11月25日 |                        |
| 小林孝平   | 1978年11月26日 | 1982年11月25日 |                        |
| 小林孝平   | 1982年11月26日 | 1984年5月31日  | 辞職                   |
| 日浦晴三郎 | 1984年6月11日  | 1988年6月9日   |                        |
| 日浦晴三郎 | 1988年6月10日  | 1992年6月9日   |                        |
| 日浦晴三郎 | 1992年6月10日  | 1996年6月9日   |                        |
| 日浦晴三郎 | 1996年6月10日  | 1999年10月20日 | 健康上の理由により辞職 |
| 森民夫     | 1999年11月21日 | 2003年11月20日 |                        |
| 森民夫     | 2003年11月21日 | 2007年11月20日 |                        |
| 森民夫     | 2007年11月21日 | 2011年11月20日 |                        |
| 森民夫     | 2011年11月21日 | 2015年11月20日 |                        |
| 森民夫     | 2015年11月21日 | 2016年9月6日   | 知事選出馬のため辞職   |
| 磯田達伸   | 2016年10月16日 | 2020年10月4日  |                        |
| 磯田達伸   | 2020年10月5日  | 2024年10月7日  |                        |
| 磯田達伸   | 2024年10月8日  | 現職           |                        |

### 役所
市役所
- 長岡市役所（本庁）
  - アオーレ長岡本庁舎
  - 大手通庁舎（フェニックス大手5F - 8F）
  - 米百俵プレイス ミライエ長岡
  - ながおか市民センター
  - さいわいプラザ
  - 環境衛生センター
  - 長岡市社会福祉センター「トモシア」（ながおか町口御門1F - 3F）

地域事務所
- 北部地域事務所（和島支所内）
- 南部地域事務所（越路支所内）

支所
- 中之島支所
- 越路支所
- 三島支所
- 山古志支所
- 小国支所
- 和島支所
- 寺泊支所
- 栃尾支所
- 与板支所
- 川口支所

### 地域
2000年代行われた市町村合併（平成の大合併）以降、それ以前の旧市町村の区域は旧市町村名を冠した「地域」と呼称している（例：長岡地域・中之島地域・越路地域・寺泊地域など）。また、信濃川右岸側を「川東地域」、左岸側を「川西地域」と称する場合がある。

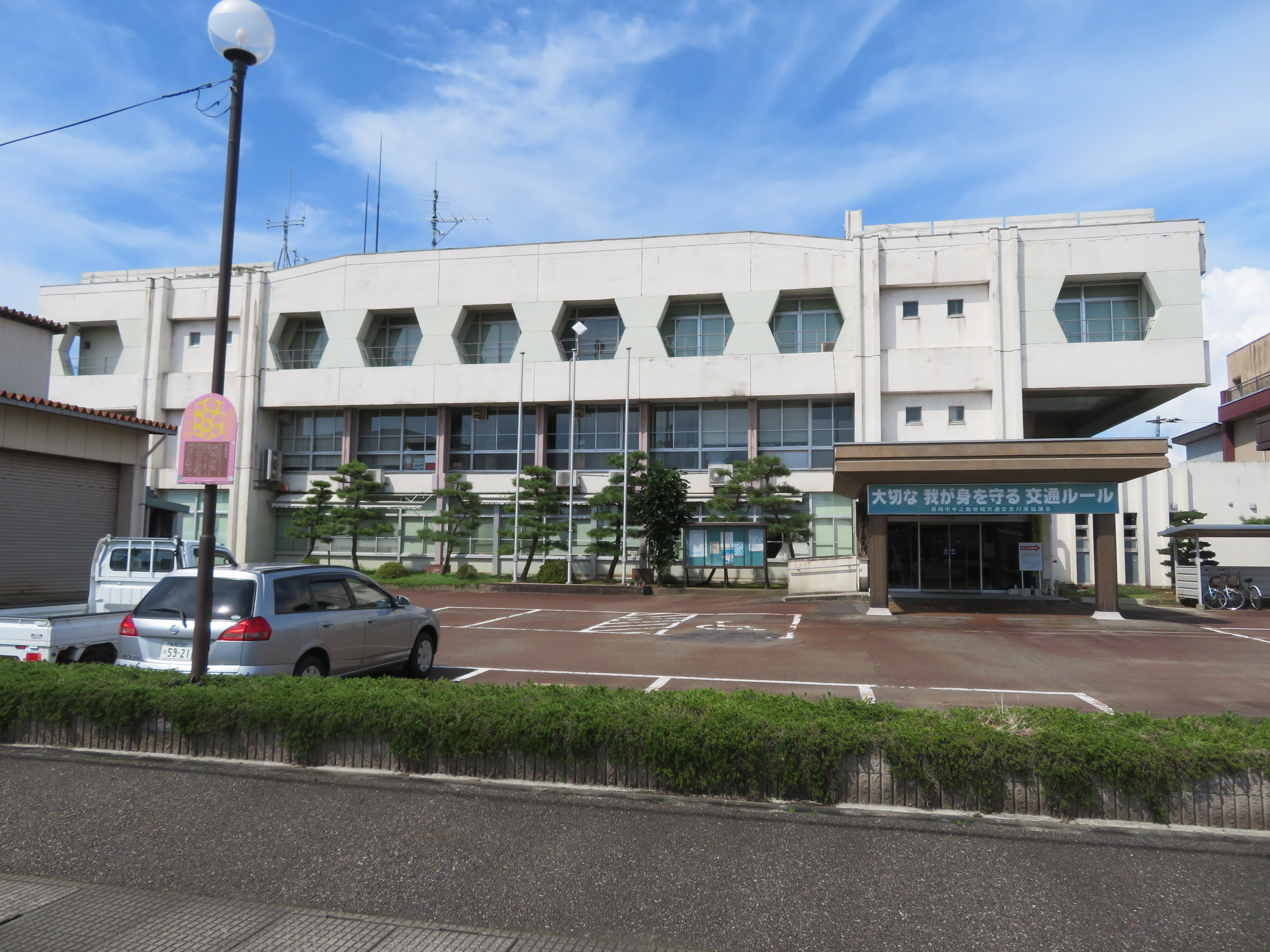
中之島支所
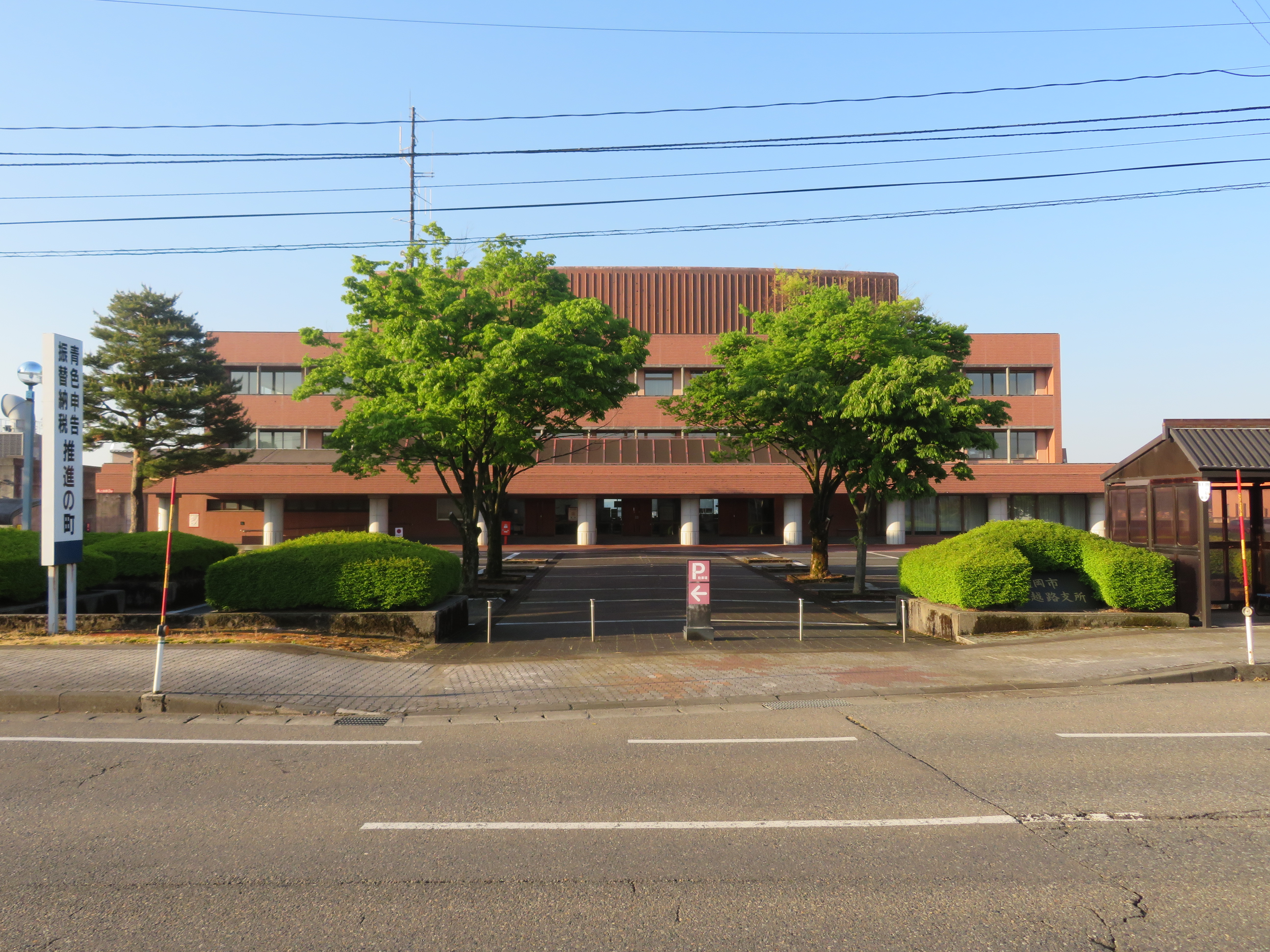
越路支所、南部地域事務所
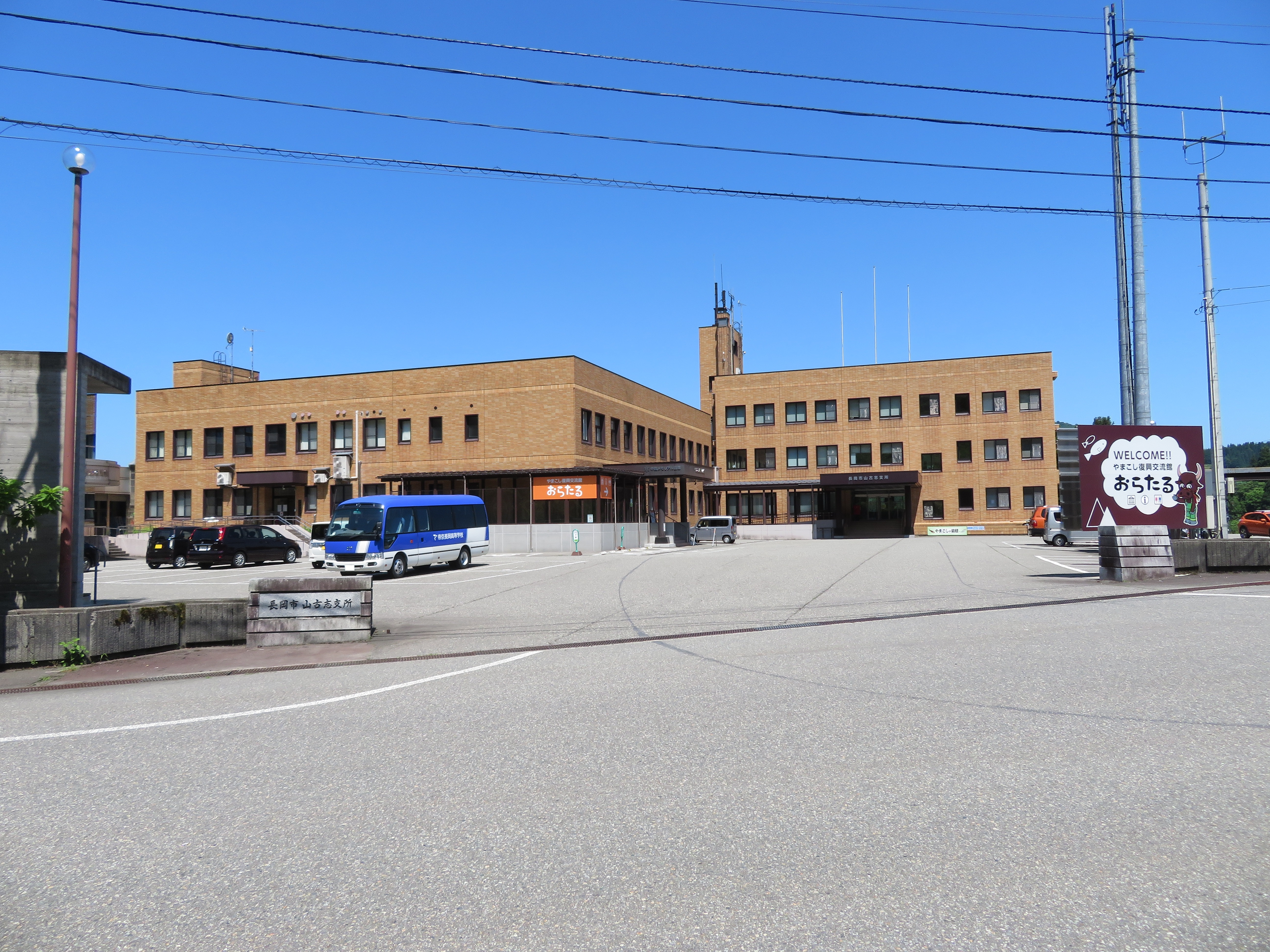
山古志支所
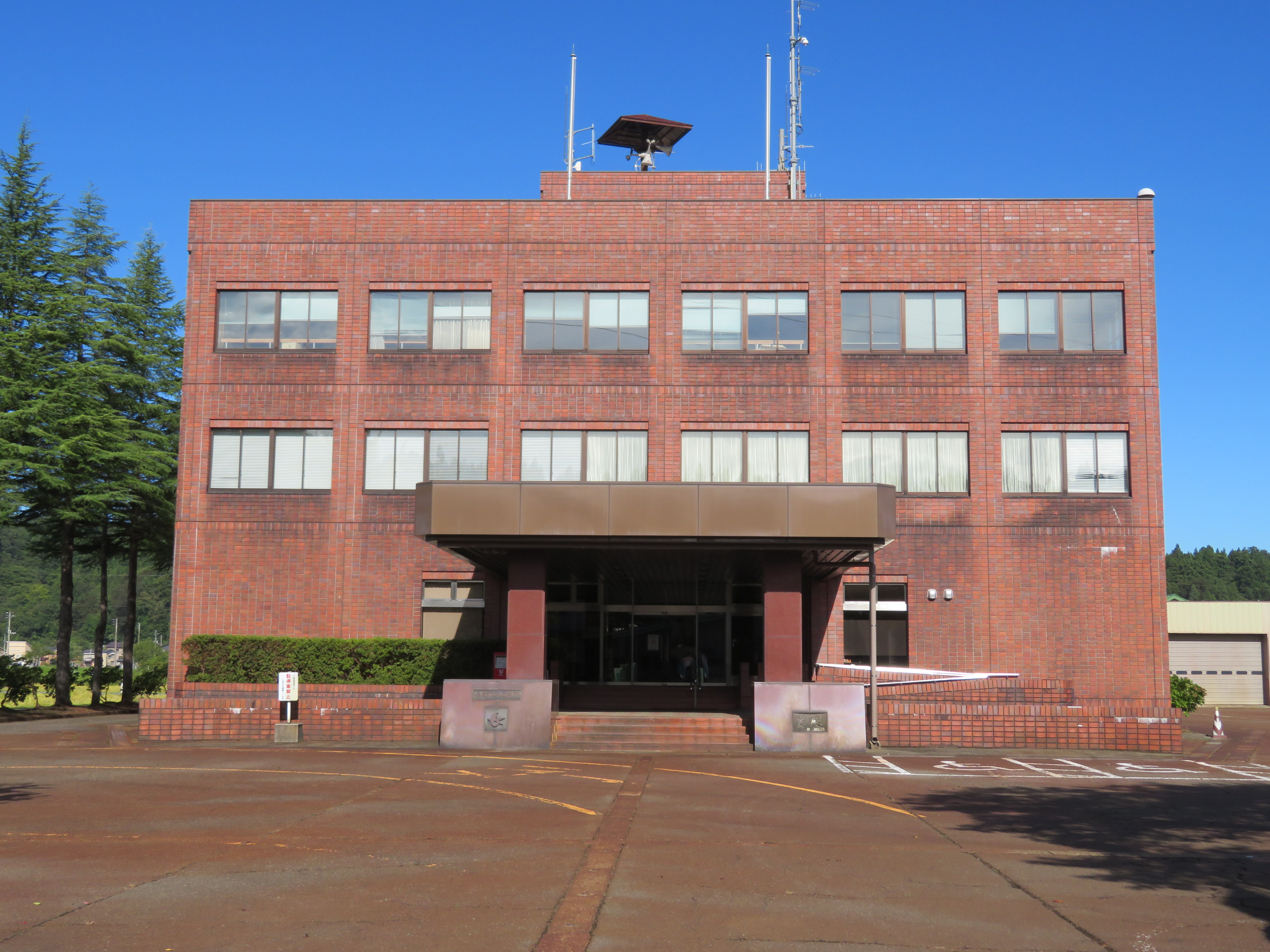
小国支所
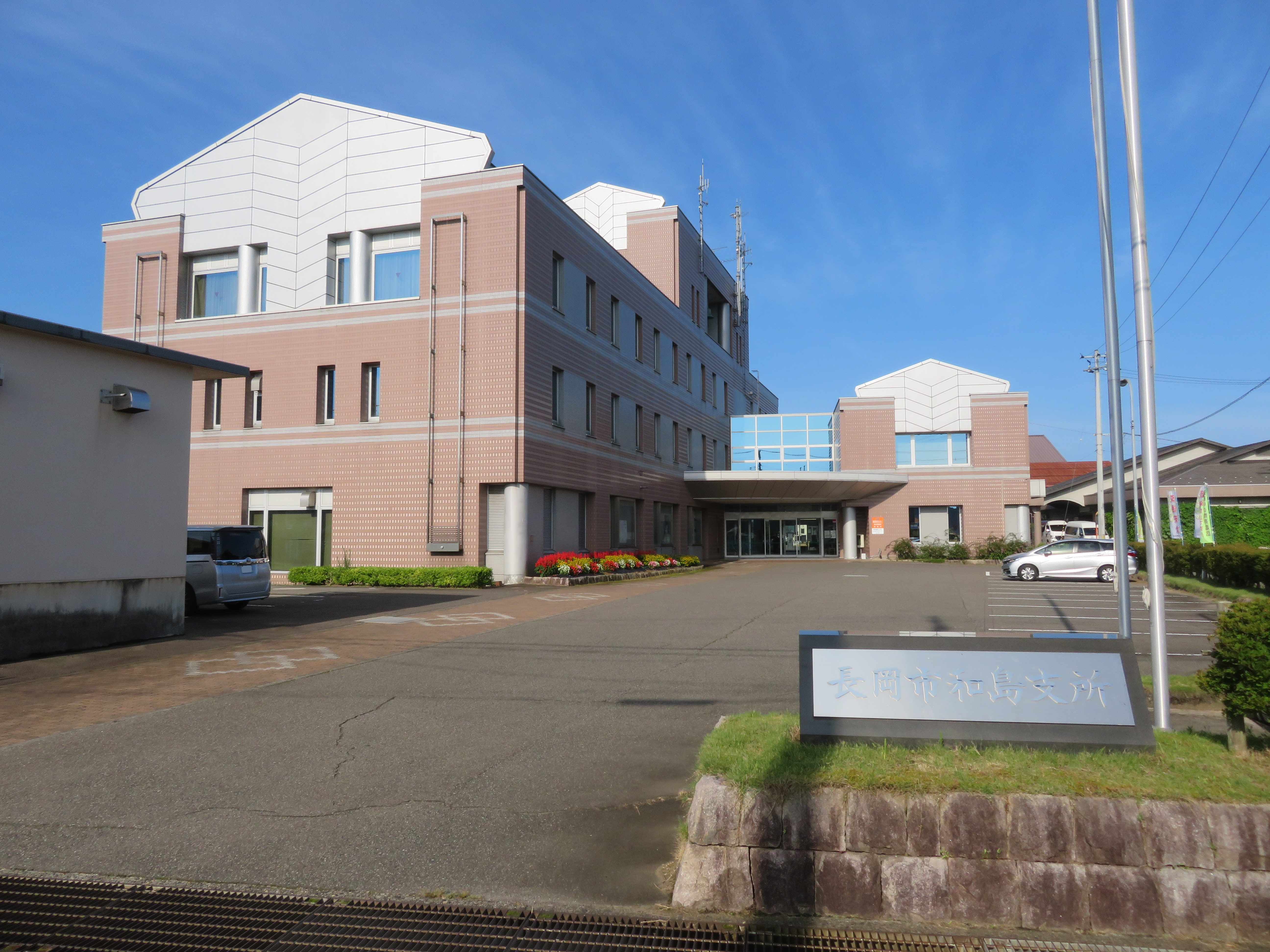
和島支所、北部地域事務所

### 市町村合併
2007年（平成19年）4月1日に特例市に移行し、国や県からの権限移譲が行われた（2015年（平成27年）に施行時特例市となる）。更に今後、周辺市町村との合併によって中核市への移行をも視野に入れている。

## 議会

### 新潟県議会
- 選挙区：長岡市・三島郡選挙区
- 定数：6人
- 任期：2019年4月30日 - 2023年4月29日
- 投票日：2019年4月7日
- 当日有権者数：229,449人
- 投票率：50.89％

| 候補者名   | 当落 | 年齢 | 所属党派   | 新旧別 | 得票数   |
| ---------- | ---- | ---- | ---------- | ------ | -------- |
| 柄沢正三   | 当   | 64   | 自由民主党 | 現     | 21,595票 |
| 安沢峰子   | 当   | 50   | 公明党     | 現     | 19,714票 |
| 高見美加   | 当   | 51   | 自由民主党 | 新     | 17,616票 |
| 長部登     | 当   | 70   | 社会民主党 | 現     | 16,739票 |
| 星野伊佐夫 | 当   | 79   | 自由民主党 | 現     | 14,946票 |
| 遠藤玲子   | 当   | 64   | 日本共産党 | 新     | 12,192票 |
| 佐藤伸広   | 落   | 52   | 立憲民主党 | 現     | 11,974票 |

### 衆議院
新潟県第区
- 選挙区：新潟4区（長岡市、柏崎市、小千谷市、見附市、三島郡、刈羽郡）
- 任期：2024年10月27日 - 2028年10月26日
- 投票日：2024年10月27日
- 当日有権者数：352,778人
- 投票率：60.30 %

| 当落 | 候補者名   | 年齢 | 所属党派   | 新旧別 | 得票数   | 重複 |
| ---- | ---------- | ---- | ---------- | ------ | -------- | ---- |
| 当   | 米山隆一   | 57   | 立憲民主党 | 前     | 93,764票 | ○    |
|      | 鷲尾英一郎 | 47   | 自由民主党 | 前     | 71,672票 | ○    |
|      | 泉田裕彦   | 62   | 無所属     | 前     | 43,396票 |      |

## 施設

### 警察
本部
- 新潟県警察

警察署
- 長岡警察署
  - 栃尾幹部交番
  - 長岡駅交番
  - 川崎交番
  - 千手交番
  - 宮内交番
  - 四郎丸交番
  - 悠久町交番
  - 緑町交番
  - 下柳交番
  - 新町交番
  - 希望が丘交番
  - 越路交番
  - 深沢町駐在所
  - 塚山駐在所
  - 滝谷町駐在所
  - 関原町駐在所
  - 宮本東方町駐在所
  - 下々条町駐在所
  - 浦瀬町駐在所
  - 亀貝町駐在所
  - 竹沢駐在所
  - 蓬平町駐在所
  - 北荷頃駐在所
  - 二日町駐在所
  - 東谷駐在所
  - 吹谷駐在所

- 与板警察署
  - 寺泊交番
  - 脇野町駐在所
  - 鳥越駐在所
  - 島崎駐在所
  - 小島谷駐在所
  - 大河津駐在所

- 見附警察署（見附市）
  - 中之島交番

- 柏崎警察署（柏崎市）
  - 小国交番

- 小千谷警察署（小千谷市）
  - 川口交番

### 消防
本部
- 長岡市消防本部

消防署
- 長岡消防署
  - 関原出張所
  - 新町出張所
  - 越路出張所
  - 川崎出張所
  - 宮内出張所
  - 山古志出張所
  - 小国出張所
- 与板消防署
  - 中之島出張所
  - 寺泊出張所
- 栃尾消防署

（なお、川口地域の常備消防の業務は、小千谷市へ事務委託している。）
消防団
- 長岡市消防団
  - 長岡中央方面隊
  - 長岡南部方面隊
  - 長岡北部方面隊
  - 長岡川西方面隊
  - 長岡西部方面隊
  - 越路方面隊
  - 山古志方面隊
  - 小国方面隊
  - 中之島方面隊
  - 三島方面隊
  - 和島方面隊
  - 寺泊方面隊
  - 与板方面隊
  - 栃尾方面隊
  - 川口方面隊

### 図書館

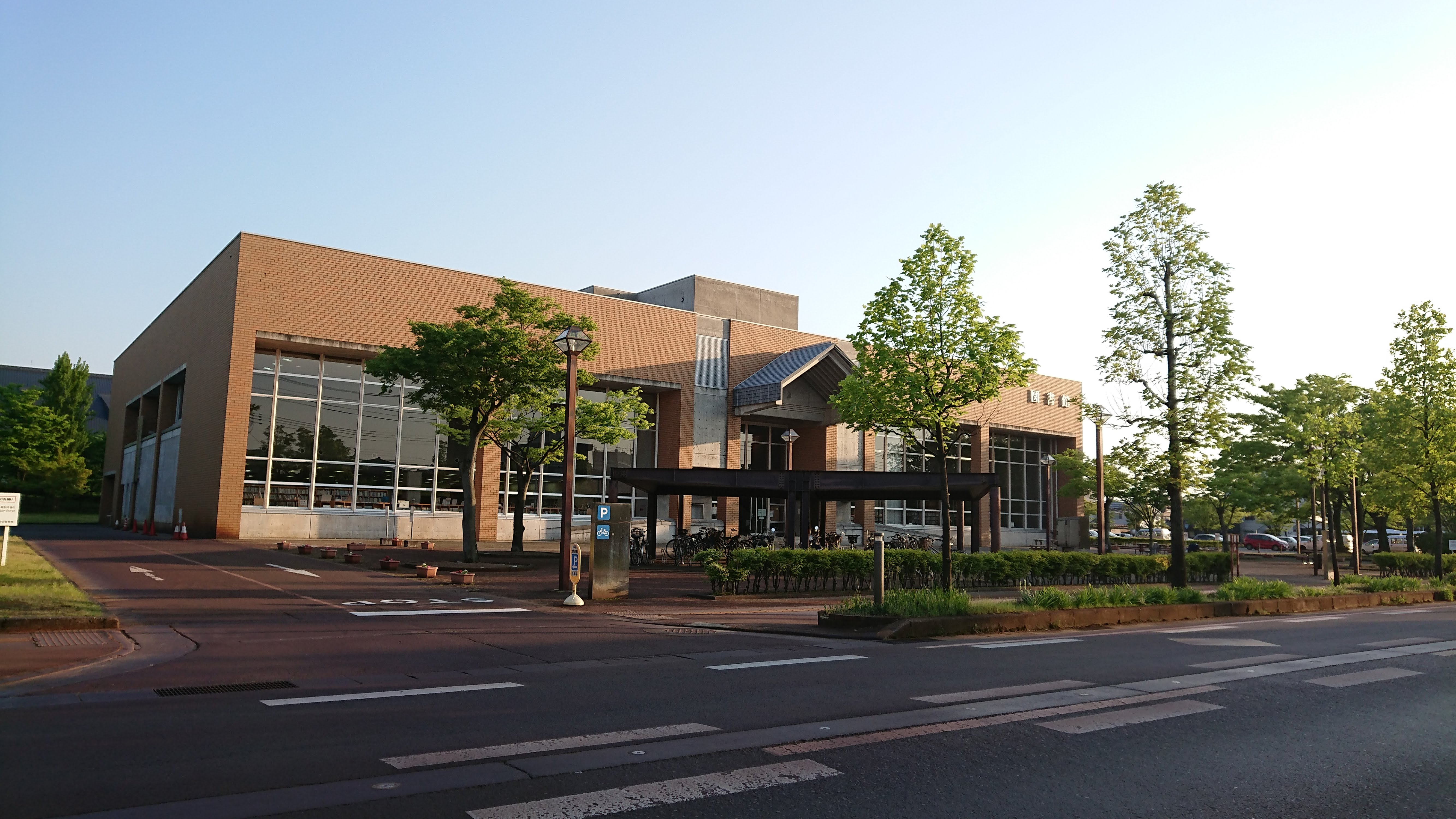
長岡市立中央図書館

- 長岡市立図書館
  - 長岡市立中央図書館
  - 長岡市立互尊文庫
  - 長岡市立西地域図書館
  - 長岡市立南地域図書館
  - 長岡市立北地域図書館
  - 長岡市立中之島地域図書館
  - 長岡市立寺泊地域図書館
  - 長岡市立栃尾地域図書館

### 博物館・美術館
- 新潟県立近代美術館
- 新潟県立歴史博物館
- 長岡市立科学博物館
  - 長岡藩主牧野家史料館
  - 長岡市郷土史料館
  - 悠久山小動物園
  - 寺泊水族博物館
  - 馬高縄文館
    - 藤橋歴史の広場

  - 北越戊辰戦争伝承館
  - 越路郷土資料館
  - 三島郷土資料館（みしま会館内）
  - 小国民俗資料館
  - 寺泊民俗資料館（長岡市トキと自然の学習館内）
  - 与板歴史民俗資料館（兼続お船ミュージアム）
- 中越メモリアル回廊
  - 長岡震災アーカイブセンター きおくみらい
  - やまこし復興交流館 おらたる
  - 川口きずな館
- 長岡市栃尾美術館
- ながおか花火ミュージアム
- 長岡戦災資料館
- 長岡市トキと自然の学習館 トキみーて
- 大竹邸記念館
- 良寛の里美術館（道の駅良寛の里わしま内）

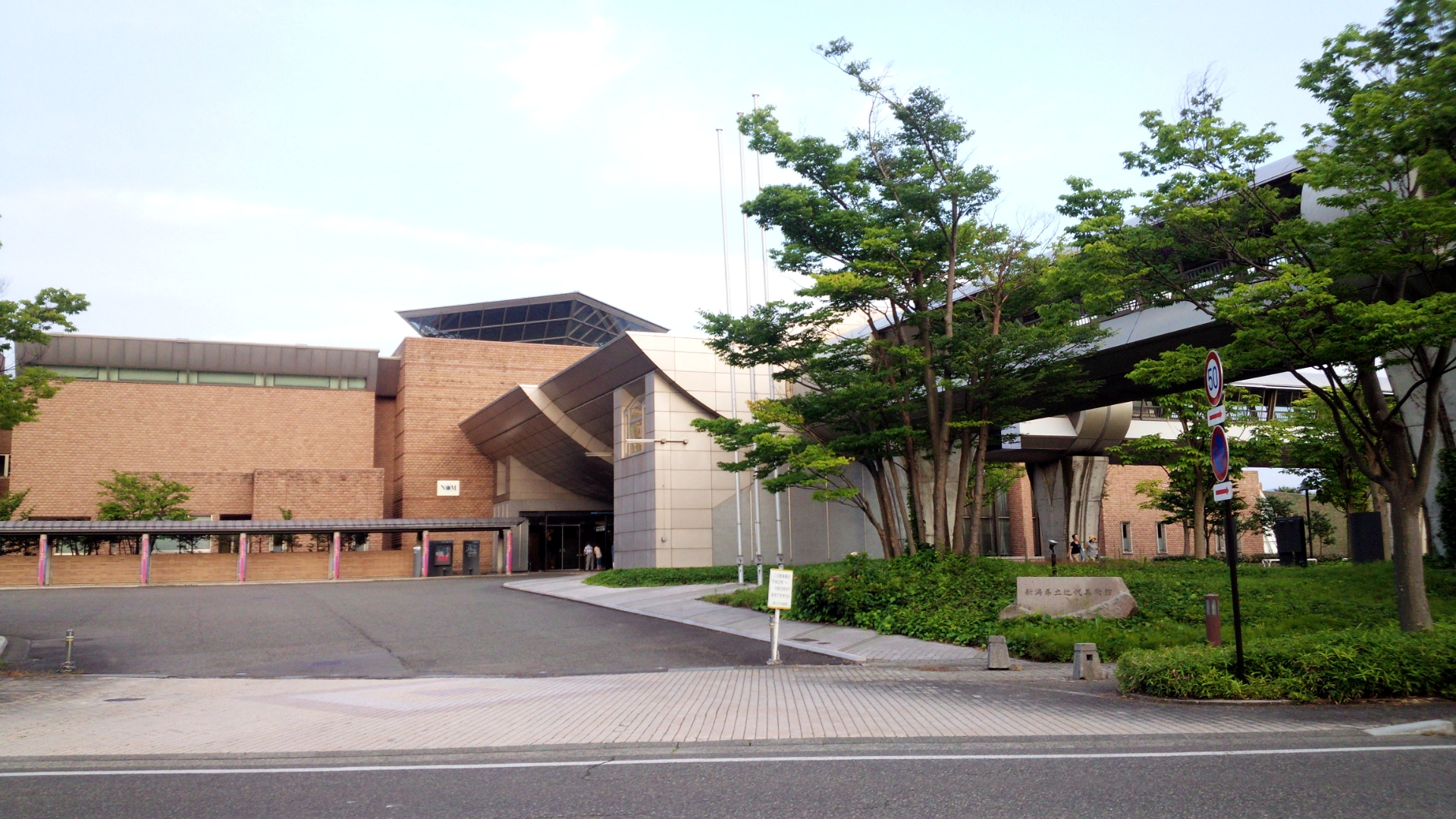
新潟県立近代美術館
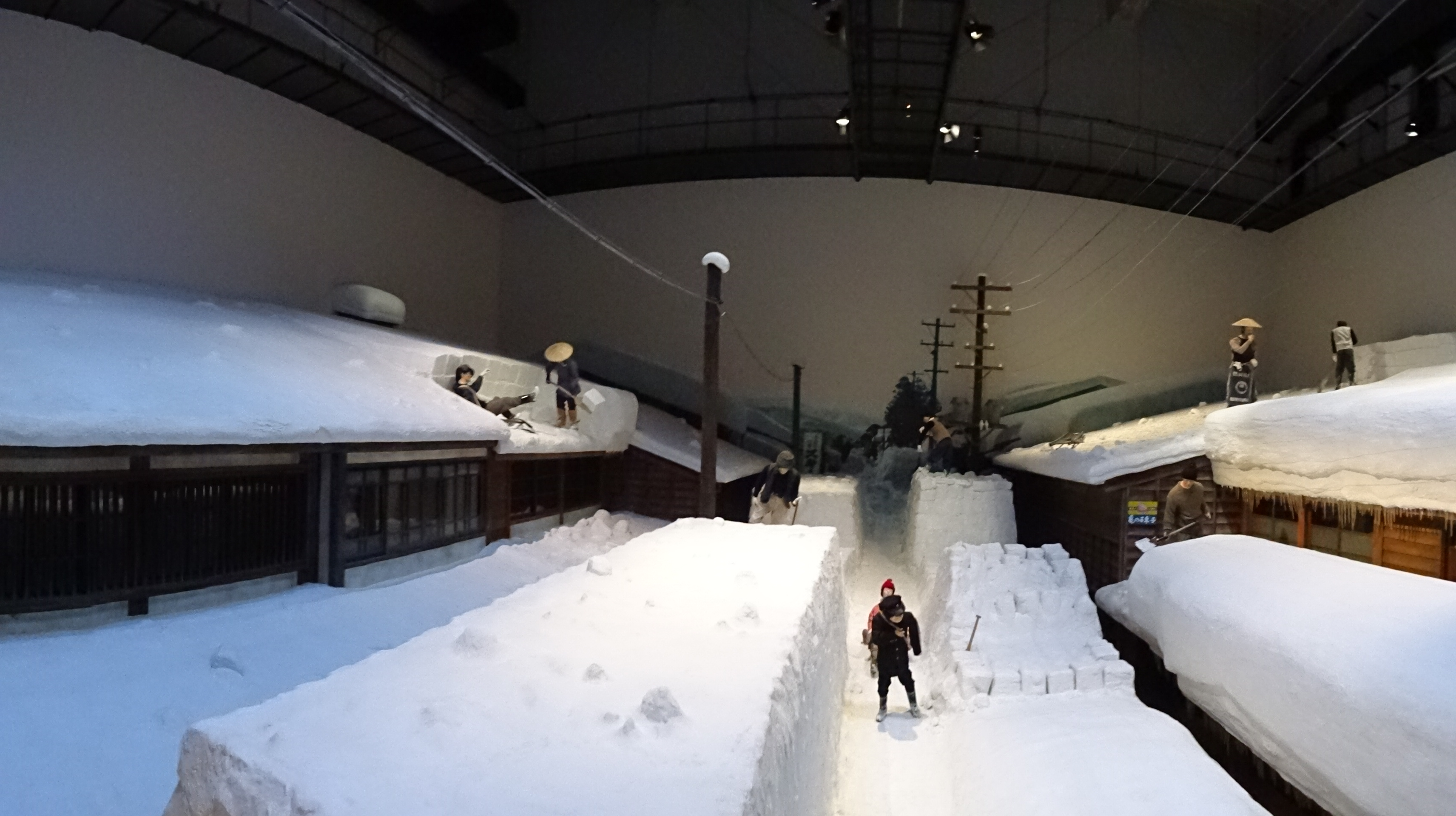
新潟県立歴史博物館
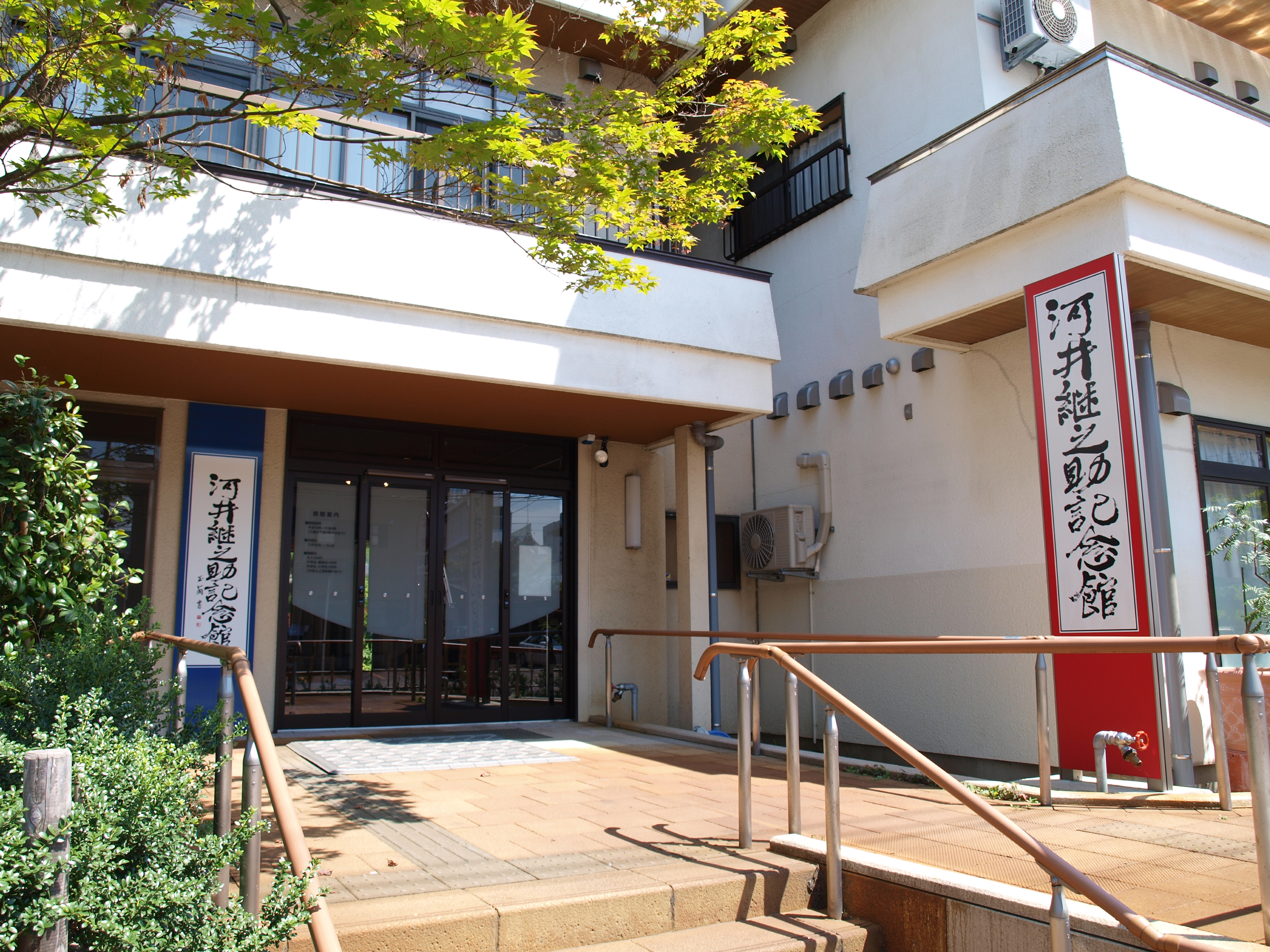
河井継之助記念館
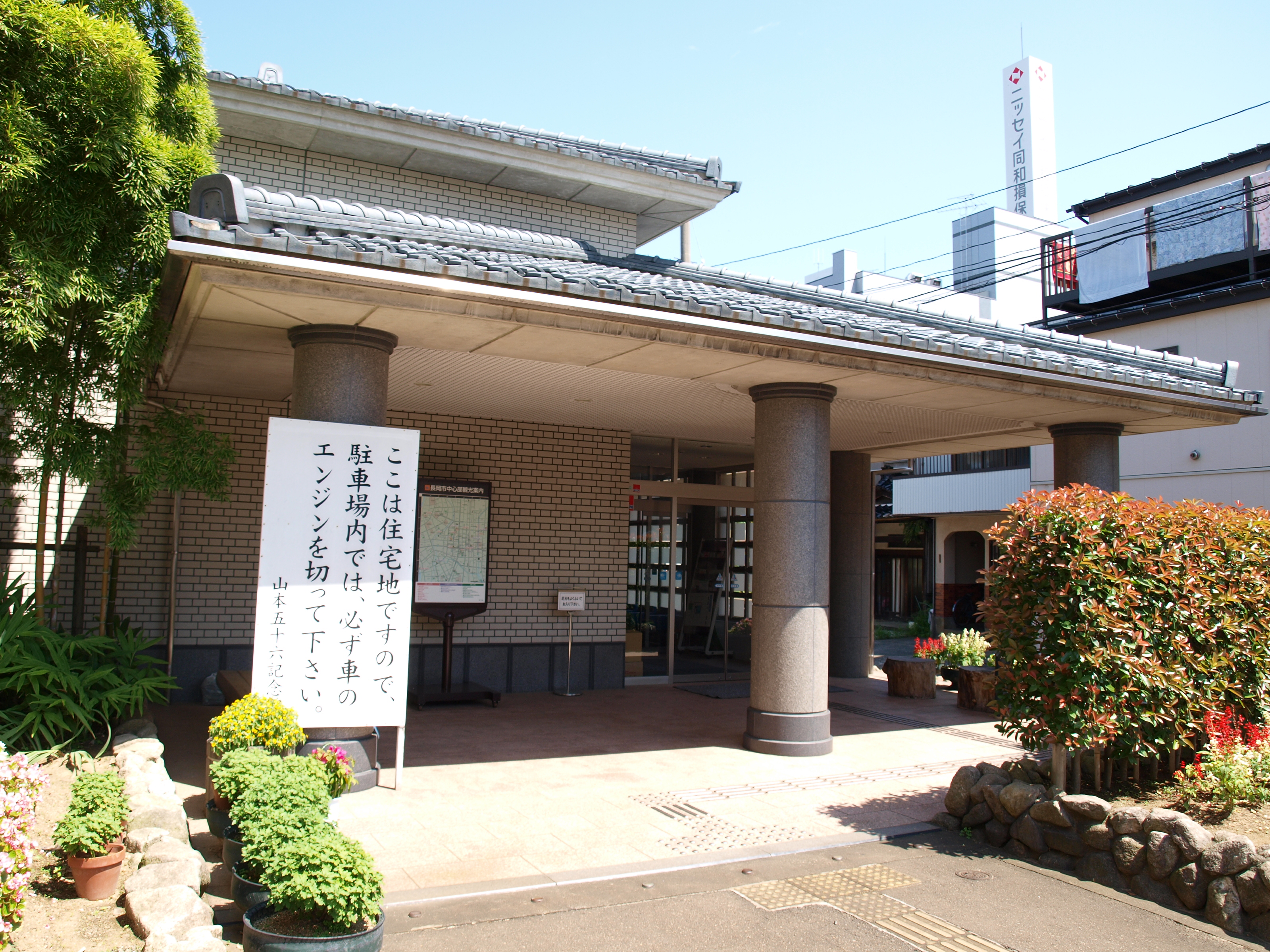
山本五十六記念館
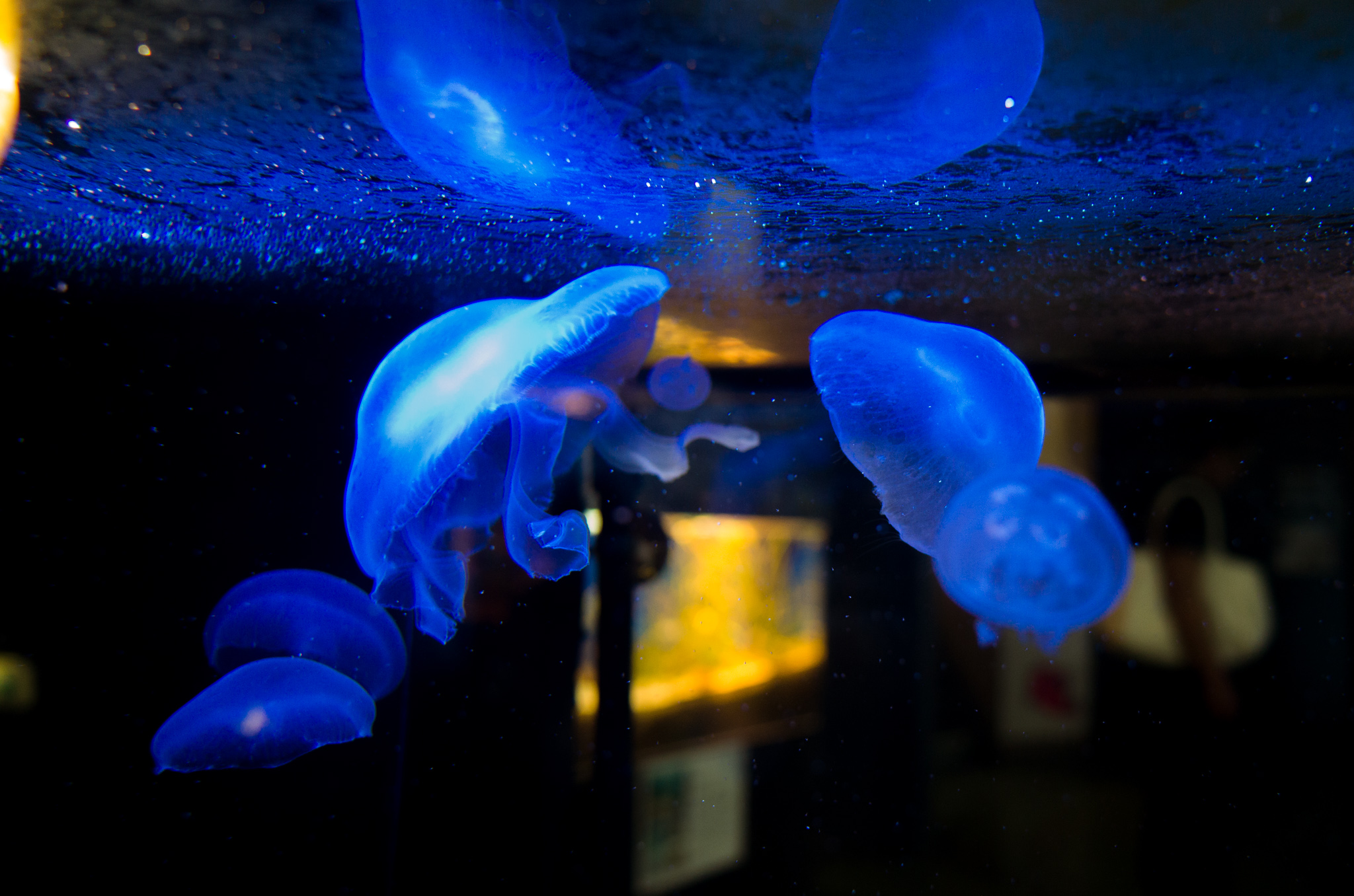
寺泊水族博物館
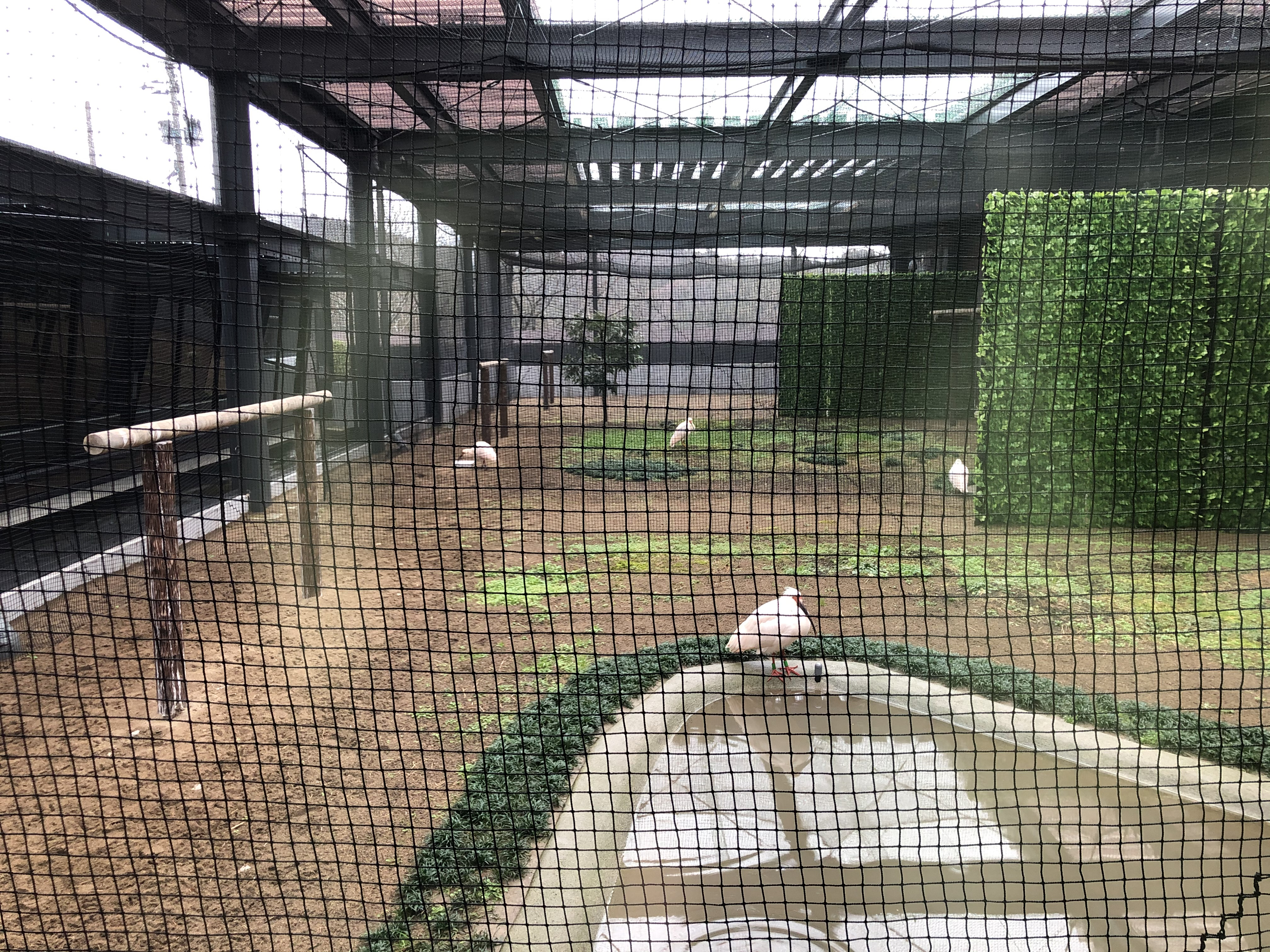
長岡市トキと自然の学習館 トキみーて
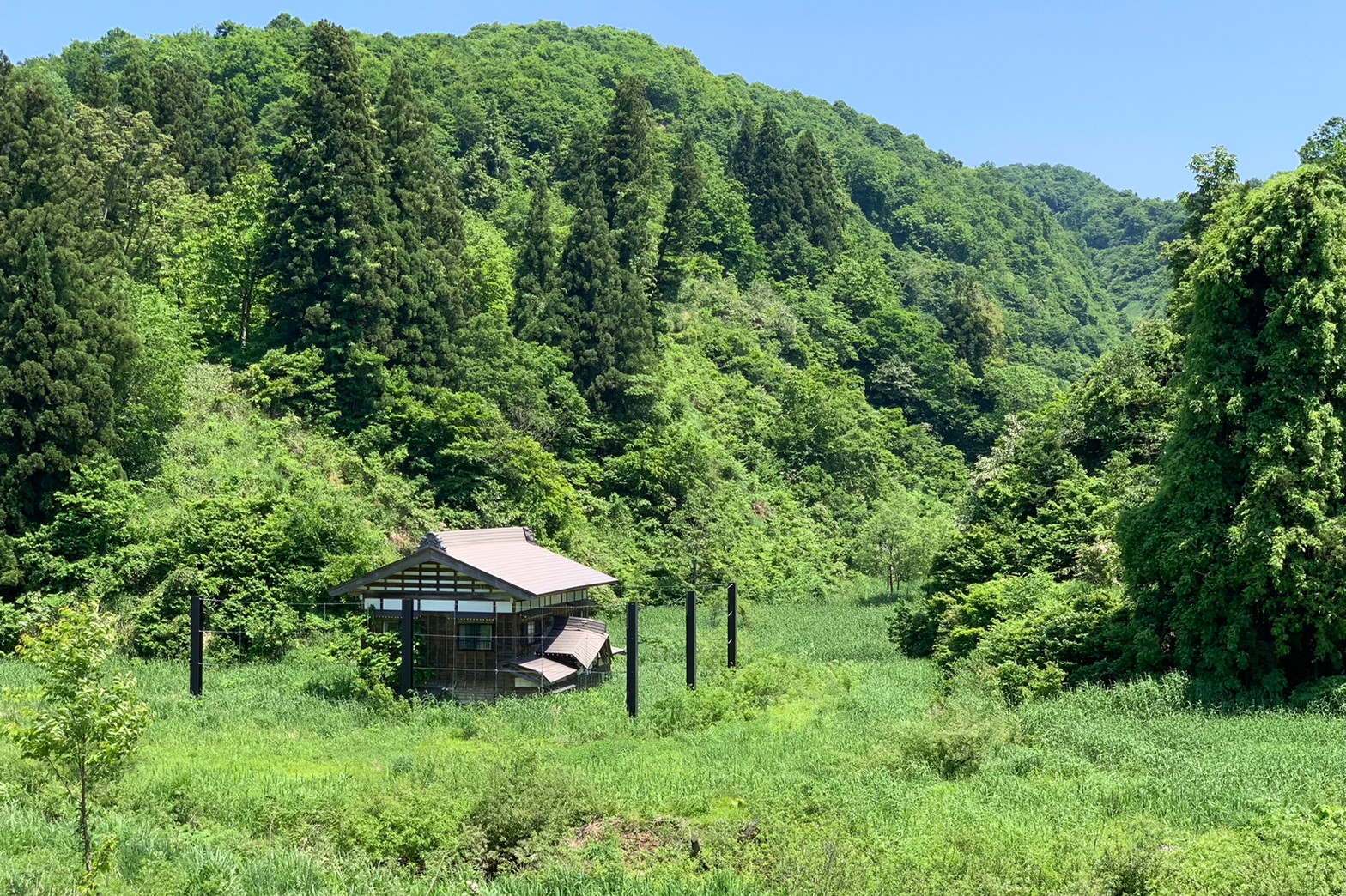
芋川砂防フィールドミュージアム

- 新潟県立近代美術館
- 新潟県立歴史博物館
- 河井継之助記念館
- 山本五十六記念館
- 寺泊水族博物館
- 長岡市トキと自然の学習館 トキみーて
- 芋川砂防フィールドミュージアム

### 文化施設
- 長岡市シティホールプラザアオーレ長岡
- 長岡市立劇場
- ハイブ長岡
- 長岡リリックホール
- まちなかキャンパス
- 米百俵プレイス ミライエ長岡

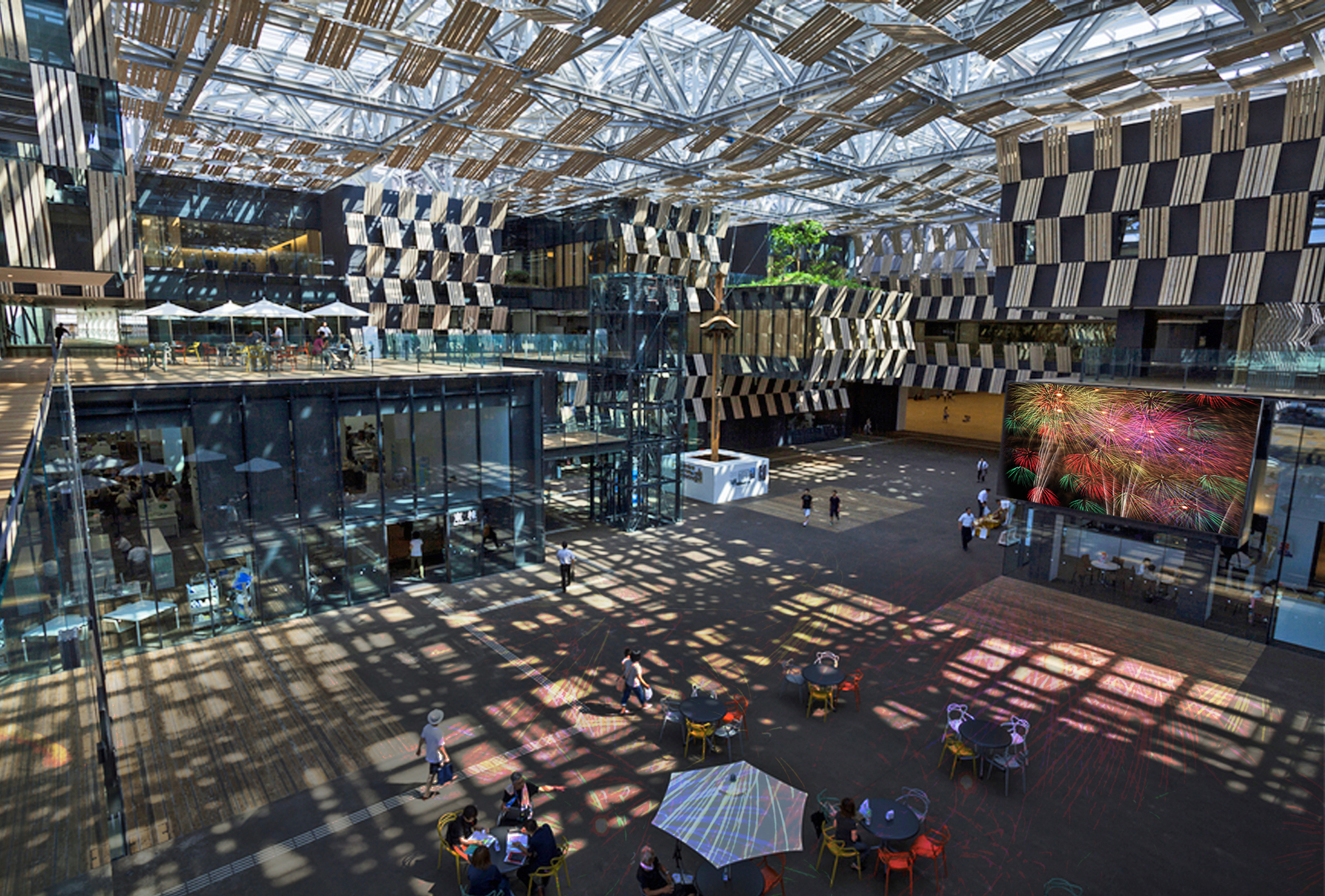
長岡市シティホールプラザアオーレ長岡

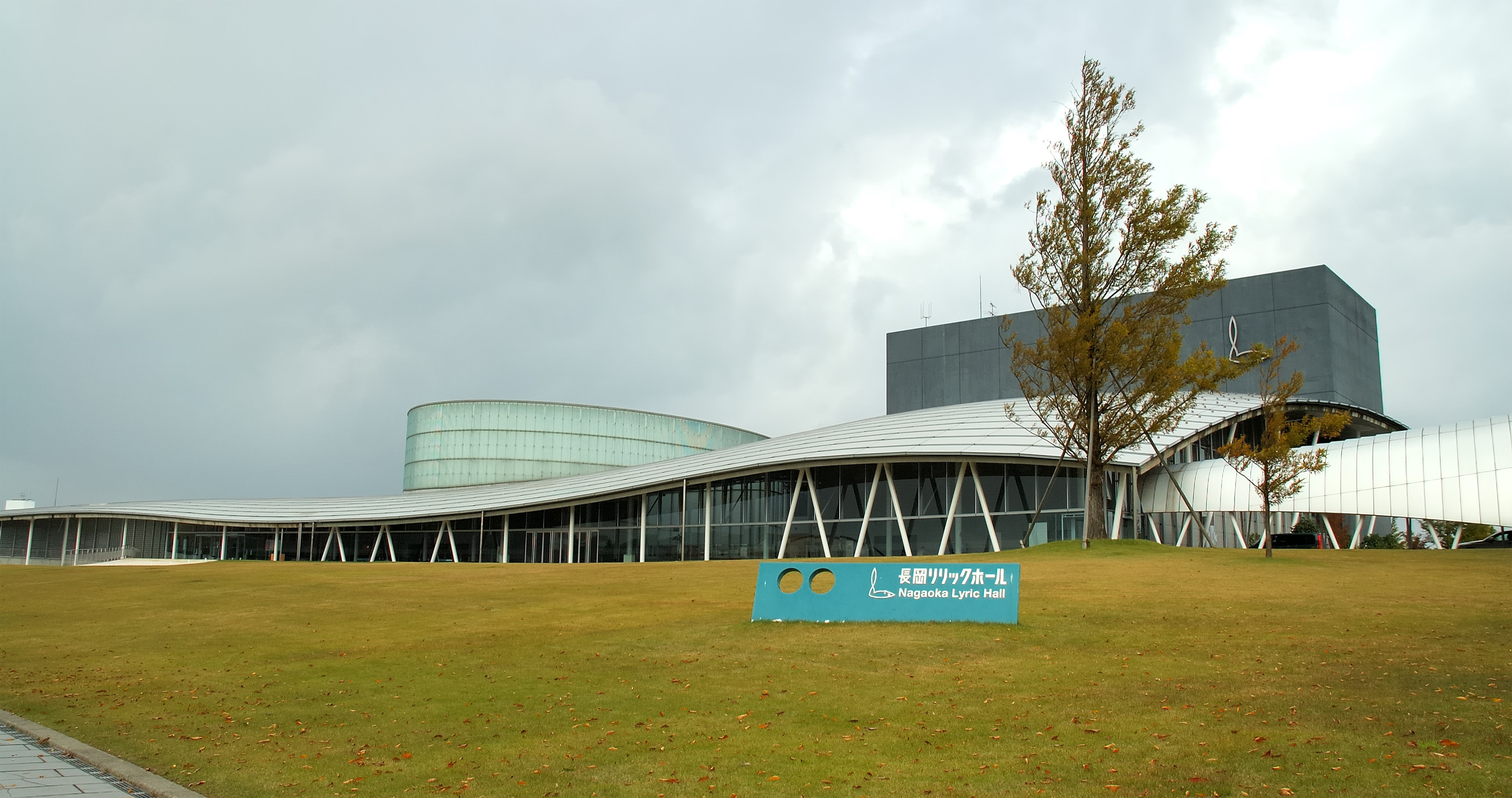
長岡リリックホール

- 中之島文化センター（マナビィプラザなかのしま）
- 寺泊文化センター
- 栃尾地域交流拠点施設 トチオーレ
- みしま交流センター

### 運動施設
主なスポーツ施設
（運動公園以外の公園を除く）
- 新潟県立長岡屋内総合プール（ダイエープロビスフェニックスプール）
- アクアーレ長岡
- 希望が丘プール
- 越路B&G海洋センター
- 和島B&G海洋センター
- 小国プール
- 志保の里荘

（屋内ゲートボール場、塩泉）
- 悠久山野球場
- 与板野球場
- 中之島野球場
- 三島野球場
- 和島野球場
- 陸上競技場

- 市営スキー場
- 古志高原スキー場
- とちおファミリースキー場
- 市民体育館
- 北部体育館
- 南部体育館
- 新産体育館
- 与板体育館
- みしま体育館
- 中之島体育館（2011年改築）
- 中之島北体育館
- 越路体育館
- 浦体育館

- 三島体育センター
- 小国勤労者体育センター
- 山古志体育館
- スポーツ広場
- 第二スポーツ広場
- 与板スポーツ広場
- 北部運動公園
- 乙吉運動広場
- 中之島スポーツ広場
- 中之島リバーサイドパーク野外活動施設
- 与板河川公園
- 越路河川公園

- おぐに運動公園
- 長谷川運動公園
- ニュータウン運動公園
- 成出運動広場
- 三島運動広場
- 山古志運動広場
- 希望が丘テニス場
- 東山テニス場
- 与板テニス場
- 中之島テニス場
- 小国ゲートボールコート
- ヨネックスカントリークラブ
- 長岡カントリー倶楽部
- グリーンヒル長岡ゴルフ倶楽部

### まちの駅
主なまちの駅
- まちの駅「ながおか まちの駅」
- まちの駅 長岡大学
- 農の駅あぐらって長岡
- 栃尾まちの駅 とちパル

## 対外関係

### 姉妹都市・提携都市
2000年代に編入合併（平成の大合併）した旧市町村が海外の市町村と締結していた姉妹友好都市との関係は、編入合併後も長岡市が継承して交流事業が継続されている。

#### 海外
姉妹都市
- ロマンモティエ（スイス連邦）
  - 1986年（昭和61年）6月4日 - 旧小国町と姉妹都市を締結し、編入合併後に締結関係を継承
- フォートワース市（アメリカ合衆国 テキサス州）
  - 1987年（昭和62年）11月9日 - 姉妹都市締結
- 西タイアラプ（フランス共和国 フランス領ポリネシア）
  - 1991年（平成3年）8月29日 - 旧和島村と姉妹都市を締結し、編入合併後に締結関係を継承
- トリアー市（ドイツ連邦共和国）
  - 1995年（平成7年）10月12日 - 友好都市締結
  - 2006年（平成18年）4月1日 - 姉妹都市締結
- ホノルル市（アメリカ合衆国 ハワイ州）
  - 2012年（平成24年）3月3日 - 姉妹都市締結[28]

友好都市
- バンベルク市（ドイツ連邦共和国）
  - 1995年（平成7年）10月10日 - 友好都市締結

#### 国内
姉妹都市
- 白鷹町（東北地方 山形県）
  - 1972年（昭和47年）5月11日 - 旧栃尾市と締結
- 伊勢崎市（関東地方 群馬県）
  - 1986年（昭和61年）11月15日 - 旧寺泊町と締結
- 武蔵野市（関東地方 東京都）
  - 1989年（平成元年）9月 - 旧小国町と締結

災害時相互応援協定都市
- 長岡市・高岡市災害時相互応援協定：高岡市（富山県）と1996年（平成8年）5月9日締結、2006年（平成18年）1月4日改訂
- 長岡地域災害時相互応援協定：見附市、小千谷市、出雲崎町、川口町の4市町と1996年（平成8年）6月12日締結（川口地域の編入合併後は3市町との協定）
- 長岡市・会津若松市災害時相互応援協定：会津若松市（福島県）と1996年（平成8年）10月15日締結
- 災害時における近隣市町村相互援助協定：新潟市ほか11市町村と2005年（平成17年）10月17日締結、2006年8月1日改訂
- 災害時広域相互応援に関する協定書：中津川市（岐阜県）と2007年（平成19年）3月7日締結
- 特例市災害時相互応援に関する協定書：国内すべての特例市と2007年4月1日締結

ほか多数

## 経済
長岡市の中心市街地は長岡駅周辺を中心に形成されており、特に同駅大手口側にはオフィスやホテル、総合スーパーなどが軒を連ねている。新潟県のほぼ中部に位置し、周辺市町村を含めた商圏人口は約65万人を有し、商圏は新潟市、三条市、柏崎市、十日町市などと一部重複している。

### 第一次産業

#### 養鯉

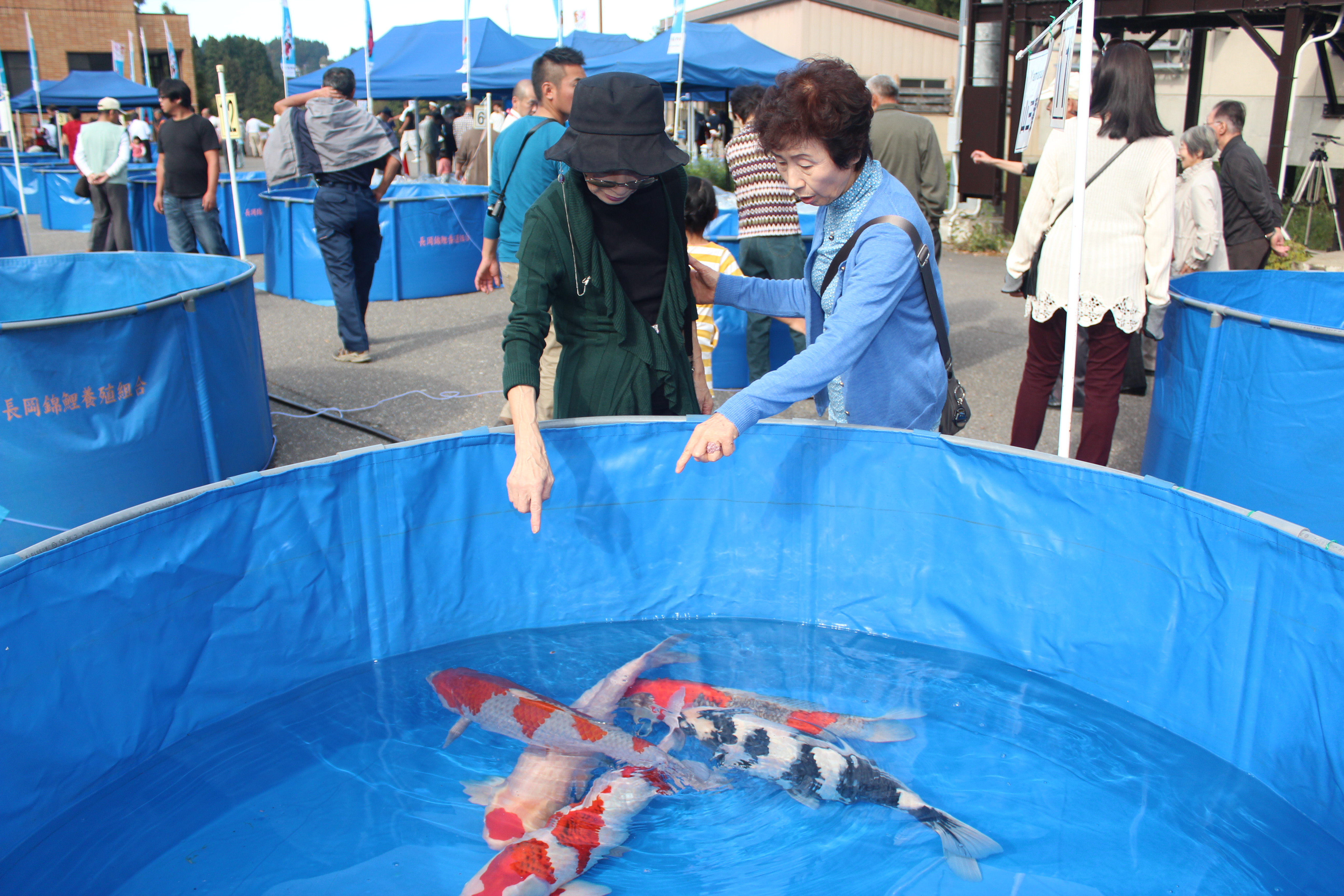
錦鯉の品評会

山古志地域を含む二十村郷と呼ばれる地域は錦鯉発祥の地であり、現在は錦鯉の養鯉が盛んに行われている。2017年（平成29年）5月5日には錦鯉が新潟県の鑑賞魚に指定されている。

### 第二次産業

#### 鉱業

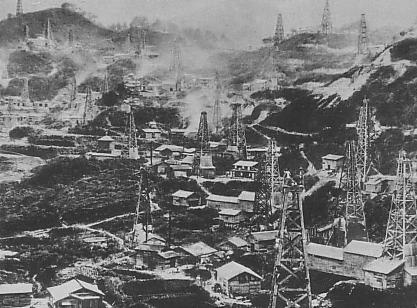
明治時代の東山油田

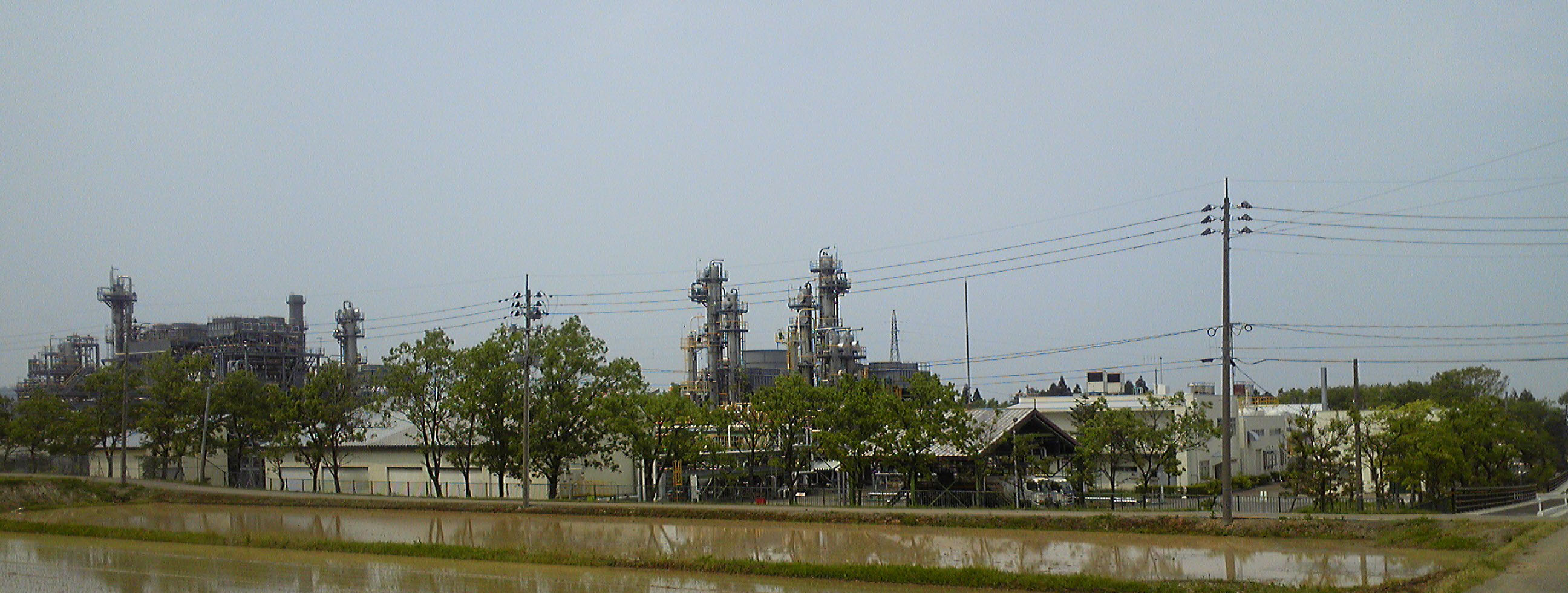
国内最大級のガス田南長岡ガス田で生産される天然ガスの精製を行っている越路原プラント

天然ガスの産出量が日本一であり、越路地域を中心とした地域には、埋蔵量が日本屈指の南長岡ガス田がある。明治20年代から大正期にかけては、東山地区で産出した石油の採取が盛んに行われ、長岡は日本有数のオイルタウンとして知られていた。
長岡の石油産出は記紀の頃（奈良時代）から記録があるが、本格的な生産は1882年（明治15年）頃に出雲崎町尼瀬で石油掘削が盛んになったことに触発されたのが始まりである。1889年（明治22年）に北越石油会社（東山油田）、1893年（明治26年）に宝田石油株式会社が地元資本で設立され、中小の石油会社も300社以上相次いで創業した。1908年（明治41年）の宝田石油の納税額は長岡市の市税収入の1割強に上った。石油産業の隆盛は各方面に波及し、機械工業、電灯・ガス産業、証券業（石油関連企業の設立の際に、株式発行による資金調達が行われたため）の発達につながった。

### 第三次産業

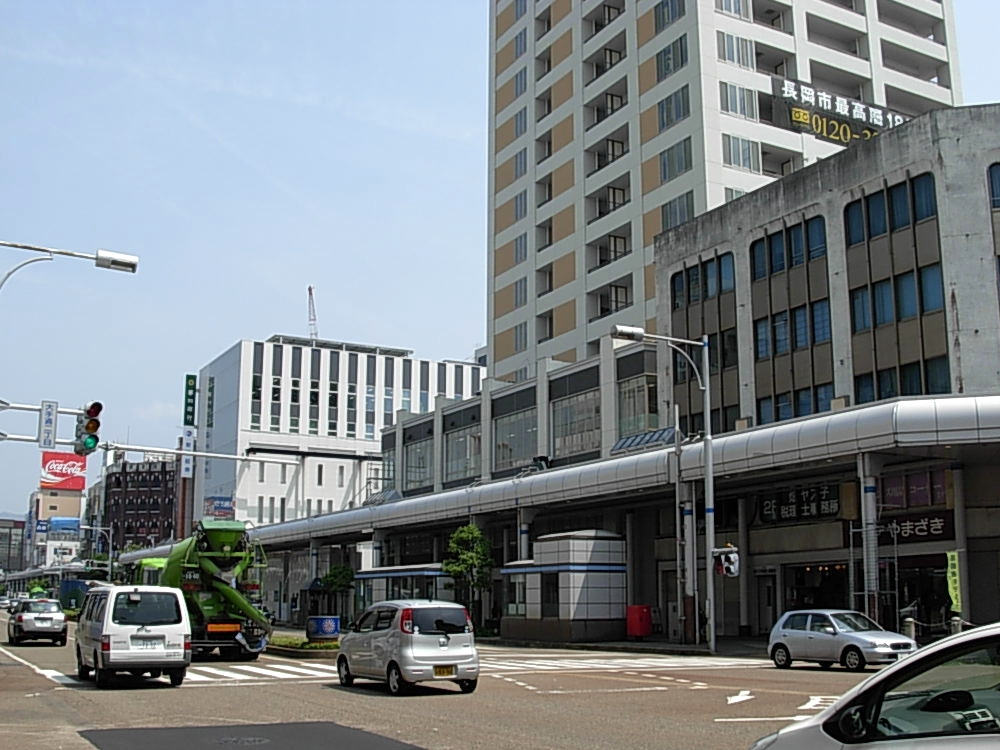
中心市街地・大手通りの再開発地区「フェニックス大手」

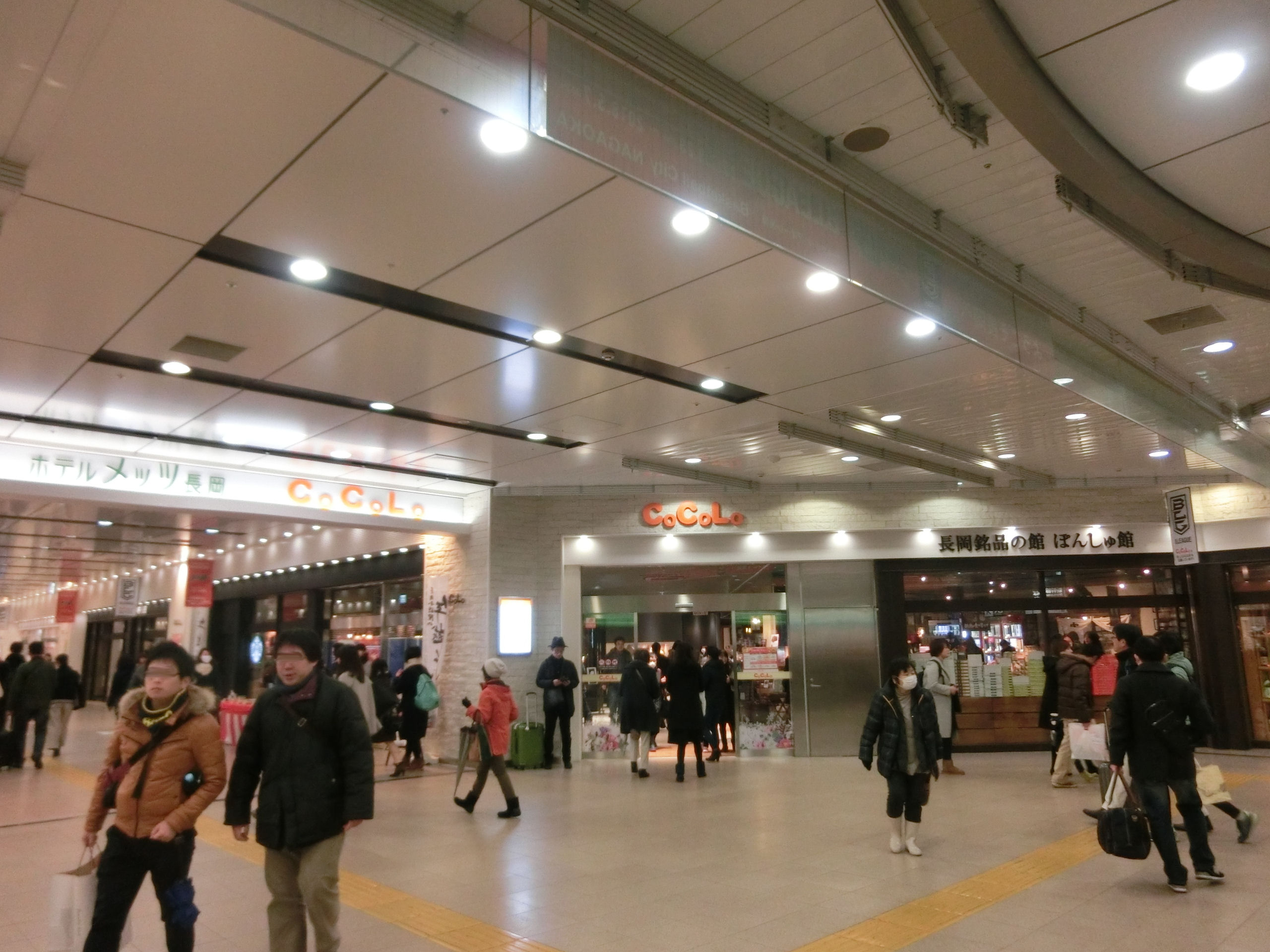
駅ビルCoCoLo長岡

リバーサイド千秋

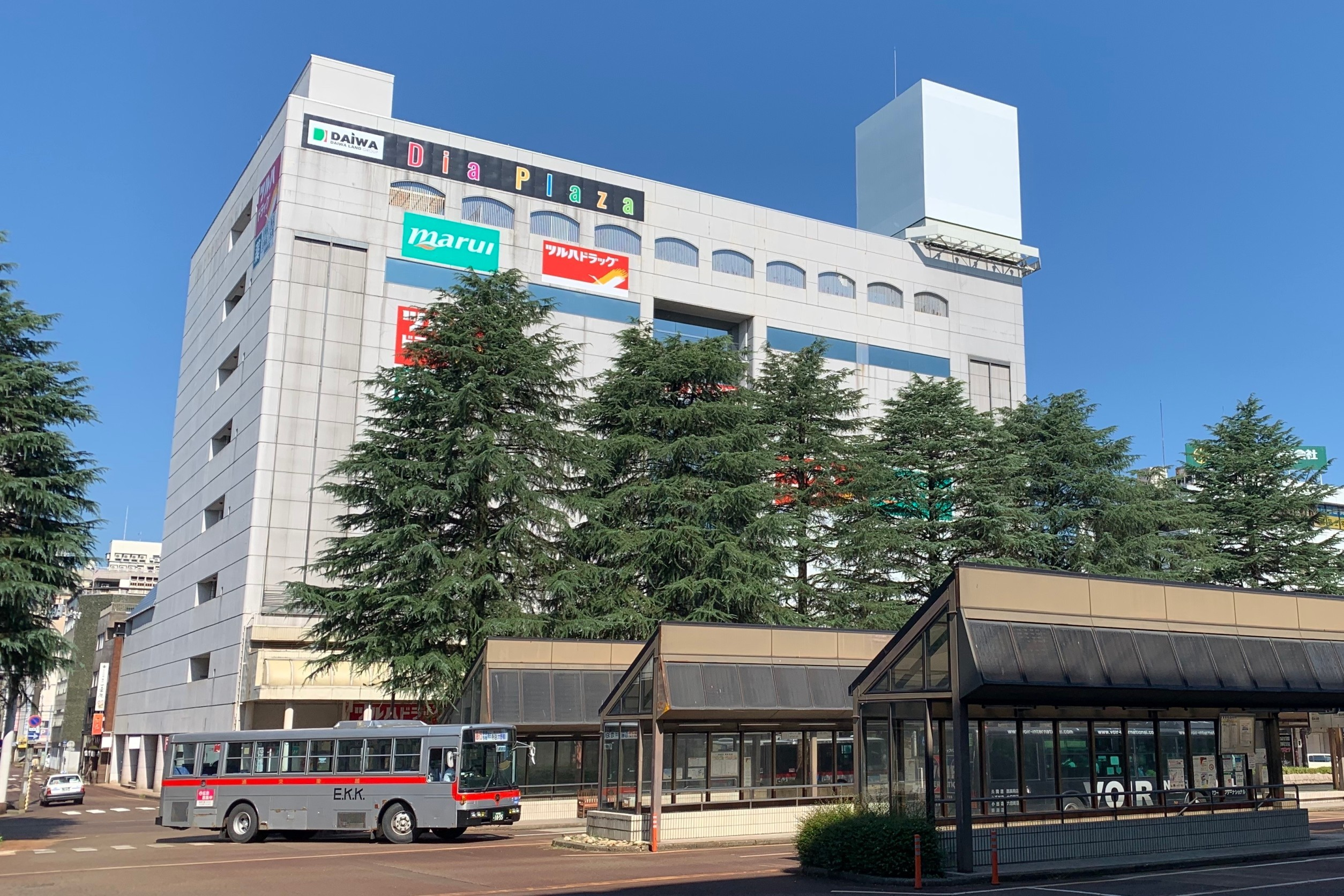
Dia Plaza長岡

#### 商業
長岡市の商業施設は全国的に近年見られる傾向と同様、郊外型商業施設の進出が顕著な半面、中心市街地は駅ビル以外の商業施設撤退が進み空洞化が起きている。
1988年（昭和63年）開店のジャスコ長岡店（現：イオン長岡店）や2007年（平成19年）開店のリバーサイド千秋をはじめ、郊外やロードサイドへの店舗の出店が相次ぎ、これらには市内や周辺市町村から連日多くの買い物客が訪れる。一方、長岡駅大手口周辺の中心地では、2010年（平成22年）4月25日に中越地方最後の百貨店であった「大和長岡店」が閉店、2019年（平成31年）には総合スーパーのイトーヨーカドー丸大長岡店が閉店するなど、かつて地区の核店舗としての役割を担っていた百貨店や総合スーパーなどの大型店などが次々と撤退し、加えて個店舗の閉店も相次ぎ、商業地としての機能縮小が進んだ。
一方で中心市街地ではアオーレ長岡やフェニックス大手、ながおか町口御門、米百俵プレイスなど再開発による都市機能の都心回帰が進み、ペデストリアンデッキ「大手スカイデッキ」整備や、大手通りの地下駐車場建設、市営駐車場設置も行われ、歩行者通行量は回復傾向にある。

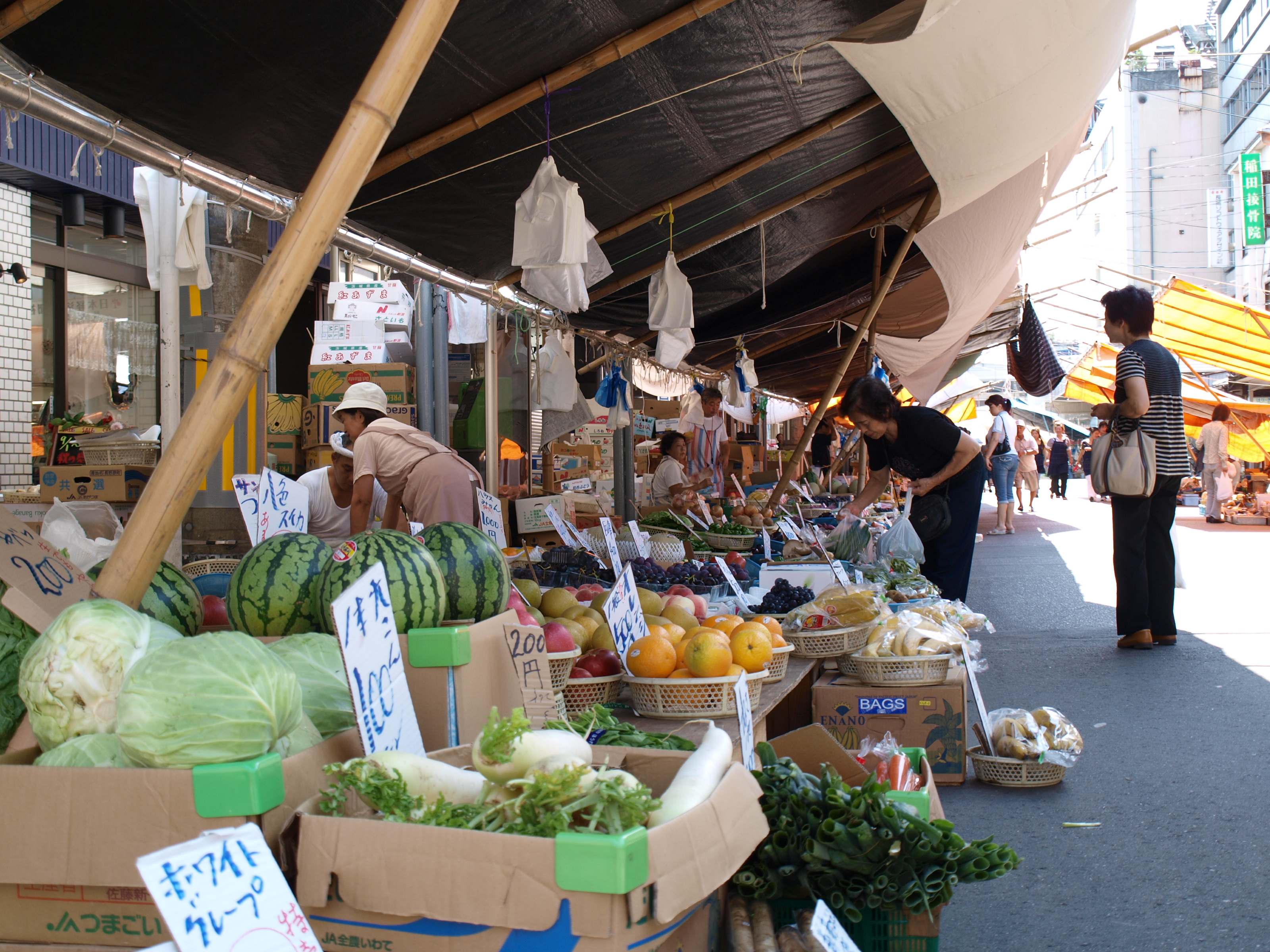
長岡市中央露店市場（五・十の市）

市内各所では、露店市場が朝から開かれ買い物客でにぎわう。
商業施設の変遷
- 1958年（昭和33年）10月18日 大和デパート長岡店が開業する。屋上には遊園地があるなど市内外から多くの人が訪れた。
- 1960年（昭和35年）12月15日 大手通に丸専デパートが開店。
- 1980年（昭和55年）7月2日 長岡駅に駅ビル「セゾン・ド・ナガオカ」（現：CoCoLo長岡）オープン。
- 1988年（昭和63年） 長岡市初の郊外型店舗、ジャスコ長岡店（現：イオン長岡店）が開業。
- 1988年（昭和63年） 越後交通の駅跡地にダイエー長岡店が完成し開業。（現：E‐PLAZA）
- 1988年（昭和63年）11月25日 城内町2丁目に城内地区再開発ビル（イトーヨーカドー丸大長岡店）が完成し開業[33][34][35]。
- 1989年（平成元年）10月31日 長岡駅大手口と東口を結ぶ地下通路にて営業していた地下街が営業を終了。（現在この地下通路は地下自転車駐輪場の連絡通路となっている）
- 2007年（平成19年）4月20日 ショッピングモール、リバーサイド千秋がオープンする。
- 2007年（平成19年）11月23日 シネマコンプレックスT-JOY長岡がオープンする。

#### 物流
書籍・雑誌といった出版物は、（中央での）発売日より1日遅れて店頭に並ぶ物が多いが、物によっては発売日あるいは発売日前日に店頭に並ぶ物もある。音楽CDは通常、発売日前日には店頭に並ぶ。

### 金融機関
預貯金取扱金融機関
（長岡市に本店（※印）、支店を置くもの。）
- 大光銀行（※）
- 第四北越銀行
- りそな銀行
- 富山第一銀行
- 長岡信用金庫（※）
- 新潟縣信用組合
- 新潟大栄信用組合
- 新潟県労働金庫
- 日本政策金融公庫
- 商工組合中央金庫
- えちご中越農業協同組合（※）
- 魚沼農業協同組合
- ゆうちょ銀行

大光銀行 本店

この他、東日本信用漁業協同組合連合会が市内に代理店を設置している。また、東京スター銀行、セブン銀行、イオン銀行、新潟県信用農業協同組合連合会、ローソン銀行が市内にATMを設置している。

### 拠点を置く企業
明治20年頃の石油採掘にともない、機械産業が発達し、現在も北陸工業地域の一角として精密機械や工作機械を生産している企業が多い。鉄道と河川を備え、古くから交通の要衝であったことから卸売業などの商業活動も栄えている。また、米菓の生産などを主とする食品製造業も盛んである。関越自動車道 長岡ICに隣接する「長岡新産業センター」や北陸自動車道 長岡北スマートICに隣接する「長岡北スマート流通産業団地」、中之島見附ICに隣接する団地をはじめ、市内には工業団地が多数存在する。
長岡市に本店、本社を置く主な企業
- アクシアル リテイリング（スーパーマーケット「原信」「ナルス」「フレッセイ」の持株会社）
- 日本精機（自動車計器類の製造）
- 岩塚製菓（米菓などの製造）
- 越後製菓（米菓などの製造）
- 浪花屋製菓（柿の種本舗）
- 味のれん本舗（米菓などの製造）
- 朝日酒造（清酒の製造）
- 岡三にいがた証券
- 第四北越証券
- フレンド（イタリアン販売。フレンドは日本で初めてドライブスルーのファーストフード店舗を導入した企業。）
- ピーコック（冷凍食品の製造、ファーストフード事業）
- DMG MORI Precision Boring（工作機械製造）
- 太陽工機（工作機械製造）
- 北越メタル（鋼材、鋳鋼製造）
- 北越コーポレーション（本店、研究所、工場所在地）
- コープビル（ホテルニューオータニ長岡）
- メディック太陽（調剤薬局チェーン）
- 角上魚類ホールディングス（鮮魚小売チェーン）
- スプリックス（個別指導塾「森塾」の運営）
- 橘工芸（フォークリフト用除雪バケットの製造）
- ソリマチ（会計ソフトウェア開発）

長岡市に業務拠点などを置く主な企業
- JVCケンウッド長岡（旧：東特長岡）
- ヨネックス（創業地、工場所在地）
- アルプスアルパイン（工場所在地）
- コロナ（工場所在地）
- TDKラムダ（スイッチング電源首位、工場所在地、旧：デンセイ・ラムダ）
- ユニオンツール（プリント基板用工具、直線運動軸受のエンドミルメーカー、工場所在地）
- ツガミ（工作機械製造、工場所在地）
- オーエム製作所（工作機械製造、工場所在地）
- 国際石油開発帝石（鉱場所在地）
- 石油資源開発（鉱場所在地）
- 長岡火力発電所（ガス火力発電所所在地）
- 良品計画（物流拠点所在地）
- ブルボン（工場所在地）
- 東京電力エナジーパートナー（カスタマーセンター所在地）[36]

## 情報・通信

### マスメディア

#### 新聞社
- 長岡新聞

#### 放送局
テレビ放送
- エヌ・シィ・ティ（ケーブルテレビ）
- NHK新潟放送局長岡支局

※NST新潟総合テレビのマスター（主調整設備）及びスタジオは、1968年の会社設立当初から1991年9月30日まで、当時の「長岡放送センター」にあり（現在の新潟総合テレビ長岡支社）、報道番組、ローカル番組（「NSTですこんにちは」など）を含むほとんどの番組制作を行っていたが、同年10月1日に、この放送センターとしての機能は、本社（新潟市、当時は上所島にあった）に移転統合された。
ラジオ放送
- FMながおか（長岡移動電話システム（株））-80.7MHz ( 開局当初は 76.4Mhz だった )
- FM-NIIGATA長岡サテライトスタジオ

## 生活基盤

市のランドマークとなっている長岡市水道公園の「水道タンク」

### ライフライン

#### 電力
電線地中化
国土交通省と新潟県、県内各市町村では、幹線道路沿線の景観向上やバリアフリー化を目的として電線地中化（電線共同溝の新設による無電柱化）に取り組んでおり、長岡市内では、国土交通省が国道8号・長岡バイパス沿線の神田、蓮潟などで、県と長岡市が長岡駅周辺など川東地域中心部の他、郊外部では長岡ニュータウンの一部などで無電柱化事業を実施している。
長岡市内では2004年（平成16年）の新潟県中越地震と、2007年（平成19年）の新潟県中越沖地震で地中化の予定地域が被災し、また既設歩道内への電線地中化が水道管・下水道管といった支障物件の移設に時間がかかるなどしたため、無電柱化率が当初の目標値を一時下回った。
電線類の地中化は、耐震性のある樹脂管等で保護したケーブルを地中の共同溝に埋設するもので、災害時には電柱の倒壊による様々なリスクが回避できる反面、仮に共同溝に被害が及んだ場合には電力・通信などライフラインの復旧が大幅に遅延する可能性がある。なお中越地震の際、地中化が行われていない地域では電力の復旧に7日から10日間を要した。
バイオマスタウン構想
長岡市では2010年（平成22年）に「長岡市バイオマスタウン構想」を策定し、廃棄物を活用したバイオマスの利活用に向けた取り組みを進めている。
これに先立って、長岡市と市域内の主な企業は2008年（平成20年）に越後ながおかバイオマス地域協議会を設立し、菜の花やエゴマなどの作物を活用した資源循環の実証実験を3箇年にわたって実施した。
またバイオマス構想策定後の2011年（平成23年）春には長岡市環境衛生センターの敷地内において、生ごみを発酵させてバイオガスを採取し、それを動力源として発電などを行うプラント「バイオガス発電センター」の建設事業に着工し、2013年（平成25年）春に竣工、試運転を経て同年7月1日から本格稼働を開始した。この発電センターの試運転開始に合わせ、長岡市では同年4月1日からごみ・資源物の分別方法を9種類に細分化する措置を取り、市民への周知徹底を図っている。

#### 上下水道
下水道
長岡市の汚水処理人口普及率は96.4%（2012年（平成24年）度末現在）である。普及率は都市部等の下水道設備や農村部等の集落排水施設が整備された区域の人口と、合併処理浄化槽の利用者数に基づくもので、新潟県内の全30市町村では14番目と中位に位置する。また下水道処理人口普及率は89.7%（同年度末現在）で、新潟県内では共に99%以上を有する弥彦村と聖籠町に次ぎ3番目に高い普及率を有している。
このうち下水道事業は、市街地の浸水防止と生活衛生の向上を目的として、1903年（明治36年）に整備計画が策定されたのが端緒で、1924年（大正13年）1月、上水道の整備と併せて上下水道の整備に同時着手した。下水道事業は全国で7番目の整備着手、上下水道の同時整備着手は全国初であった。
事業は第1期が1924年（大正13年）から1927年（昭和2年）にかけ、長岡駅を中心とした川東地域の市街地238 haを対象に、第2期が1960年（昭和35年）から1967年（昭和42年）にかけ、第1期と合わせて計336 haを対象に進められた。第3期は川西地域も対象として1971年（昭和46年）から整備が開始され、のちに編入市域となる各市町村でも相次いで下水道整備が進められた。
なお合併前の旧市域にあたる長岡地域（川東・川西両地域）の下水道普及率（総人口に対する下水道の利用可能人口の割合）は96.1 %、水洗化率（下水道利用可能人口に対する下水道接続人口）は95.7 %（2003年3月時点）であった。

#### ガス
- 一般ガス導管事業者
  - 北陸ガス（長岡、中之島、越路、三島、栃尾、与板、川口の各地域）

このうち越路、三島、栃尾、与板、川口地域では、2000年代に編入合併（平成の大合併）するまで旧各市町による公営事業として行われていた。これら公営事業は市町村合併の際に長岡市水道局の管轄下としたのち、川口を除く4地域は2009年（平成21年）10月1日付で、川口地域は2014年（平成26年）4月1日付で北陸ガスへ譲渡・継承された。また、中之島地域では見附市ガス上下水道局が導管事業を行っていたが、2020年（令和2年）4月1日付で北陸ガスへ譲渡・継承された。

### 雁木
市内には多くの雁木が残されている。雁木の延長は長岡が全国2位、栃尾が3位である。

## 教育

### 大学

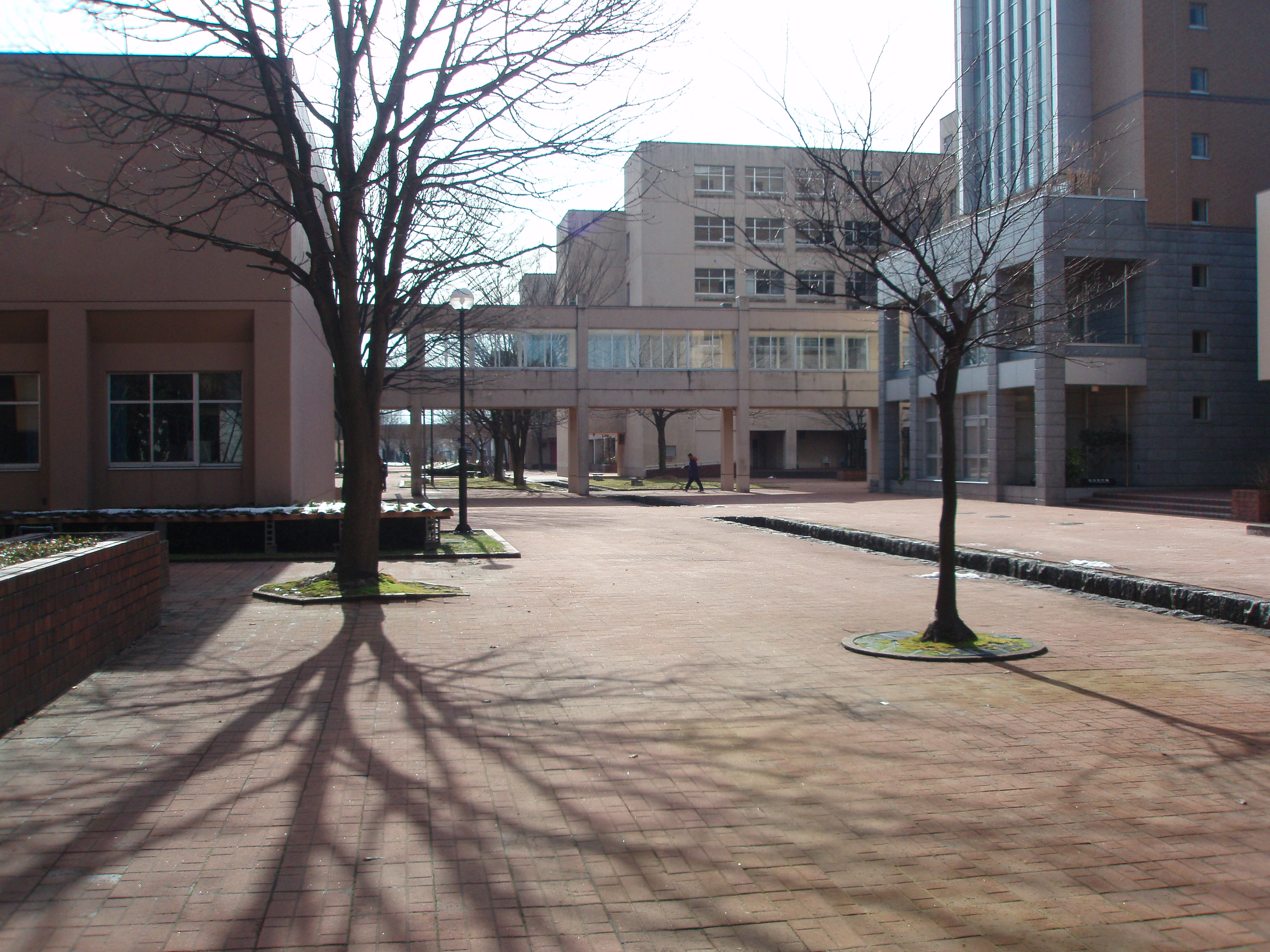
長岡技術科学大学

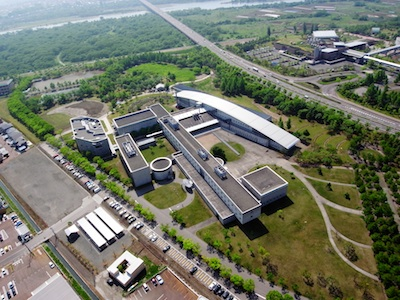
長岡造形大学

国立
- 長岡技術科学大学

公立
- 長岡造形大学

私立
- 長岡大学
- 長岡崇徳大学

### 高等専門学校
国立高等専門学校機構
- 長岡工業高等専門学校

### 技能教育施設
県教育委員会指定技能教育施設
私立
- 長岡凛晴学院[41]（科学技術学園高等学校通信制課程の技能連携校[42]）

### 高等学校
県立
- 新潟県立長岡高等学校
- 新潟県立長岡大手高等学校
- 新潟県立長岡向陵高等学校
- 新潟県立長岡農業高等学校
- 新潟県立長岡工業高等学校
- 新潟県立長岡商業高等学校
- 新潟県立長岡明徳高等学校
- 新潟県立正徳館高等学校
- 新潟県立栃尾高等学校

私立
- 帝京長岡高等学校
- 中越高等学校
- 長岡英智高等学校

### 中学校
国立
- 新潟大学教育学部附属長岡中学校

市立
- 東中学校
- 南中学校
- 北中学校
- 栖吉中学校
- 宮内中学校
- 東北中学校
- 西中学校
- 江陽中学校
- 堤岡中学校
- 山本中学校

- 岡南中学校
- 太田中学校
- 関原中学校
- 大島中学校
- 青葉台中学校
- 旭岡中学校
- 中之島中学校
- 越路中学校
- 三島中学校

- 山古志中学校
- 小国中学校
- 北辰中学校
- 寺泊中学校
- 与板中学校
- 秋葉中学校
- 刈谷田中学校
- 川口中学校

私立
- 帝京長岡中学校（2007年度より休校）

### 小学校
国立
- 新潟大学教育学部附属長岡小学校

市立
- 阪之上小学校
- 中島小学校
- 表町小学校
- 神田小学校
- 新町小学校
- 川崎小学校
- 四郎丸小学校
- 千手小学校
- 富曽亀小学校
- 黒条小学校

- 新組小学校
- 桂小学校
- 浦瀬小学校
- 柿小学校
- 栖吉小学校
- 前川小学校
- 宮内小学校
- 上組小学校
- 石坂小学校
- 太田小学校

- 岡南小学校
- 十日町小学校
- 大島小学校
- 才津小学校
- 深沢小学校
- 日越小学校
- 関原小学校
- 福戸小学校
- 下川西小学校

- 上川西小学校
- 宮本小学校
- 希望が丘小学校
- 豊田小学校
- 川崎東小学校
- 青葉台小学校
- 中之島中央小学校
- 上通小学校
- 信条小学校

- 越路小学校
- 越路西小学校
- 日吉小学校
- 脇野町小学校
- 山古志小学校
- 小国小学校
- 和島小学校
- 寺泊小学校
- 大河津小学校
- 与板小学校
- 栃尾東小学校
- 栃尾南小学校
- 東谷小学校
- 川口小学校

### 特別支援学校
県立
- 新潟県立長岡聾学校
- 新潟県立柏崎特別支援学校のぎく分校

市立
- 長岡市立総合支援学校
- 長岡市立高等総合支援学校

### 職業訓練校
- 長岡市高等職業訓練校（職業訓練法人長岡市職業訓練協会が運営する認定職業訓練施設）

## 交通

### 鉄道

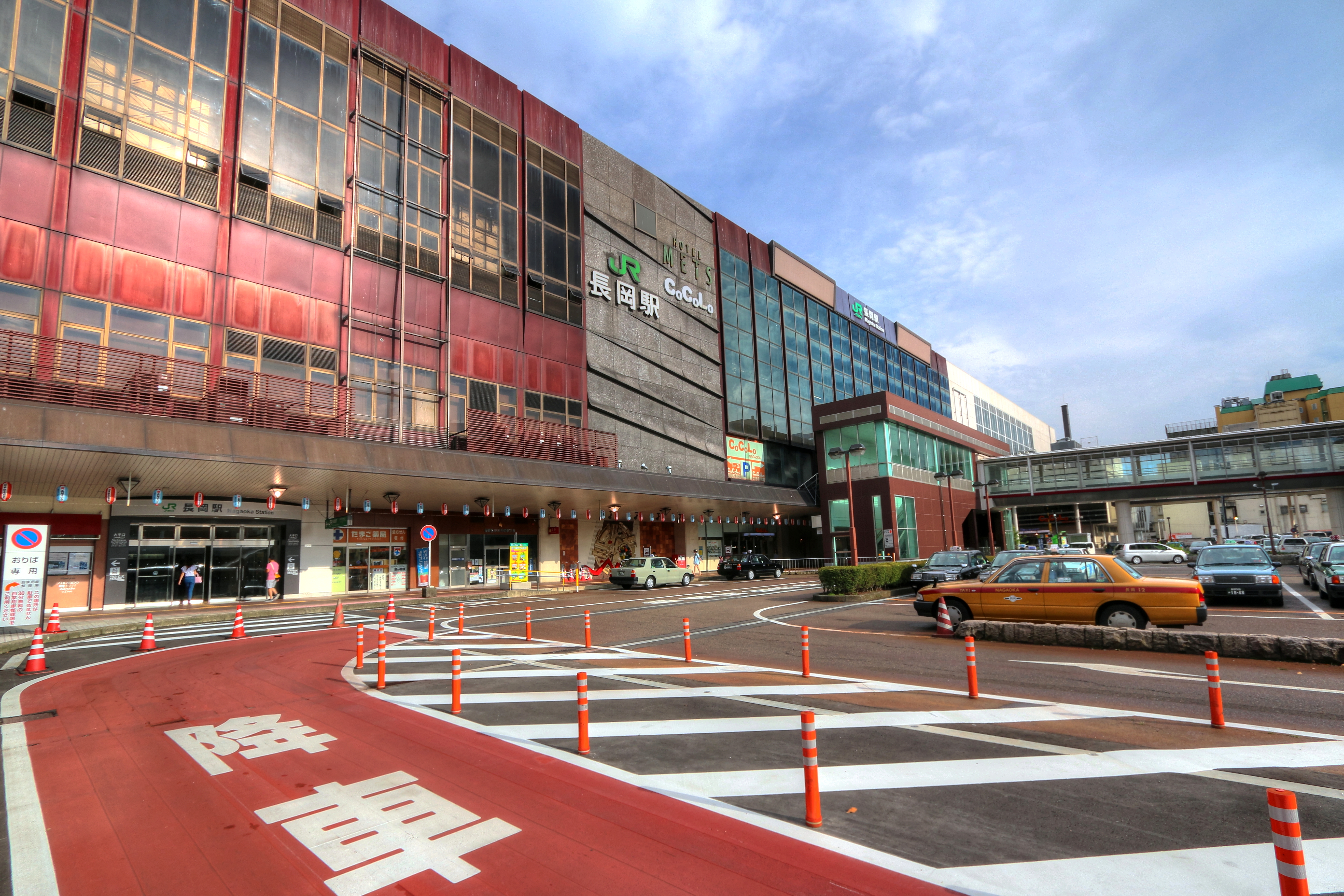
長岡駅

現在は東日本旅客鉄道（JR東日本）一社のみが運営しており、長岡駅をターミナルに上越新幹線と、在来線4路線が走っている。宮内駅は上越線の終点であるが、定期旅客列車は全てが信越本線の長岡駅まで乗り入れている。信越本線の新潟方面は日中は概ね60分間隔で運行されている。また、市内北西部には越後線が、南部には飯山線が通る。北陸新幹線と接続する特急「しらゆき」が長岡駅に停車する。
長岡駅は、上越新幹線開業以降、関東地方から上越地方や富山県・石川県などの北陸西部方面へ向かうメインルートの乗換駅であり、「雷鳥」や「かがやき」など多数の特急列車が停車していた。その後ほくほく線や北陸新幹線の開業でその機能の多くはそれらに移転した。
かつては、旧国鉄が運営する魚沼線が来迎寺駅から小千谷市に伸びていた。更に越後交通が運営する長岡線、栃尾線が長岡駅および西長岡駅を中心に運行していたが、双方とも既に廃線となっている。他にも長岡ニュータウンの開発事業開始当初は長岡駅など市内中心部とを結ぶモノレールの建設構想もあったが、同ニュータウンの開発停滞などもあって実現には至らなかった。

#### 鉄道路線
東日本旅客鉄道（JR東日本）
- 上越新幹線：長岡駅
- 信越本線：塚山駅 - 越後岩塚駅 - 来迎寺駅 - 前川駅 - 宮内駅 - 長岡駅 - 北長岡駅 - 押切駅
宮内駅-長岡駅間に日本貨物鉄道（JR貨物）の南長岡駅（貨物駅）がある。
- 上越線：越後川口駅 - （小千谷市） - 越後滝谷駅 - 宮内駅
- 越後線：妙法寺駅 - 小島谷駅 - 桐原駅 - 寺泊駅
- 飯山線：越後川口駅

#### 過去に存在した鉄道路線
旧日本国有鉄道
- 魚沼線

越後交通
- 長岡線
- 栃尾線

### バス

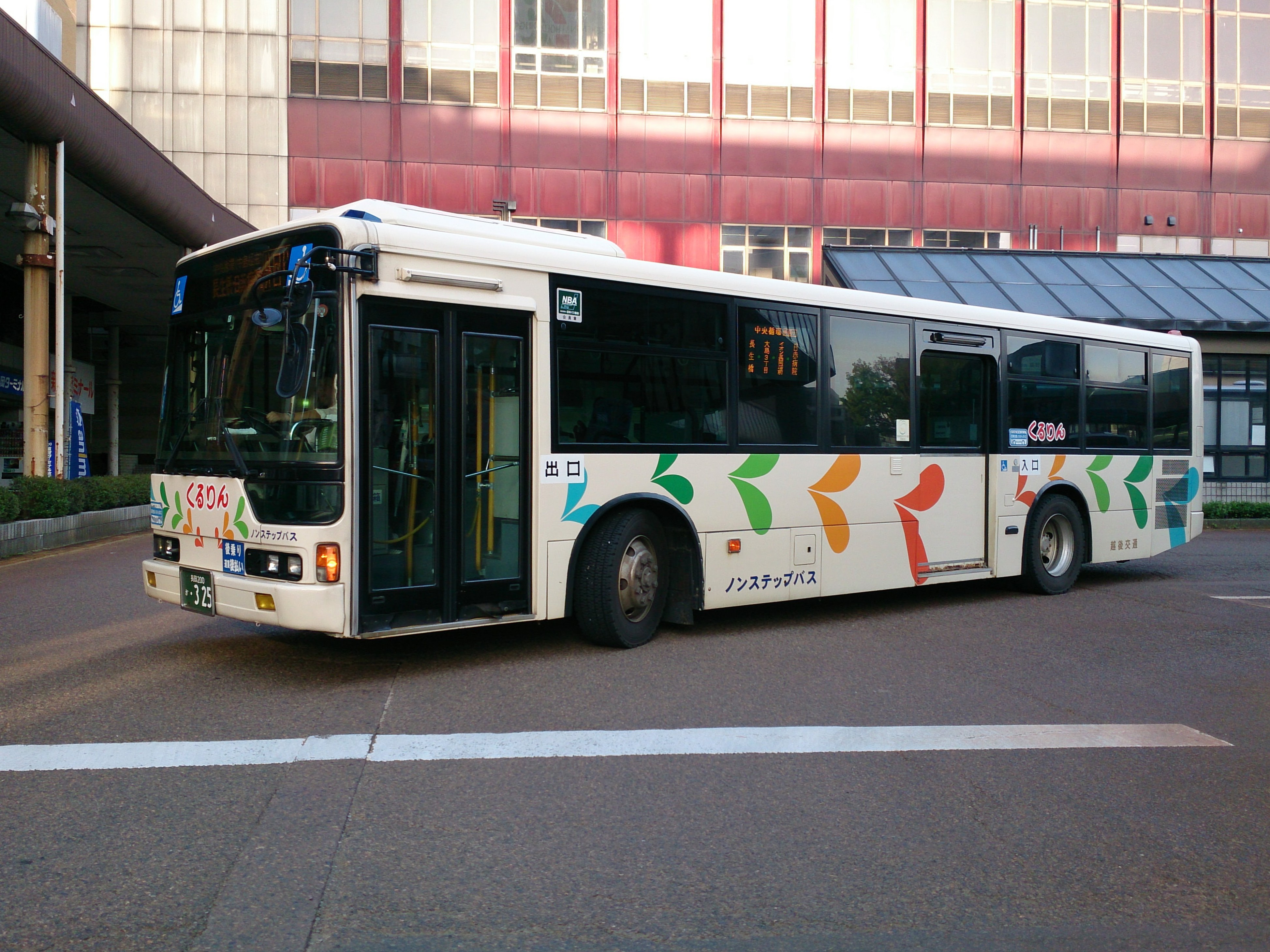
中央循環バス「くるりん」

#### 高速バス
関東方面
- 東京 - 長岡・新潟線 （越後交通・新潟交通・西武バス）
高速道路上の越路バスストップ（以下「BS」と表記）、長岡北BSにのみ停車する便と、市街地経由で長岡駅東口と五百刈（中之島見附IC入口）に停車する便がある。
- 東京・川崎・千葉 - 長岡・新潟線 （WILLER EXPRESS北信越）
- 関東 - 新潟線（アミー号） （ウエスト観光バス）
- 東京・横浜 - 長岡・燕三条・新潟線 （キラキラ号）（さくら観光）
- 東京 - 長岡・燕三条・新潟線 （ジャムジャムエクスプレス）
- 東京・TDL - 新潟・新発田線 （泉観光バス）
- 東京 - 新潟・新津線（〃）
- 東京 - 新潟・月岡温泉線（〃）

近畿方面
- 堺・なんば・京都 - 長岡・三条線 （越後交通、南海バス ・ サザンクロス号）
- 大阪・京都 - 新潟線 （WILLER TRAVEL）

中部方面
- 長野 - 新潟線 （長電バス、新潟交通）
- 名古屋 - 新潟線 （名鉄バス、新潟交通）
- 名古屋 - 新潟線（アミー号） （サンライズカンパニー）
- 富山 - 新潟線 （富山地方鉄道、新潟交通）
- 金沢 - 新潟線 （北陸鉄道、新潟交通）

新潟県内方面
- 【ときライナー】

- - Ｎ 長岡線 （越後交通、新潟交通）
長岡駅前（大手口）と新潟駅前（万代口）を結ぶ高速バス。日中は30分 - 60分間隔で運行されている。
  - Ｔ十日町線（アイ・ケーアライアンス）
  - Ｋ柏崎線 （越後交通）
  - Ｊ上越線 （越後交通・新潟交通・頸城自動車）
上記3路線は北陸自動車道上の長岡北BS、大積BSや関越自動車道上の越路BS、越後川口BSなどにのみ停車する。

- その他

- - 長岡 - 新潟空港線（アイ・ケーアライアンス）

#### 路線バス
長岡市の一般路線バスは現在、主に越後交通とその子会社の南越後観光バスが運行している。越後交通は1960年（昭和35年）10月1日、中越地方の私鉄・バス3社が合併して発足したもので、市域内の一般乗合バス及び廃止代替バスの運行業務のほぼ全てを担っている。長岡駅の大手口・東口双方に設けられたバスターミナルを中心に、市内各地や近郊各市町村とを結ぶ路線網が発達している。
中心市街地と公共施設・商業施設の集積地を結ぶ「まちなかべんりバス」ではパークアンドライドの取り組みが行われている。

#### コミュニティバス・デマンド交通
2021年10月時点では以下が運行されている。
- 小国地域生活交通
- 川口地域生活交通
- 山古志地域・太田地区生活交通（クローバーバス）
- 栃尾地域デマンド型乗合タクシー「景虎号」
- 和島地域デマンド型乗合タクシー「わし麻呂号」
- 寺泊地域デマンド型乗合タクシー「まりん号」（2021年10月より実証運行[45]）

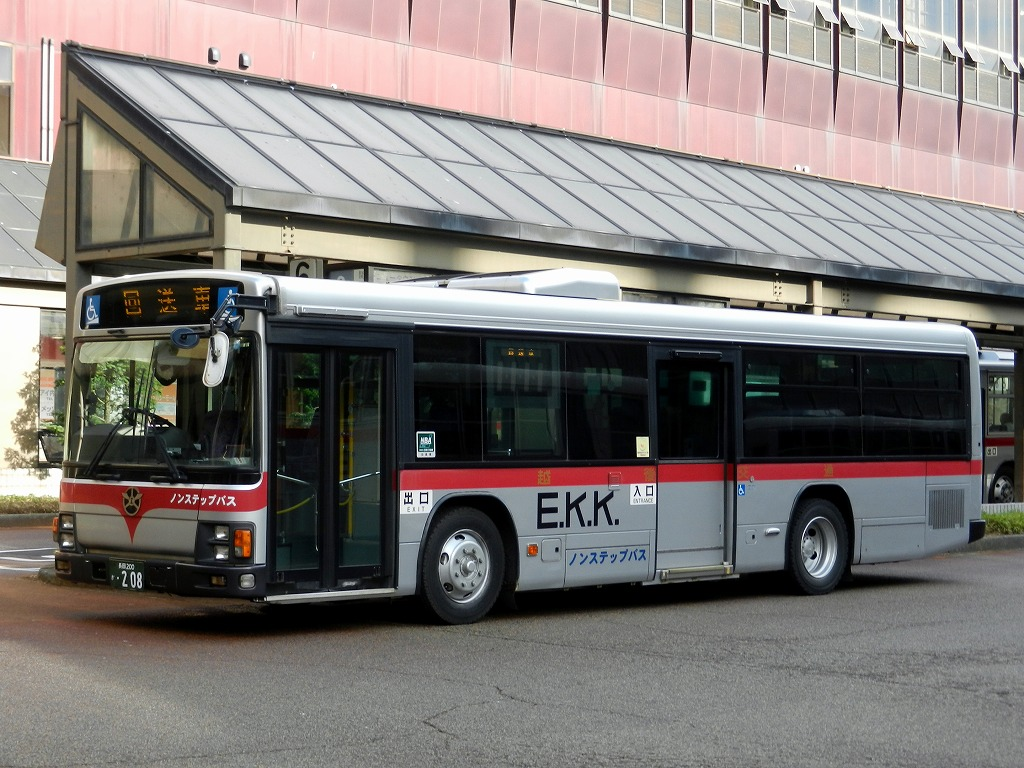
越後交通が運行するバス
市内西部方面のバス路線図
市内栃尾地域方面のバス路線図
県外高速バス路線図（旧ツアーバスから転換した路線は含まない。）
県内高速バス路線図

### タクシー
| - 旭タクシー - カンコータクシー - 相互タクシー - 与板タクシー - 第一タクシー - 中越交通 | - ツバメタクシー - 長岡タクシー - 三越タクシー - 栃尾タクシー - 秋葉タクシー - わくわく長岡（介護・福祉タクシー） |

### 道路

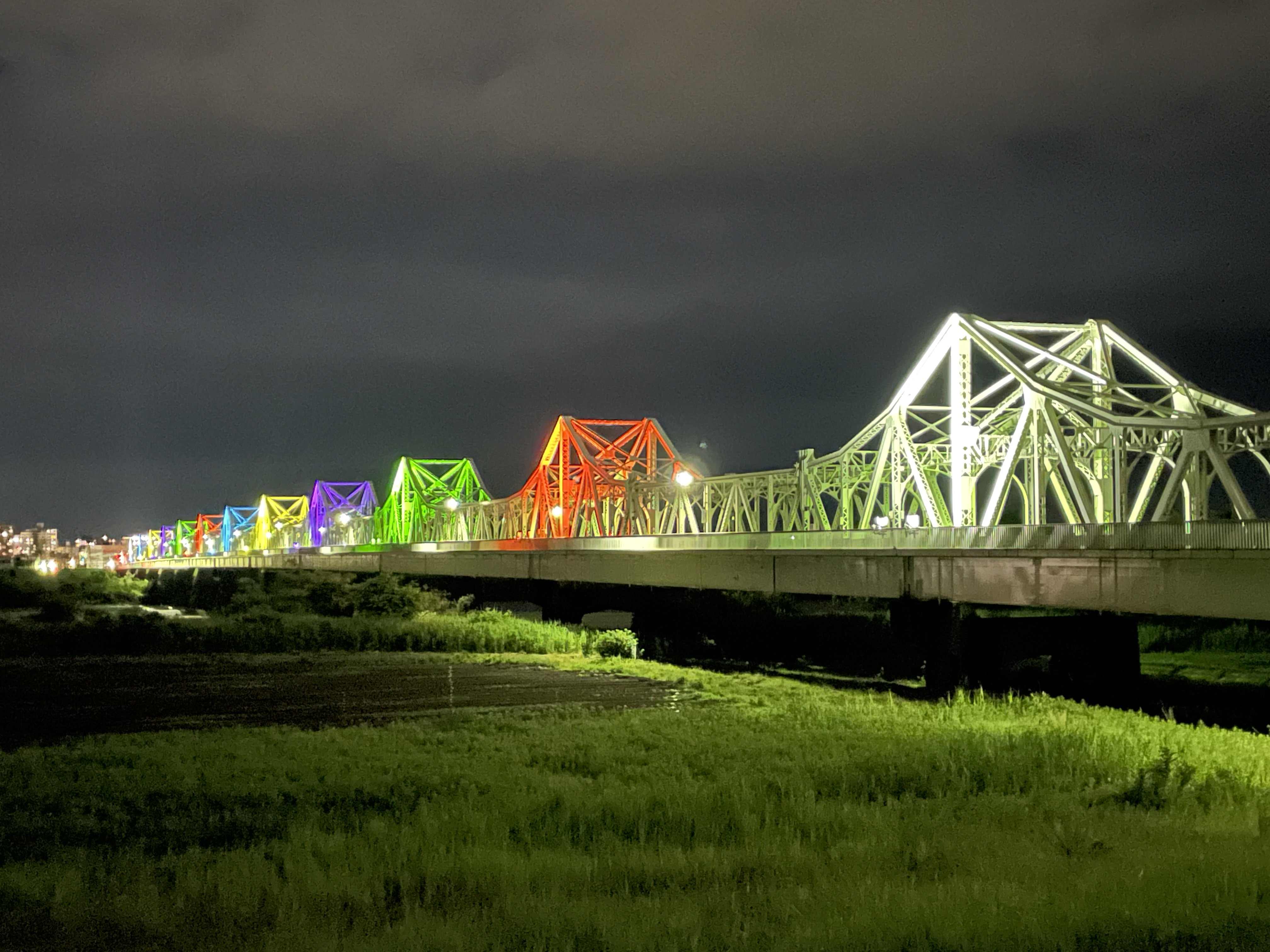
ライトアップされた長生橋

#### 高速道路
長岡JCTは、北陸自動車道と関越自動車道の2路線が接続する要衝である。市域内の高速道路は全区間4車線。大積PAにはスマートインターチェンジを併設する予定である。
- E8北陸自動車道
  - 大積PA・BS - (37)長岡JCT - 長岡北BS - (37-1)長岡北スマートIC - (38)中之島見附IC
- E17関越自動車道
  - (19)越後川口IC・越後川口SA・BS - （小千谷市） - (20-1)長岡南越路スマートIC・越路BS - (21)長岡IC - (37)長岡JCT

#### 一般国道
長岡市は国道8号と国道17号の接点であるため、一般道の要衝でもある。市内を一般国道11路線が経由している。市内各地でバイパス道路網が整備されており、中心部では市街地を南北に縦貫する長岡東バイパス、東西に横断する長岡バイパスがある。いずれも一部連続立体交差方式。沿岸部の国道116号は、新潟市と柏崎市を結ぶ、国道8号のバイパス的路線である。道路元標は大手通り交差点にある。
このように長岡市は、幹線道路をはじめとする広域道路交通の面においては充実しているものの、生活道路交通の面においては必ずしも充分に整備されているとは言えない。信濃川によって市域の東西が分断されている地理条件から、各橋梁部では交通渋滞が慢性化しており、これらは長岡市の拠点性向上を図る上で大きな課題となっている。また自転車歩行者道の整備の立ち遅れや、狭隘道路の点在など、降雪地という立地条件上の交通安全や生活安全に関わる問題も数多く残存している。県と長岡市では市域の信濃川橋梁と幹線道路をはしごに見立てた「ラダー型広域道路網」の整備強化を進めている他、生活道路の通行環境改善などに取り組んでいる。
なお、長岡市における国道・県道・市道を合わせた道路改良率は62.9%、道路舗装率は64.7%（2006年4月1日現在、長岡市資料より）である。
| 一般国道 - 国道8号 - 長岡バイパス、長岡東バイパス - 国道17号 - 長岡東バイパス、小千谷バイパス - 国道116号 - 出雲崎バイパス、和島バイパス - 国道117号 | - 国道290号 - 栃尾東バイパス - 国道291号 - 国道351号 - 大手大橋通り、新榎トンネル - 国道352号 - 萱峠バイパス | - 国道402号 - 寺泊バイパス、越後七浦シーサイドライン - 国道403号 - 国道404号 - 長岡東西道路 - 国道460号 - 国道402号、国道352号に重複し、市域内に単独区間なし |

#### 県道
主要地方道
| - 新潟県道2号新潟寺泊線 - 新潟県道8号長岡見附三条線 - 新潟県道9号長岡栃尾巻線 - 新潟県道10号長岡片貝小千谷線 - 新潟県道11号柏崎小国線 - 新潟県道19号見附栃尾線 - 新潟県道20号見附中之島線 | - 新潟県道22号長岡寺泊線 - 新潟県道23号柏崎高浜堀之内線 - 新潟県道24号栃尾山古志線 - 新潟県道25号柿崎小国線 - 新潟県道36号長岡停車場線（大手通り） - 新潟県道48号長岡西山線 - 新潟県道56号小千谷大沢線 | - 新潟県道57号栃尾守門線 - 新潟県道69号長岡和島線 - 新潟県道71号小千谷川口大和線 - 新潟県道72号柏崎越路線 - 新潟県道83号川口塩殿線 - 新潟県道86号長岡インター線 |

一般県道
| - 新潟県道109号押切停車場線 - 新潟県道110号北長岡停車場線 - 新潟県道111号南長岡停車場線 - 新潟県道112号来迎寺停車場神谷線 - 新潟県道126号長岡見附線 - 新潟県道138号栃尾田井線 - 新潟県道159号分水寺泊線 - 新潟県道165号見附分水線 - 新潟県道166号大荒戸越路線 - 新潟県道169号寺泊与板線 - 新潟県道170号与板関原線 - 新潟県道171号塚山小国線 - 新潟県道176号妙法寺停車場線 - 新潟県道178号山ノ相川下条停車場線 - 新潟県道192号久田小島谷線 - 新潟県道193号出雲崎柿の木小島谷線 - 新潟県道196号川口岩沢線 - 新潟県道197号向山越後川口停車場線 - 新潟県道209号山ノ相川内ヶ巻停車場線 - 新潟県道210号遅場見附線 - 新潟県道236号岩野塚山線 - 新潟県道242号七軒町見附線 - 新潟県道252号田代小国線 - 新潟県道256号分水栄線 | - 新潟県道263号長岡七日市線 - 新潟県道274号与板北野線 - 新潟県道276号夏戸寺泊停車場線 - 新潟県道277号郷本桐原停車場線 - 新潟県道283号西片貝浦瀬線 - 新潟県道317号上塩栃尾線 - 新潟県道333号中山竜光堀之内線 - 新潟県道339号小栗山川口線 - 新潟県道341号大沢小国小千谷線 - 新潟県道347号二分栃尾線 - 新潟県道356号半蔵金入広瀬停車場線 - 新潟県道357号千谷沢小千谷線 - 新潟県道370号滝谷三和線（三国街道） - 新潟県道378号大口与板線 - 新潟県道393号礼拝長岡線 - 新潟県道410号町軽井上桐線 - 新潟県道421号天納川口線 - 新潟県道440号麓野積線 - 新潟県道441号入塩川上樫出線 - 新潟県道442号杉沢上樫出線 - 新潟県道443号阿弥陀瀬上条線 - 新潟県道444号中永宮本線 - 新潟県道445号法末真人線 - 新潟県道467号宮本大島線 | - 新潟県道472号村松長倉線 - 新潟県道473号槇下南中線 - 新潟県道474号竹沢塩谷線 - 新潟県道476号西中野俣小平尾線 - 新潟県道477号荒谷竜光線 - 新潟県道498号長岡中之島見附線 - 新潟県道499号山田中潟線 - 新潟県道514号水沢新田種芋原線 - 新潟県道515号濁沢種芋原線 - 新潟県道520号法坂姉木線 - 新潟県道549号渡部敦ヶ曽根線 - 新潟県道550号東谷塚野山線 - 新潟県道551号虫亀南荷頃線 - 新潟県道557号西川口和南津線 - 新潟県道561号弥彦岩室線（弥彦山スカイライン） - 新潟県道563号南平小平尾線 - 新潟県道572号諏訪井太郎丸線 - 新潟県道574号寺泊西山線 - 新潟県道575号高倉栗山沢線 - 新潟県道580号柿高畑線 - 新潟県道581号中山高原線 - 新潟県道582号木沢相川線 - 新潟県道588号滝谷村松線 - 新潟県道589号小千谷長岡線（三国街道） |

その他の長岡市内の道路
- 長岡東西道路（地域高規格道路）
- 左岸バイパス（長岡市道西幹線81号・信濃川流域広域幹線道路、都市計画道路西津町古正寺線）

信濃川に架かる主な橋
| - 本川橋 - 与板橋 - 蔵王橋 - 長岡大橋 | - 大手大橋 - 長生橋 - フェニックス大橋 - 越路橋 | - 越の大橋 - 西倉橋 |

### 道の駅
- 道の駅良寛の里わしま
- 道の駅R290とちお
- 道の駅越後川口
- 道の駅ながおか花火館

### 航路

#### 港湾
- 寺泊港

船舶
- 両泊航路：寺泊 - 赤泊
  - 寺泊港と佐渡島の赤泊港とを結ぶ「両泊（りょうどまり、りょうはく）航路」があり、佐渡汽船が高速船「あいびす」による定期旅客航路が運航されていたが、2018年（平成30年）秋に廃止届が出され、2019年（平成31年/令和元年）以降は寺泊 - 小木が観光航路として特定日に運航するのみとなる[46]。なお、東京から佐渡島へ向かう場合、長岡駅 - 両泊航路経由が最短ルートとなっていた。

## 観光

### 観光地
#博物館・美術館、#文化施設も参照。
| - 長岡城跡 - 蔵王堂城 - 栖吉城：県指定史跡 - 米百俵の群像 - 醸造の町 摂田屋 - 機那サフラン酒製造本舗 - 悠久山公園、悠久山小動物園 - 国営越後丘陵公園 - 八方台 - 雪国植物園 - 長岡市水道公園 - 蓬平温泉 - 東山ファミリーランド - 葵紫神社 - 金峯神社 - かまぶろ温泉 - 大竹邸記念館 - 三波春夫顕彰碑 - 長谷川邸 - もみじ園 - 松籟閣 - 宝徳山稲荷大社 - 西谷温泉 - 越路かたくりの森 - 三島谷温泉 - 脇野町陣屋跡 - 大杉公園 - 山古志闘牛場 - 山古志アルパカ牧場（油夫牧場、種苧原牧場） - 中山隧道 - 錦鯉観光野池 - 長岡市おぐに森林公園 - 山口庭園 - 弥彦山スカイライン - 越後七浦シーサイドライン - 寺泊温泉郷 - 寺泊魚の市場通り - 寺泊中央海水浴場 - 妙法寺 - 良寛にまつわるもの - はちすば通り（和島地域）、隆泉寺の墓碑など - 本与板城：県指定史跡 - 与板城：県指定史跡 - 与板陣屋：市指定文化財 - 楽山苑 - うまみち森林公園 - 与板河川緑地たちばな公園 - 馬越温泉 - 栃尾城：県指定史跡 - 杜々の森名水公園 - 杜々森湧水 - （名水百選） - 越後川口やな場 |

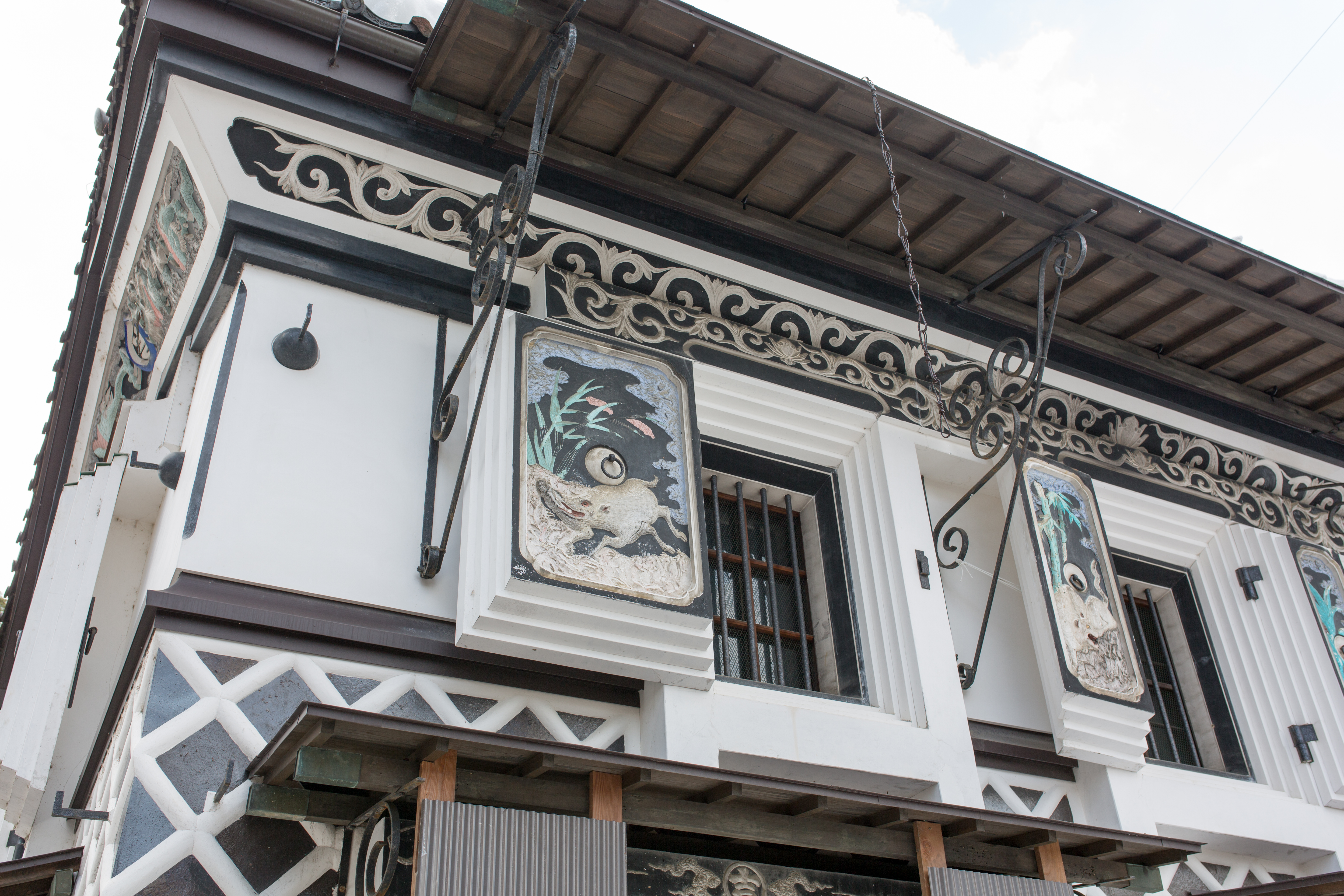
機那サフラン酒製造本舗土蔵
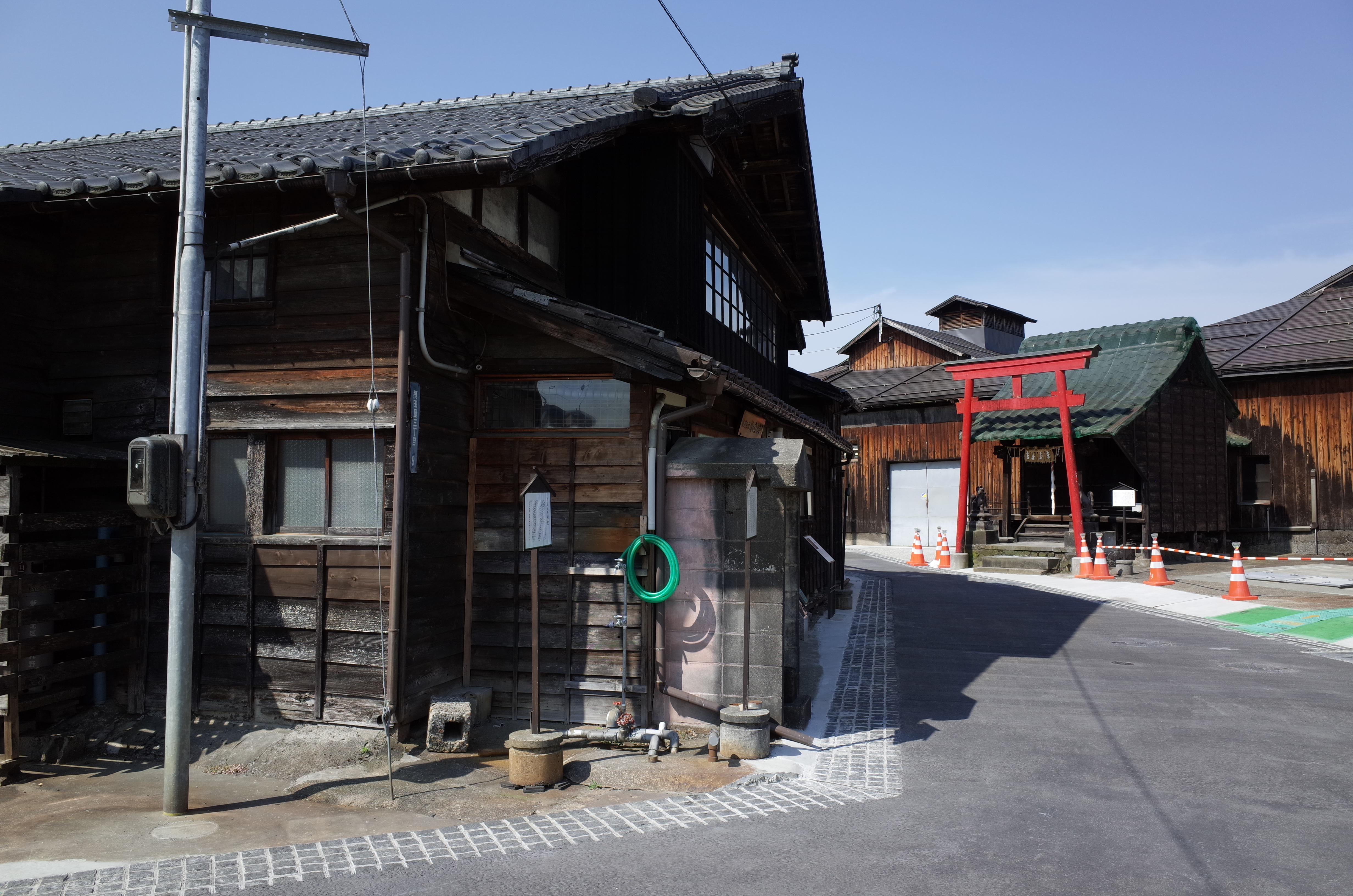
摂田屋のまち並み
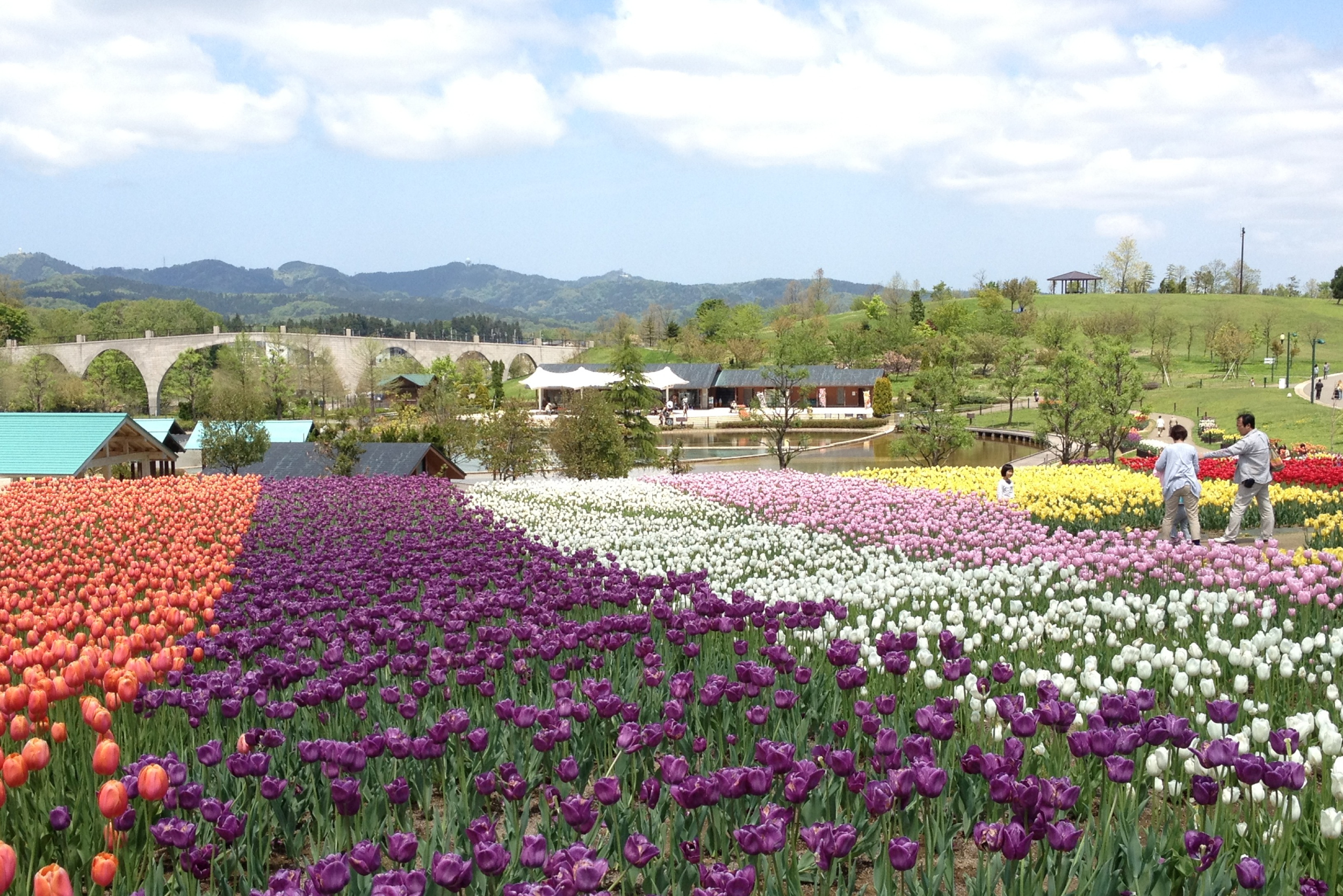
国営越後丘陵公園
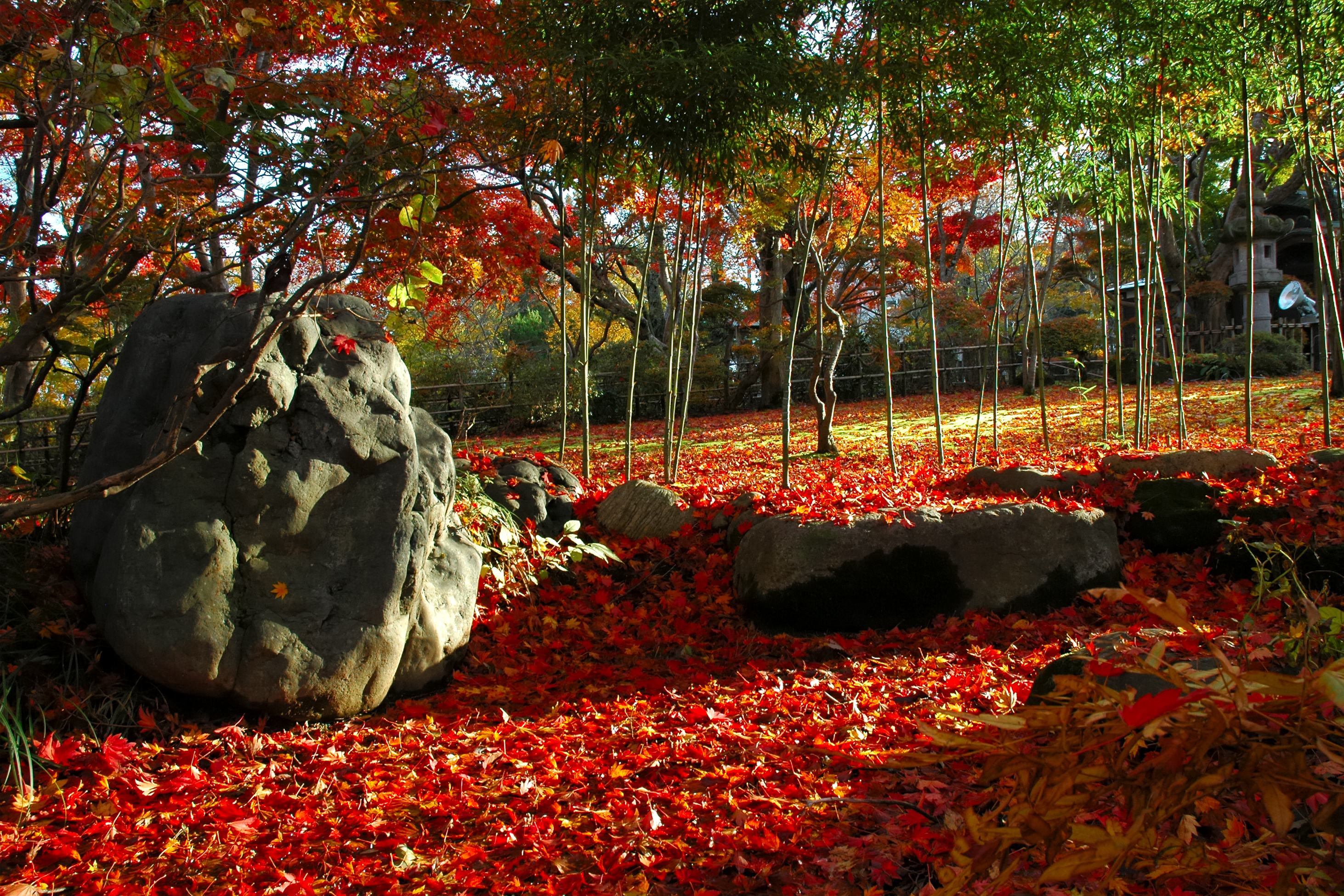
もみじ園
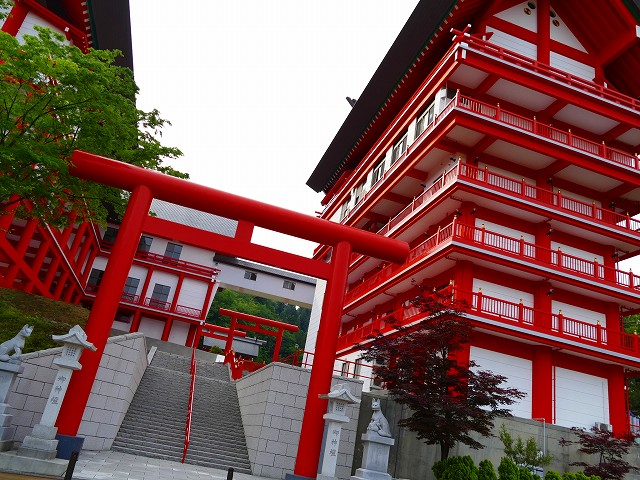
宝徳山稲荷大社
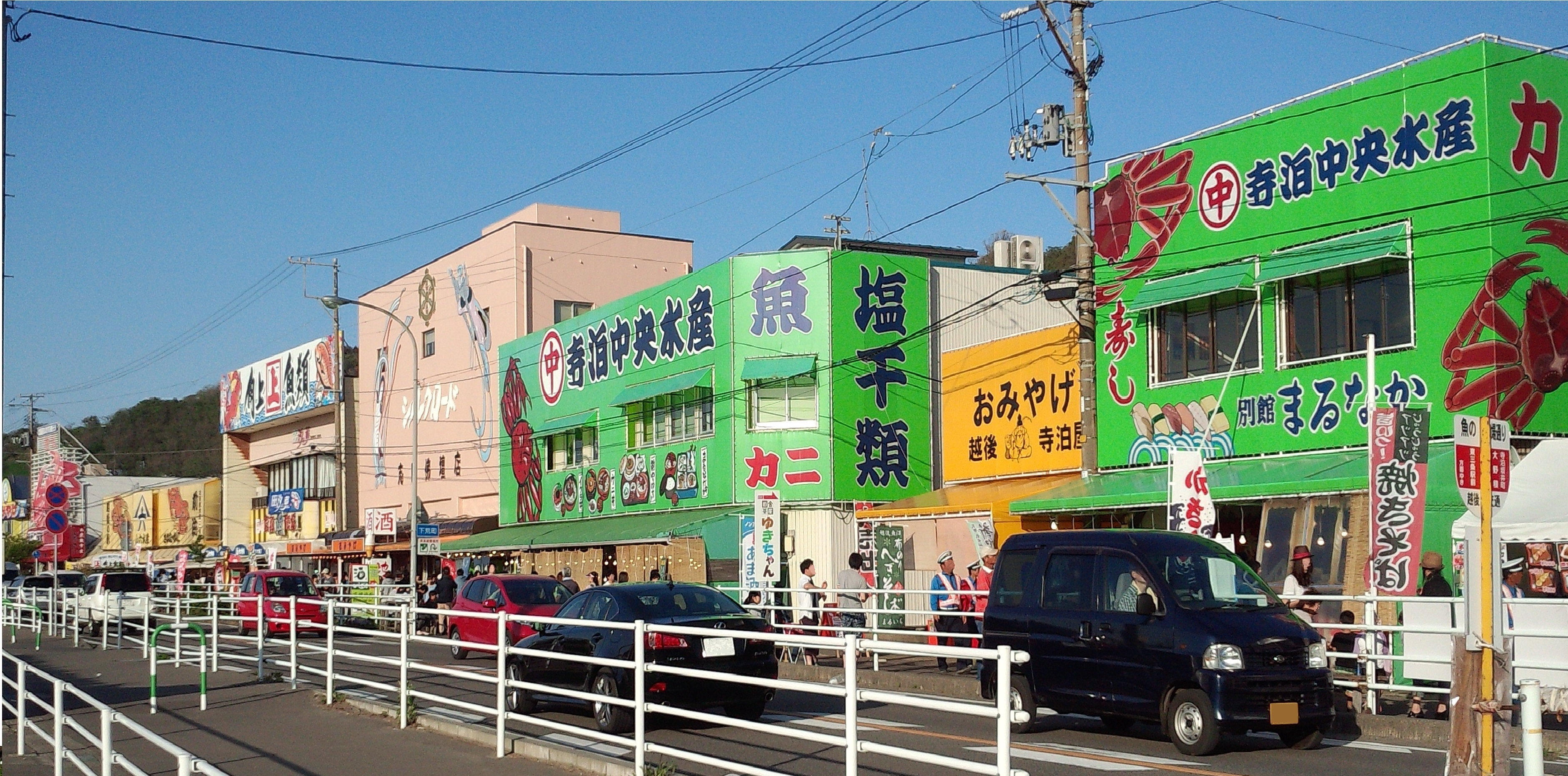
寺泊魚の市場通り
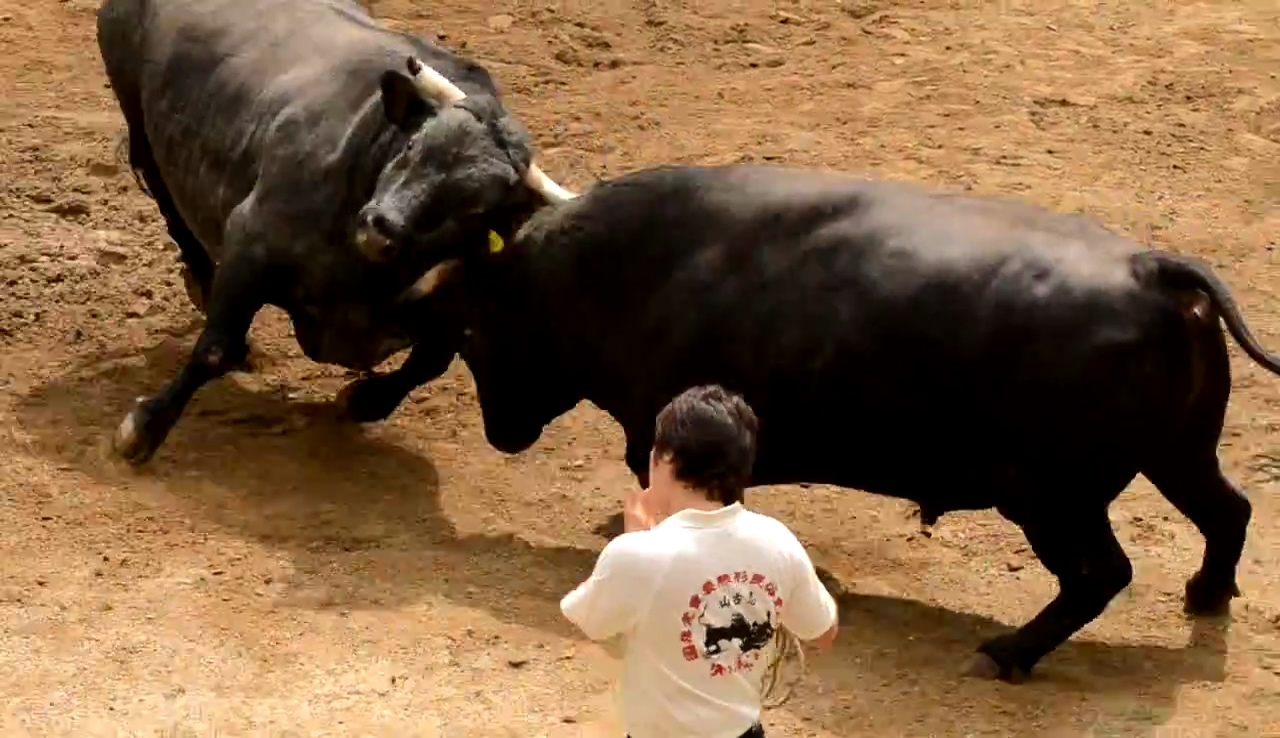
山古志の牛の角突き
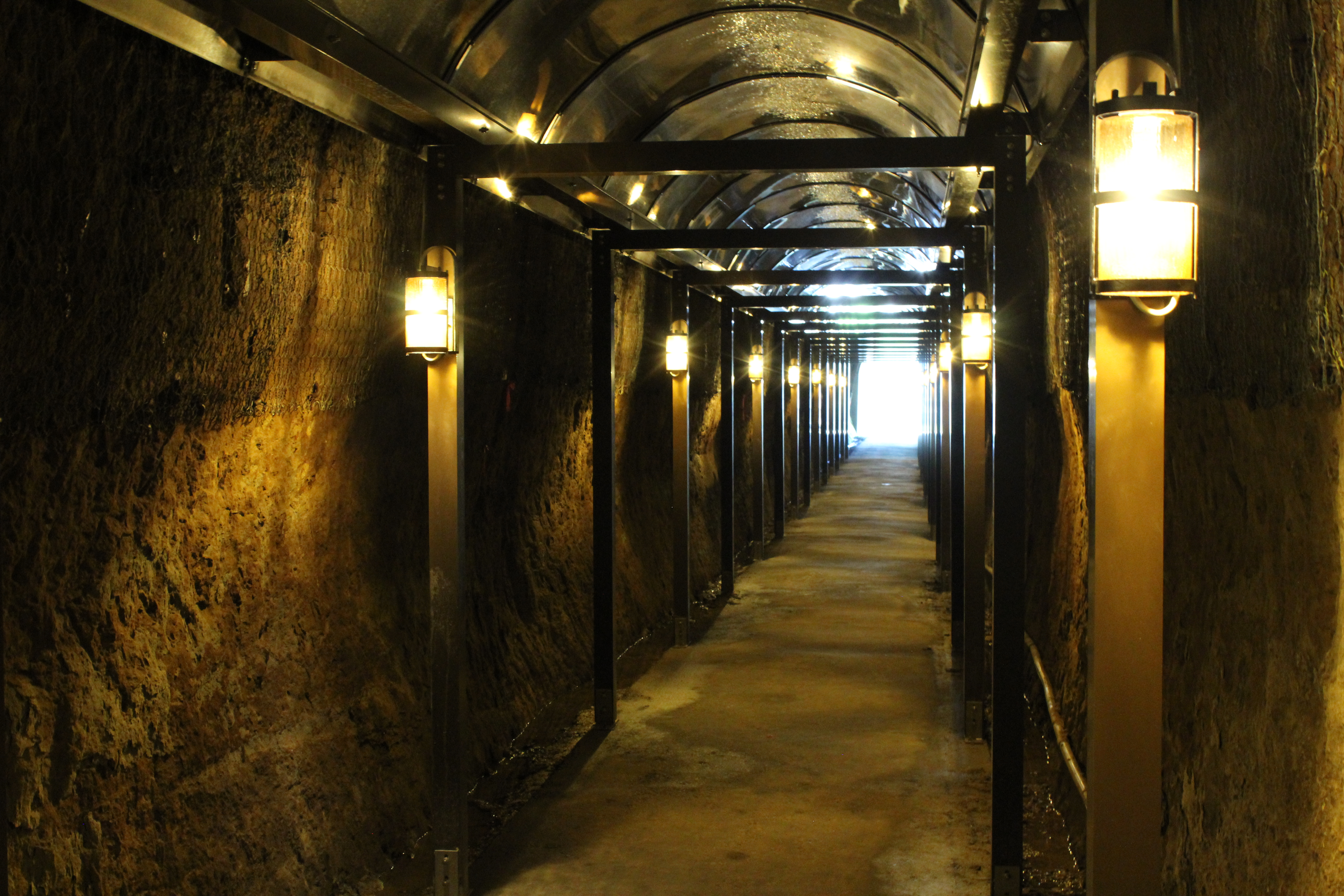
中山隧道
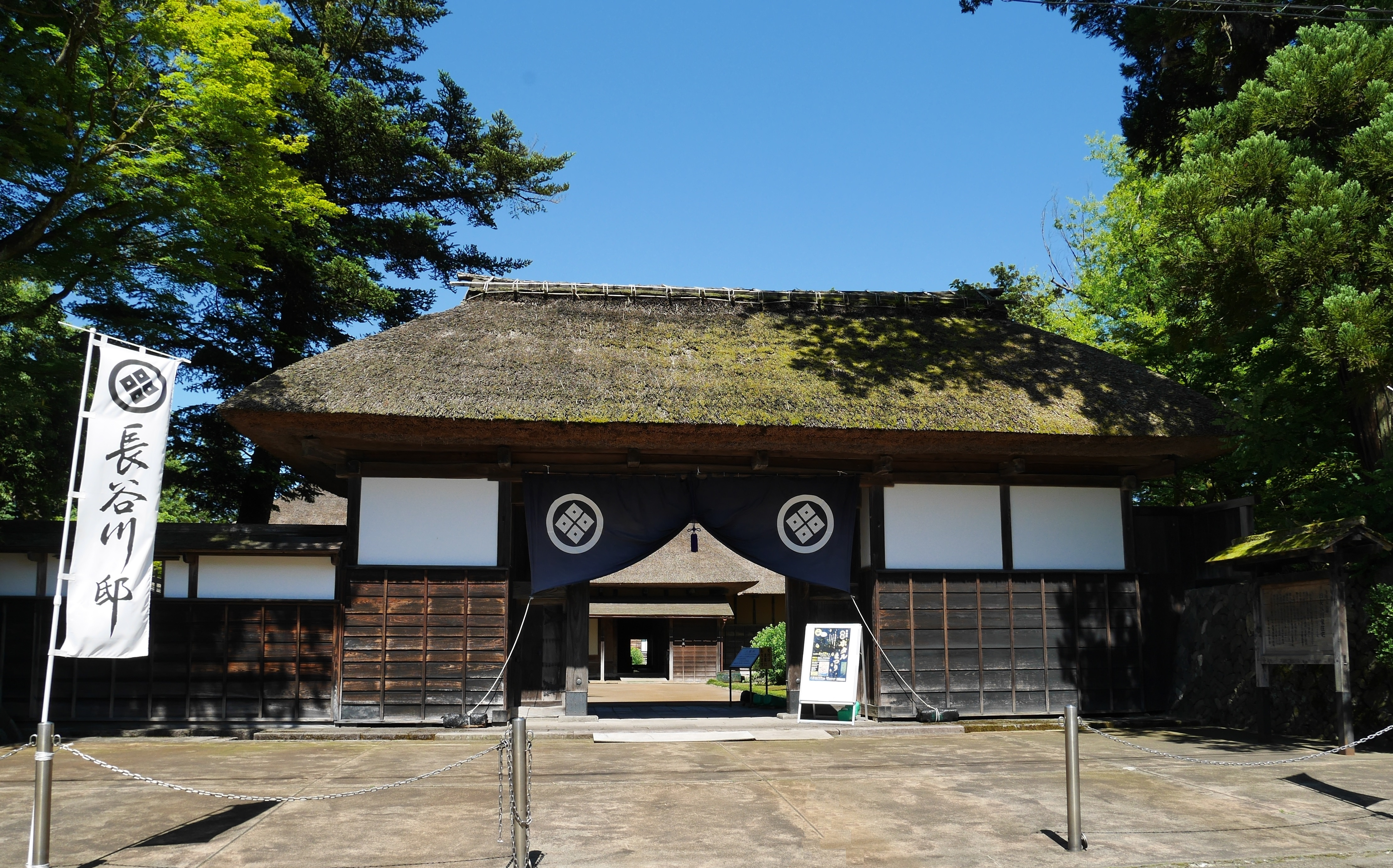
長谷川邸
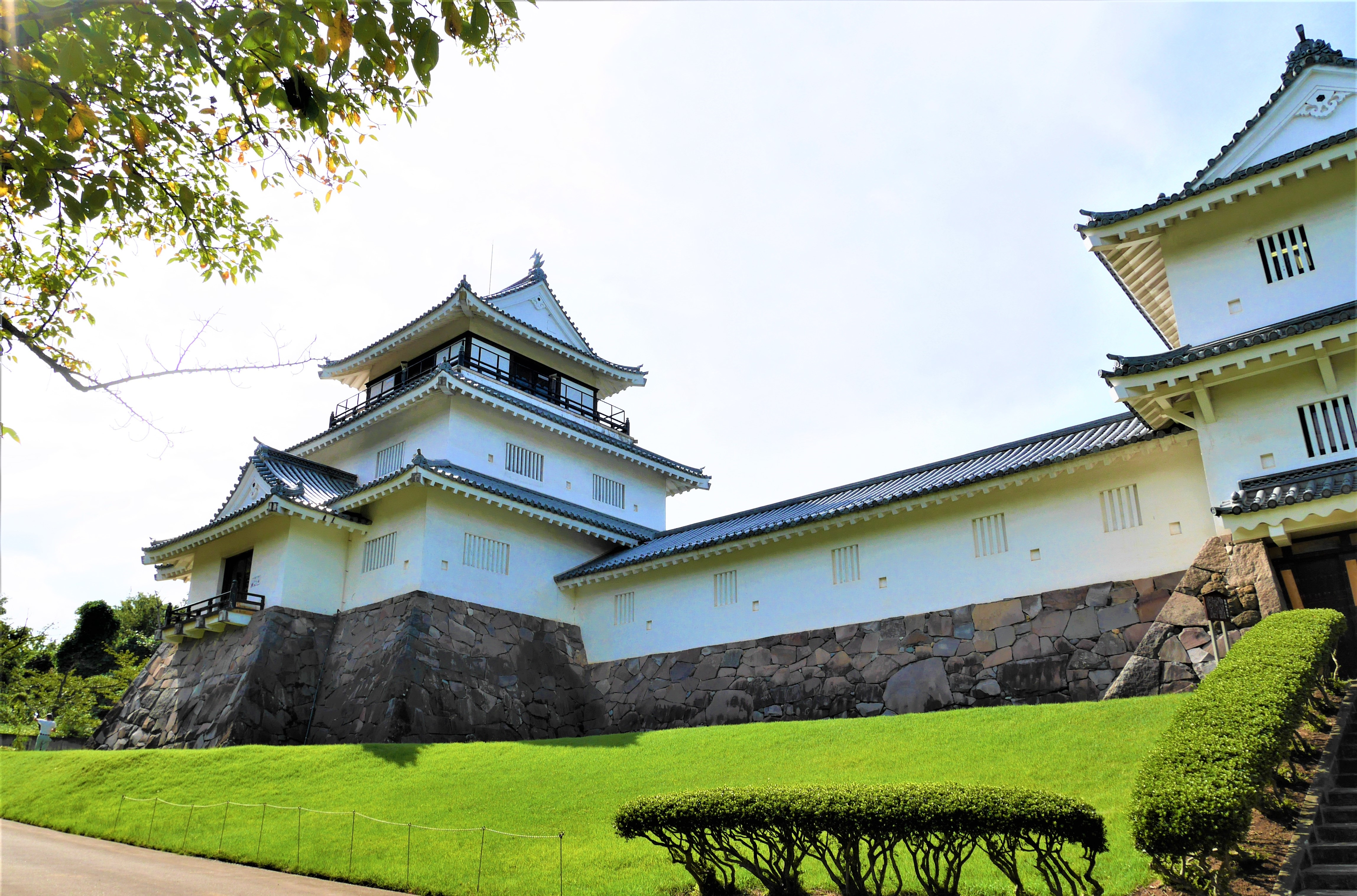
長岡市郷土史料館
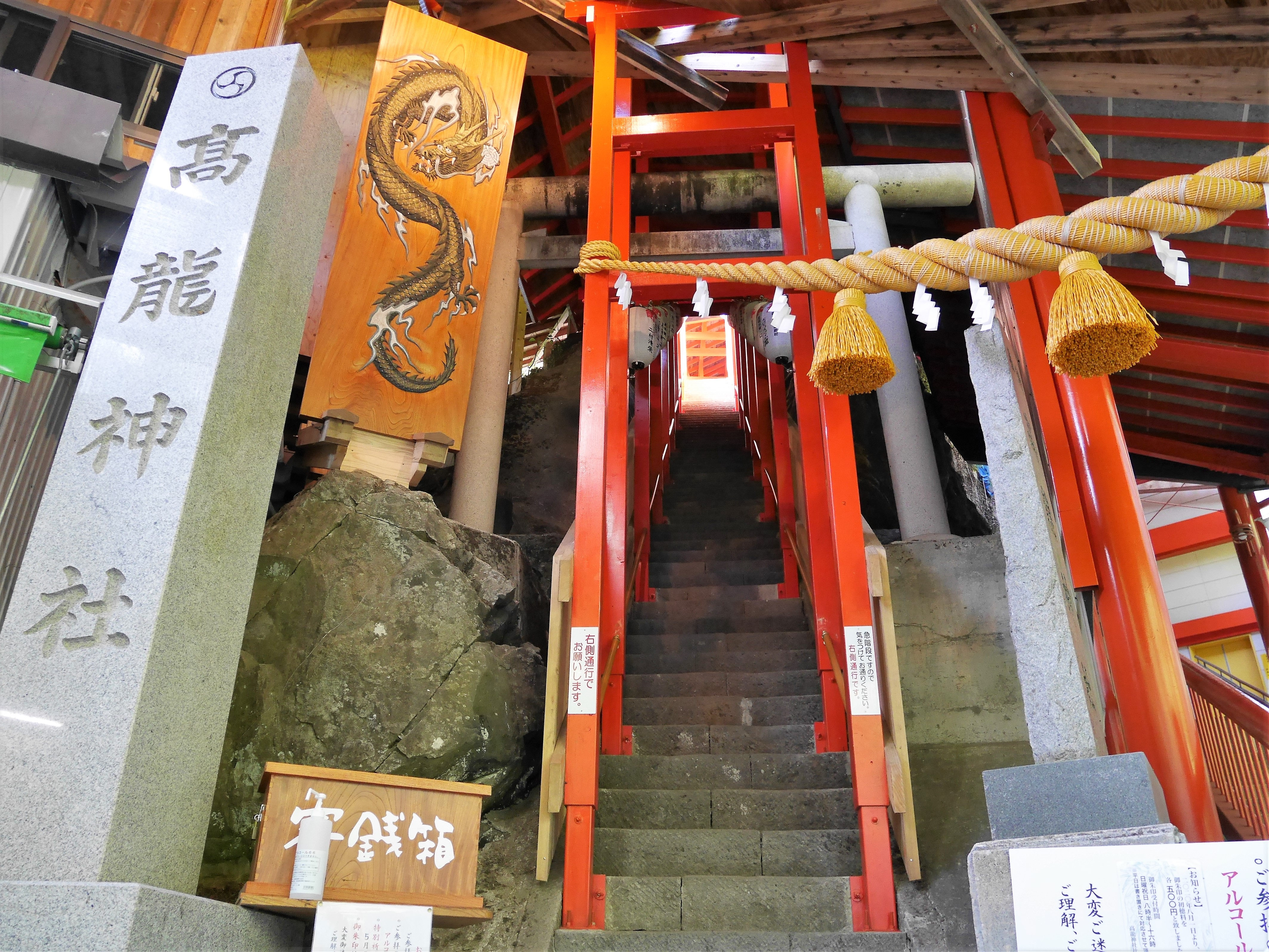
高龍神社
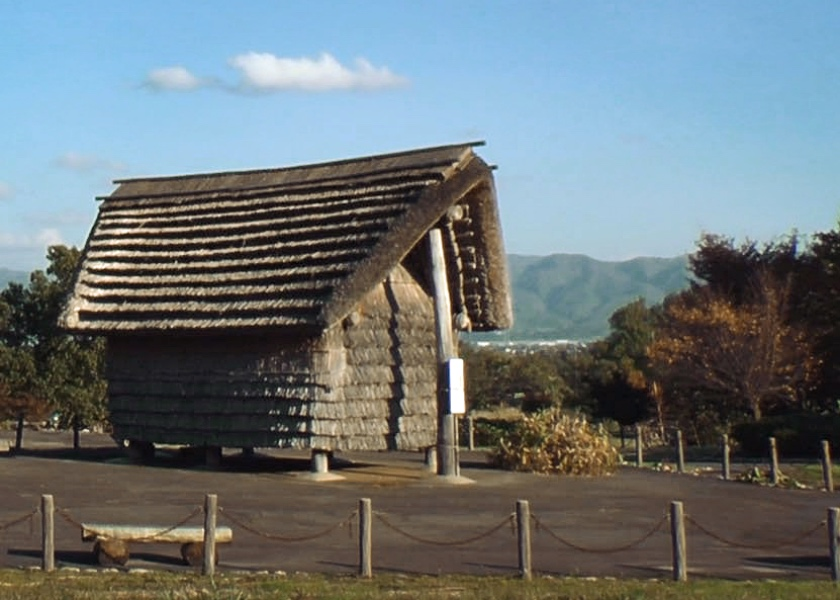
藤橋遺跡
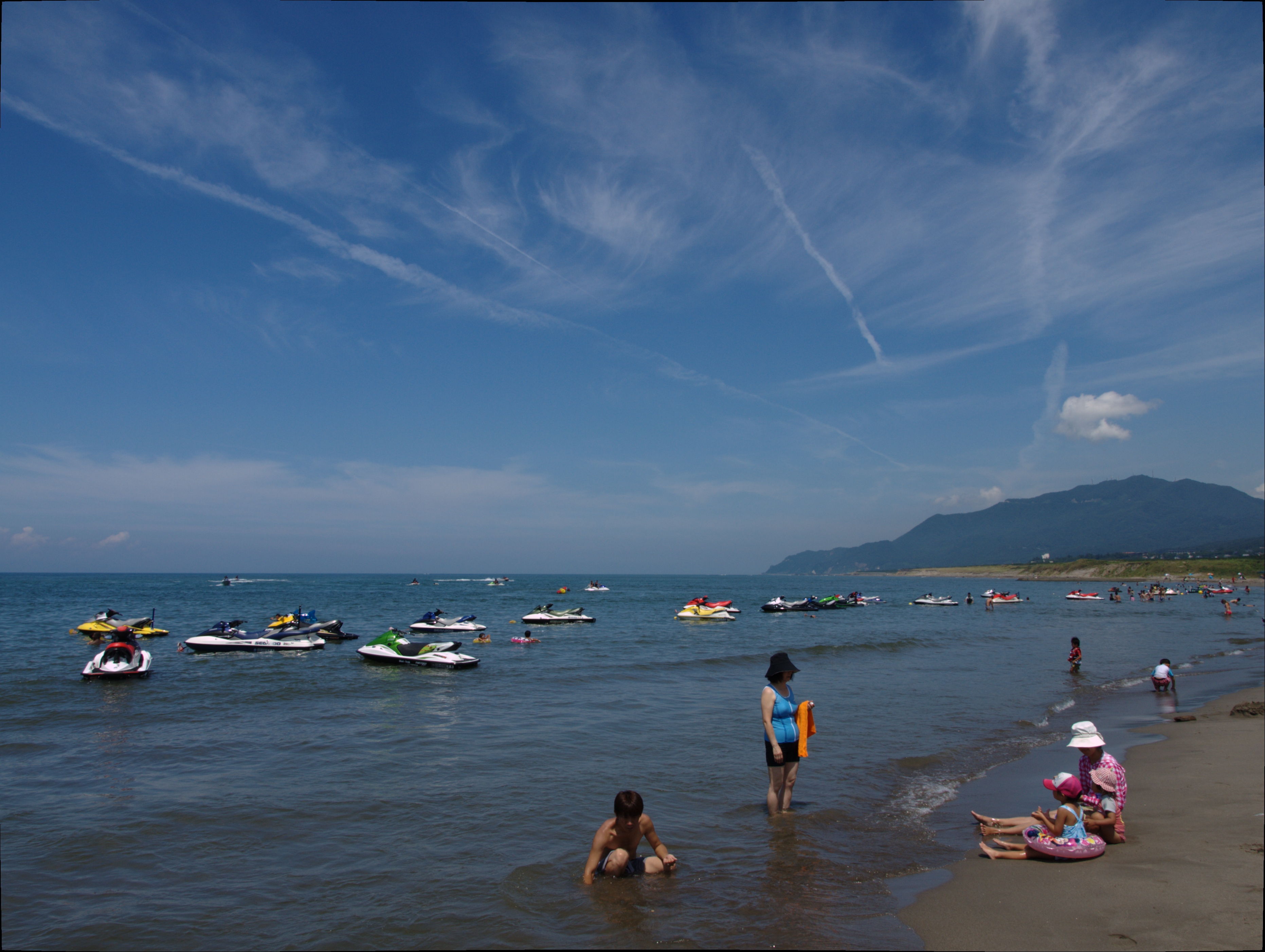
寺泊中央海水浴場

## 文化・名物

### 祭事・催事
- 悠久山桜まつり（4 - 5月）
- 長岡まつり（8月1日、2日、3日。1日は平和祭。2日目と3日目の昼には昼行事、夜には日本三大花火大会の一つになっている花火大会が行われており、正三尺玉や復興祈願花火『フェニックス』で有名である。）
- 米百俵まつり（10月）
- 長岡市秋まつり（11月）
- 牛の角突きの習俗（国の重要無形民俗文化財）
- 金峯神社の流鏑馬（新潟県の無形民俗文化財、7月）
- 巫女爺人形操り（無形民俗文化財）
- 千蔵院（千手観音寺）の星祭り（日本三大星祭りの内のひとつ）
- 関原まつり（9月中旬）
- 与板十五夜まつり（9月中旬）
- 西本願寺新潟別院お取越し（6月下旬）
- 今町・中之島大凧合戦（6月上旬）
- 寺泊港まつり（8月）
- もちひとまつり（8月）
- ほだれ祭（3月）
- 長岡市錦鯉品評会（10月）
- ヨネックスレディスゴルフトーナメント（6月第1週[注 14]）
- 越後長岡6大冬まつり（2、3月）[47]
  - とちお遊雪まつり、スノーフェスティバルin越路、長岡雪しか祭り、えちごかわぐち雪洞火ぼたる祭、おぐに雪まつり、古志の火まつり

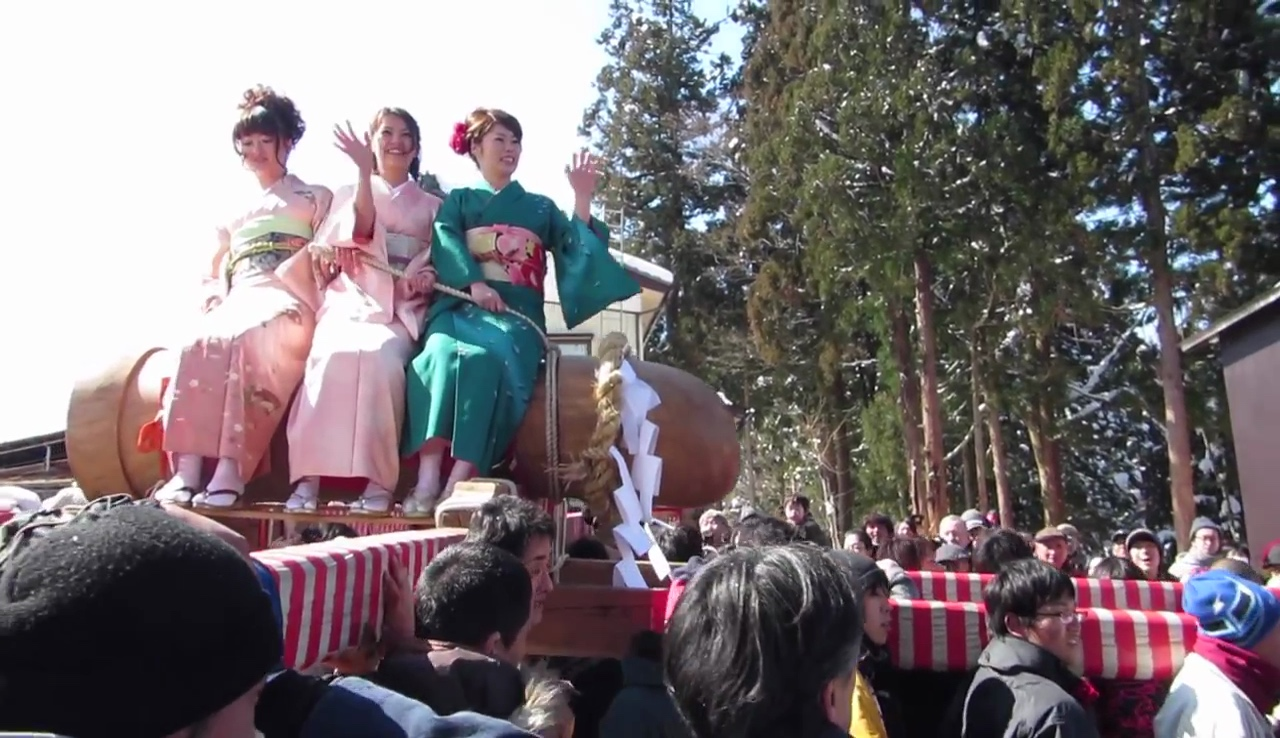
ほだれ祭
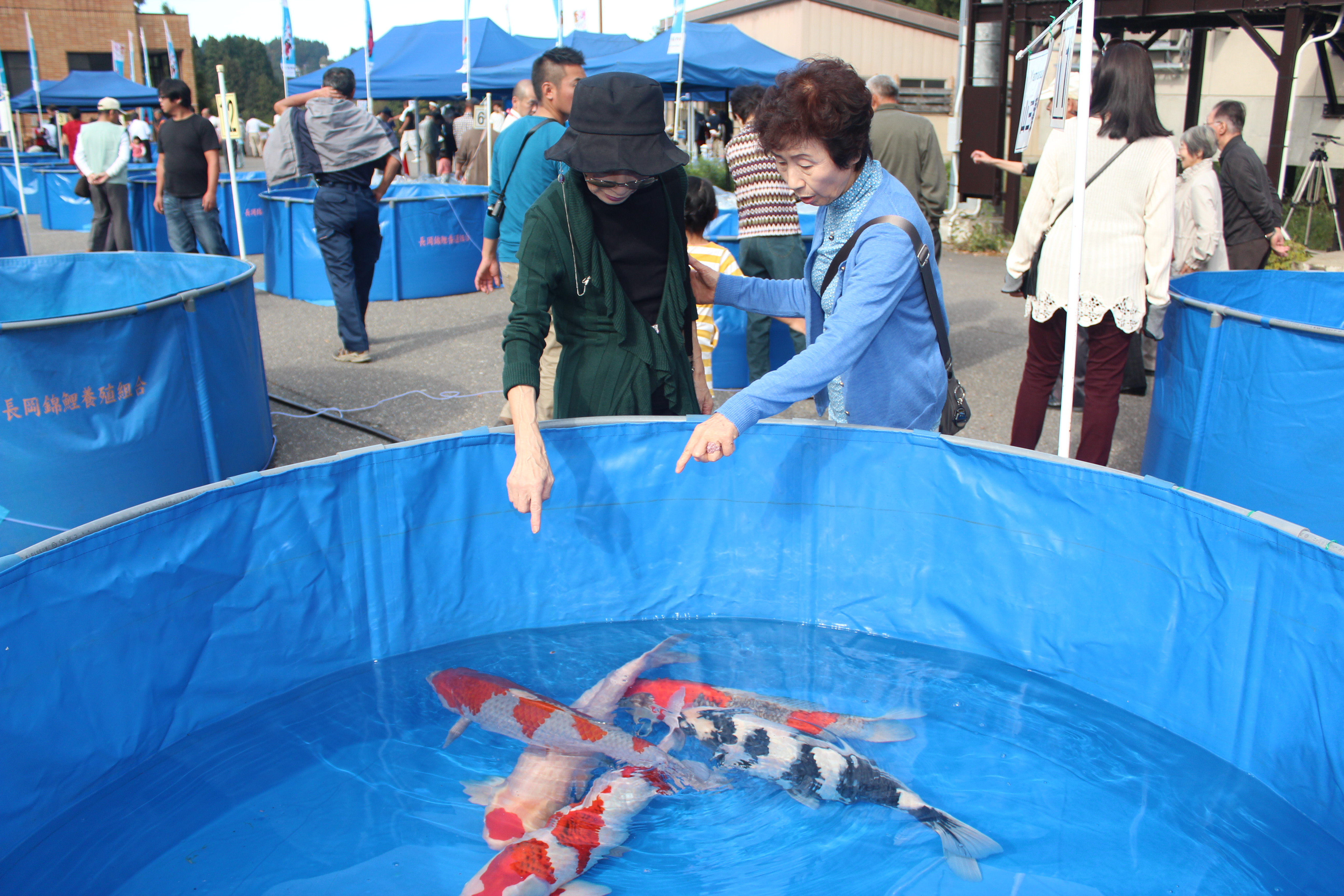
長岡市錦鯉品評会
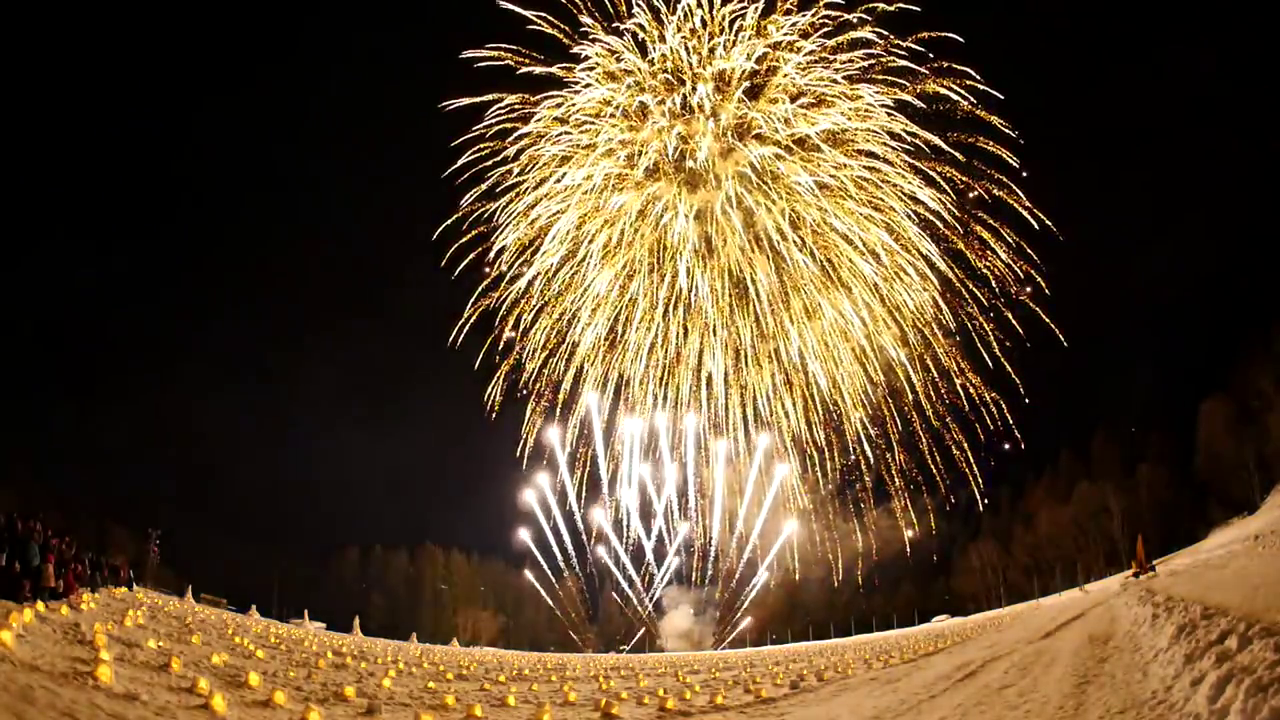
「えちごかわぐち雪洞火ぼたる祭」の花火
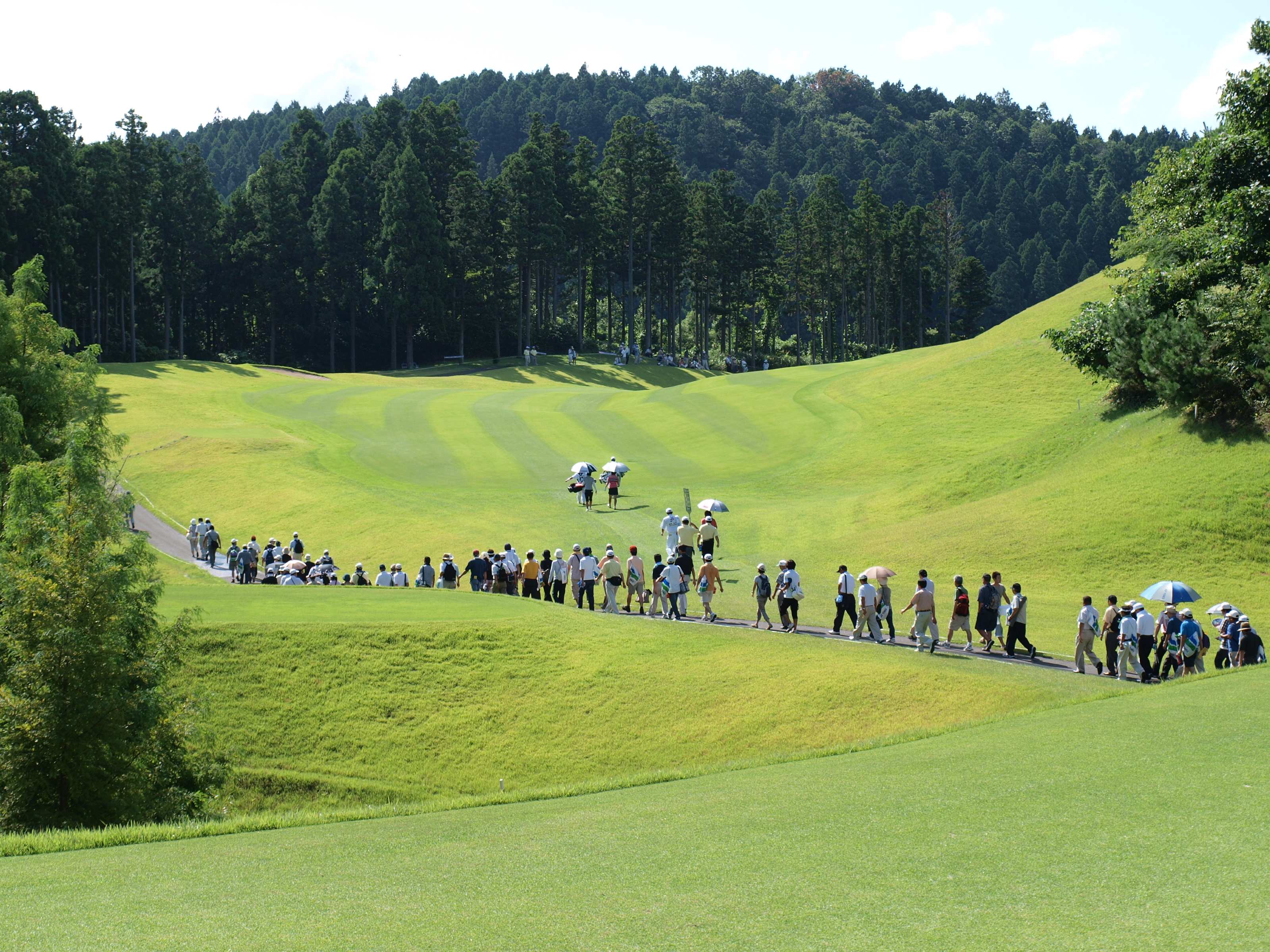
ヨネックスレディスゴルフトーナメント

### 花火

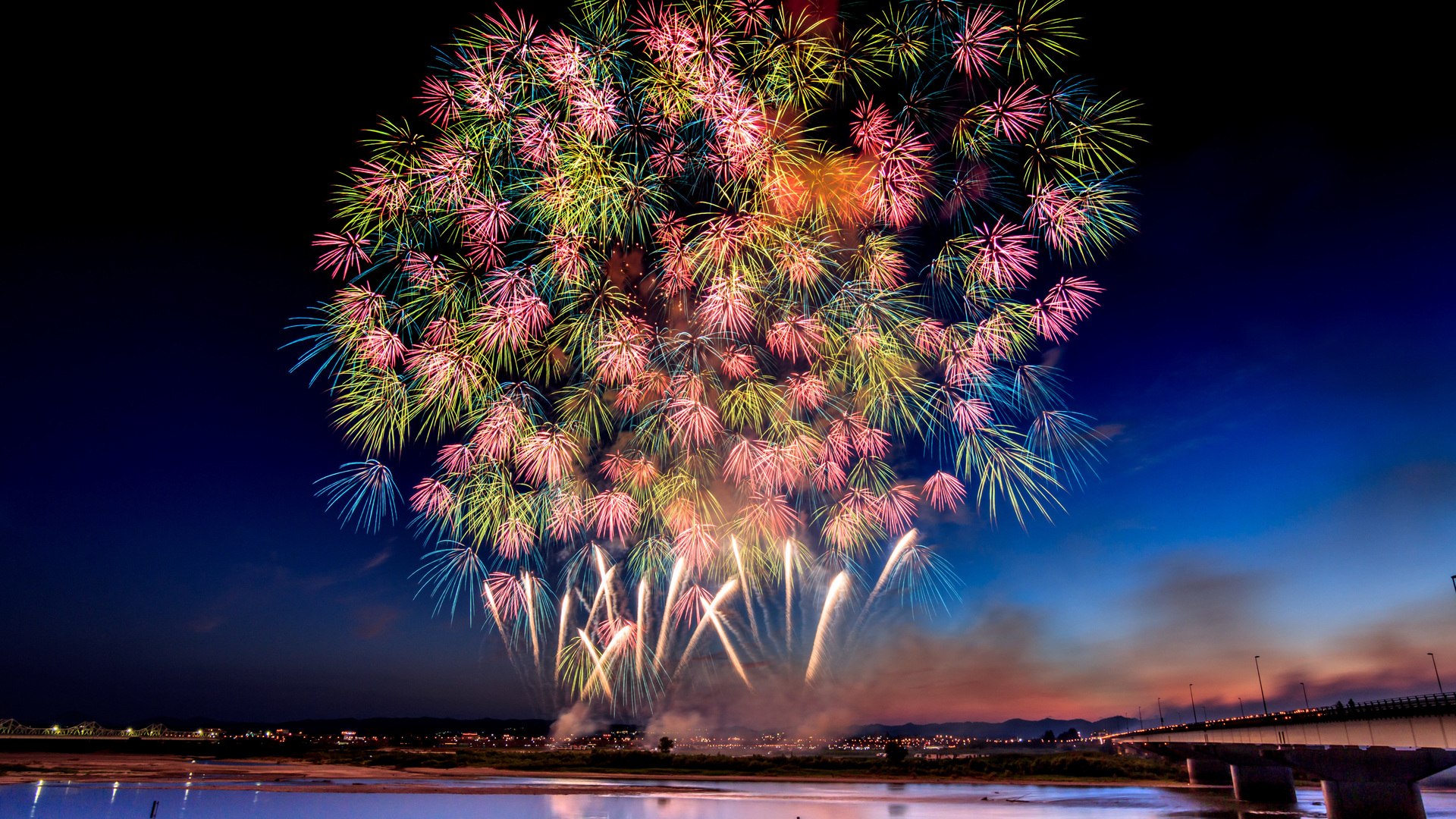
長岡まつり大花火大会

花火の街としても知られ、長岡まつり大花火大会は、「大曲」・「土浦」の花火とともに日本3大花火に数えられている。
毎年8月1日から3日に長岡まつり（うち大花火大会は2、3日）が開かれ、市の中心を流れる信濃川の中州から、正三尺玉花火を含めた数々の花火が打ち上がる。
2005年（平成17年）の長岡まつりでは、市民などからの協賛金を募って、新潟県中越地震からの復興祈願花火「フェニックス」を打ち上げ喝采を浴びた。この「フェニックス」は、同年10月23日の中越地震からの「復興の集い」や年末年始のカウントダウンイベントでも打ち上げられ、長岡を象徴する花火になった。この花火は、翌年以降の長岡まつりでも継続して打ち上げられている。

### チューリップ

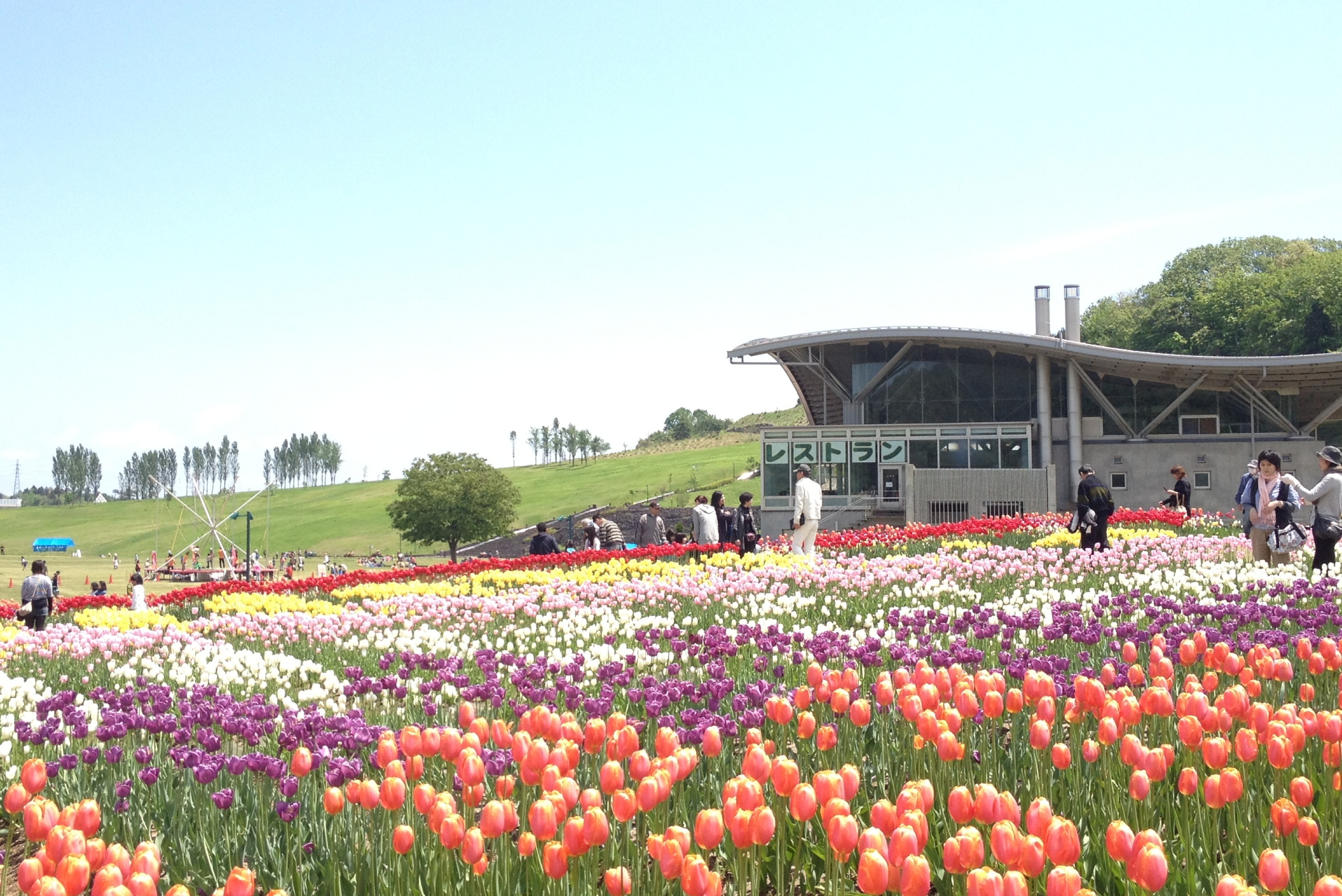
越後丘陵公園のチューリップまつり

新潟県の花であるチューリップは、明治後期に現在の長岡市越路地域で栽培が試みられ、その後商業生産が本格化した。2019年現在、新潟県はチューリップ切花の生産量が全国1位となっている。
長岡市には国営越後丘陵公園があり、ゴールデンウィークにはおよそ130品種16万球のチューリップが満開になり「チューリップまつり」が開催される。

### 名産・特産
- 錦鯉
- 米（コシヒカリ）
- れんこん（大口れんこん）
- 小国和紙
- 油揚げ（栃尾あぶらげ）
- 長岡生姜醤油ラーメン

### グルメ

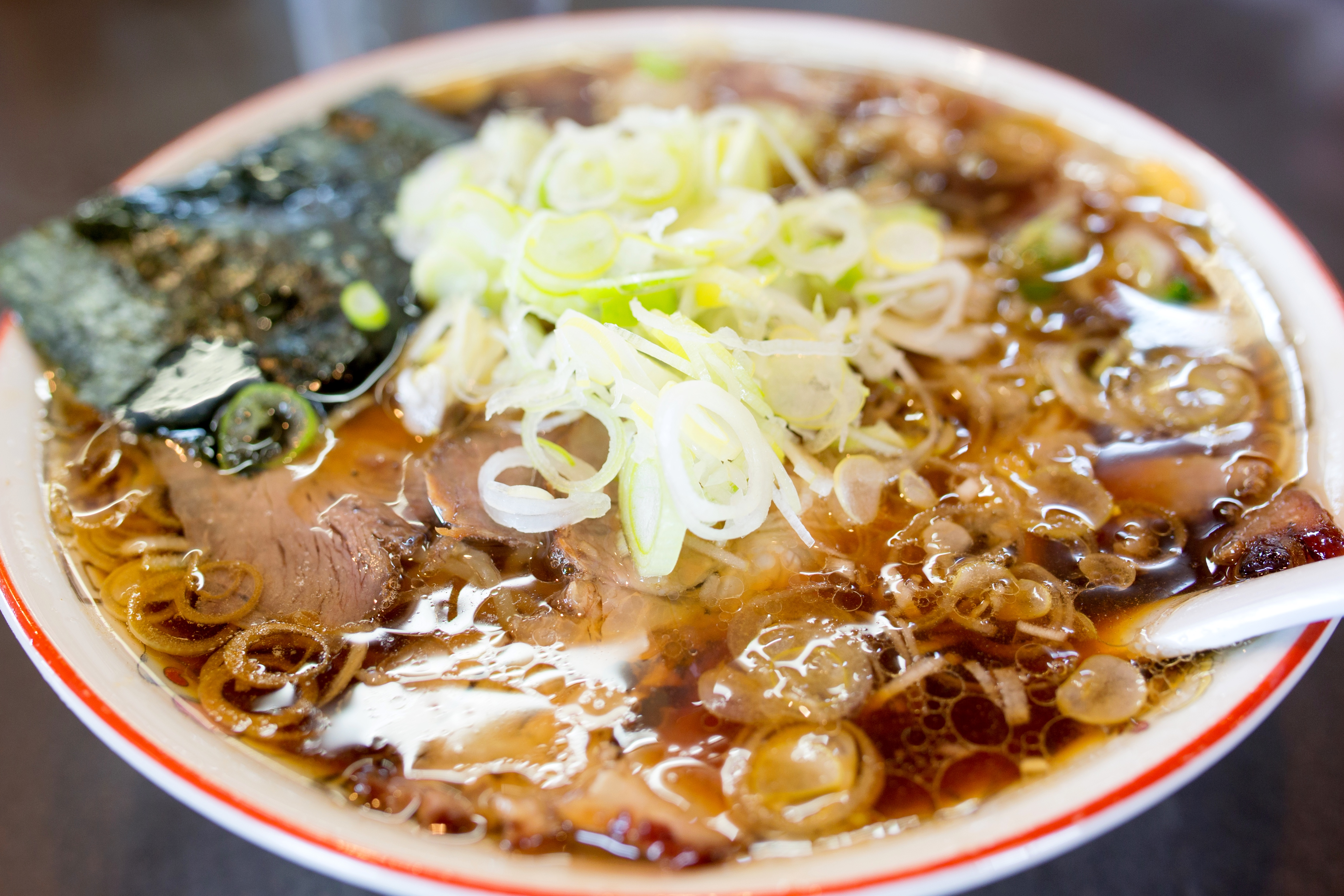
長岡生姜醤油ラーメン

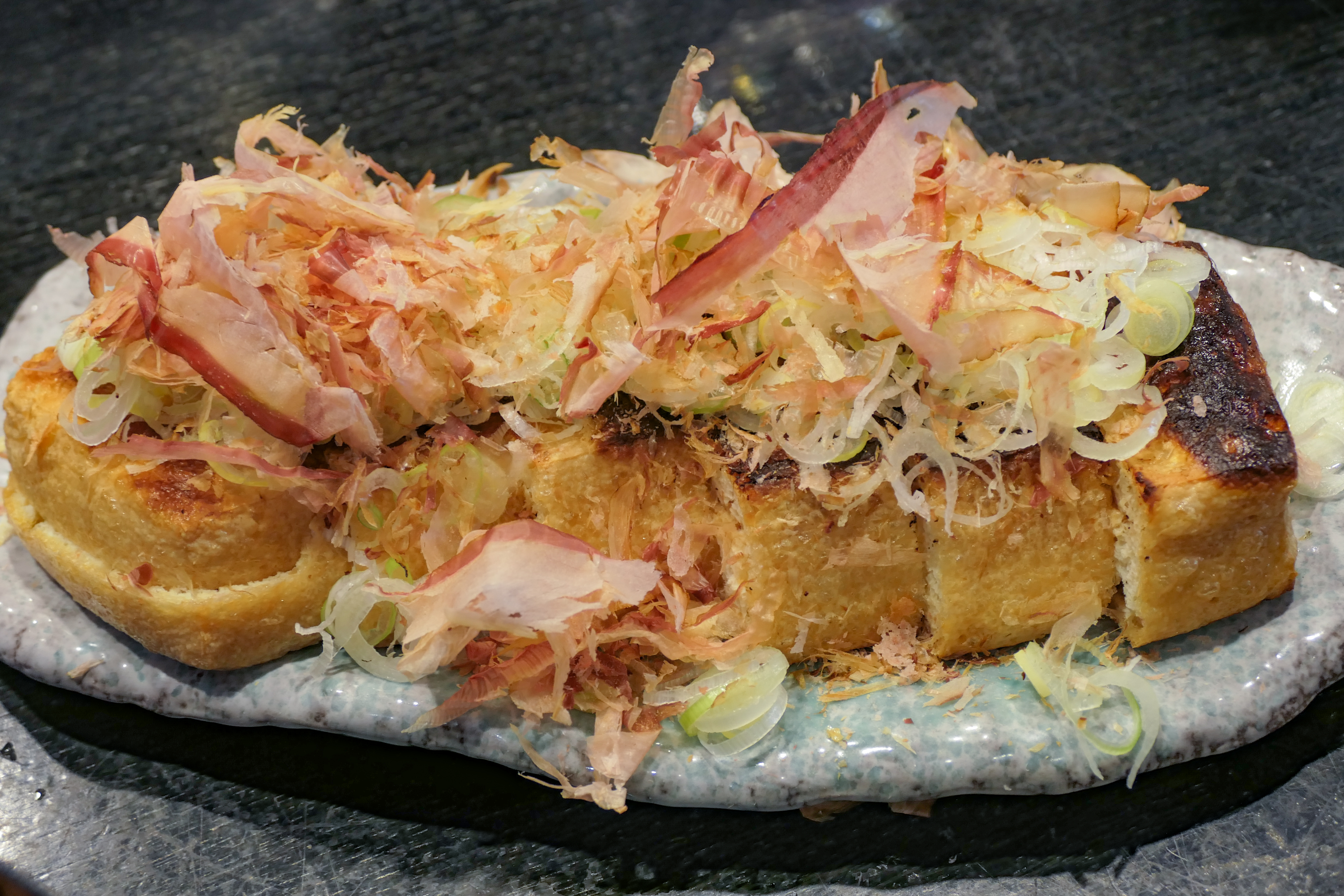
栃尾のあぶらげ

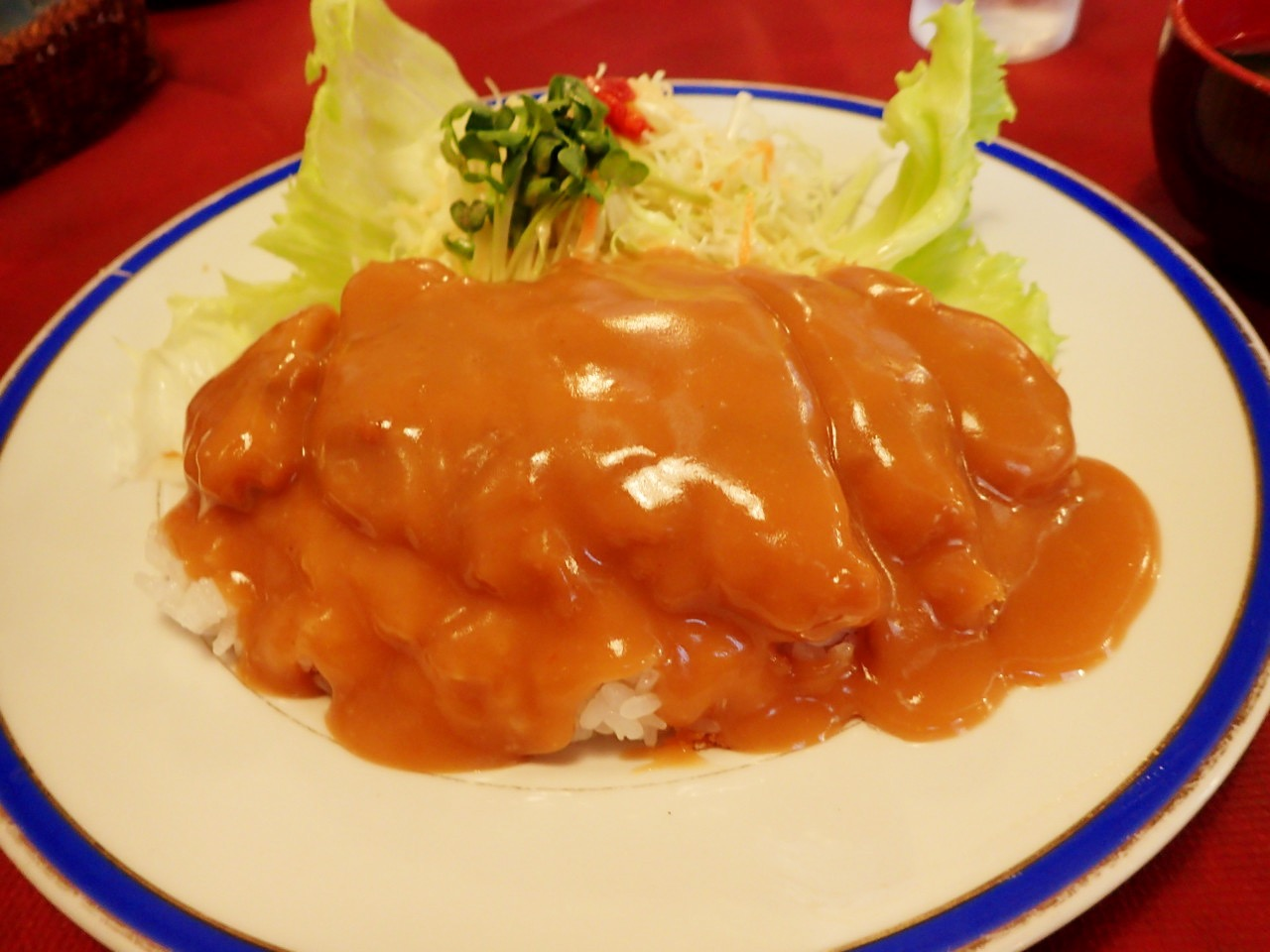
洋風カツ丼

- 長岡生姜醤油ラーメン
- イタリアン
- 洋風カツ丼
- レーメン
- へぎそば
- あぶらげ
- 笹団子
- 越乃雪（日本三銘菓）
- 醤油赤飯
- 冷やしラーメン（冷やし丼）（栃尾地域）
- 日本酒

### スポーツ
長岡市に本拠地とするスポーツチーム

#### バスケットボール
- 新潟アルビレックスBB（Bリーグ・B1）

## 長岡市を舞台とした作品

### 音楽
- 長岡大花火音頭 - 北島三郎の楽曲
- 越後夢花火 - 石原詢子の楽曲

### 映画
- この空の花
- マリと子犬の物語

### ドラマ
- こころ

### アニメ
- ガッチャマン クラウズ インサイト（2015年・一部エピソードが長岡市が舞台で、登場人物の三栖立つばさの出身地）
- 新幹線変形ロボ シンカリオン（2018年・第8話）

## 出身関連著名人
※ 50音順

### あ行
- 青柳卓雄（医療機器技術者、パルスオキシメーターを発明）
- あごキング（芸人、YouTuberグループ「プリッとChannel」のメンバー）
- 浅井信雄（国際政治学者、野村総合研究所コンサルタント）
- 秋山孝（イラストレーター・グラフィックデザイナー）
- 阿刀田高（作家）
- 荒木巴（マジシャン、大道芸人）
- 稲垣茂光（長岡藩士・幕末期の同藩家老首座。官軍恭順派・反河井派）
- 猪俣博（日立メディコ社長、日本医療機器産業連合会副会長）
- 井上井月（俳人）
- 井上円了（仏教哲学者、哲学館創設者）
- 猪俣隆（プロ野球選手、寿司店経営者）
- 今井啓介（プロ野球選手）：旧栃尾市
- 今井智子（音楽評論家、音楽ライター）
- 今井雄太郎（プロ野球選手、野球解説者、タレント）
- いまなりあきよし（歌手）：旧栃尾市
- 入船亭扇辰（落語家）
- 氏賀Y太（漫画家）
- 内山隼人（ダンスパフォーマー、「WORLD ORDER」のメンバー）：旧越路町
- MC正社員（ヒップホップ、起業家）
- エル・デスペラード（プロレスラー）：旧寺泊町
- 遠藤諭（月刊アスキー編集長）
- 大岩ピュン（漫画家、イラストレーター）
- 大井邦雄（早稲田大学名誉教授）
- 大高洋夫（俳優）
- 小黒八七郎（医師）：旧寺泊町
- 大越健介（テレビ朝日専属キャスター、ジャーナリスト）：旧寺泊町
- 小縣裕介（朝日放送アナウンサー）[55]
- 小野塚喜平次（政治学者、東京帝国大学総長）
- 小幡幹雄（参議院事務総長）
- 小原直（司法大臣、内務大臣、厚生大臣、法務大臣）

### か行
- 柏木義円（安中教会牧師）
- 加瀬加奈子（女子競輪選手）
- 嘉瀬誠次（花火師）
- 金子正輝（プロ雀士・最高位戦日本プロ麻雀協会）
- 金子元三郎（実業家）
- 河井継之助（長岡藩士、長岡藩軍事総督）
- 川上四郎（童画家）
- 起雲山世志介（大相撲力士）
- 岸宇吉（実業家、第六十九国立銀行創始者）
- 岸吉松（実業家）
- 木花牧雄 (NHKアナウンサー)
- 木村清三郎（越佐新聞社社長、衆議院議員、長岡市長）
- 京本有加（グラビアアイドル）
- 桐谷洗鱗（日本画家）
- 久住小春（モーニング娘。7期生）：旧和島村
- 桑田乃梨子（漫画家）
- 小池裕（最高裁判所判事）
- 古塩篤代（フリーアナウンサー）
- 小山良運（長岡藩士）
- 小山正太郎（洋画科、小山良運の惣領）
- 小金井良精（解剖学者、人類学者）
- 粉川昭一（栃木県日光市長）
- 小西信八（教育者、東京盲唖学校校長、東京聾唖学校校長）
- 近衛十四郎（俳優）
- 小林礼奈（ものまねタレント）
- 小林信也（作家）
- 小林達雄（考古学者）
- 小林虎三郎（長岡藩士）
- 小林藹（長岡藩士、大審院判事）
- 小林茂（映画監督）
- 小林正則（東京都小平市長）
- 五藤利弘（映画監督）
- 近藤麻智子（フリーアナウンサー）
- 近藤有己（総合格闘家、パンクラス）

### さ行
- 斎藤惇夫（児童文学作家）
- 斎藤馨（造園学者、東京大学名誉教授）
- 齊藤元章（起業家、人工知能研究者）
- 櫻井よしこ（ジャーナリスト）：生まれはフランス領ベトナム。
- 佐藤亜紀（作家）
- 佐藤あつし（ミュージシャン）
- 佐藤英児（実業家）
- 佐藤公威（プロバスケットボール選手〈新潟アルビレックスBB所属〉）
- 佐藤哲三（画家）
- SABE（漫画家）
- 下田僚（臨床心理学者）
- 島倉都（ボートレーサー）
- 春風亭鯉づむ（落語家）
- スネオヘアー（ミュージシャン）
- 関川夏央（作家）
- 白峰駿馬（海援隊士）
- 斉藤直子（作家）

### た行
- 高野万優（空手選手）
- 高山奈々（ウェザーニューズ気象キャスター）
- 滝沢和典（プロ雀士・日本プロ麻雀連盟）
- 多田雄幸（ヨットマン）
- 田中賢（作曲家）
- 田中晴也（プロ野球選手）
- 佃煮のりお（漫画家）
- DJ松永（DJ）
- 東條政利（映画監督）
- 外山脩造（実業家、政治家、日本銀行初代大阪支店長、アサヒビール創業者、阪神電鉄創業者、衆議院議員）：旧栃尾市
- 豊辺新作（陸軍中将）

### な行
- 中澤卓也（歌手）
- 長島忠美（衆議院議員、山古志村長）：旧山古志村
- 中川清兵衛（国産ビールの技術開拓者）：旧与板町
- 中村真衣（競泳選手）
- 中村涼子（お笑いタレント）：生まれは福岡県
- 西恵子（女優）
- 西山茉希（モデル）
- 日印（法華宗・日蓮宗の僧）
- 韮沢靖（造型師、キャラクターデザイナー、イラストレーター）：旧栃尾市
- 布川角左衛門（編集者、教育者）
- 根岸信五郎（長岡藩士、剣道家）
- 野村貞（長岡藩士、海軍少将）

### は行
- 橋本圭三郎（大蔵次官、実業家、貴族院議員）
- 長谷川信（政治家、法務大臣）
- 長谷川道郎（政治家）
- 長谷川萌美（歌手）
- 波多野伝三郎（政治家、教育者、衆議院議員、官選福井県知事）
- 林家こん平（落語家）：旧千谷沢村
- 原田皐月（小説家、青鞜社員）
- 半藤一利（作家）：生まれは東京都
- 半藤末利子（随筆家）
- ひなた (音楽グループ)（アーティスト）
- ヒラサワンダ（作曲家）
- 廣川洋一（哲学者、筑波大学名誉教授）
- 広橋真紀子（作曲家）
- 藤田しげる（アニメーター）
- 藤山秀章（国土交通省北陸地方整備局長）
- 古川栄一（経営学者、一橋大学名誉教授、郵政省顧問）
- 星野純子（モーグル選手）
- 星野知子（女優）
- 堀敏彦（タレント、テレビ新潟アナウンサー）
- 堀憲郎（歯科医師、日本歯科医師会会長）[56]
- 堀口九萬一（外交官、漢詩人、随筆家）
- 堀口大學（詩人、フランス文学者） - 生まれは東京都本郷
- 本間精一郎（武士、旧：寺泊町）

### ま行
- 牧野忠篤（長岡藩主家第15代当主、初代長岡市長、子爵）
- 真島一男（参議院議員、建設省都市局長）
- 益田詩歩（女子プロ野球選手）
- 松井啓（外交官、初代駐カザフスタン特命全権大使）
- 松岡達英（絵本作家、イラストレーター）
- 松岡譲（小説家）
- 松本剛（漫画家）
- 丸山浩路（講演パフォーマー）
- 三国一夫（俳優）：旧栃尾市
- 三島雅夫（俳優）：旧与板町
- 溝上恵（地震学者）
- 三波春夫（歌手）：旧越路町）
- 三輪晁勢（画家、旧：与板町）
- 村松利史（俳優）
- 村山達雄（衆議院議員、厚生大臣、大蔵大臣）
- 村山千代（NST新潟総合テレビアナウンサー）

### や行
- 屋井先蔵（乾電池発明者）
- 谷内田哲平（サッカー選手）
- 柳雄太郎（サッカー選手）
- 山岸政雄（金沢美術工芸大学名誉教授）
- 山岸真（SF翻訳家）
- 矢島悦太郎（中央大学名誉教授、社会政策学会代表幹事）
- 山崎まゆみ（混浴ライター）
- 山本五十六（連合艦隊司令長官）
- 山本迪夫 （映画監督）
- 山本義路（長岡藩士、長岡藩軍事総督）
- ヤングキャベツ（ローカルタレント）
- 吉田友一（俳優）
- 吉村午良（長野県知事）
- 米山稔（ヨネックス創業者、同名誉会長）：旧越路町

### ら行
- 良寛（禅僧）

### わ行
- 和久井映見（女優）：旧栃尾市
- 和月伸宏（漫画家）：旧越路町
- 渡部翔子（映像プロデューサー）
- 渡辺秀央（政治家）：旧栃尾市
- 渡辺廉吉（長岡藩士、貴族院議員）
- 渡辺佑太朗（俳優）

## 備考
- ムクドリ撃退用CDを長岡市が制作、被害の出ていた各地の自治体に配布。
- 長岡市は新潟県内の自治体の中では最も多くの郡から構成されている。
  - 越後国の古志郡、三島郡、蒲原郡、刈羽郡、魚沼郡の一部が市域に含まれている。
  - 郡区町村編制法以後の郡においては、古志郡、三島郡、南蒲原郡、西蒲原郡、刈羽郡、中魚沼郡、北魚沼郡となり、さらに増える。